# Arquitectura de Asturias

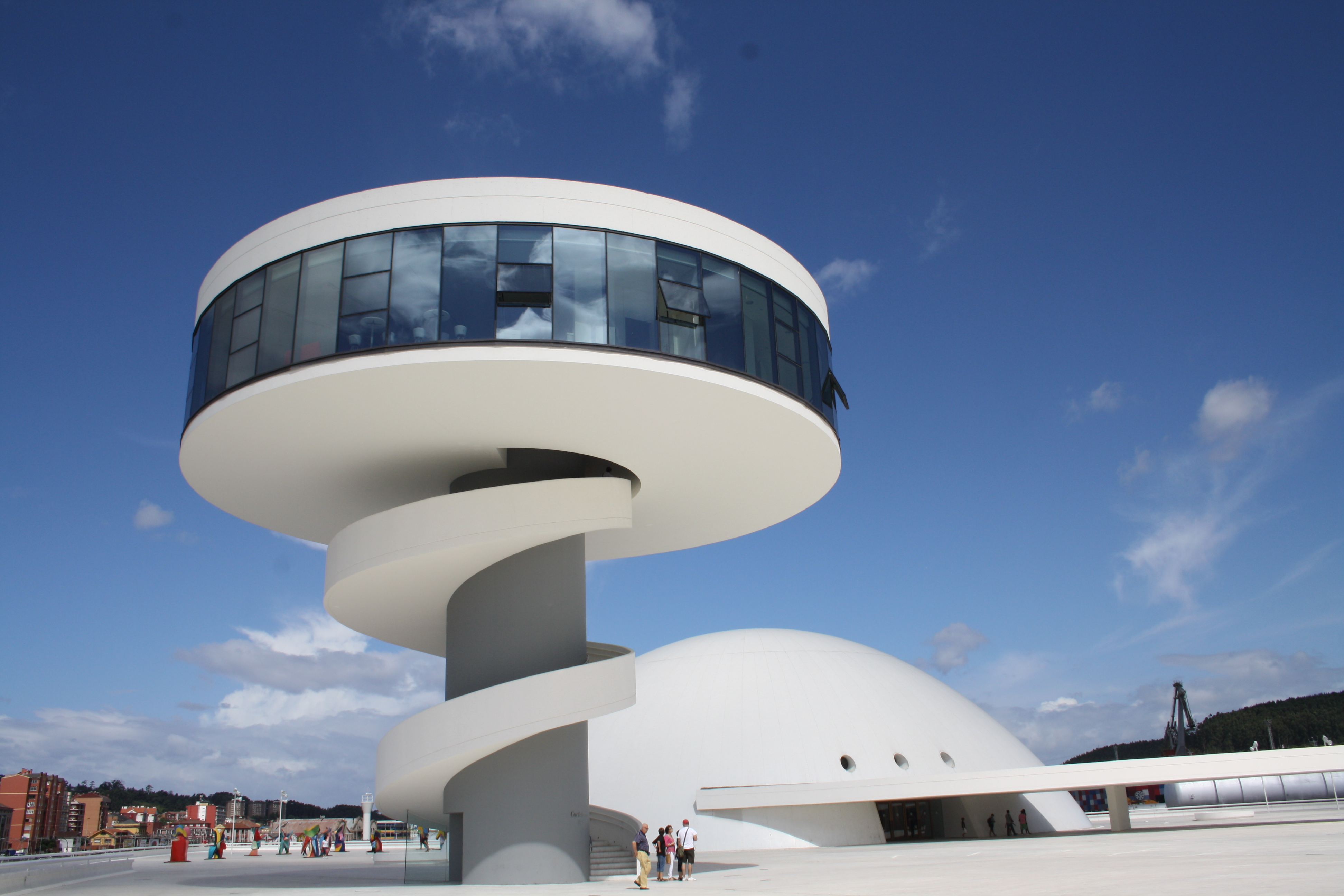
Centro Niemeyer, única obra de Oscar Niemeyer en España

La arquitectura en el Principado de Asturias presenta sus primeros restos materiales en la cultura de castros y época romana, pero no es hasta la etapa alto medieval cuando nos encontramos con una arquitectura relevante que, además, ha llegado hasta nuestros días, el arte Preorrománico. En el resto de la época medieval el estilo que más presencia tendrá será el románico, con pocos ejemplos góticos, hasta llegar a las casonas y palacios barrocos del siglo XVI. Posteriormente la industrialización asturiana dio lugar a un gran crecimiento urbano (especialmente en Oviedo, Gijón, Avilés y las comarcas mineras) que ha desembocado en interesantes ejemplos de arquitectura modernista, regionalista, industrial (reflejado en fábricas, estaciones, mercados, colegios...) y numerosos ejemplos de movimiento moderno. Todo ello sin perder de vista la llamada arquitectura popular asturiana, compuesta principalmente por casas de galerías, corredores, hórreos y paneras. En los últimos años del siglo XX y principios del XXI destacan algunos ejemplos de "nueva arquitectura".

## Cultura castreña
Podría considerarse a la cultura de los castros como la de una incipiente arquitectura. Estrabón describía a los habitante del noroeste de la península como los habitantes de castros, poblados fortificados que se proveían de los necesario en los alrededores y gracias también al intercambio entre comunidades, un amplio periodo comprendido entre la Edad del Bronce y la llegada de Roma. Algunos se construyeron sobre anteriores poblados neolíticos y siguieron estando habitados hasta la Edad Media. La mayor presencia de estos se dio en la zona occidental asturiana aunque están repartidos por todo el territorio. En los más grandes, como el de Coaña, se calcula pudieron llegar a vivir entre 1500 y 2000 personas. Por lo general, las construcciones de hábitat eran de planta circular con paredes de adobe o piedra, precedidas de un porche, con cubiertas generalmente vegetales (escasamente de otros materiales como la pizarra). Algunos de los más importantes son Chao Samartín, Coaña, Noega o San Chuis.

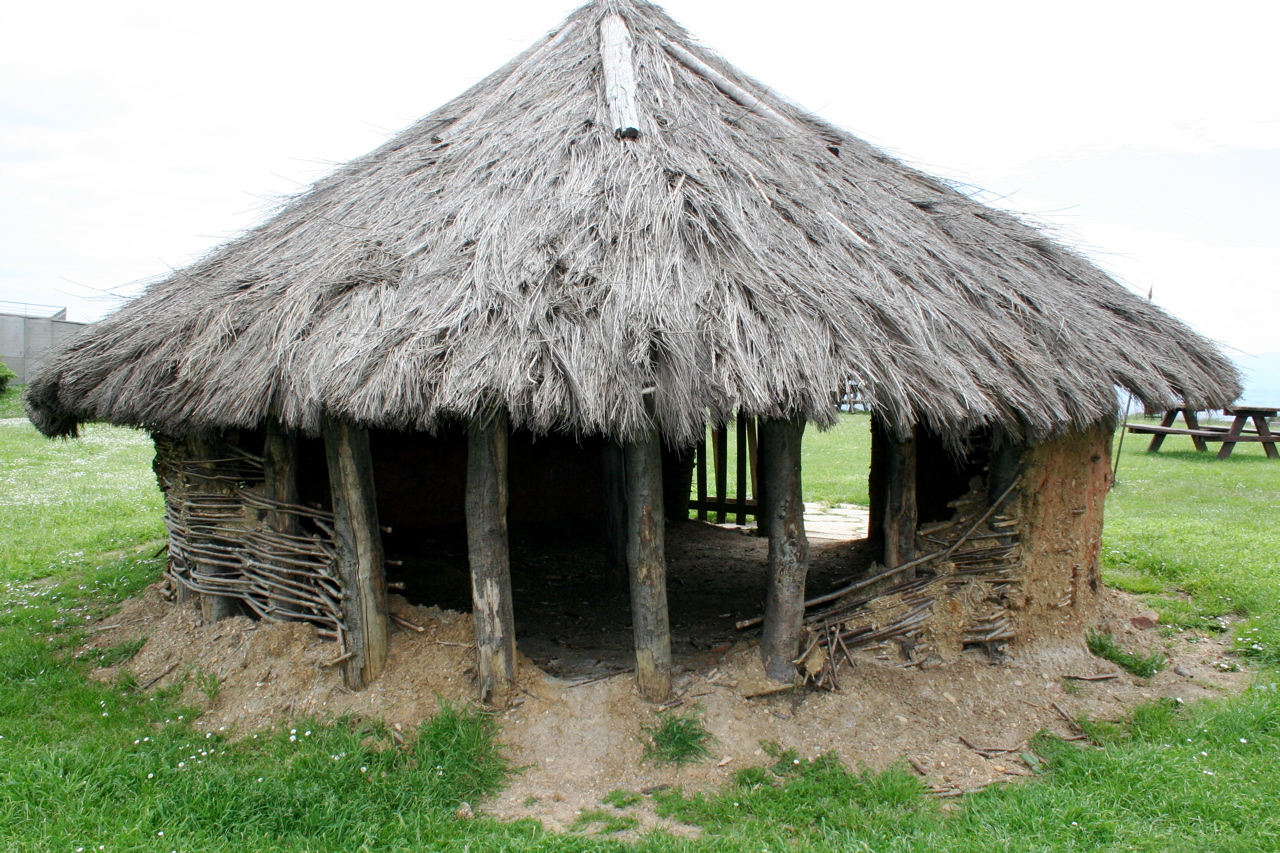
Reconstrucción de casa prerromana en Campa Torres
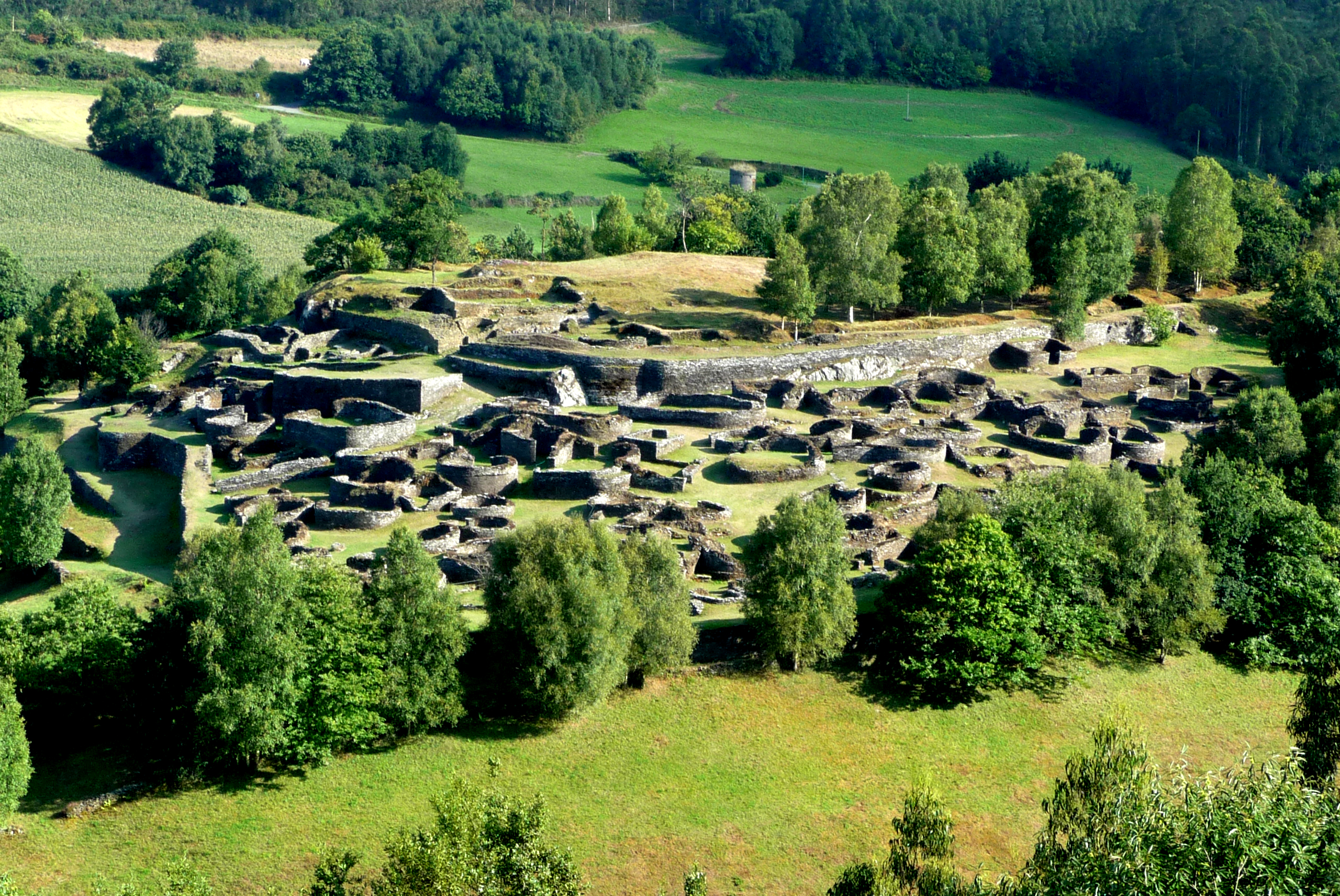
Castro de Coaña

## Roma
Tras la conquista del norte peninsular, los romanos se establecieron en la actual Asturias y el resto de la franja cantábrica en el siglo I a. C. El grado de romanización de Asturias ha sido un tema debate. Lo que sí está claro es que la presencia de Roma es evidente y, aunque no se han descrito templos ni lugares de culto, han aparecido numerosas monedas y estelas funerarias. Los restos arquitectónicos más relevantes son dos conjuntos de termas, uno en Gijón, situado junto a la playa de San Lorenzo, y otro en Valduno (Las Regueras). También existen restos de la Villa de Veranes, en Gijón, que fue ocupada hasta el siglo V. La otra villa romana más importante de la que se conservan restos en Asturias es Villa de San Martín, en Las Regueras, donde en 2018 se encontró un segundo mosaico romano de importantes dimensiones. 
Existen numerosos restos arqueológicos repartidos por la región, como el fuerte romano de La Carisa y la Vía Carisa, el Chao Samartín y restos de la explotación áurea en el occidente.

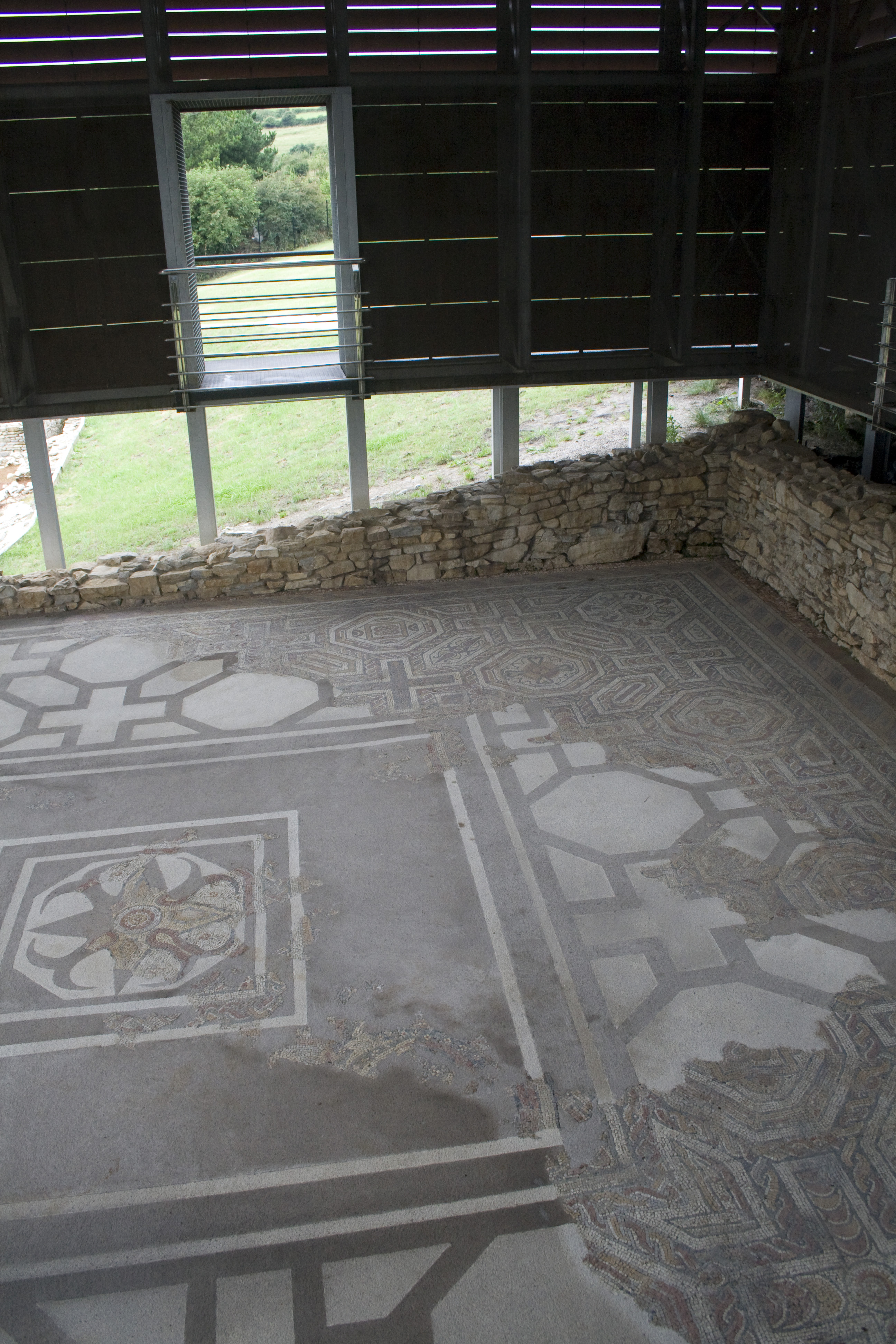
Mosaico en la villa de Veranes
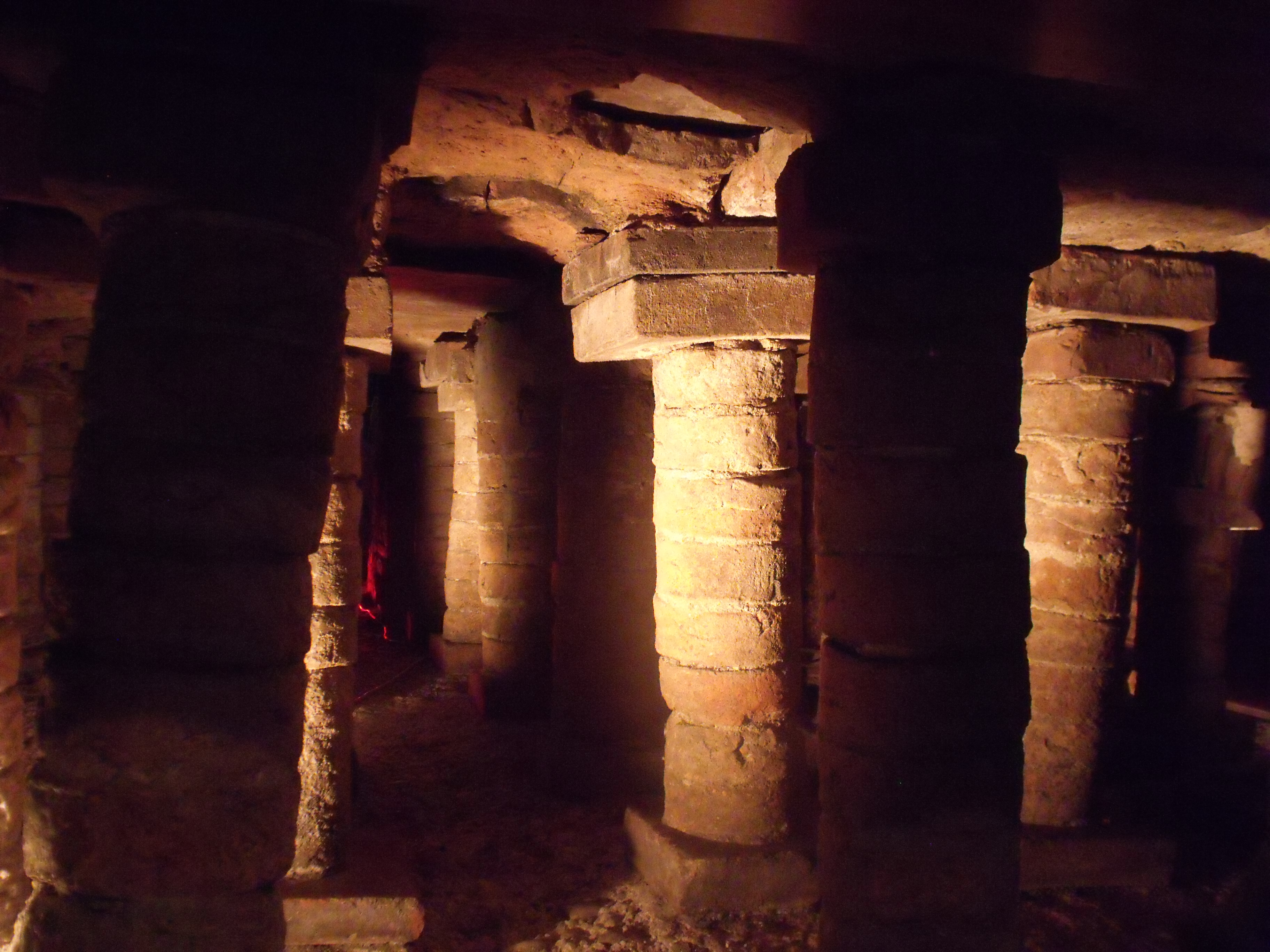
Termas romanas de Gijón
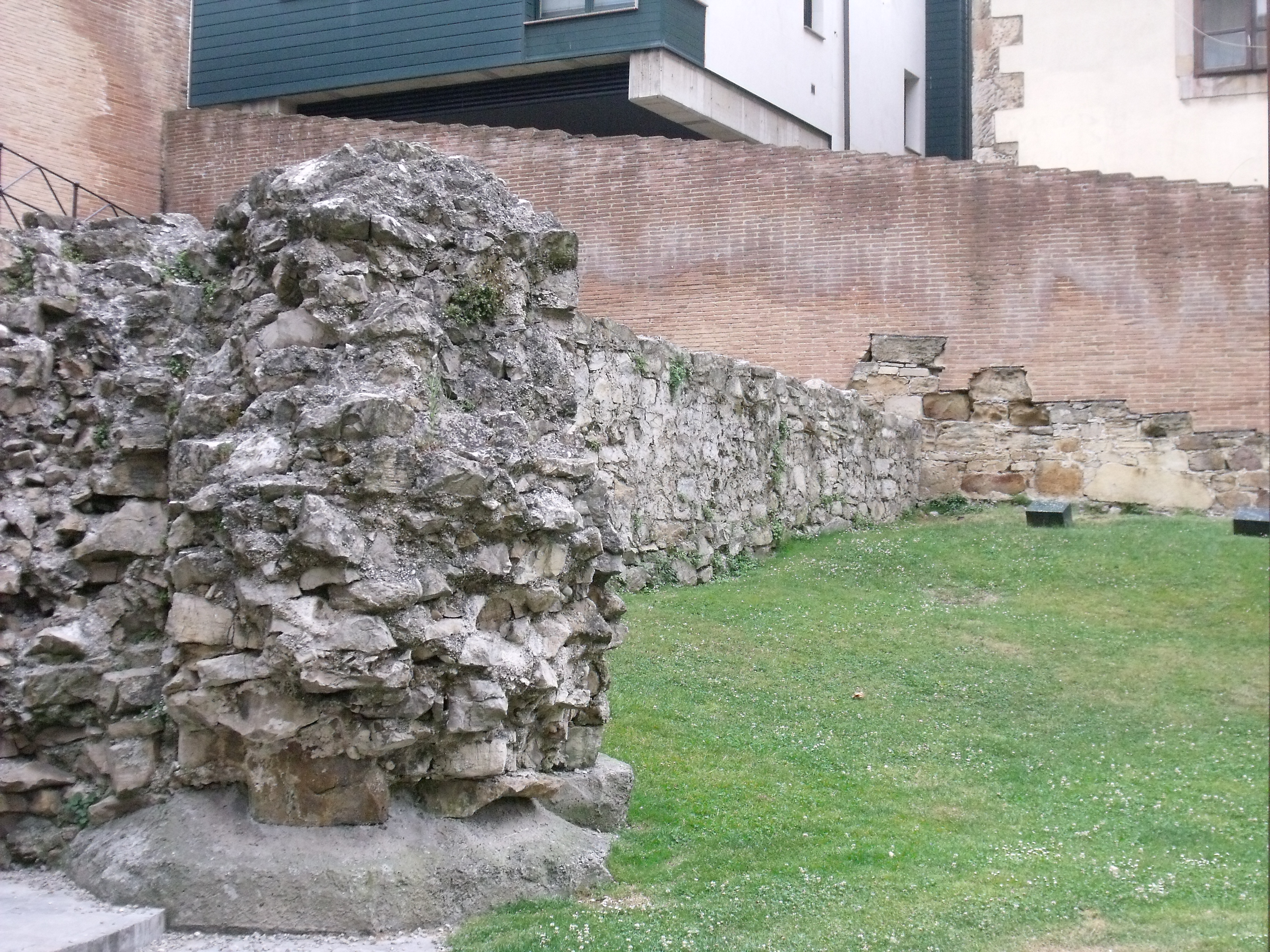
Restos de la muralla de Gijón
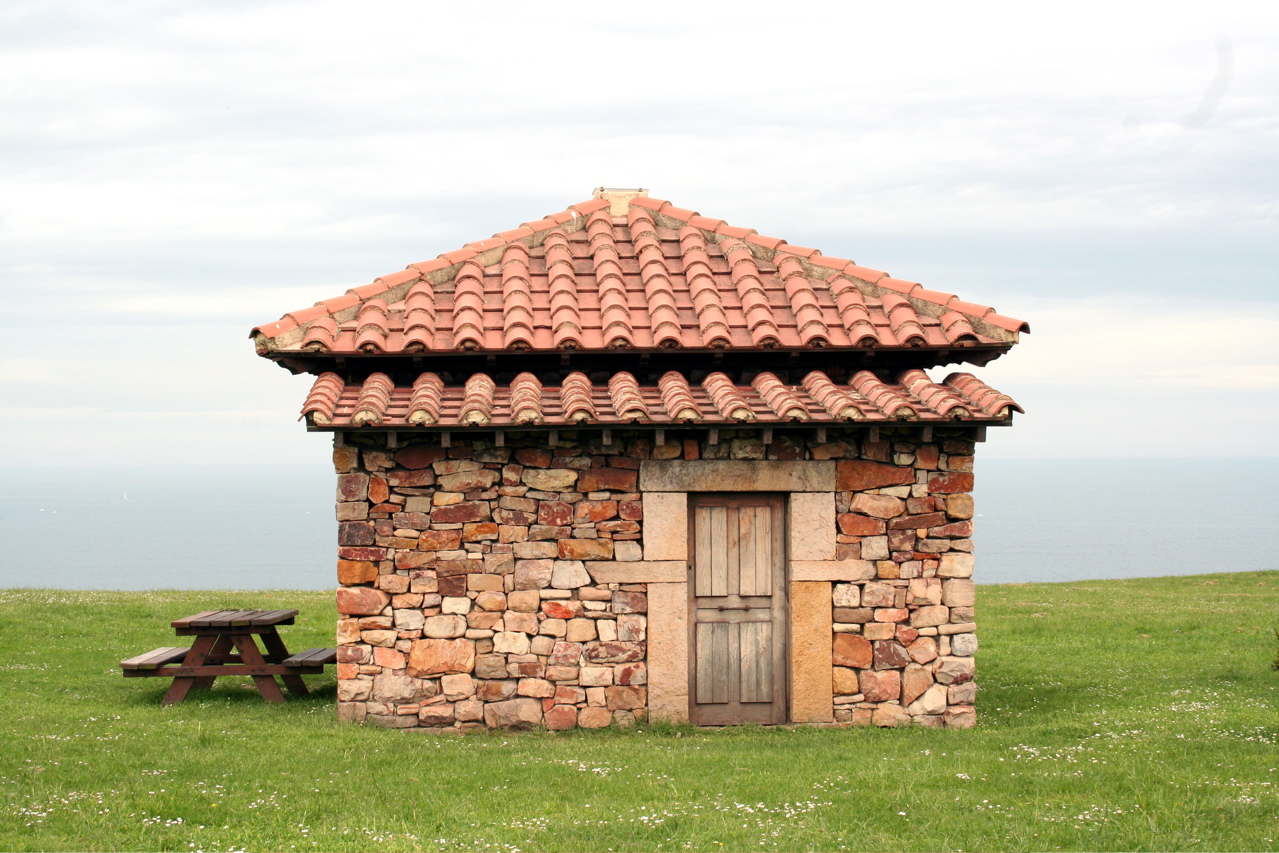
Reconstrucción de una casa romana en Campa Torres

## Arquitectura medieval

### El prerrománico asturiano

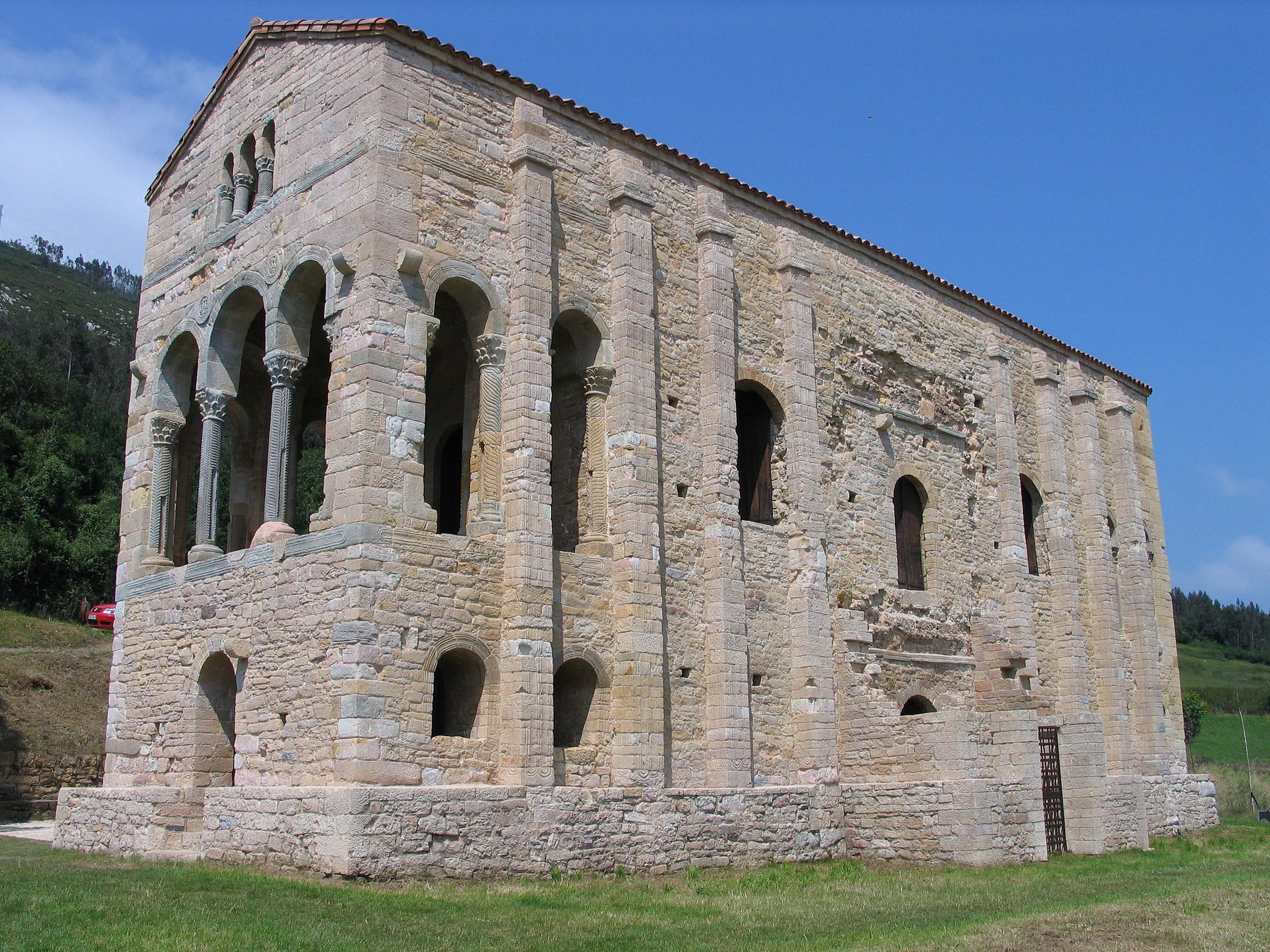
Palacio de Ramiro I, Oviedo

El Reino de Asturias se convirtió en la primera entidad política cristiana tras la invasión musulmana de la península ibérica. Se estableció como una pequeña monarquía de herencia visigoda que llegó a ampliar sus territorios por toda la cornisa cantábrica y hasta el Duero entre 718 y 924. Los restos materiales de este reino se engloban en el conocido como Arte Asturiano, que comprende pintura, escultura, orfebrería y arquitectura. La arquitectura asturiana de este periodo se enmarca en el estilo prerrománico con unas características singulares por las que varios de sus ejemplos han sido declarados Patrimonio de la Humanidad en 1985. Hasta nuestros días han llegado un buen número de edificios donde destacan un puñado de iglesias por conservar más elementos originales. Se trata de Santa Cristina de Lena (la mejor conservada), San Julián de los Prados, San Salvador de Valdediós (el Conventín), Santianes de Pravia, Santa María de Bendones, San Pedro de Nora, San Miguel de Lillo y Santa María del Naranco, siendo esta última en sus orígenes una de las dependencias del palacio de verano de Ramiro I construido en la loma del Monte Naranco y de la que Lillo era su iglesia palatina, no conservándose el resto de estructuras del complejo, a falta de una intervención arqueológica.
Así mismo destacan los restos más antiguos de la Catedral de Oviedo: parte de la Cámara Santa y la Torre Vieja. 
Se trata de iglesias pequeñas, con ventanas con celosías y geminadas, decoración interior, arcos de medio punto, gruesos muros de sillar trabajado y contrafuertes, así como columnas ricamente decoradas con la técnica de sogueado. Influencias del arte visigodo, pero también oriental y lombardo. El arte asturiano renunció en un primer momento al arco de herradura presente en el mundo hispanogodo, quizás para diferenciarse de Toledo por la postura adopcionista de su obispo Elipando de Toledo (por lo cual nació el Archidiócesis de Oviedo en 811). Con la llegada de mozárabes, el arco de herradura se dejó ver en la posterior San Salvador de Valdedios. Las iglesias con restos prerrománicos se cuentan por más de veinte, entre ellas el testero de San Tirso en el centro de Oviedo, aunque no se conservan apenas restos civiles (como el Castillo de Alfonso III) o monasterios reales. La obra civil más importante es la Fuente de Foncalada, situada también en la capital asturiana y que está dentro de la denominación de Patrimonio de la Humanidad. 

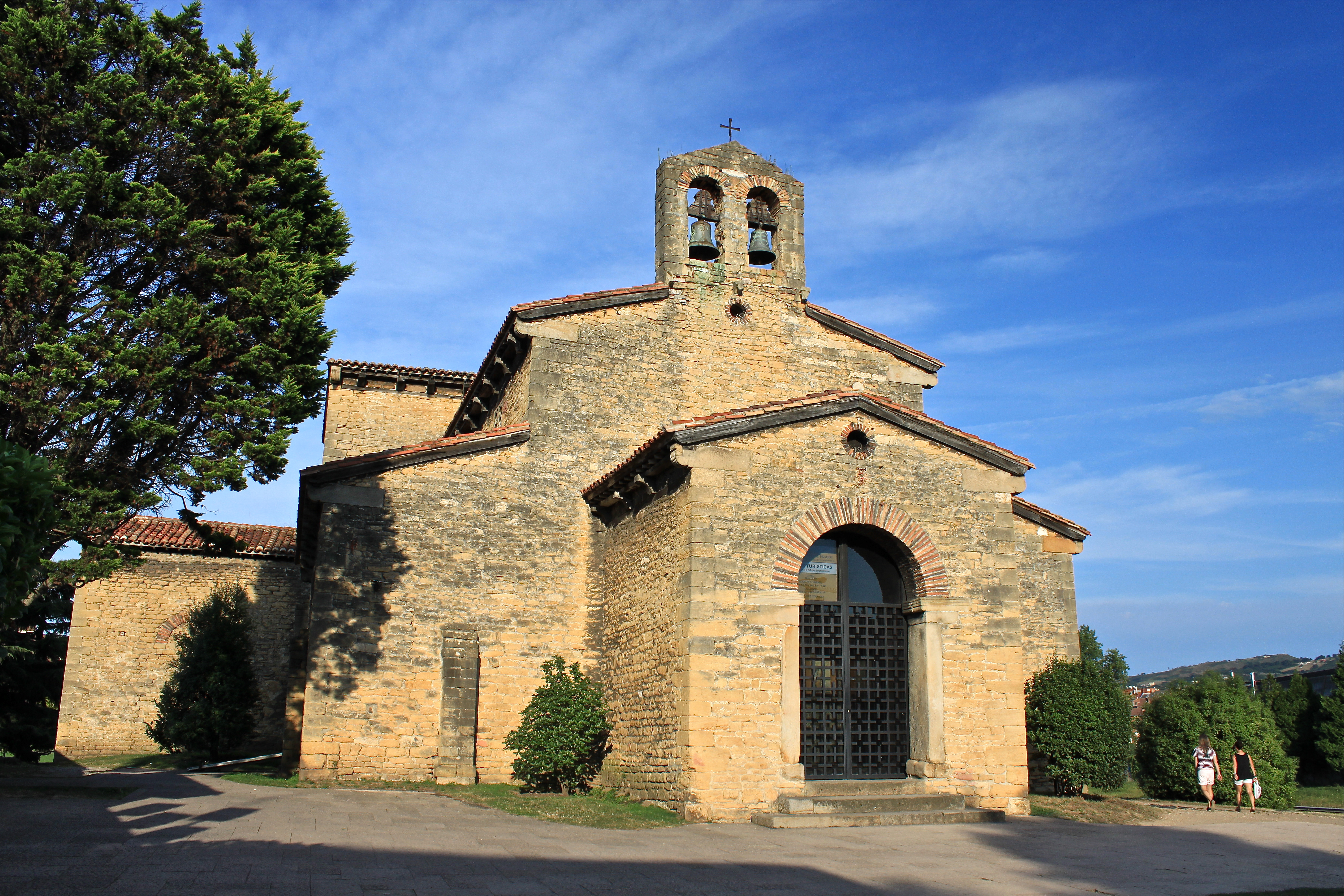
San Julián de Los Prados.
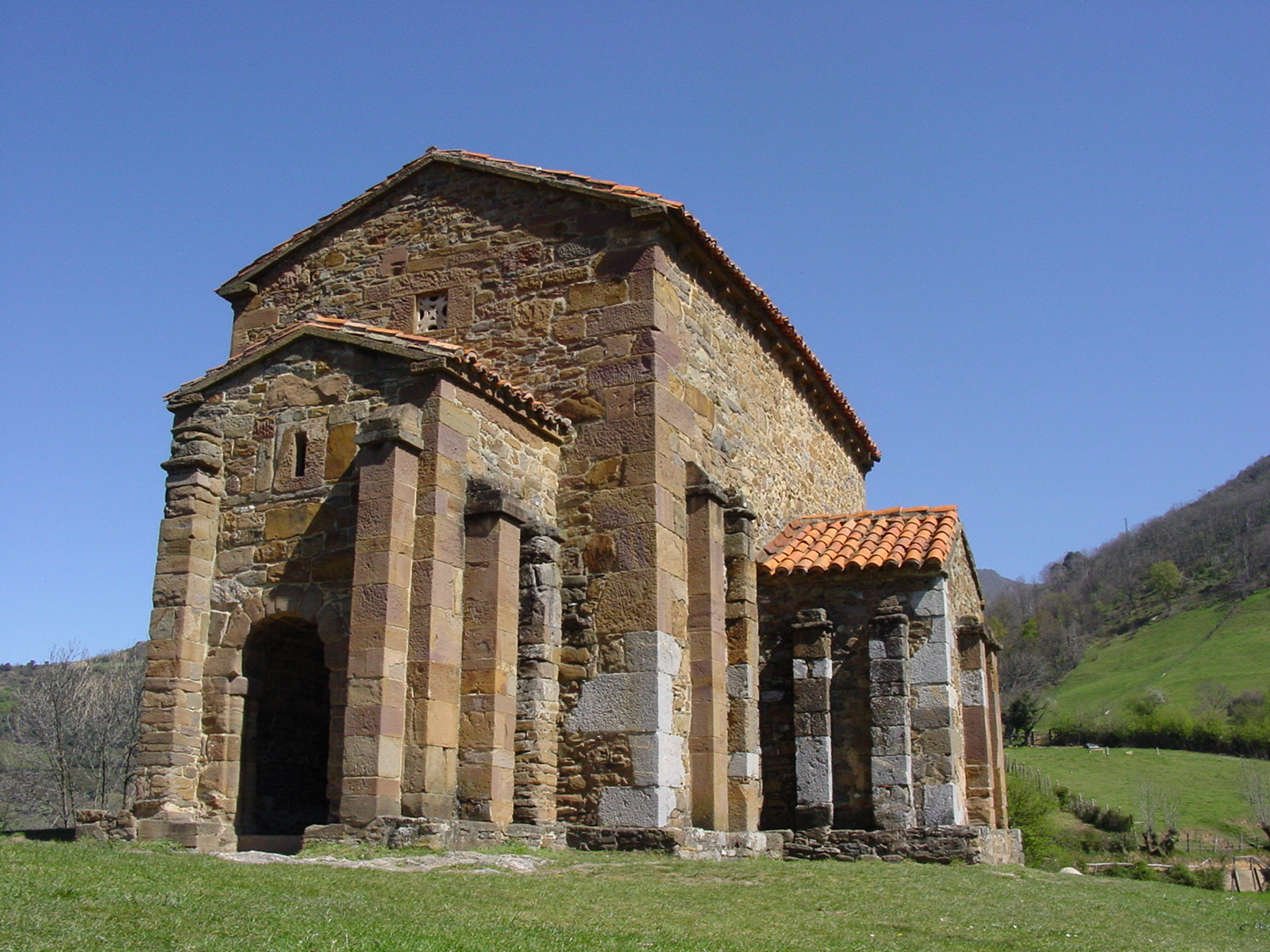
Santa Cristina de Lena.
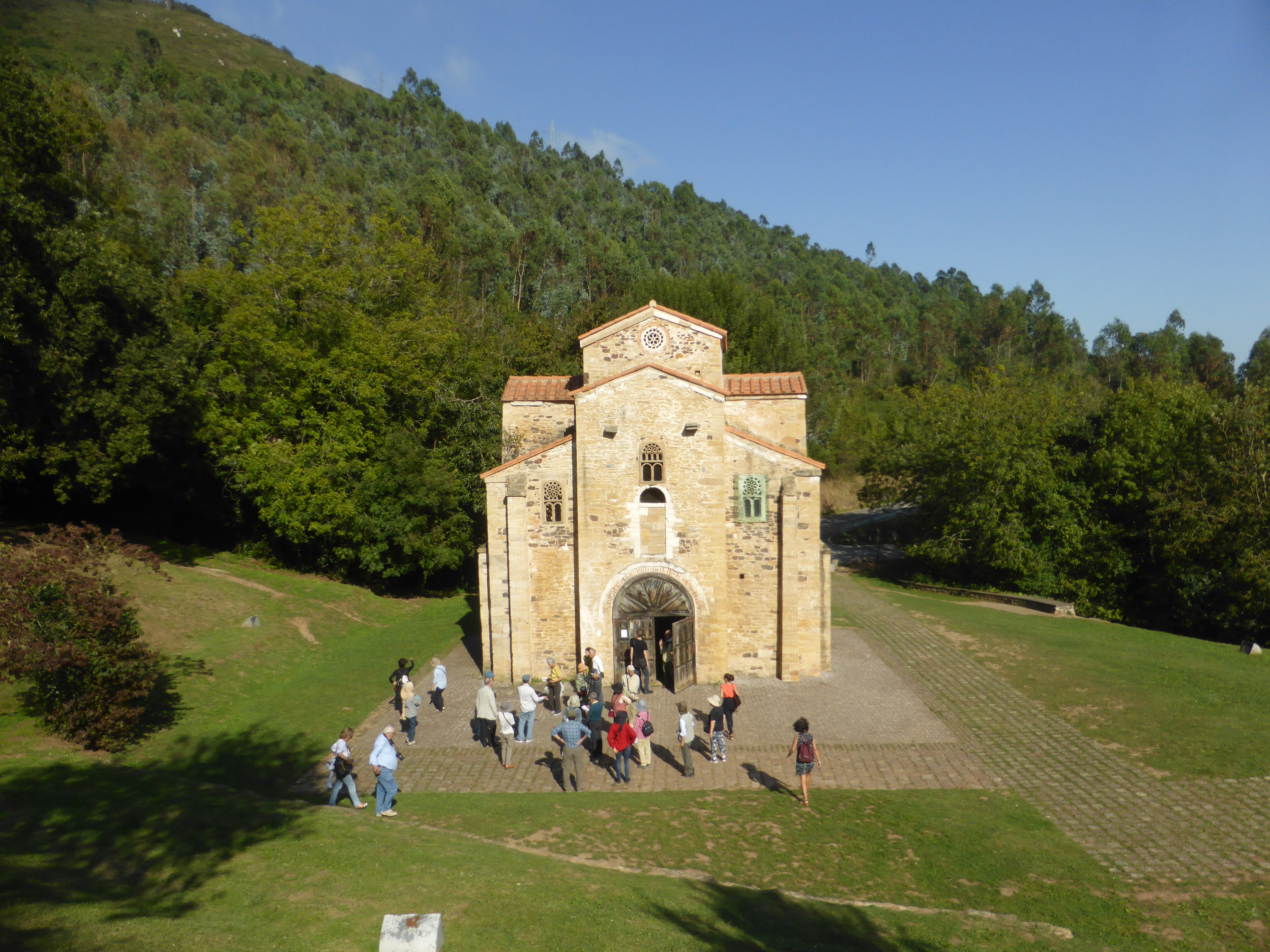
San Miguel de Lillo.
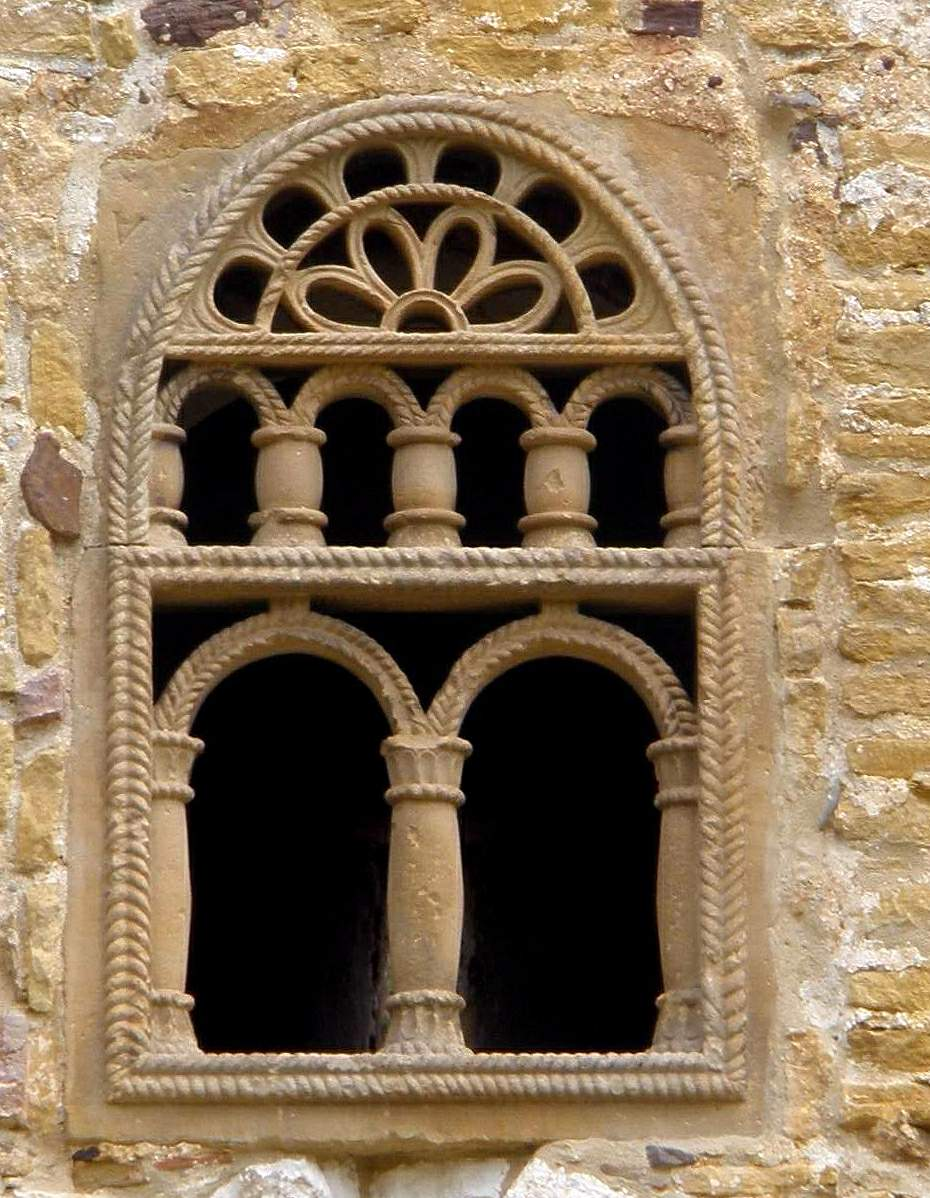
Celosía en San Miguel de Lillo.
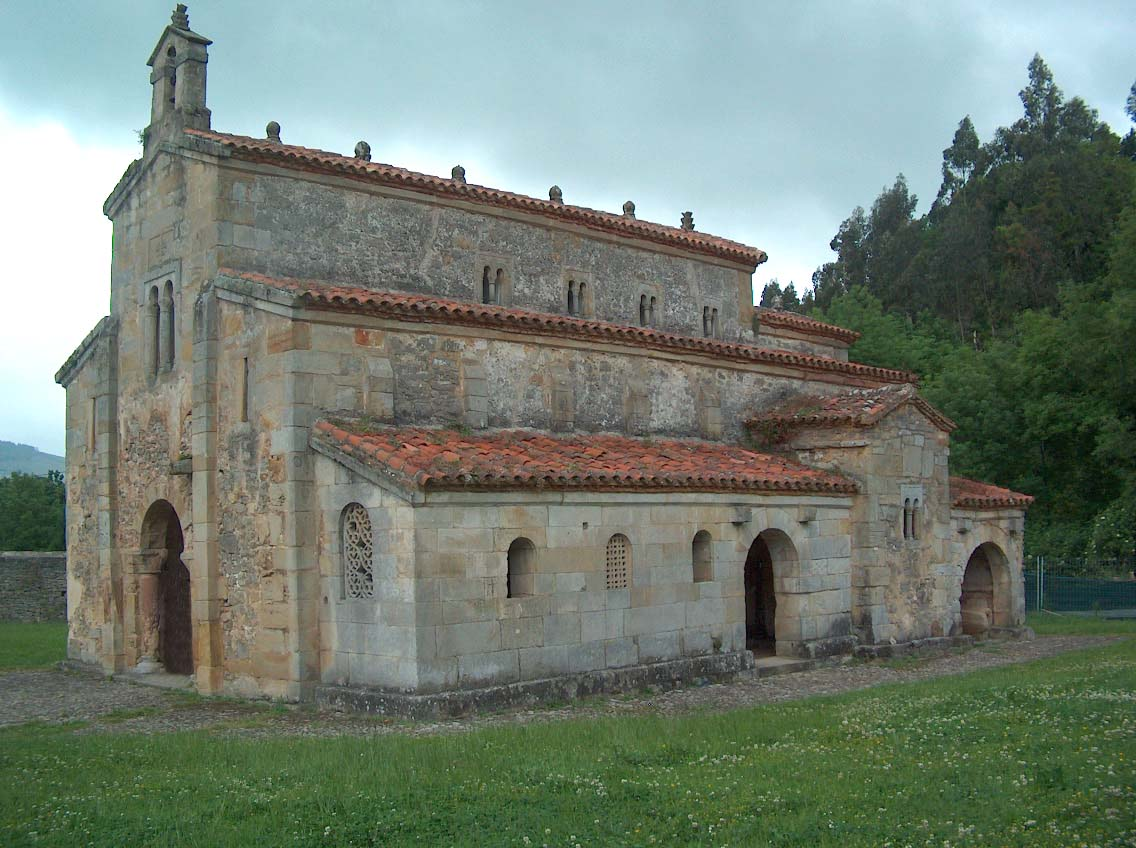
San Salvador de Valdediós.
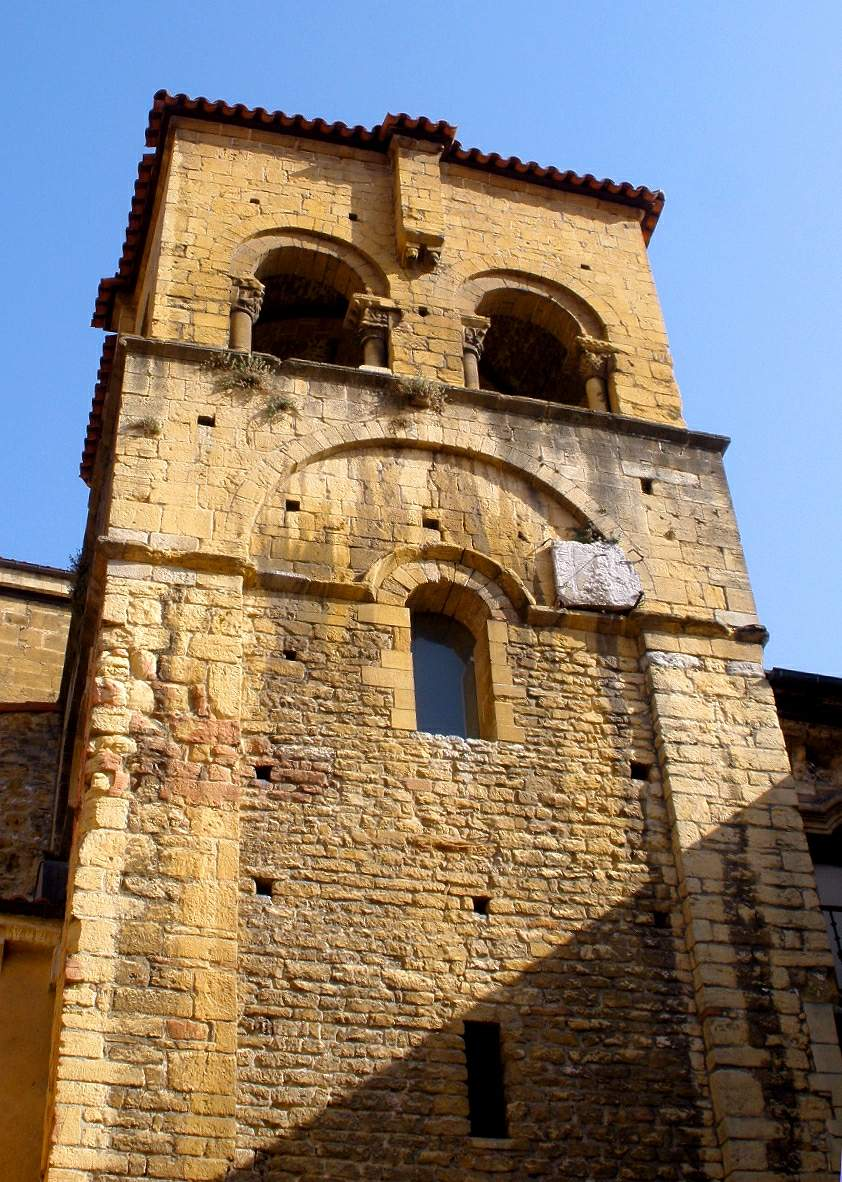
Torre vieja de San Salvador

### El Románico

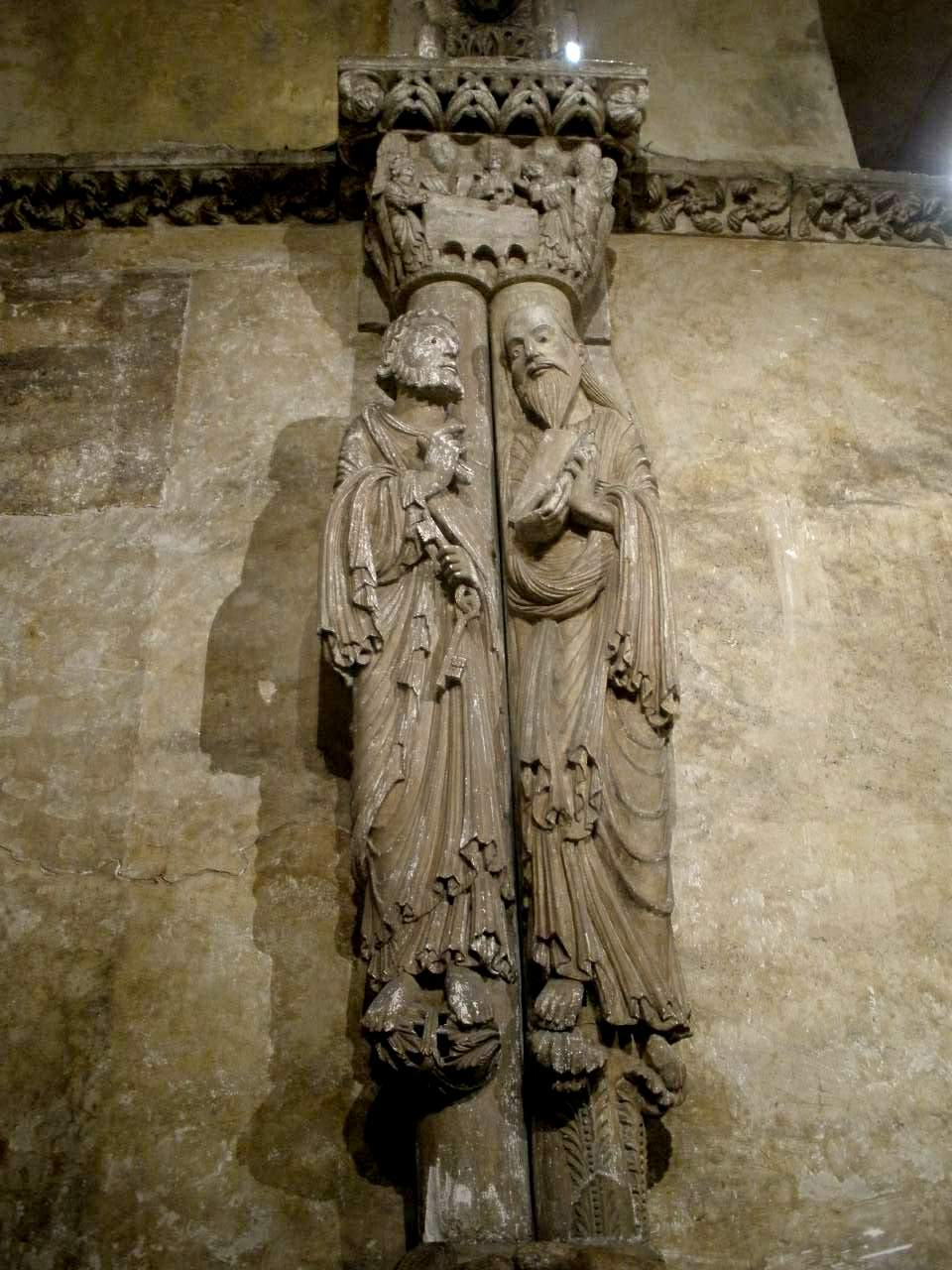
Columnas de la Cámara Santa

A partir del siglo XI los límites del reino asturiano se consolidan hasta el Duero, acabando por constituirse el Reino de León y pasando, por tanto, la capitalidad de Oviedo a la ciudad de León. Esto sin embargo no mermó la actividad económica de la región asturiana, y una buena muestra son los abundantes ejemplos de románico, tanto internacional como un románico con rasgos específicos que permiten diferenciar al asturiano del de otras zonas limítrofes como el gallego o el leonés. La Enciclopedia del Románico en la península ibérica registra 200 vestigios románicos en el Principado incluyendo puentes, escultura, orfebrería, viviendas y muy especialmente iglesias y monasterios. Es de tener en cuenta que el Camino de Santiago primitivo, declarado Patrimonio de la Humanidad, parte de Oviedo, al que se unen sus vías adyacentes. Fue una importante vía de comunicación que trajo innovaciones artísticas y que además favoreció la construcción de edificios religiosos a lo largo del trayecto (además de malaterías y hospicios).  Varios monasterios asturianos de fundación medieval no han llegado hasta nuestros días, o fueron muy reformados en el periodo barroco, conservando únicamente detalles románicos como la iglesia del Monasterio de Santa María de Villanueva de Oscos. Caso excepcional es la Ermita del Monte Monsacro, de planta octogonal, vinculada a la leyenda de las reliquias de Arca Santa e incluso a la Orden del Temple.
La Catedral de Oviedo conserva parte de su obra románica, simbolizada en su Cámara Santa, Patrimonio de la Humanidad y en la que destaca el apostolado que funciona como columnas para sostener la bóveda. 
Como sucede con el prerrománico, destacan las pequeñas iglesias que se dispersan por el territorio asturiano perfectamente integradas en el entorno, aunque algunos de estos edificios han acabado por incorporarse a entornos urbanos como San Nicolás de Bari y la Iglesia de los Padres Franciscanos en Avilés o las portadas románicas de San Esteban de Ciaño y Santa Eulalia de Ujo, conservadas en edificios de estilo neo reconstruidos a finales del XIX.
En los templos románicos asturianos destaca la decoración en tímpanos, arquivoltas, capiteles, canecillos y ábsides, así como abundante simbología en capiteles. 

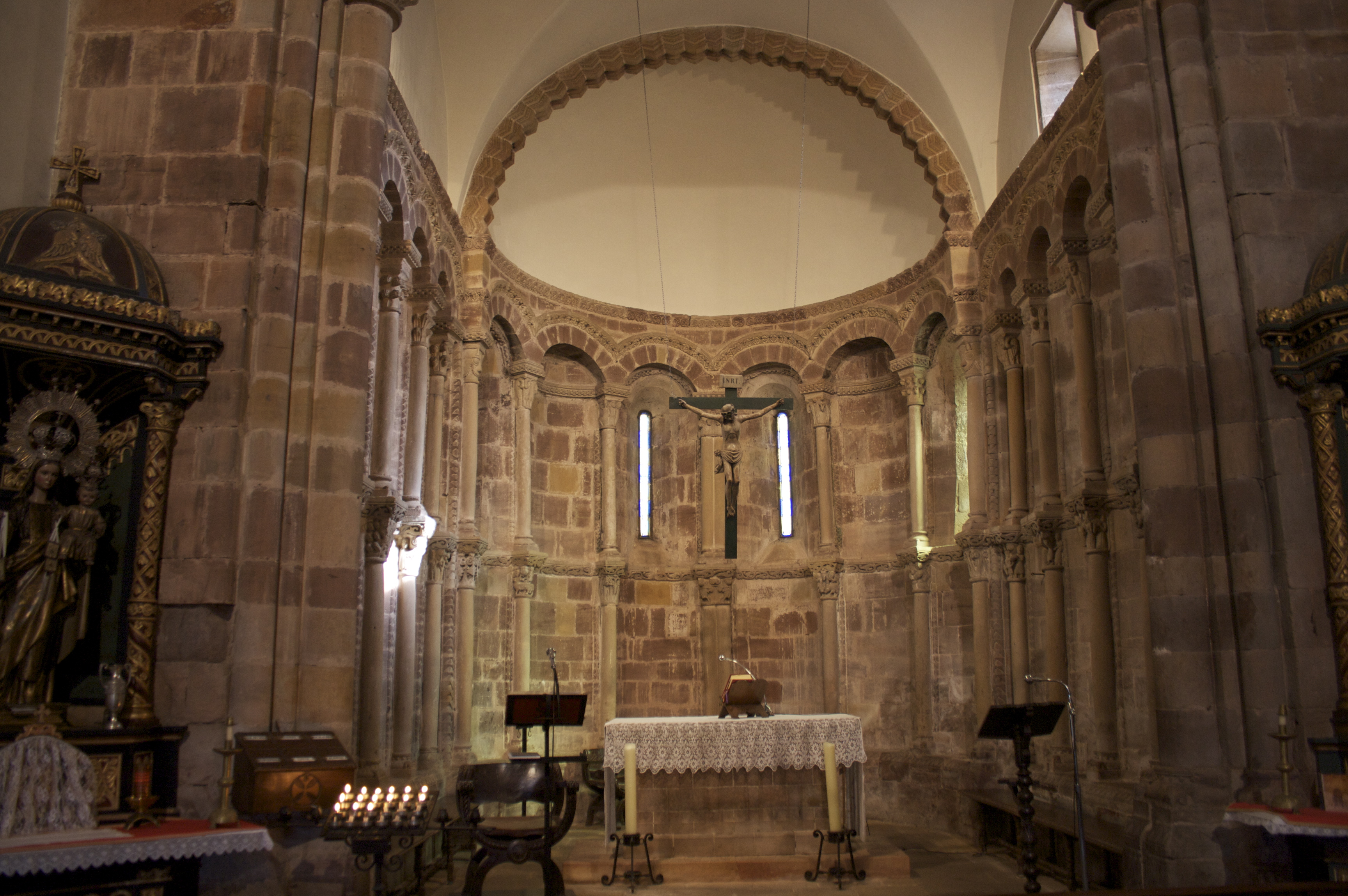
Ábside de San Juan de Amandi
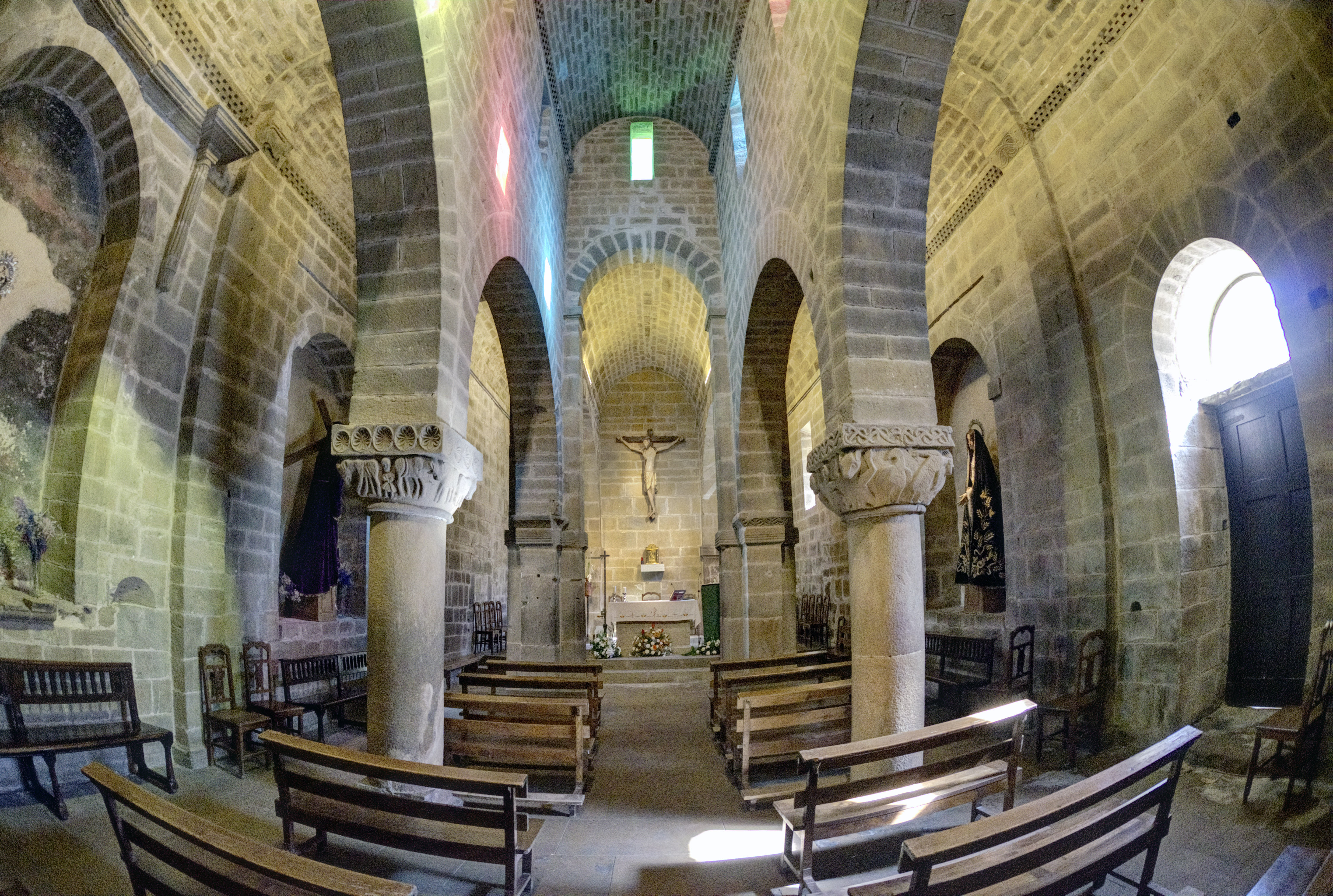
Colegiata de San Pedro de Teverga
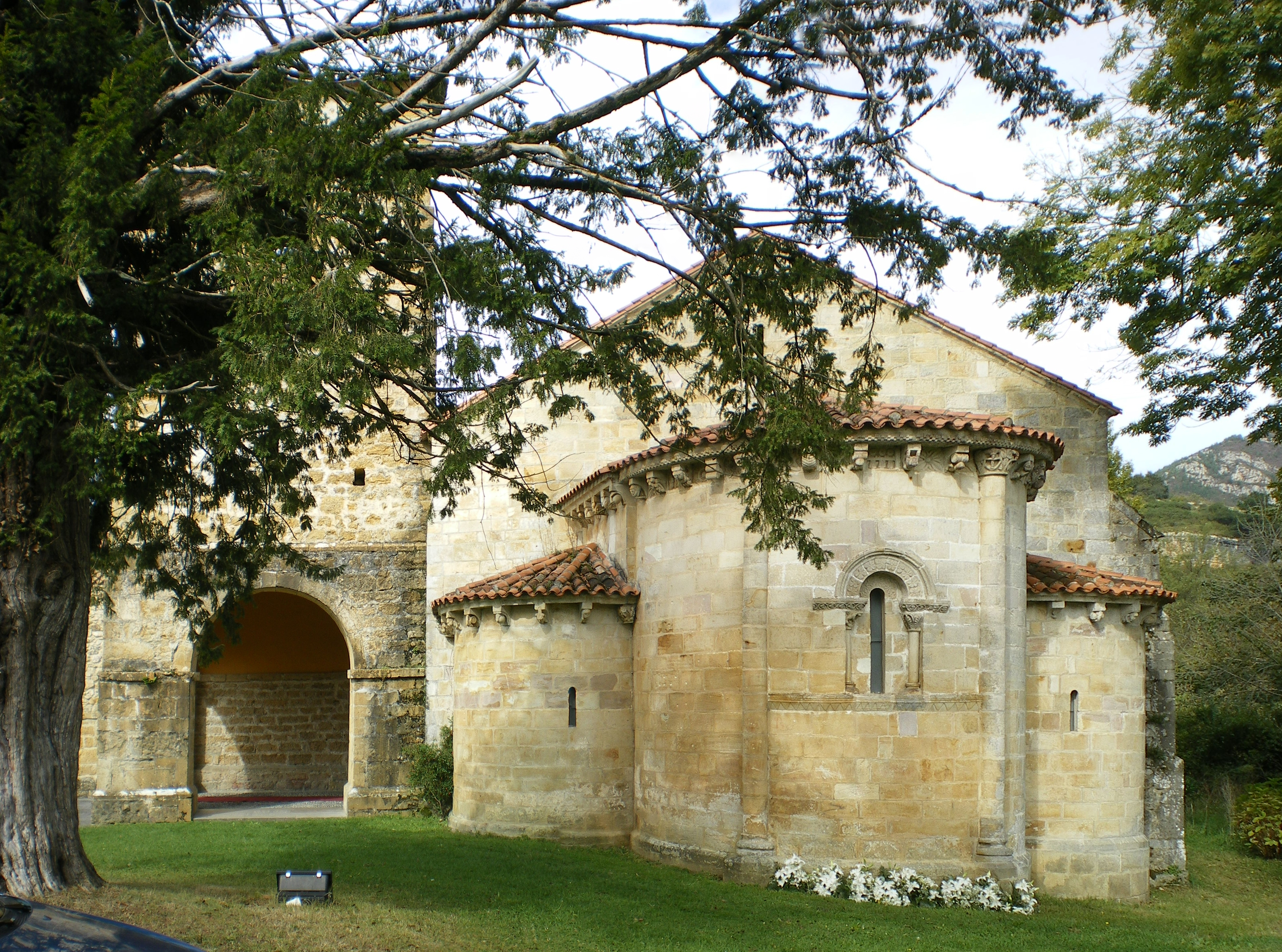
Monasterio de San Pedro de Villanueva
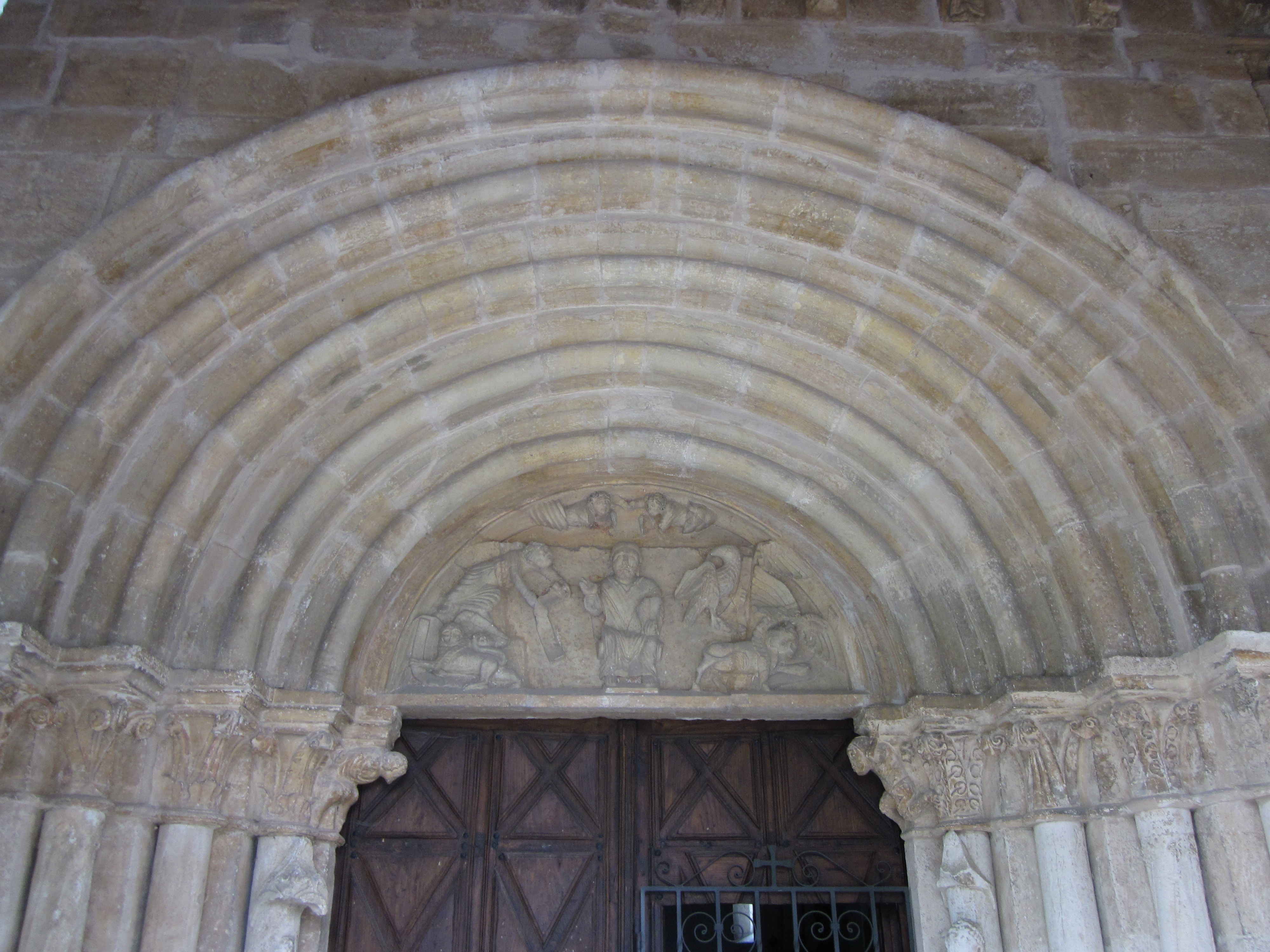
Tímpano en San Juan de Priorio
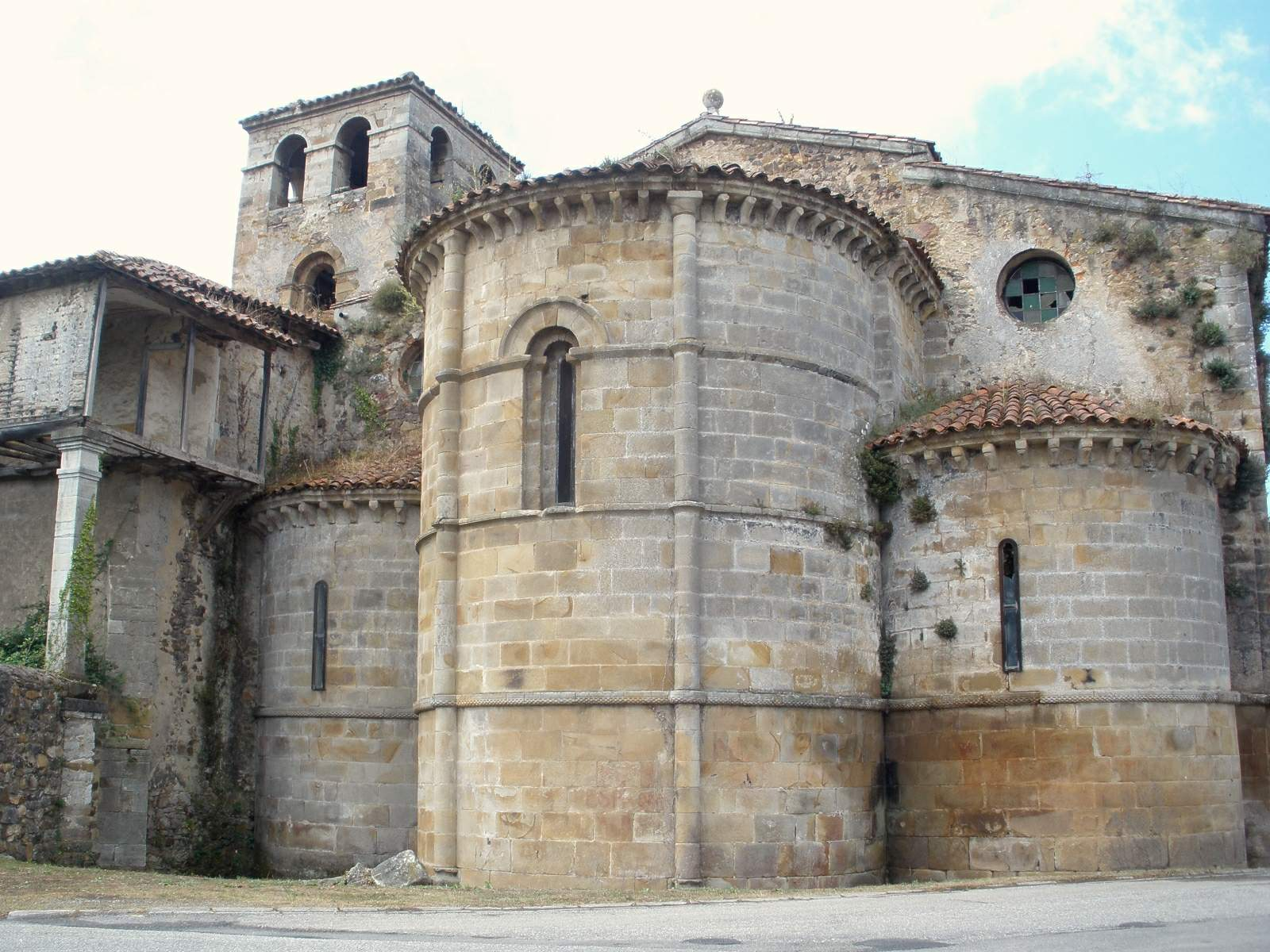
Monasterio de San Salvador de Cornellana

### El Gótico

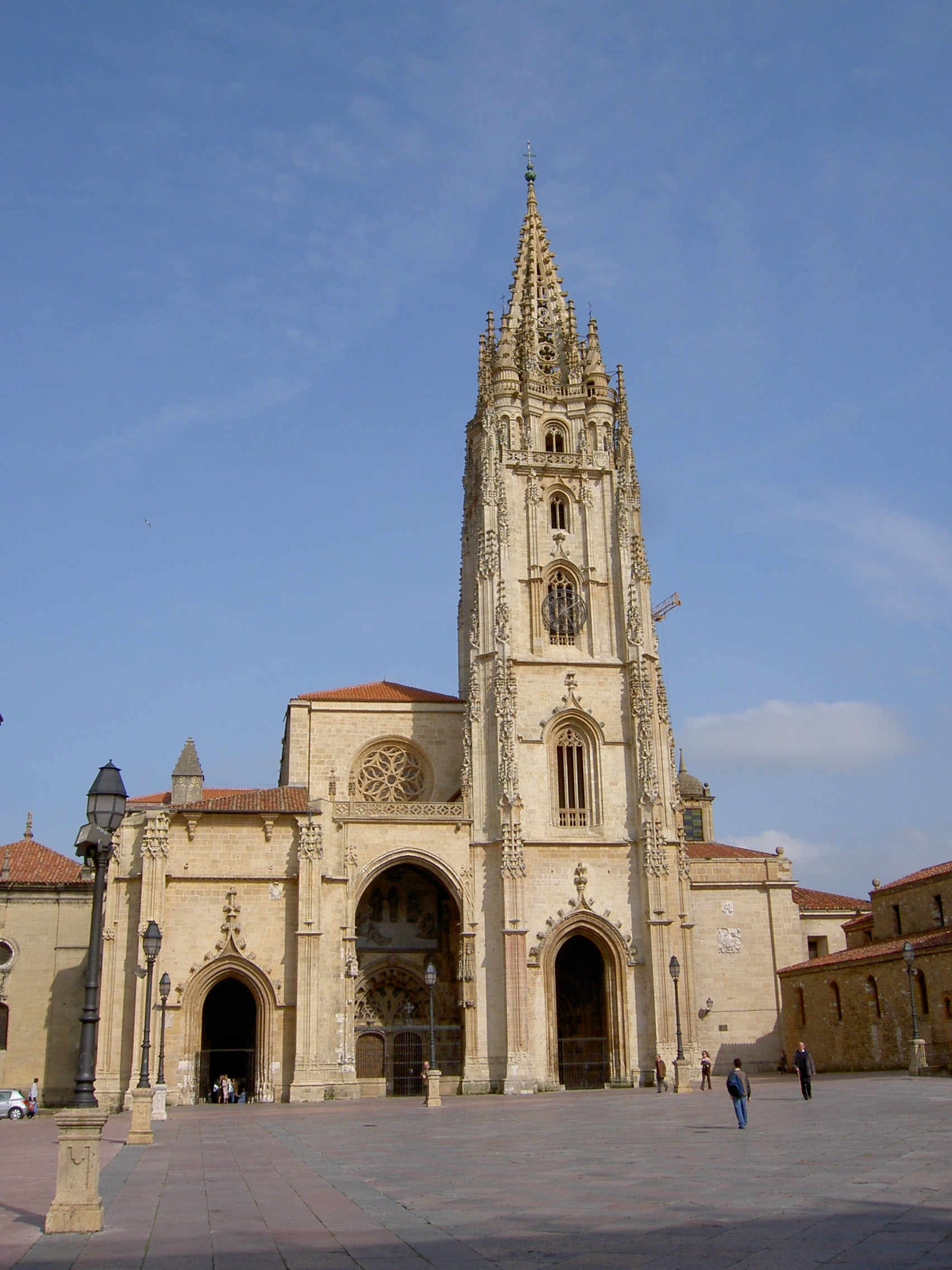
Basílica Catedral Metropolitana de San Salvador

La arquitectura gótica tuvo menor importancia en Asturias que el románico. La existencia de gran número de iglesias y capillas cubrían las necesidades de culto, y la presencia de la tradición románica pesó sobre las nuevas edificaciones que corresponden al periodo gótico en la península. Además, es una época económica y políticamente menos relevante en la región. El ejemplo más destacado de arte gótico es la Catedral de Oviedo. En el siglo XIV comienza la construcción de su estructura gótica, finalizando en el siglo XV. Destacan especialmente las bóvedas interiores estrelladas, los arcos formeros, triforios y el claustro de la catedral. La torre se culmina en el siglo XVI, con cierto carácter renacentista y con la experiencia de las agujas de Burgos compartiendo su autor, Juan de Colonia. El antes mencionado claustro comenzó su construcción en 1300, sustituyendo al románico, y se finalizó en 1441 en gótico flamígero. Escultóricamente sigue la tradición románica, con la presencia de 167 capiteles decorado con arpías, dragones, centauros y otros animales monstruosos.
Otros ejemplos de gótico en Asturias están presentes en la Colegiata de Santa María del Conceyu (Llanes) consagrada en 1480, la Capilla de los Alas e iglesias de los Franciscanos y San Nicolás de Bari (Avilés). En muchas ocasiones el gótico queda reservado al pórtico principal del templo, como son los casos de las iglesias de Santa María de Llas (Cabrales ), Iglesia de San Antolín de Bedón (Llanes), Santa Eulalia (Benia de Onís, con una elaborada ventana de tracería en su testero), el pórtico de San Juan de Amandi y Santa María de la Oliva (Villaviciosa). Si bien la iglesia del monasterio de Valdediós (1218) tiene un testero románico, la bóveda deja ver ya tracería gótica. En Santa María de Narzana (Sariego) destaca su arco toral. 
En cuanto a arquitectura civil destacan los palacios de García de Tineo (Tineo), el Palacio de Camposagrado de Siero o el  Palacio de Gastañaga (Llanes), que anticipan a las casonas barrocas. Los puentes medievales de Olloniego y Cangas de Onís presentan arcos apuntados.

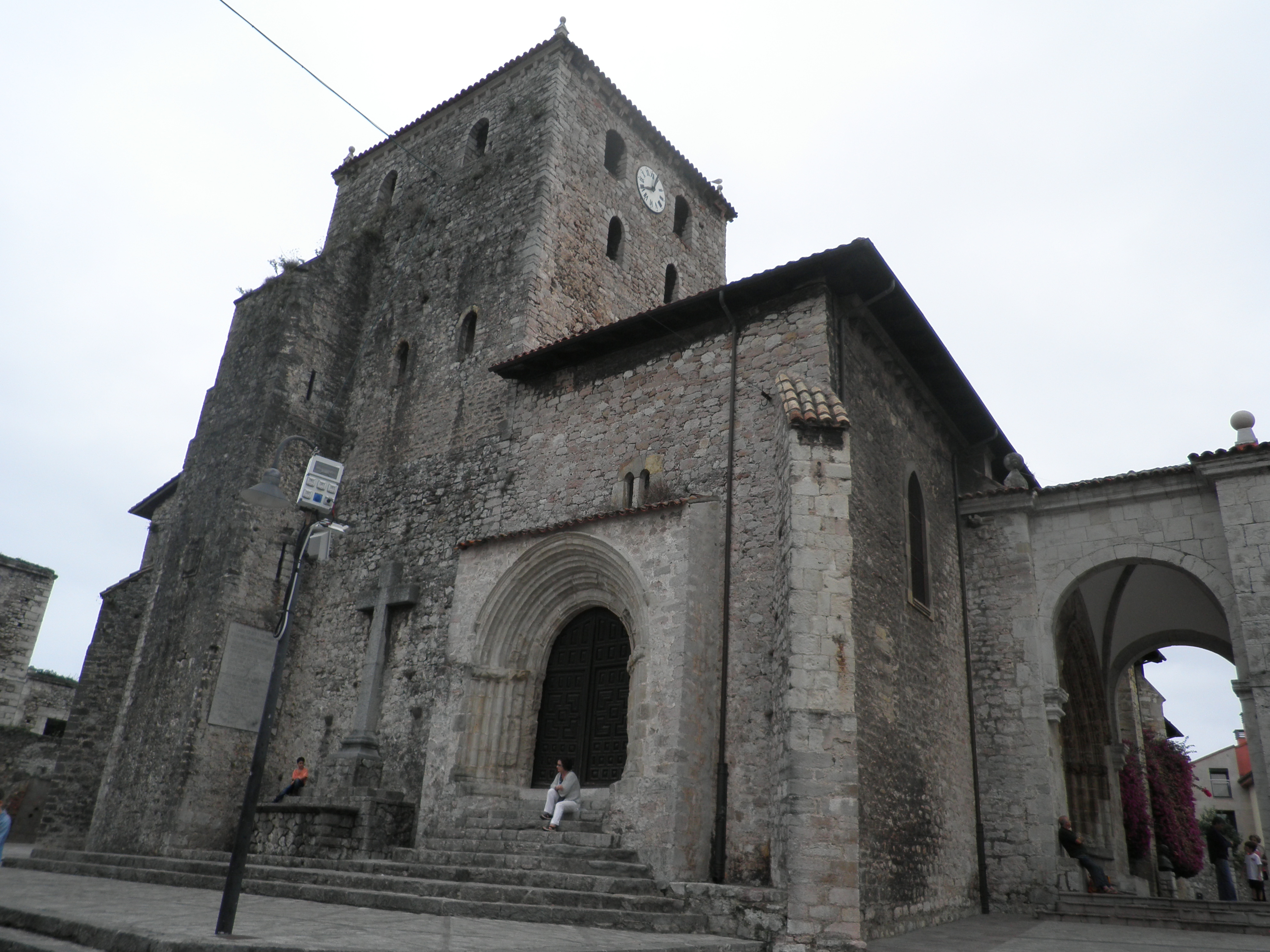
Santa María de Llanes
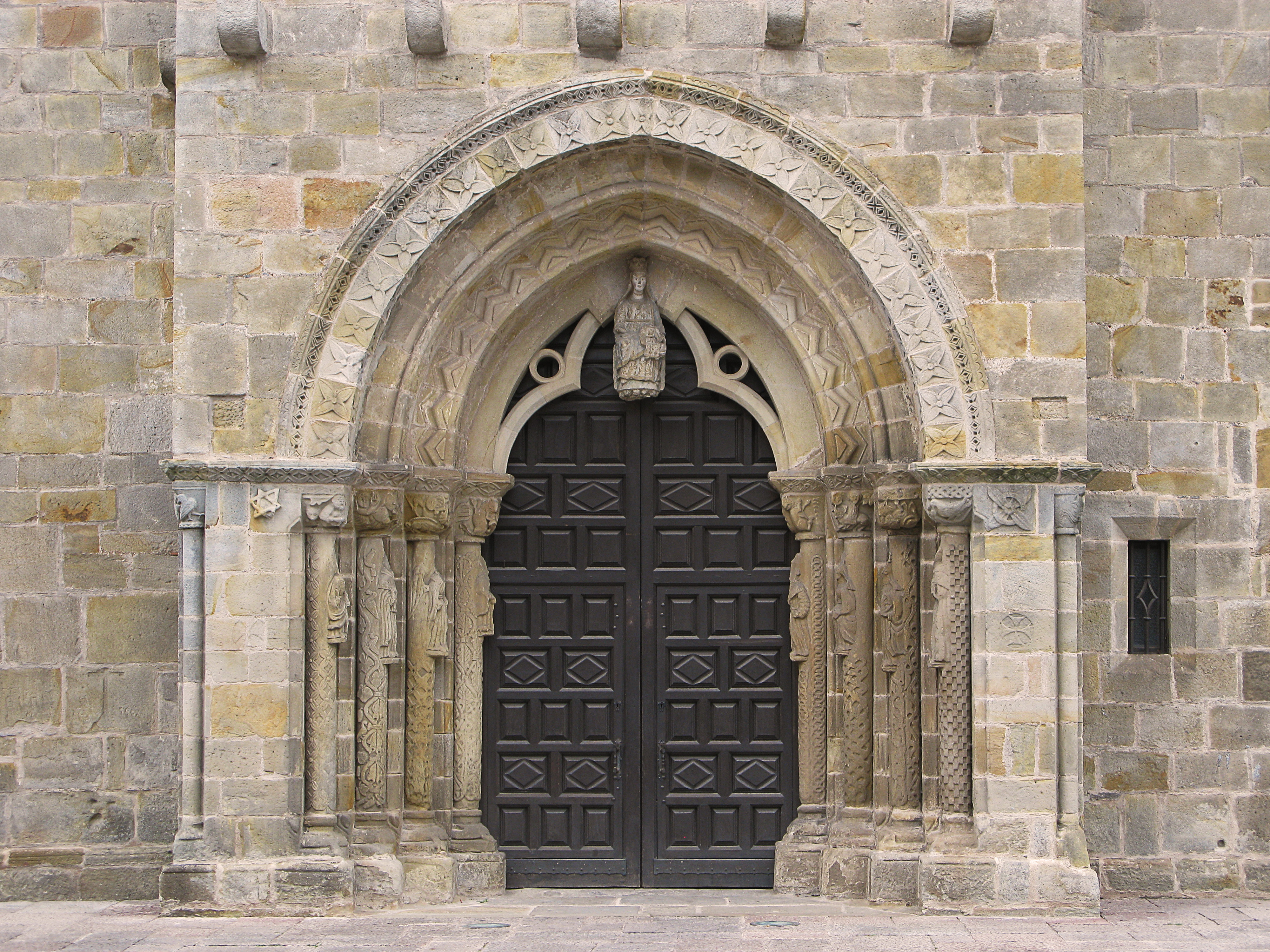
Santa María de la Oliva, Villaviciosa
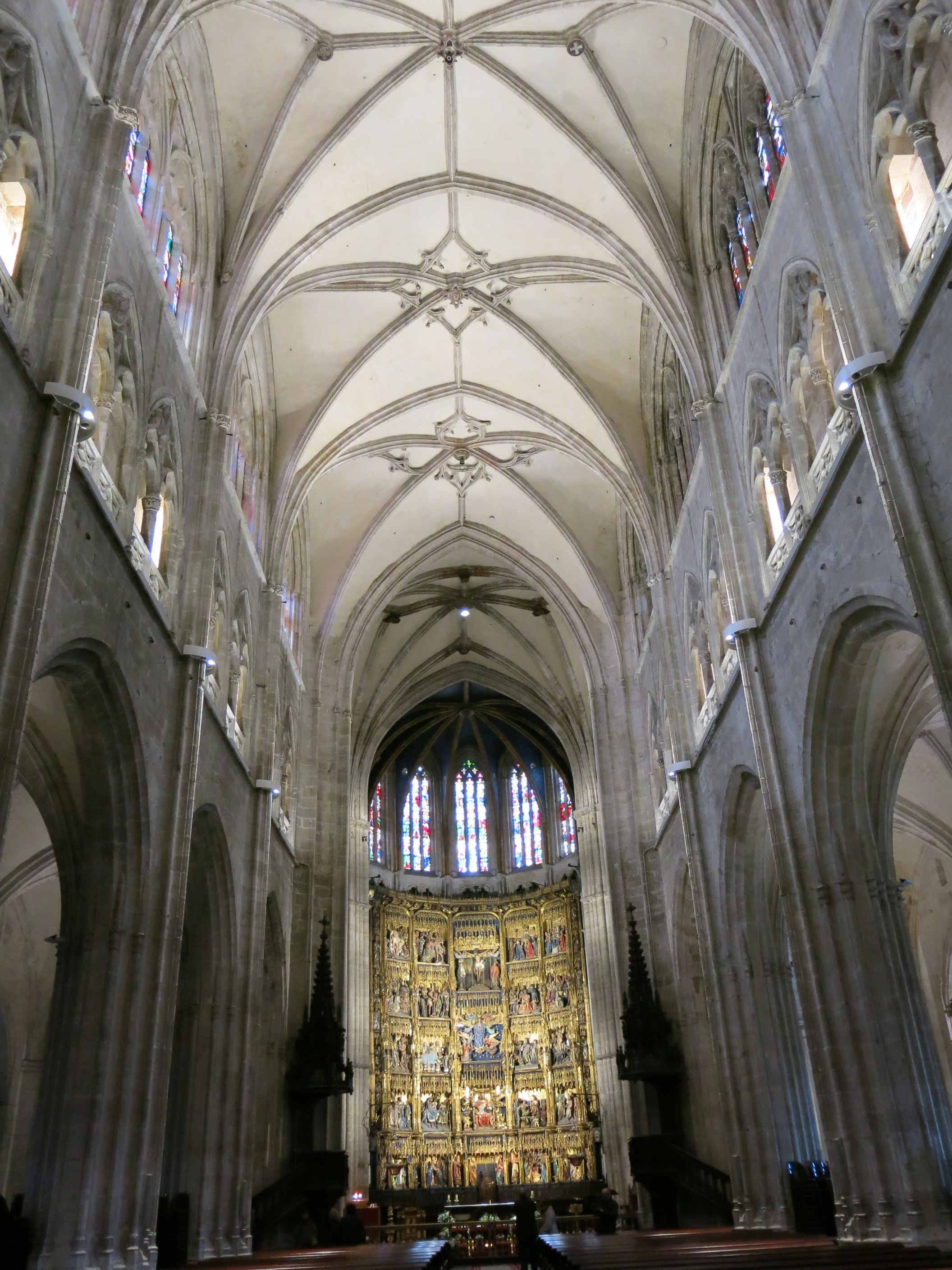
Interior Catedral de Oviedo
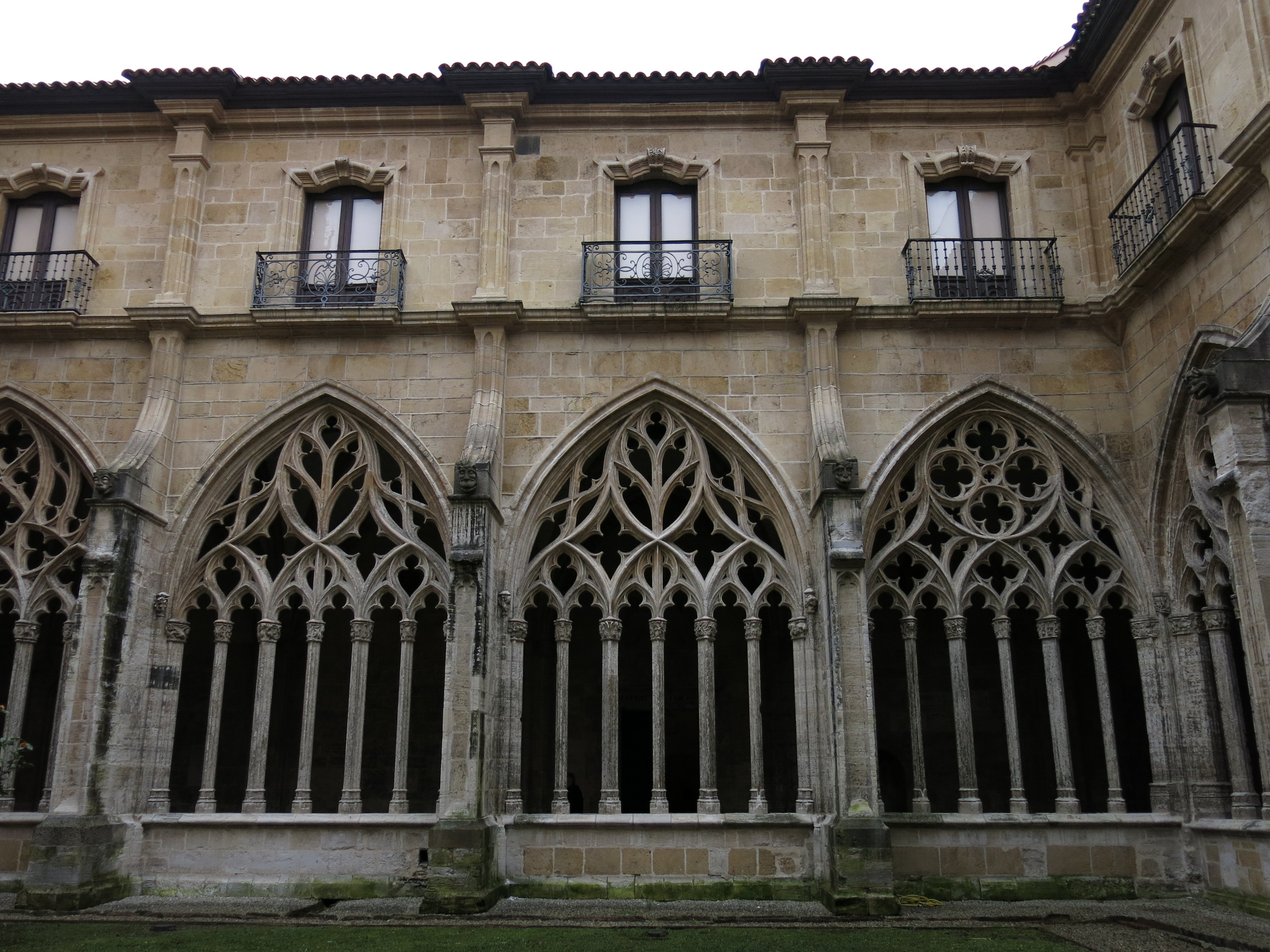
Claustro de la Catedral de Oviedo
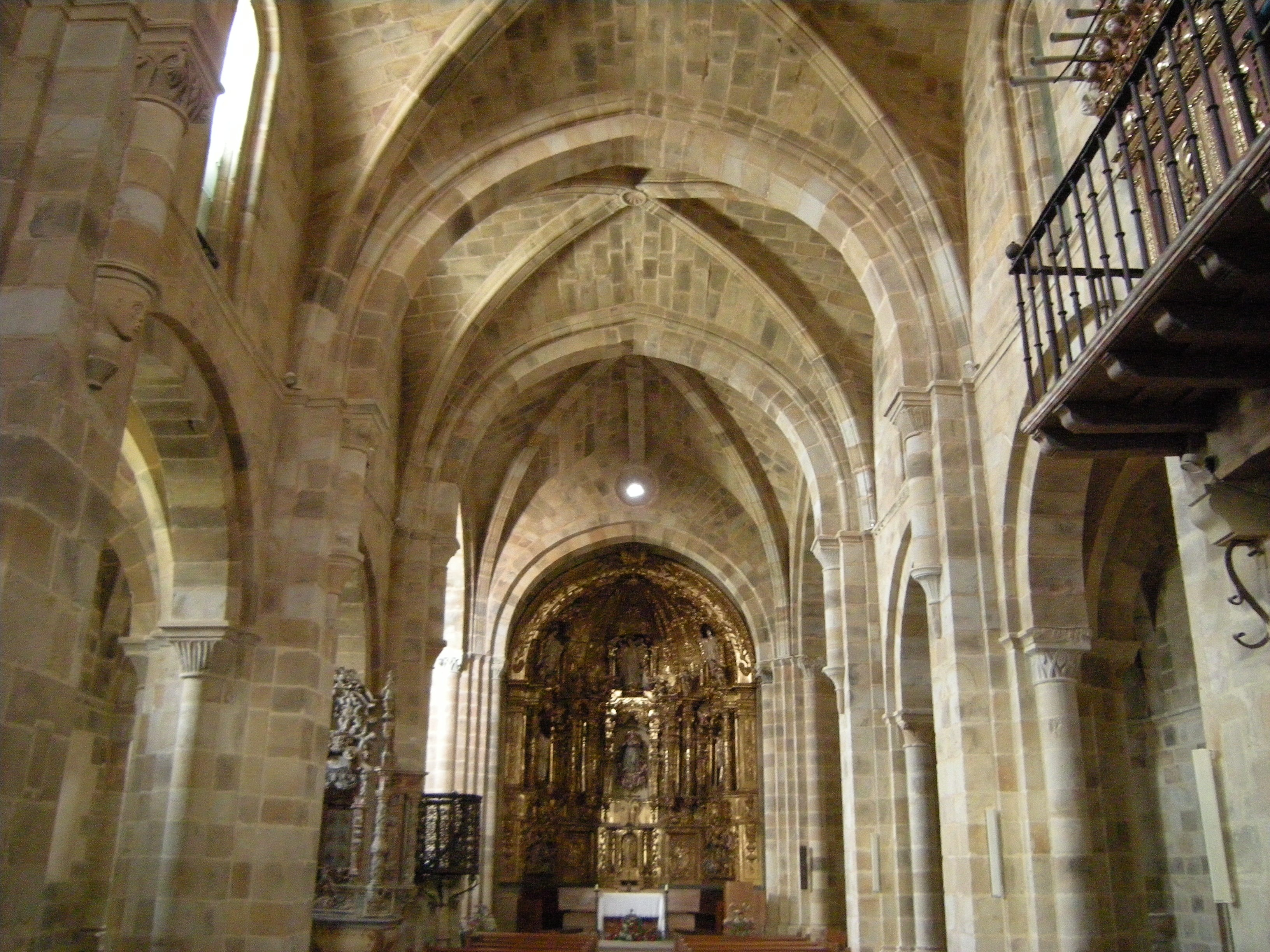
Santa María de Valdediós

### Torres y castillos
Desde la monarquía asturiana se levantaron varias torres, multiplicadas en la plena y baja Edad Media con carácter defensivo, residencial, estratégico para el control de rutas, aduanero o carcelario. Muchas de ellas se levantaron sobre antiguos castros y otras se fueron ampliando con el tiempo y se incorporaron a casas nobiliarias renacentistas-barrocas como la Torre de Olloniego, la Torre de Salas, Palacio de Doriga, La Ferrería de Nava, Torre de Noriega (Ribadedeva) o la Torre de Ciaño (Langreo). Algunos ejemplos de torreones son la Torre de Llanes, Torre de Tuñón, Torre de Proaza, Torre de San Román (Candamo), Torreón de El Condado (Laviana) o la Torre de Peñerudes (Morcín). Normalmente son torres de planta cuadrangular o circular, y algunas se decoran con ventana geminadas. Muchas de ellas se conservan en buen estado. Otras destacan entre mayores conjuntos que formaban una fortaleza, como la de Tuleda o el Castillo de Soto, pero apenan se conservan.

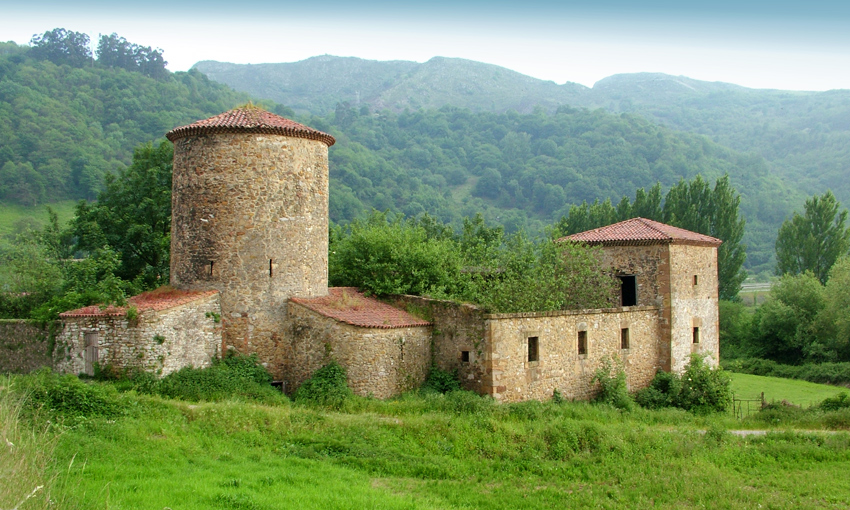
Torre de Olloniego
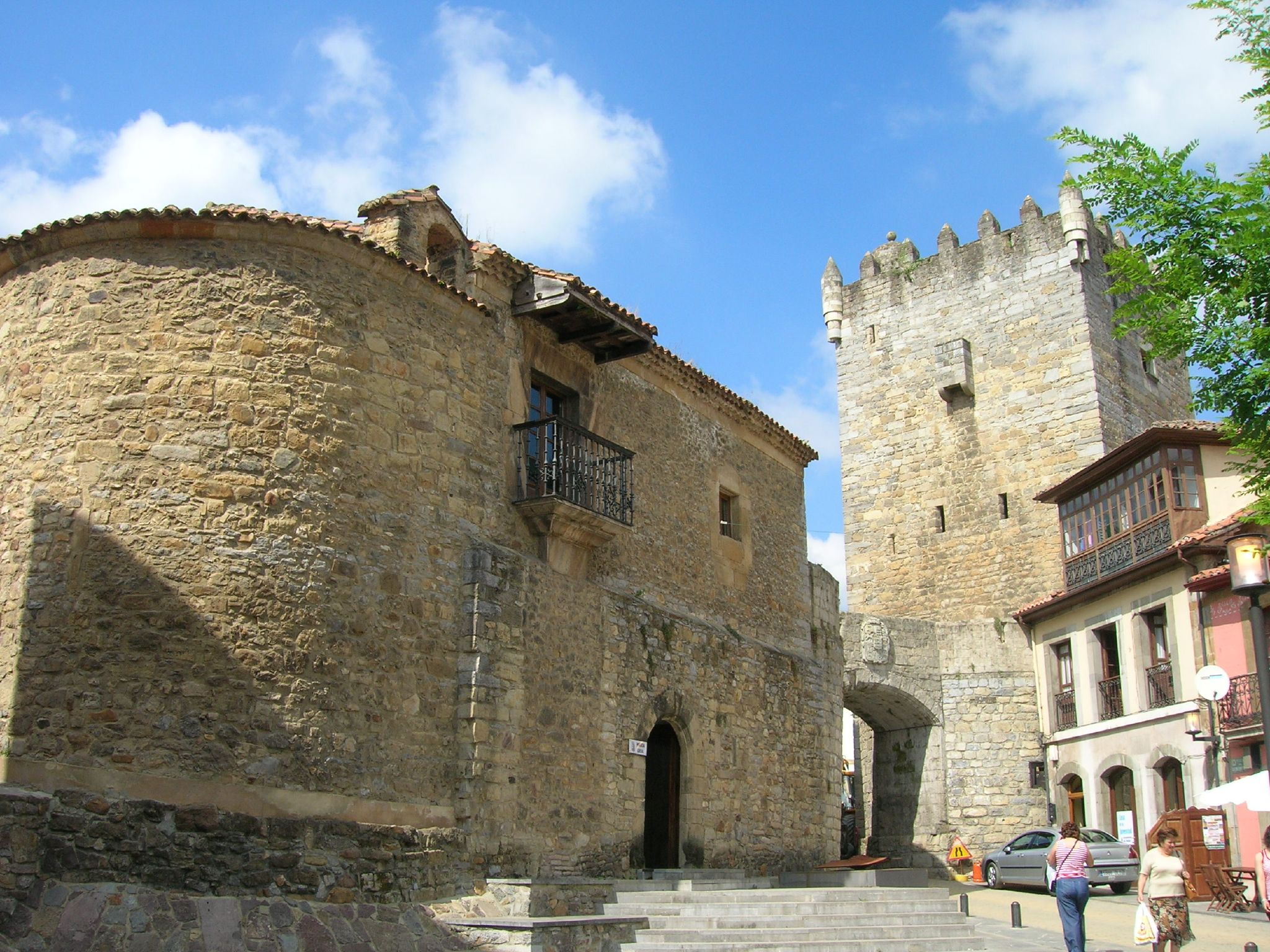
Torre de Salas
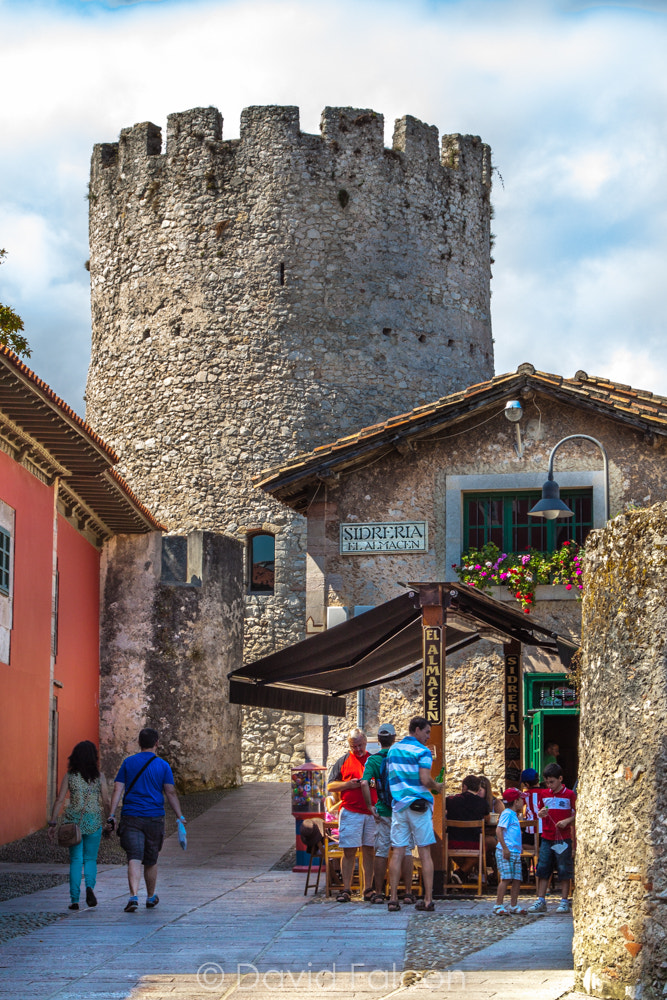
Torre de Llanes
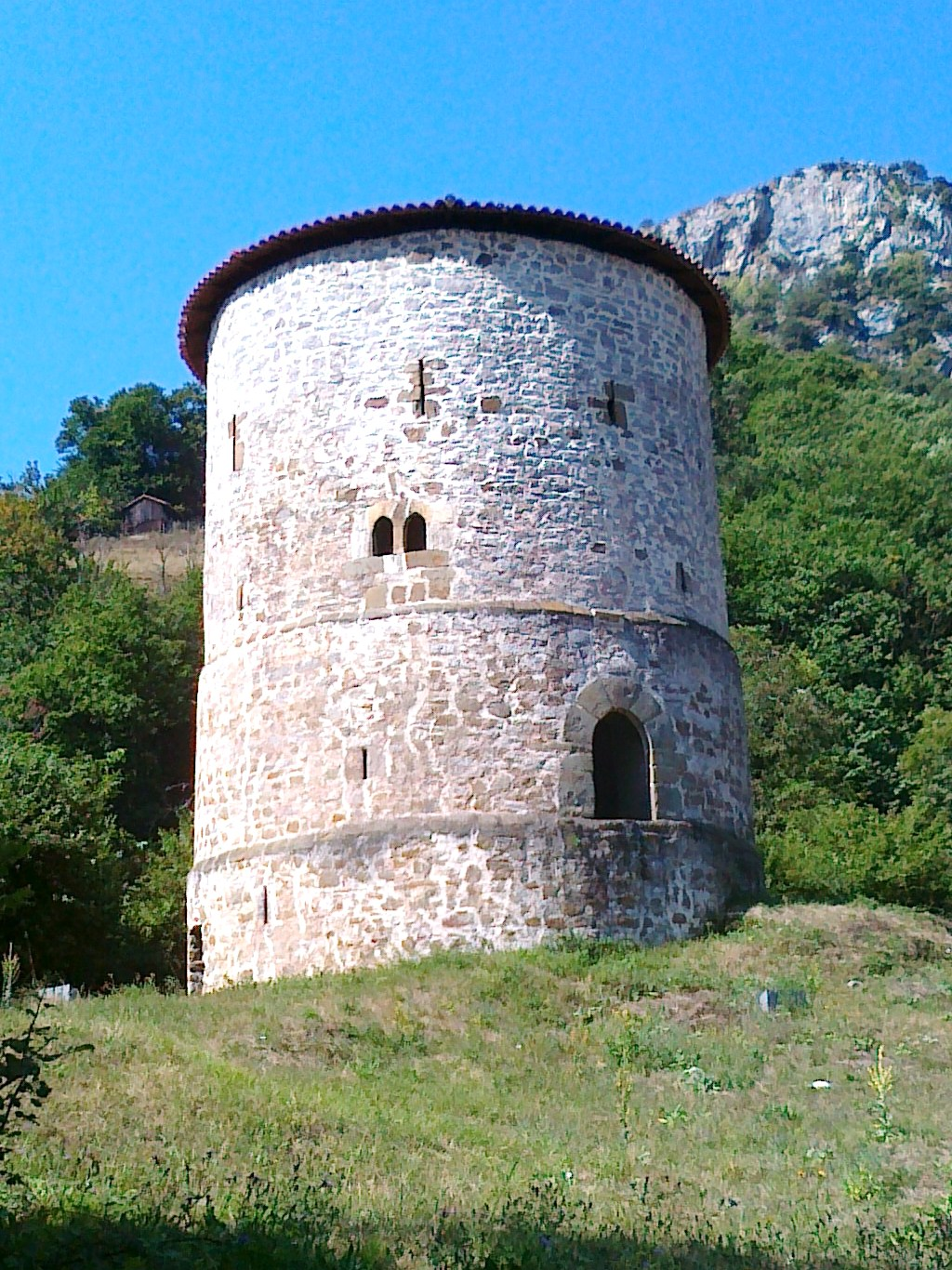
Torre de Proaza
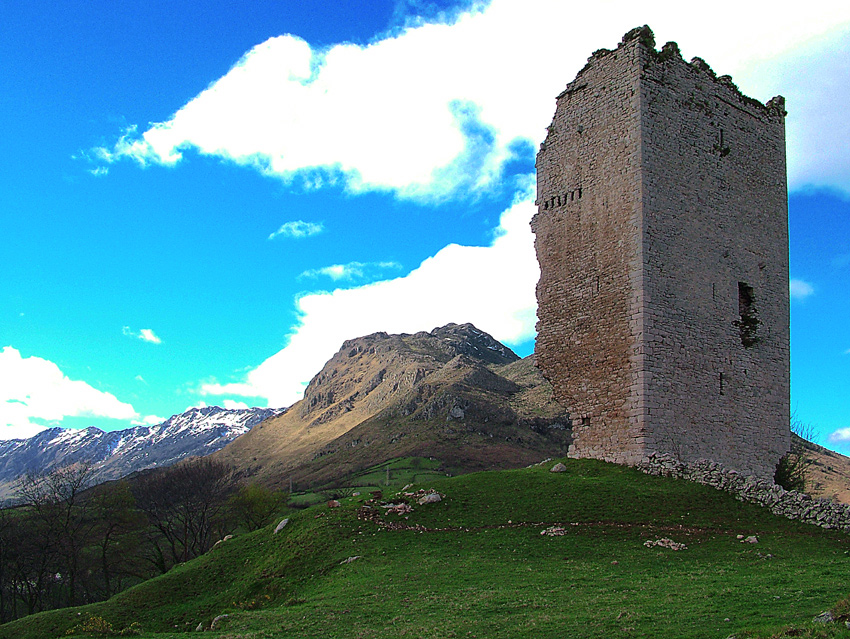
Torre de Peñerudes
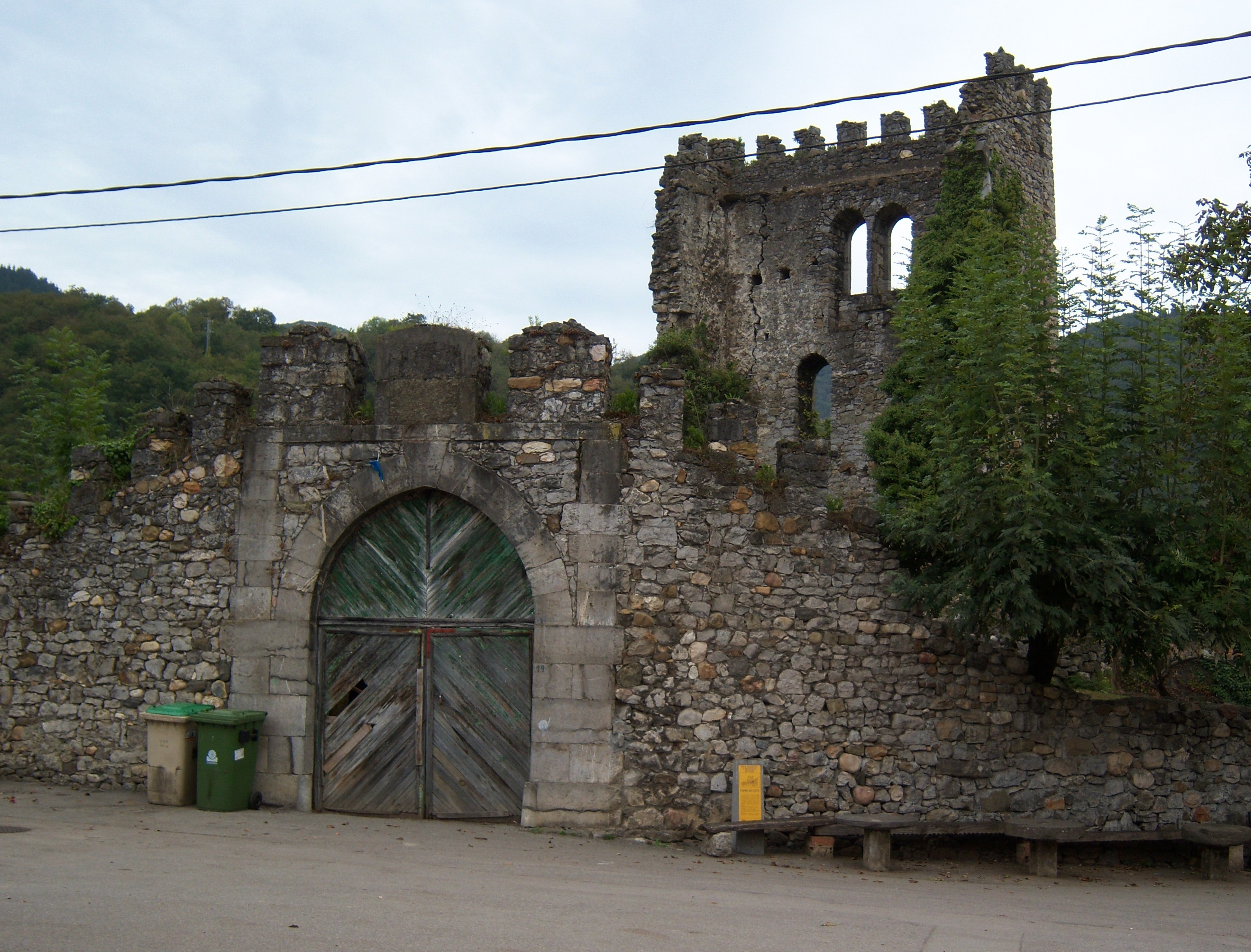
Castillo de Soto

## Arquitectura de la Edad Moderna

### Renacimiento
La etapa renacentista se corresponde con un periodo de escasa construcción, por lo que la influencia de este estilo (directamente influido por Castilla) no es tan notable como el posterior barroco. Si bien en el siglo XVI se construyen varios palacios señoriales en Asturias (palacios de Lieres y de Cutre, y Casa natal de Jovellanos), la mayoría serán reformados en el XVII y XVIII, perdiendo su estructura original. En este momento abre sus puertas la Universidad de Oviedo y precisamente su sede principal es un ejemplo de Renacimiento asturiano. El edificio, ubicado en el centro de Oviedo, fue construido entre 1574 y 1608 por Rodrigo Gil de Hontañón y Juan Ribero de Rada. Destaca su atrio principal bordeado de columnas con arcos de medio punto. El claustro románico del Convento del Monasterio de San Vicente fue sustituido a comienzos del siglo XVI por otro gótico-renacentista y es donde se ubica actualmente el Museo Arqueológico de Asturias. De la misma época es la reconstrucción renacentista del claustro de Santa María de Valdediós después de que una inundación arrasase el anterior. En el de Santa María de Salas, del siglo XVI, se encuentra el Mausoleo de Valdés y Salas (fundador de la Universidad) proyectado por el prestigioso Pompeyo Leoni. También destacan algunas iglesias como San Emeterio de Sietes o el Santuario de la Virgen del Remedio de Nava

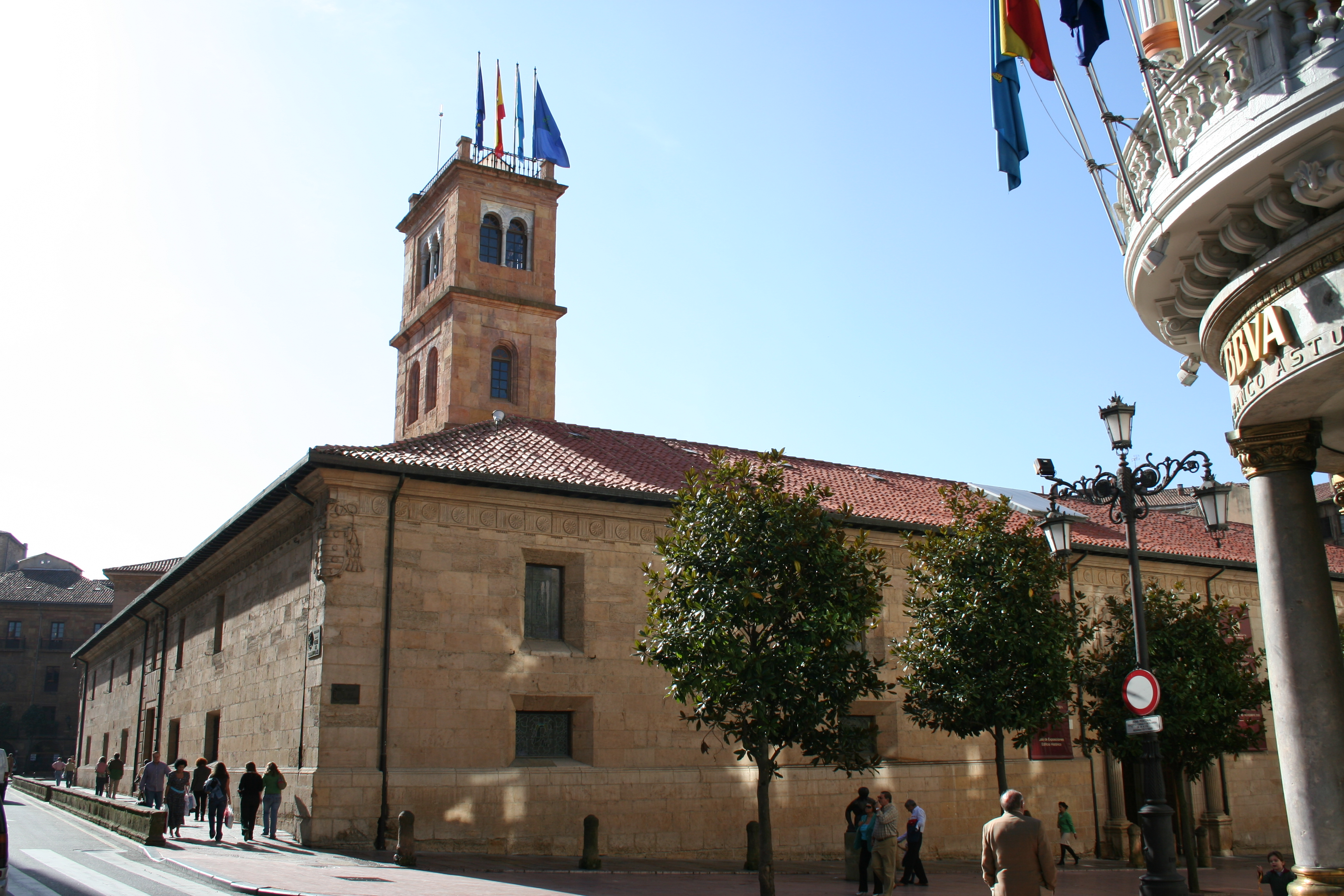
Edificio histórico de la Universidad de Oviedo
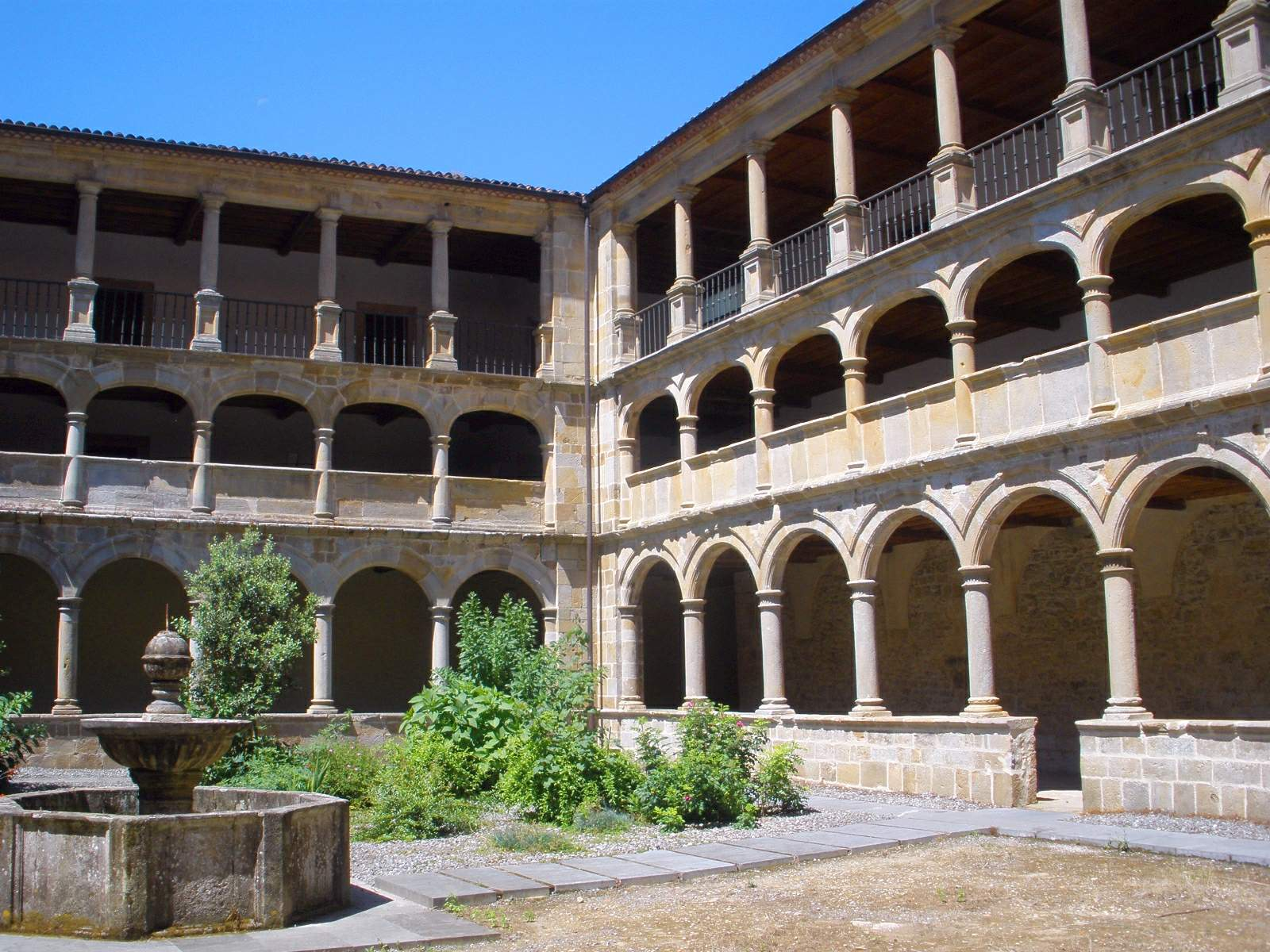
Claustro de Valdediós
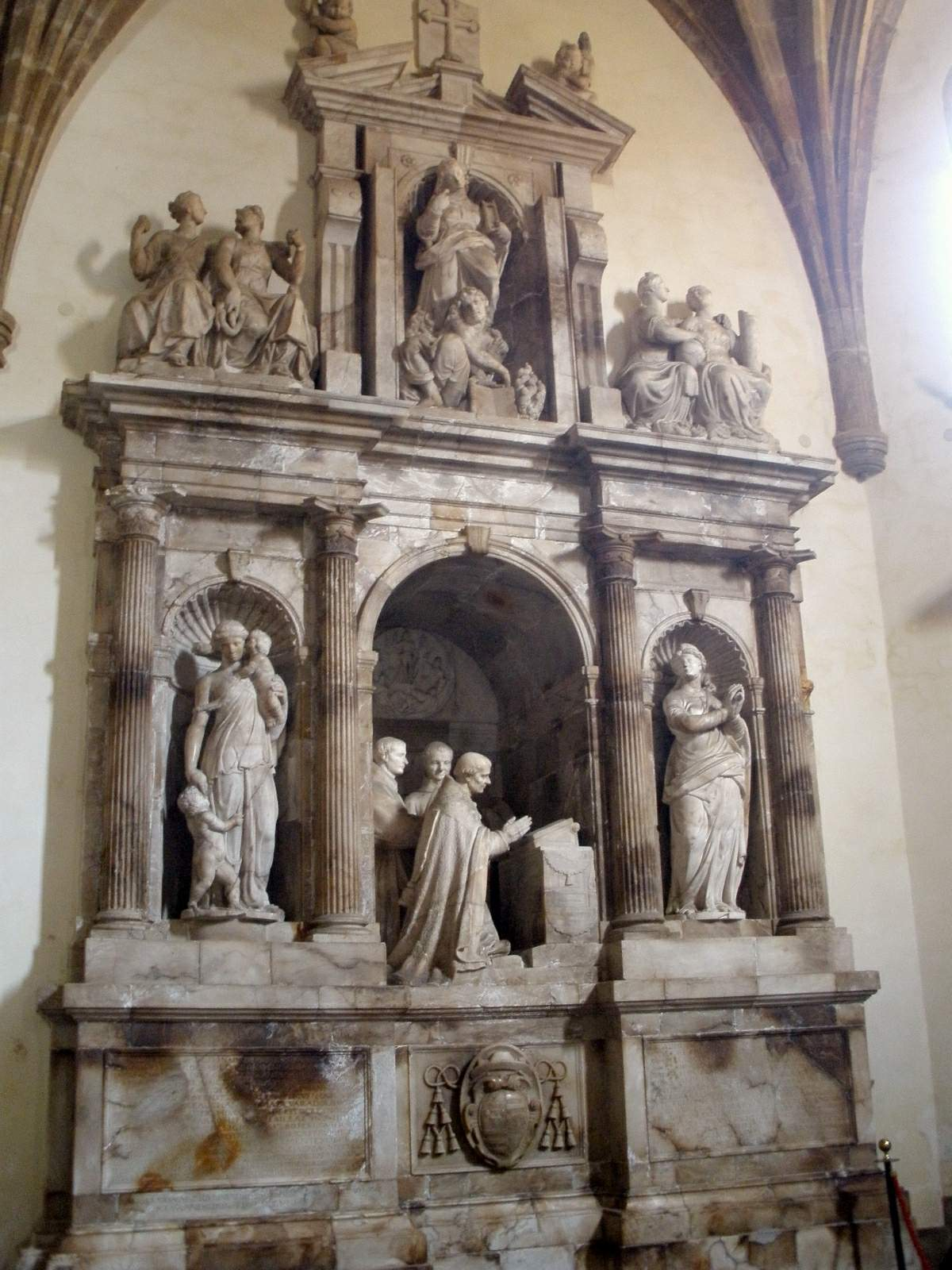
Mausoleo de Valdés Salas
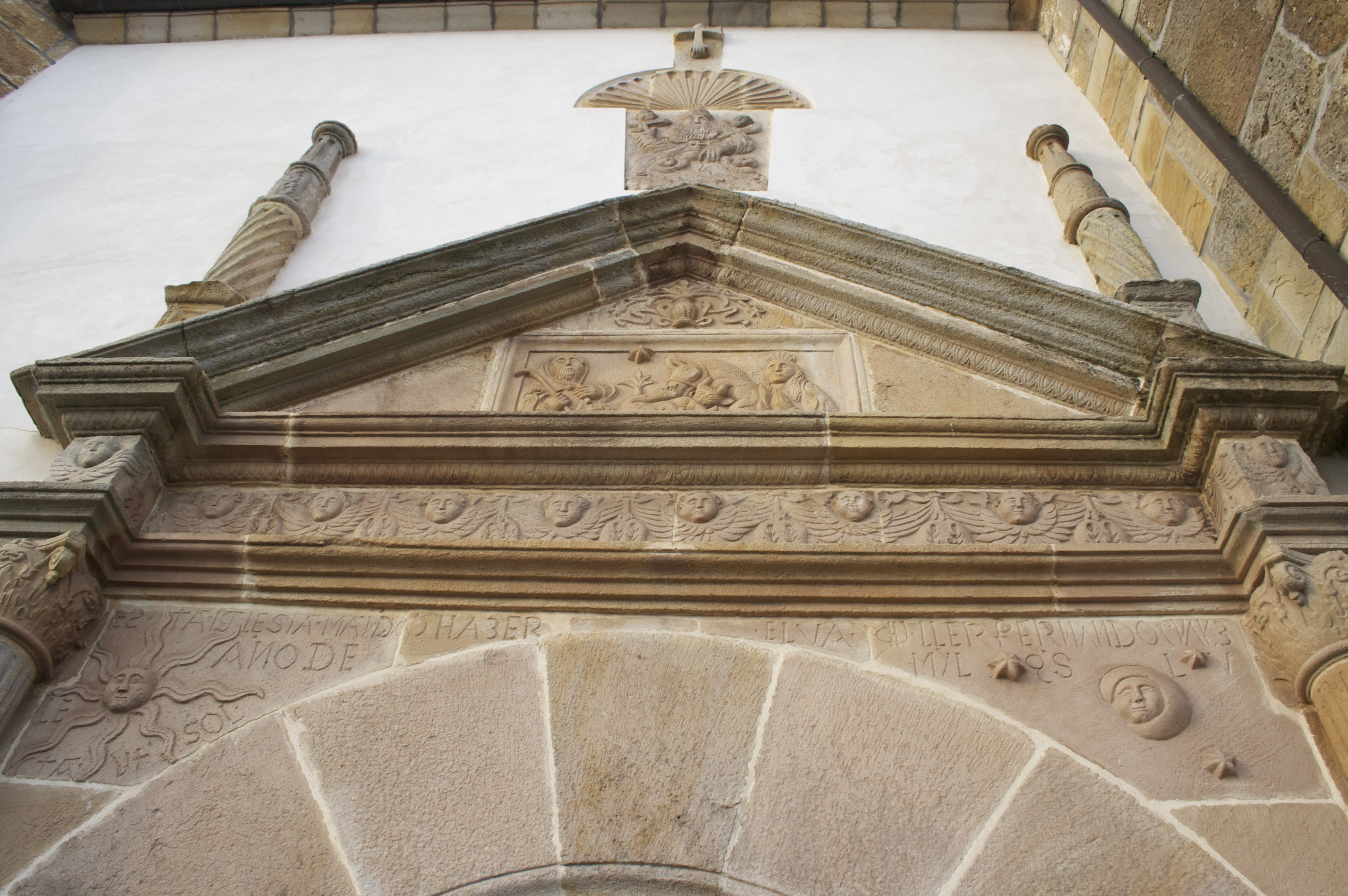
San Emeterio
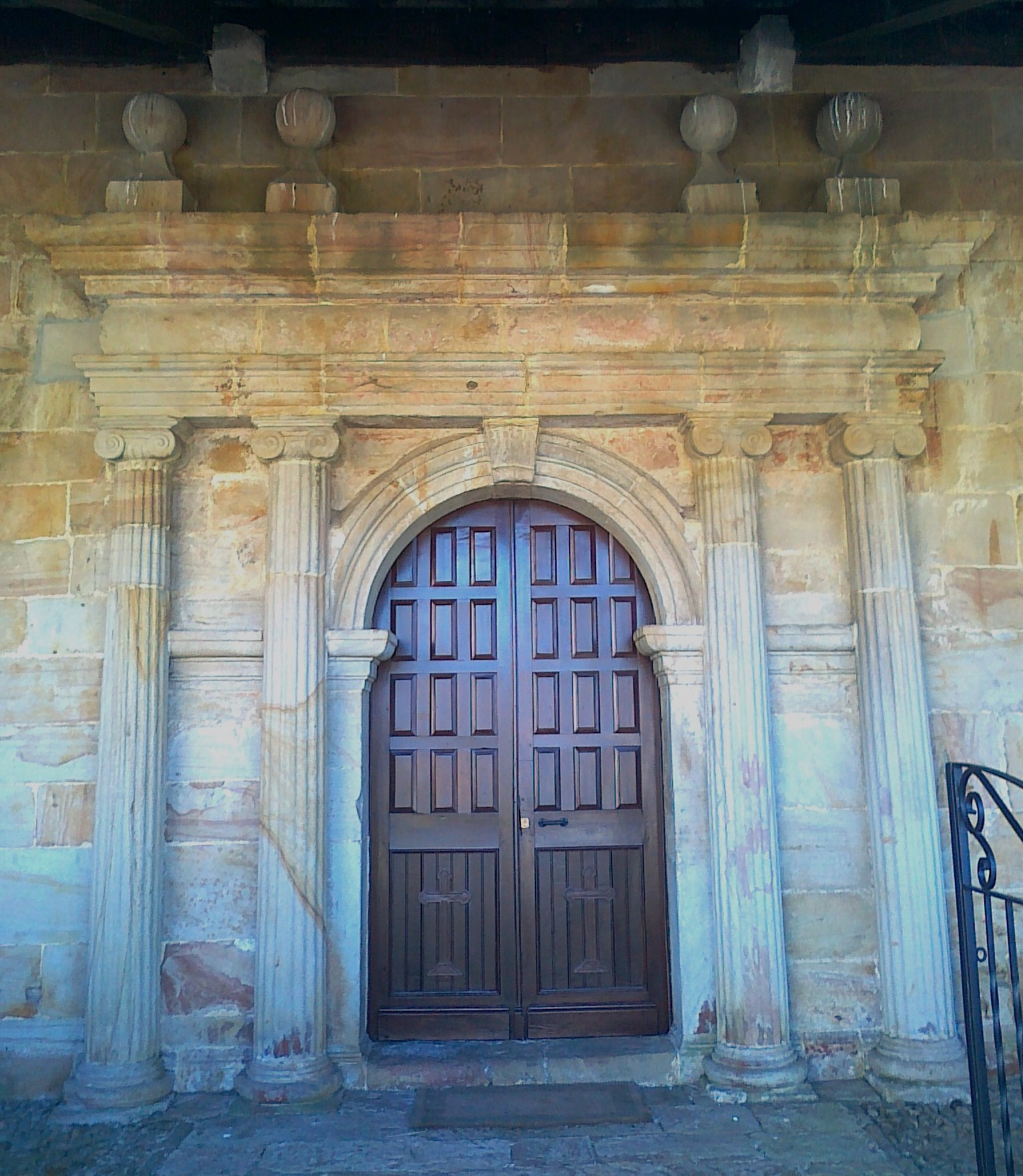
Virgen del Remedio

### Barroco y casonas asturianas

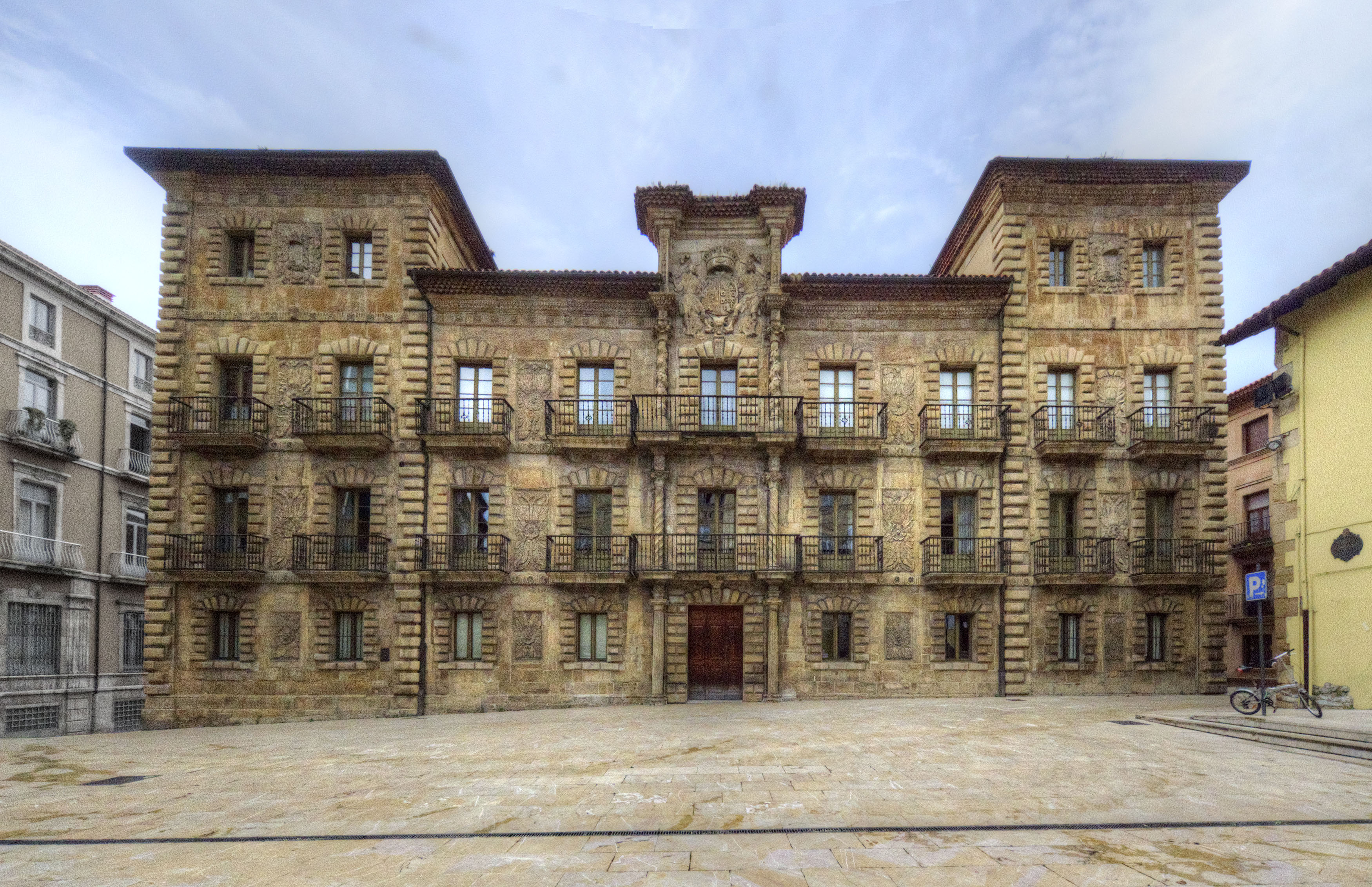
Camposagrado de Avilés

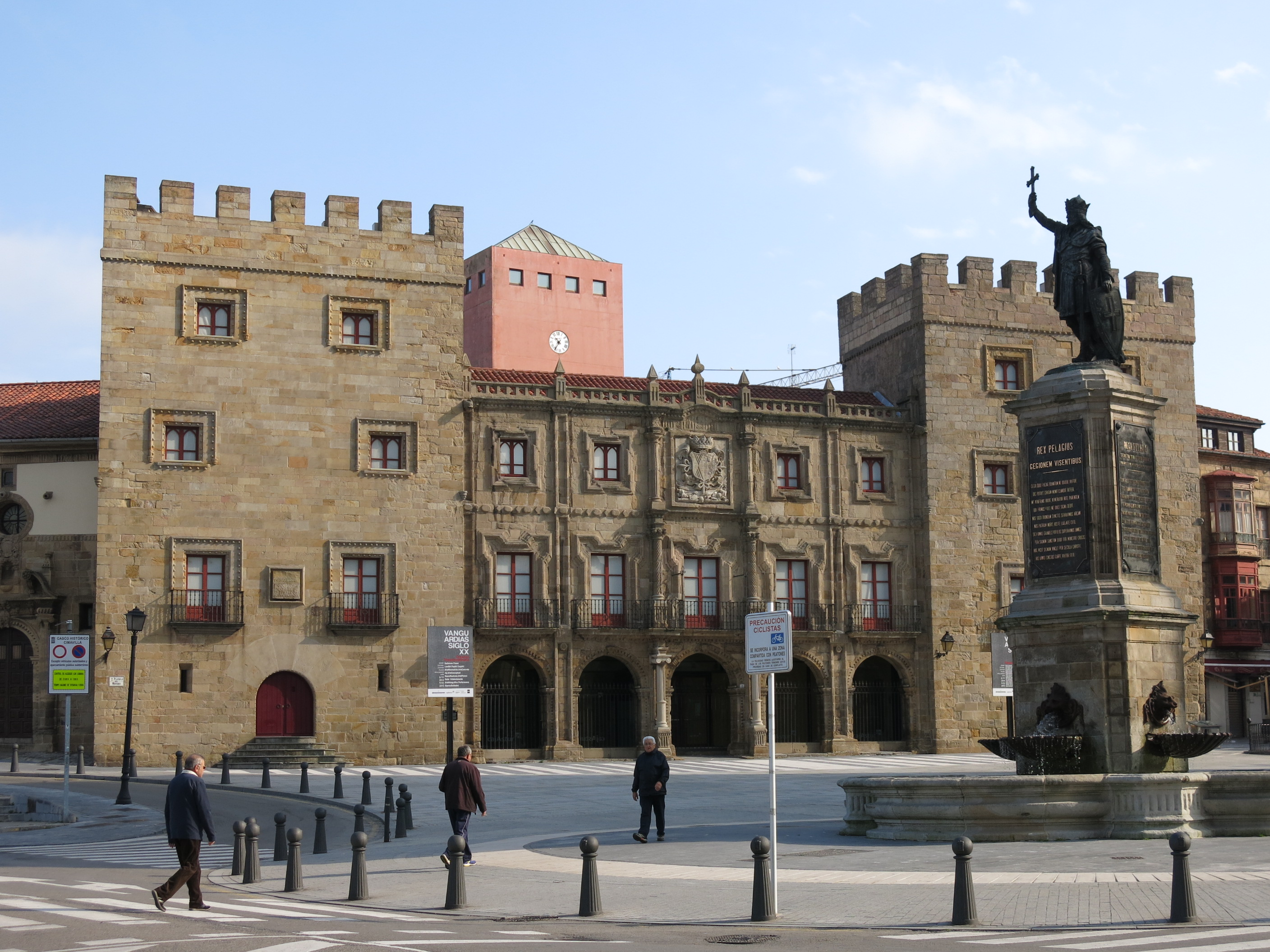
Revillagigedo de Gijón

El siglo XVII es una época de gran fuerza constructiva en Asturias, es el momento de los palacios y casonas. El XVIII será además el de la aportación asturiana a la Ilustración, con nombres como Jovellanos, Feijoo, Canga Argüelles, Estrada o Campomanes entre otros. No obstante la situación de aislamiento geográfico que vive la región hace que los estilos y técnicas lleguen con retraso, casi siempre desde Castilla. Juan de Naveda dirige la construcción de la girola de la Catedral de Oviedo y el ayuntamiento de la ciudad, muy escuraliense y guía el barroco asturiano, más cerca del austero castellano que del andaluz. El decorativismo irá ganando peso con el paso de los años. Éste viene de la mano de la dinastía Menéndez-Camina, que se convierten en los arquitectos asturianos más notables de la época dejando numerosos ejemplos de su obra en todo el Principado. En este sentido, contrastan el palacio gijonés de Valdés, donde destaca su robusto aspecto de fortaleza, y el Palacio de Camposagrado de Avilés, ricamente decorado con efecto de luz y sombra. El Palacio de Revillagigedo, junto al Puerto Deportivo de Gijón, cumple el esquema de fachada decorada con patio central cuadrado, muy repetido en el barroco asturiano. El Palacio de Toreno de Cangas del Narcea, como el Valdecarzana de Grado, son un modelo empleado en las casonas barrocas de carácter nobiliario que se diseminan por todo el territorio y se cuentan por decenas, aunque éstos conservan el patio central que las distingue de los ejemplos más modestos. En esta época nace el conocido como Oviedo de los palacios: en el XVII Condes de Toreno, Camposagrado, Valdecarzana y en el XVIII Duques del Parque, Velarde, Vistalegre y el Hospicio de Oviedo.
Estos son ejemplos de palacios urbanos, pero también se desarrollaron complejos más alejados de los principales núcleos de población de los cuales la lista es muy larga: el Palacio de Mon (San Martín de Oscos), Palacio de Meres (con una gran capilla), palacios del Valletu y Vizconde Heredia (Mieres), el Pividal de Vegadeo, Palacio de Sebreñu (Ribadesella), Palacio de Tuña, Palacio de Martimporra (Bimenes), Palacio Menéndez Pola (Luanco), Palacio de Moutas (Pravia), palacios de Cañe y Villanueva (Llanera), el Palacio de Cienfuegos (Allande, de origen gótico), Torre de Celles (Siero), el Sánchez de Caso (Peñamellera), y el Palacio de Quiñones de Sariego (estos tres últimos en la Lista Roja del Patrimonio por su estado de ruina), entre otros. 
Casi todos los municipios asturianos cuentan con palacios o casonas barrocas, cuyos elementos más característicos, según su tamaño, son su planta cuadrada, una o dos torres de homenaje, escudo nobiliario, balcones o corredores, patio central (los de mayor tamaño) y capilla anexa. Esta tipología fue arrastrada hasta el siglo XIX con numerosos ejemplos como el Palacio de los Valdés de Villaviciosa.

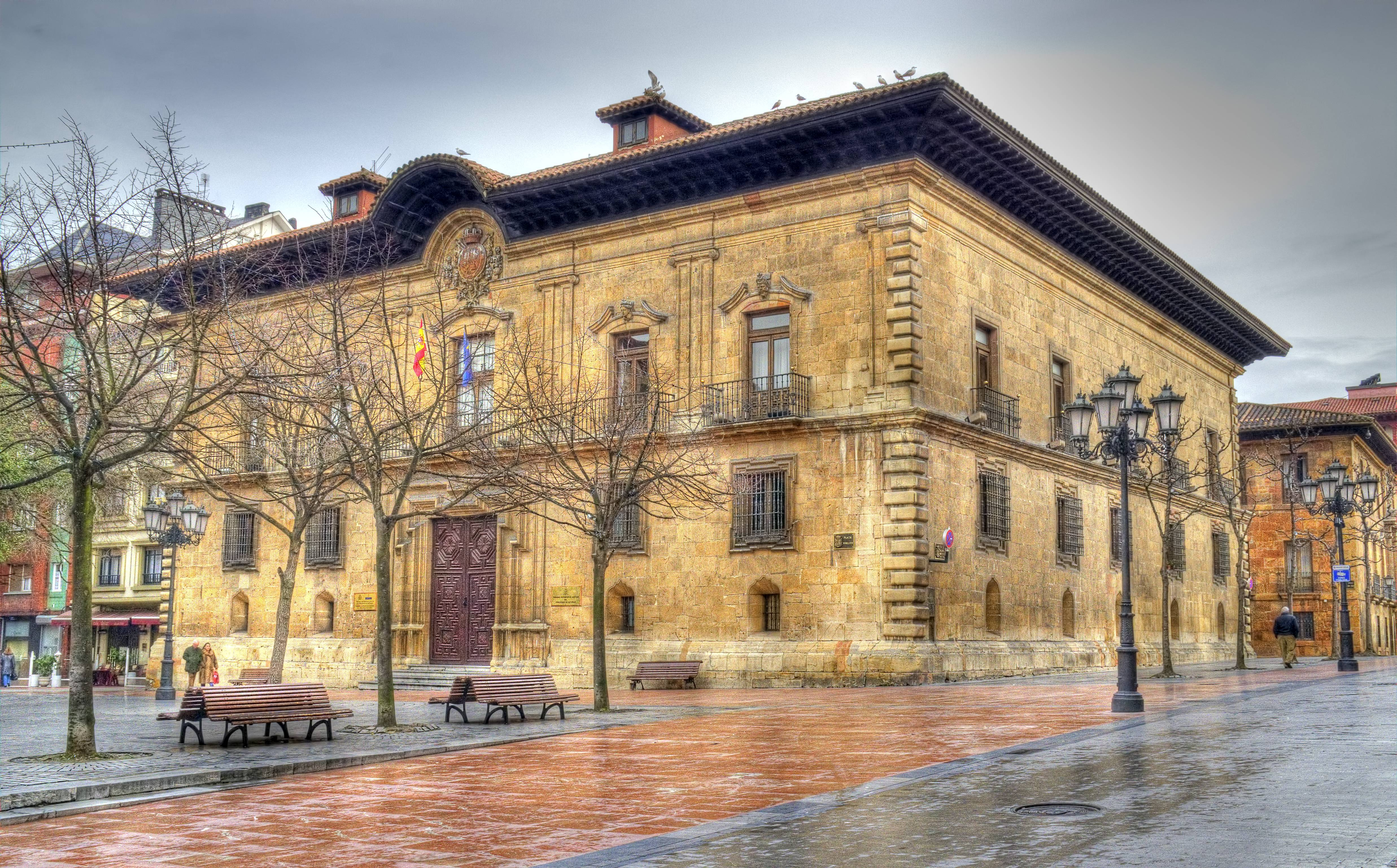
Camposagrado, palacios de Oviedo
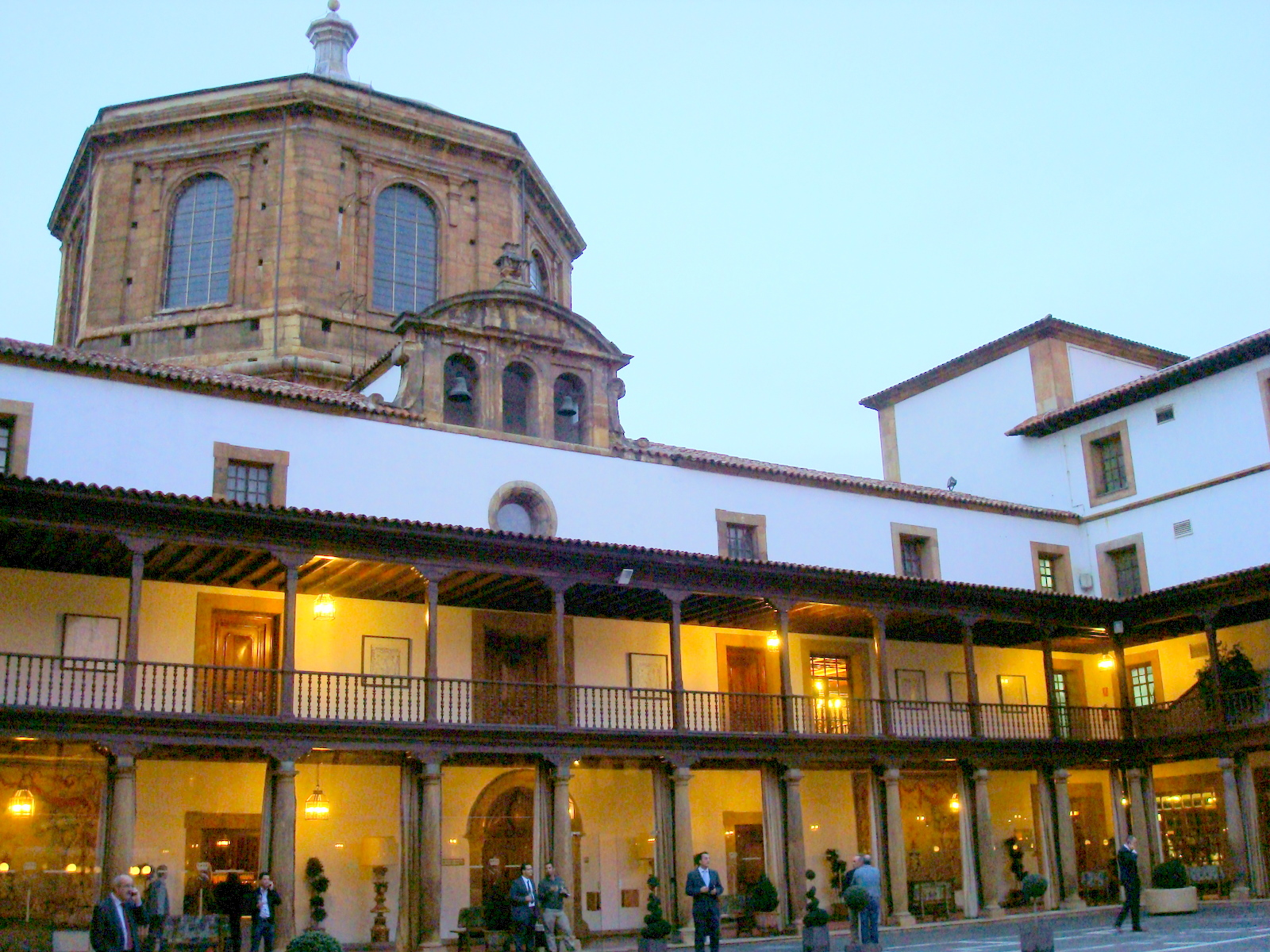
Interior Hospicio de Oviedo
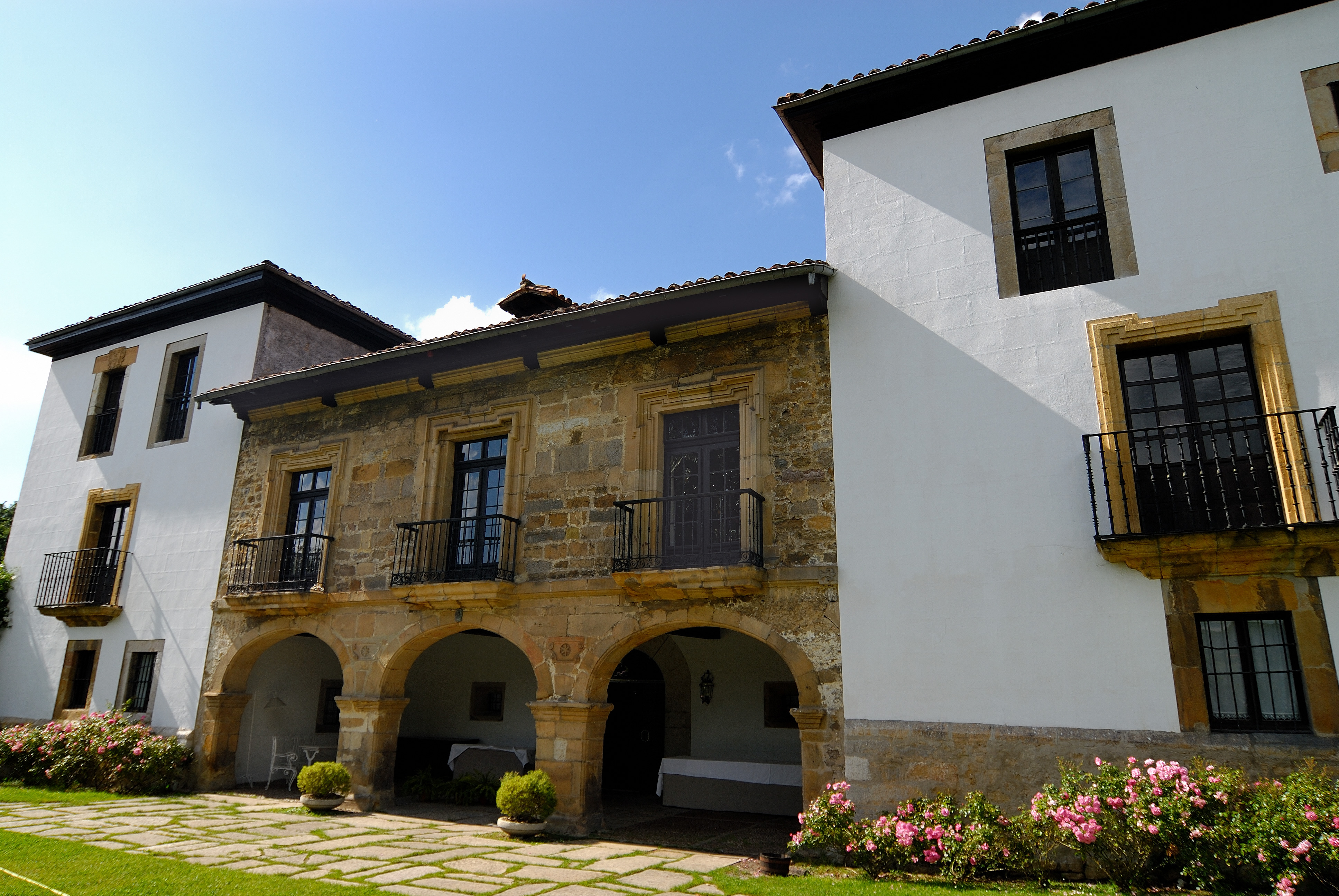
Palacio de Meres
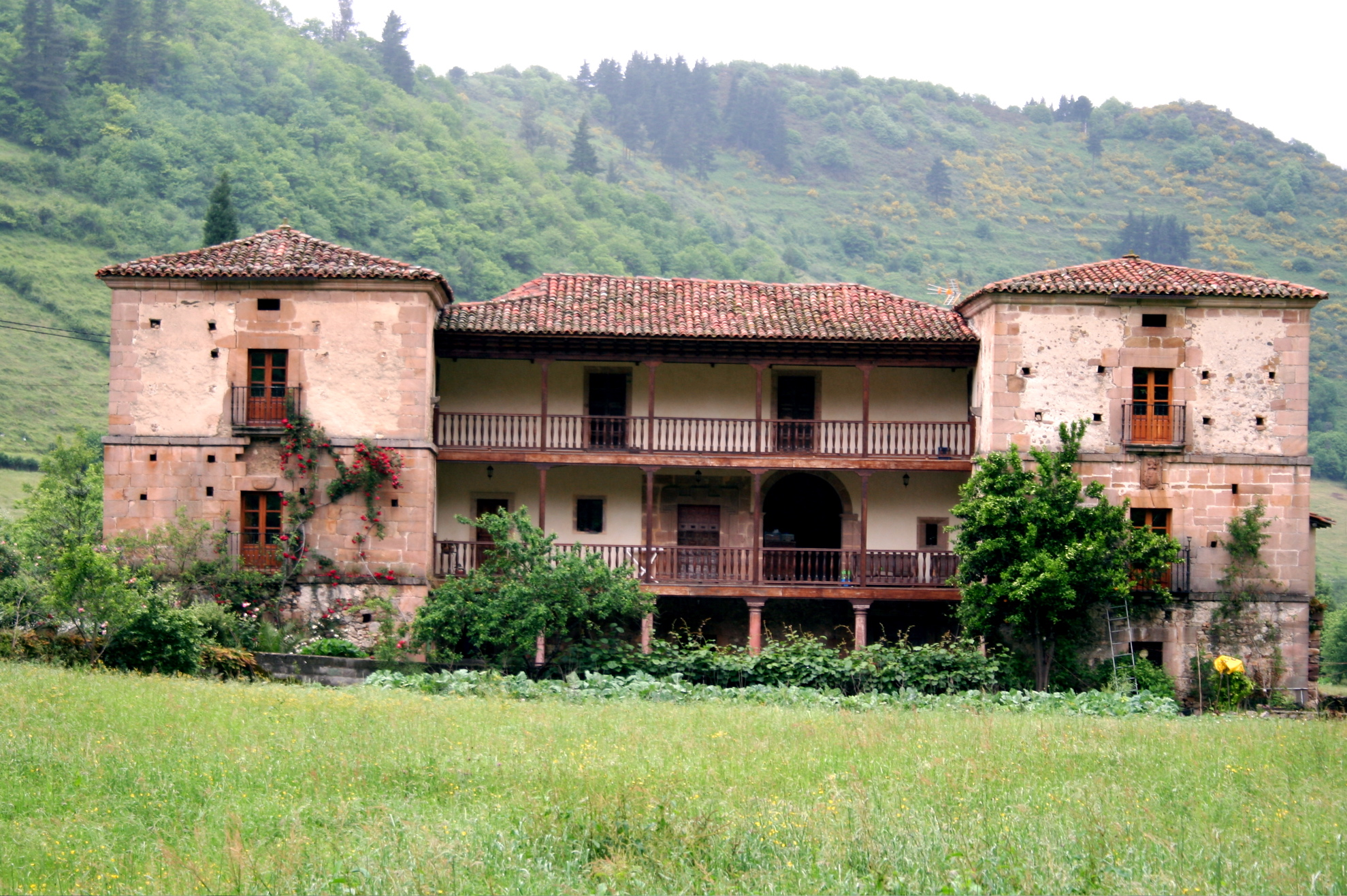
Cabo del Río, Tineo
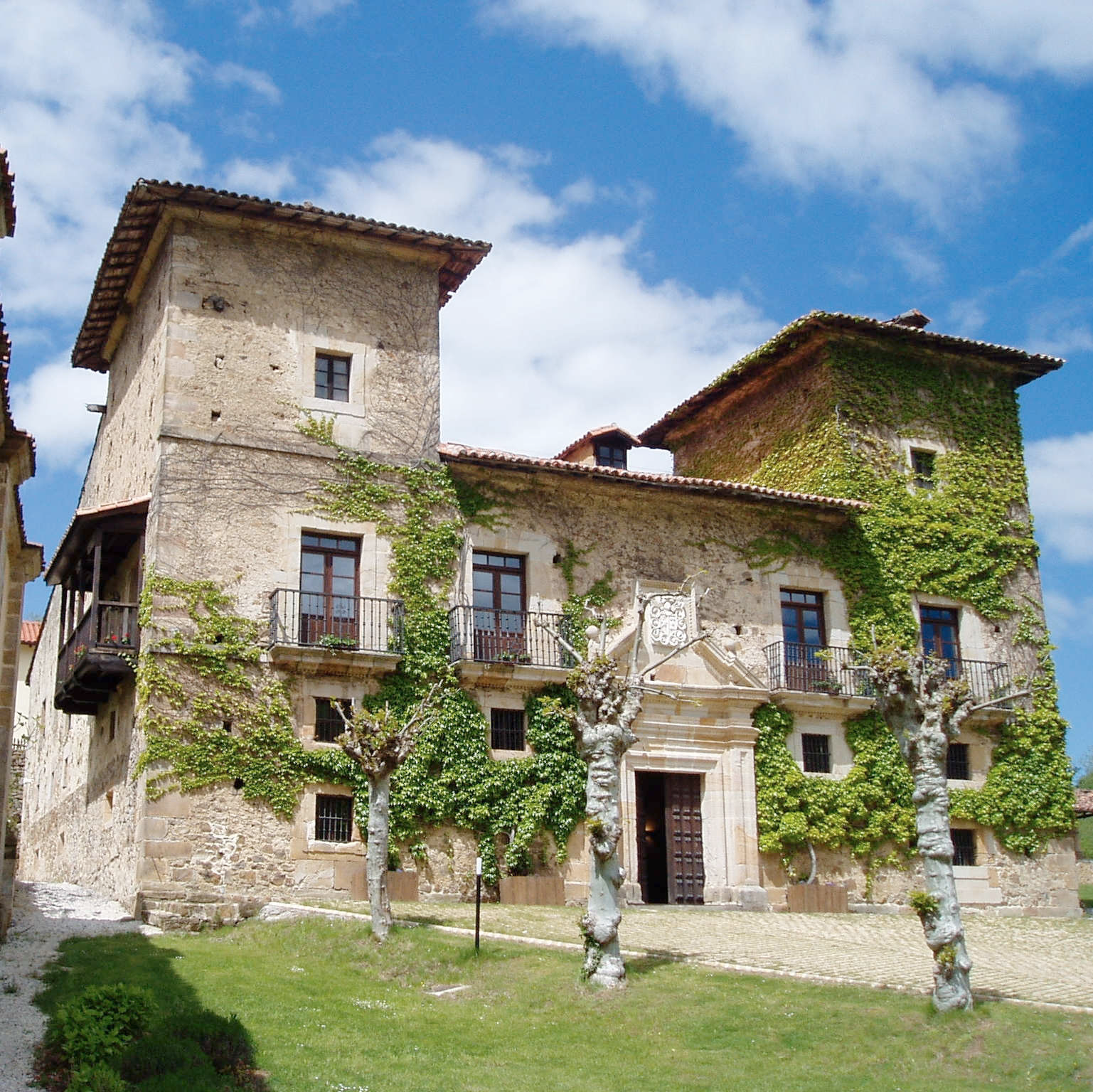
Palacio de Martinporra
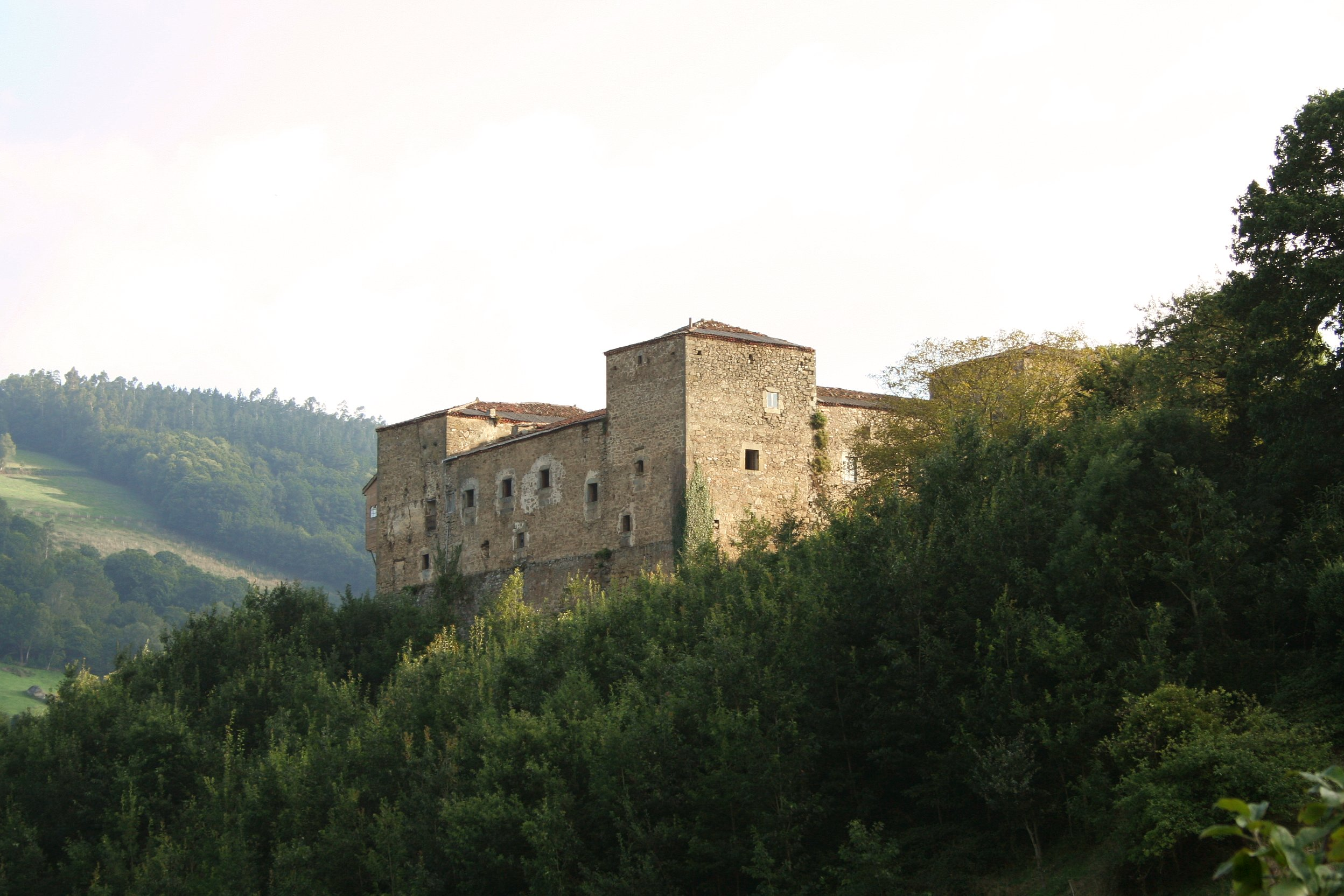
Palacio de Cienfuegos
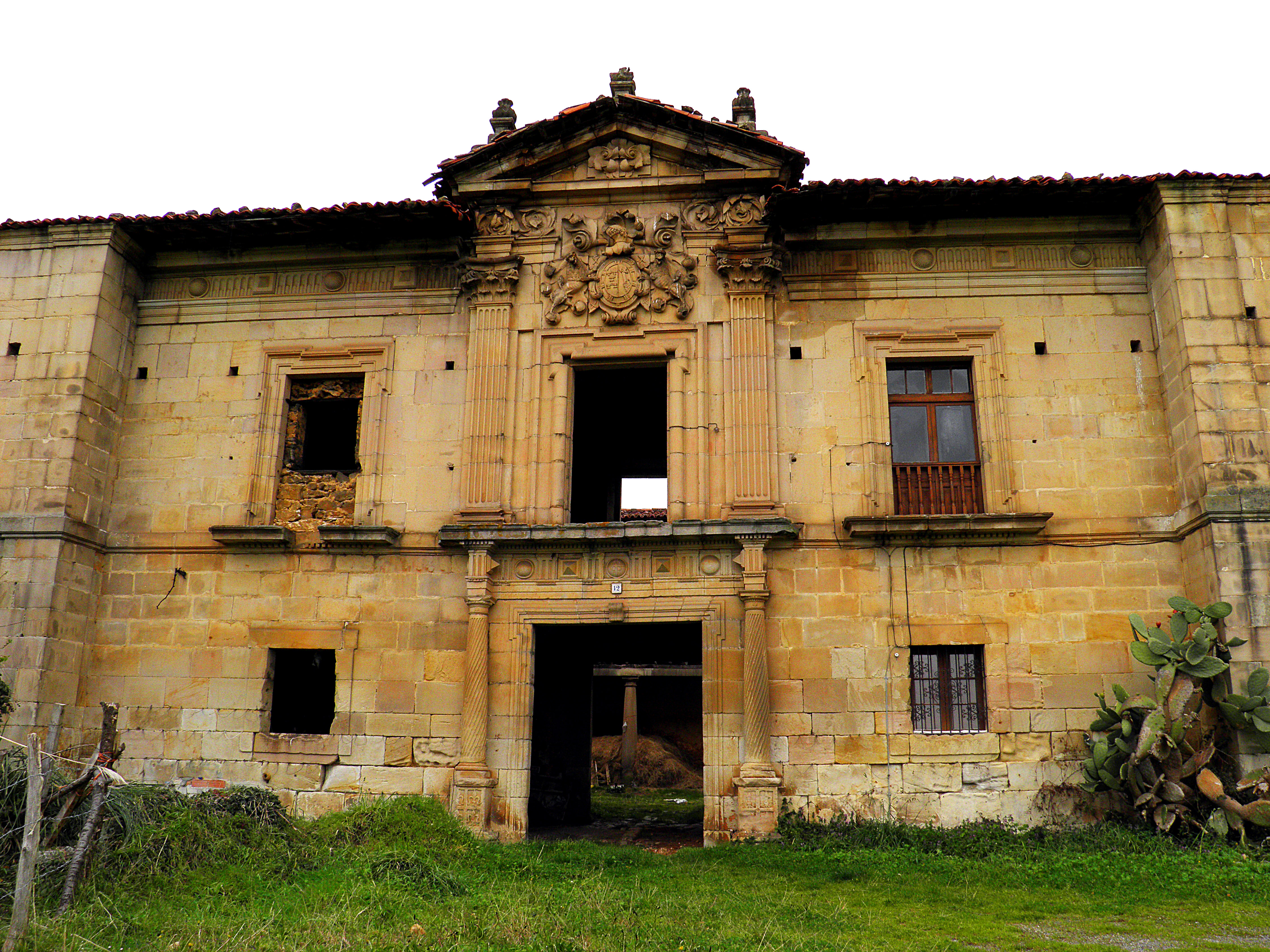
Torre de Celles

#### Iglesias y monasterios

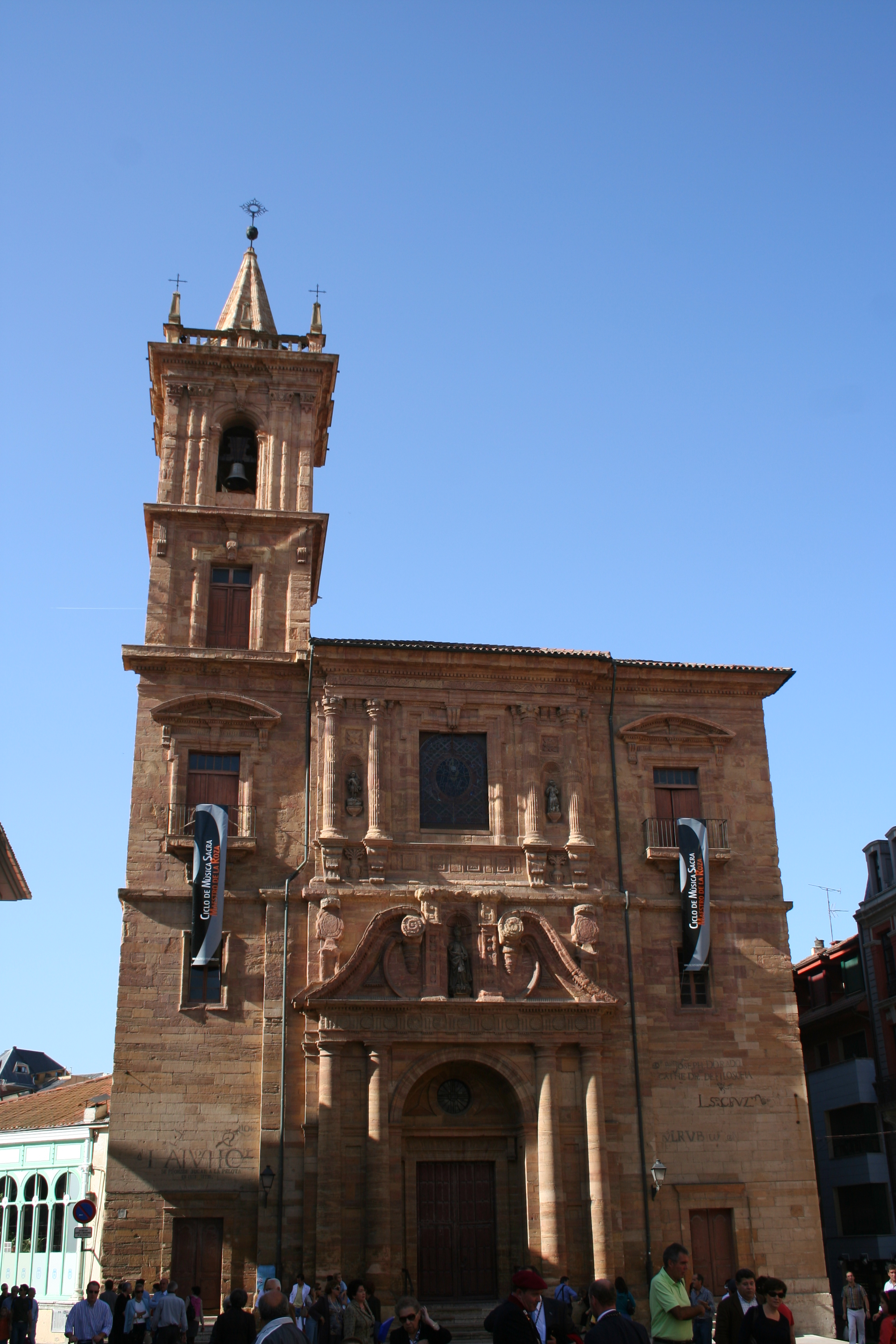
San Isidoro el Real

Muchos de los templos que se conservan en el Principado fueron construidos en los siglos XVII y XVIII. El crecimiento sostenido de la población y la dispersión del mismo hizo necesaria la construcción de nuevos templos o la reconstrucción y ampliación de otros. Esto ha dado lugar a un tipo de ermita muy característica y diseminada por todos los concejos asturianos, sencilla, con sillería muy elaborada las de mayor tamaño, voluminosas espadañas y pórticos delanteros o laterales (también conocidos como cabildos de columnas) lugar de reunión de vecinos o gremios. A su vez el entorno daba lugar a una pequeña plaza para la celebración de las romerías. Ejemplos de éstas son el Santuario del Carbayu (Langreo), Santuario de Lugás (Villaviciosa), Santuario de los Mártires (Mieres), Santuario de Miravalles (Aller) o San Juan de Amandi.  Otra tipología es la de un nártex abierto al pórtico sobre el que se levanta una torre, ejemplos de Santa María (Luanco), San Martín de Luiña (Cudillero), San Antolín de Villanueva (Navia), San Pedro de Alles, San Román de Cue (Llanes) y Nuestra Señora de Barro, sobre una ría. Otras sin embargo siguen un esquema de fachada de superficie plana y acusada verticalidad como la capilla de los Dolores (Grado, de influencia castellana), Colegiata de Cangas o Santa Marina de Puerto de Vega. Otras como la de Santo Domingo y San Isidoro el Real, (Oviedo) y la Colegiata de Pravia, son iglesias barrocas de mayor tamaño, notablemente urbanas. Por otro lado, los retablos, muy numerosos en Asturias, mezclan notablemente la escultura y arquitectura. Muchos, especialmente zona central y oriental, fueron destruidos durante la Guerra Civil, pero se sigue conservando un enorme número, al que se sumaron los transparentes. 

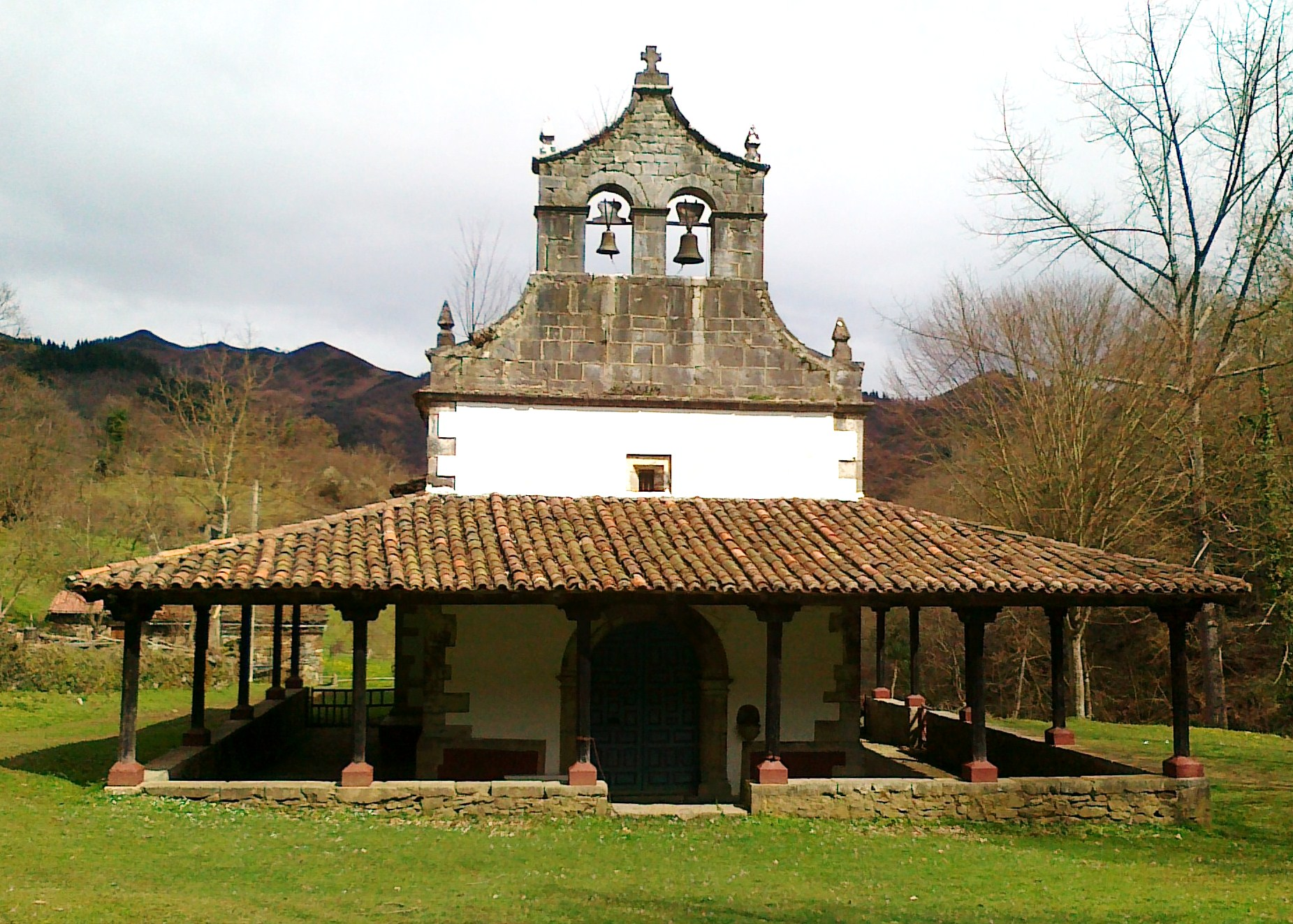
Santuario de Miravalles
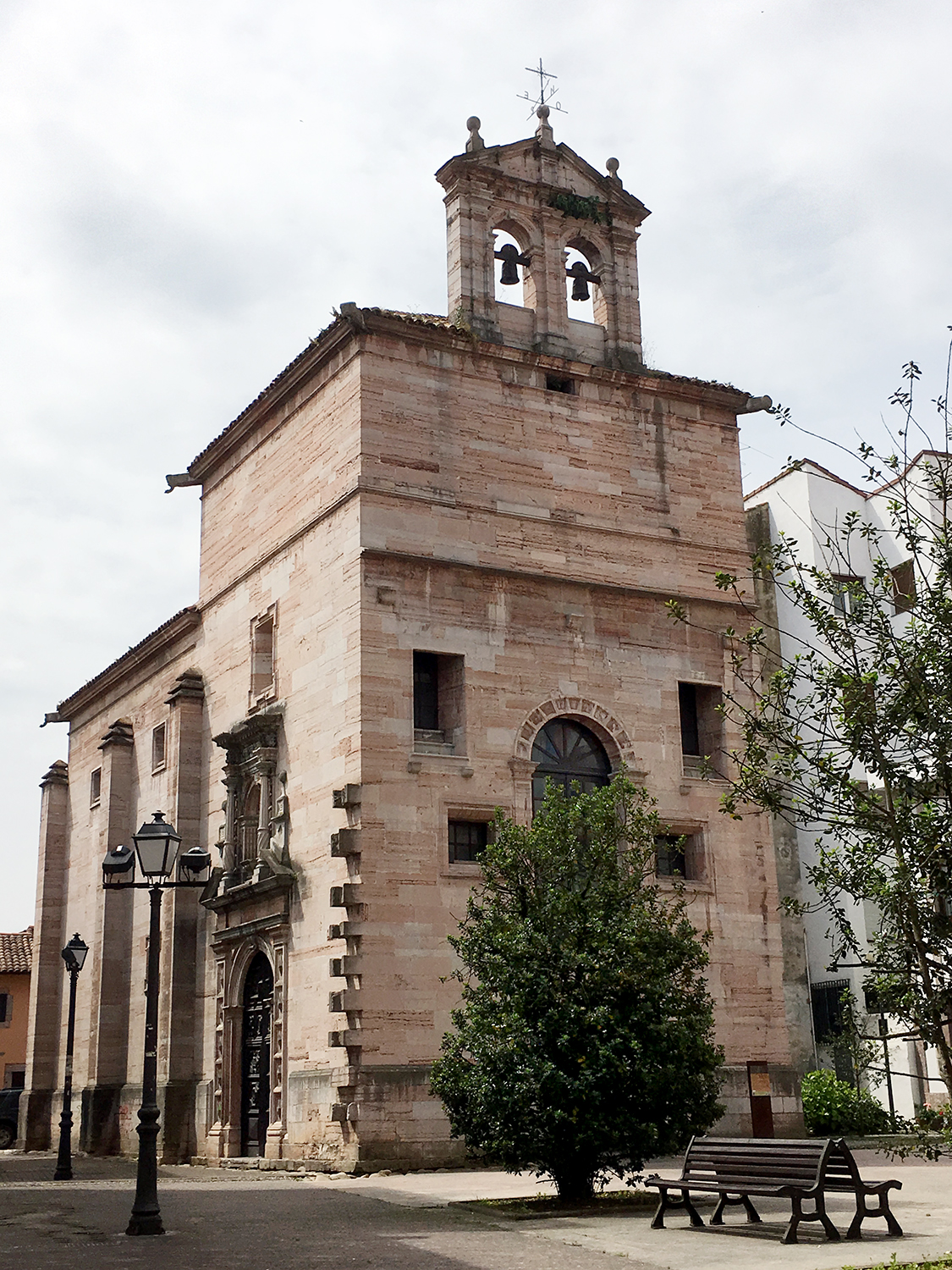
Capilla de Los Dolores
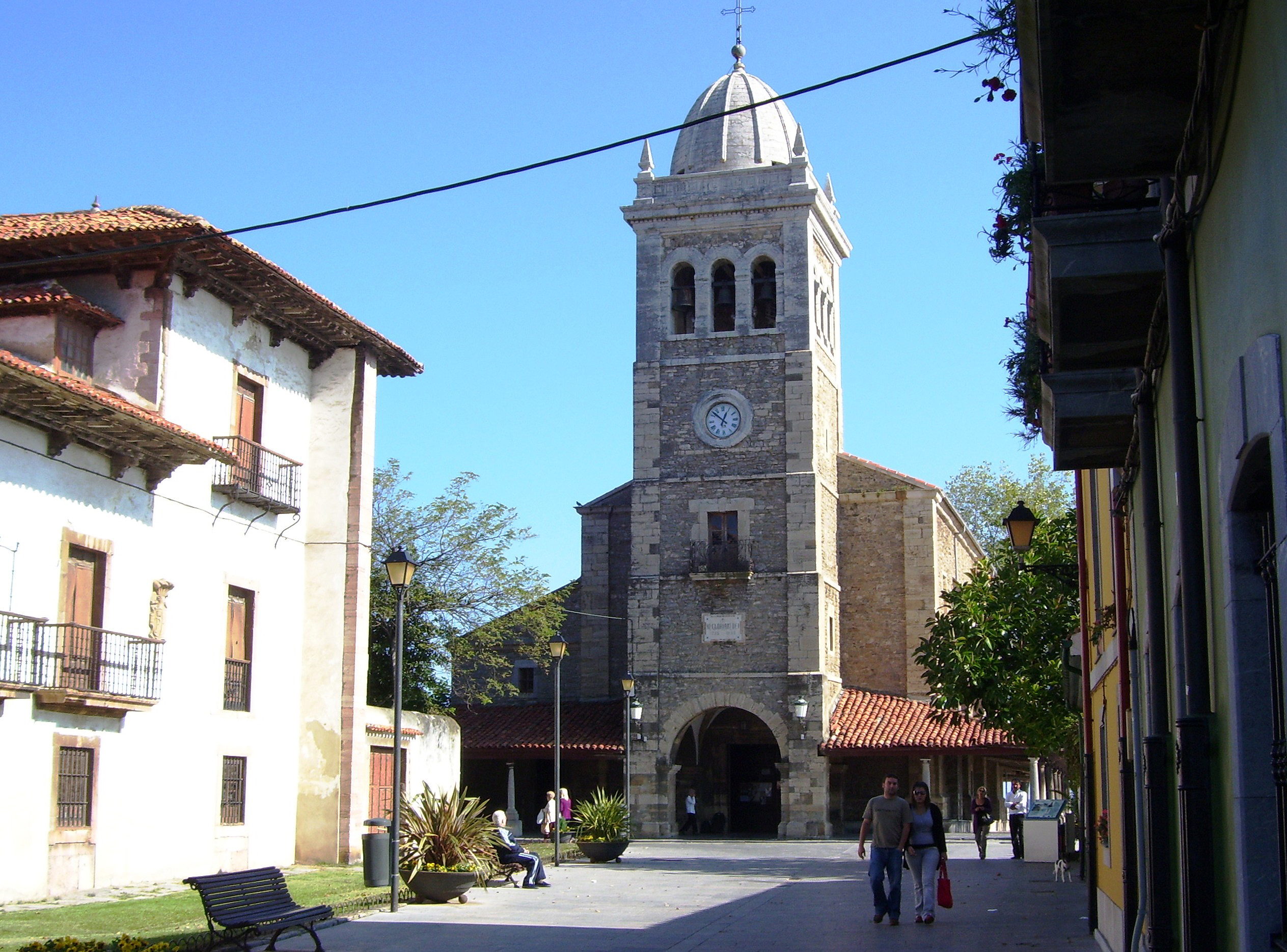
Santa María de Luanco
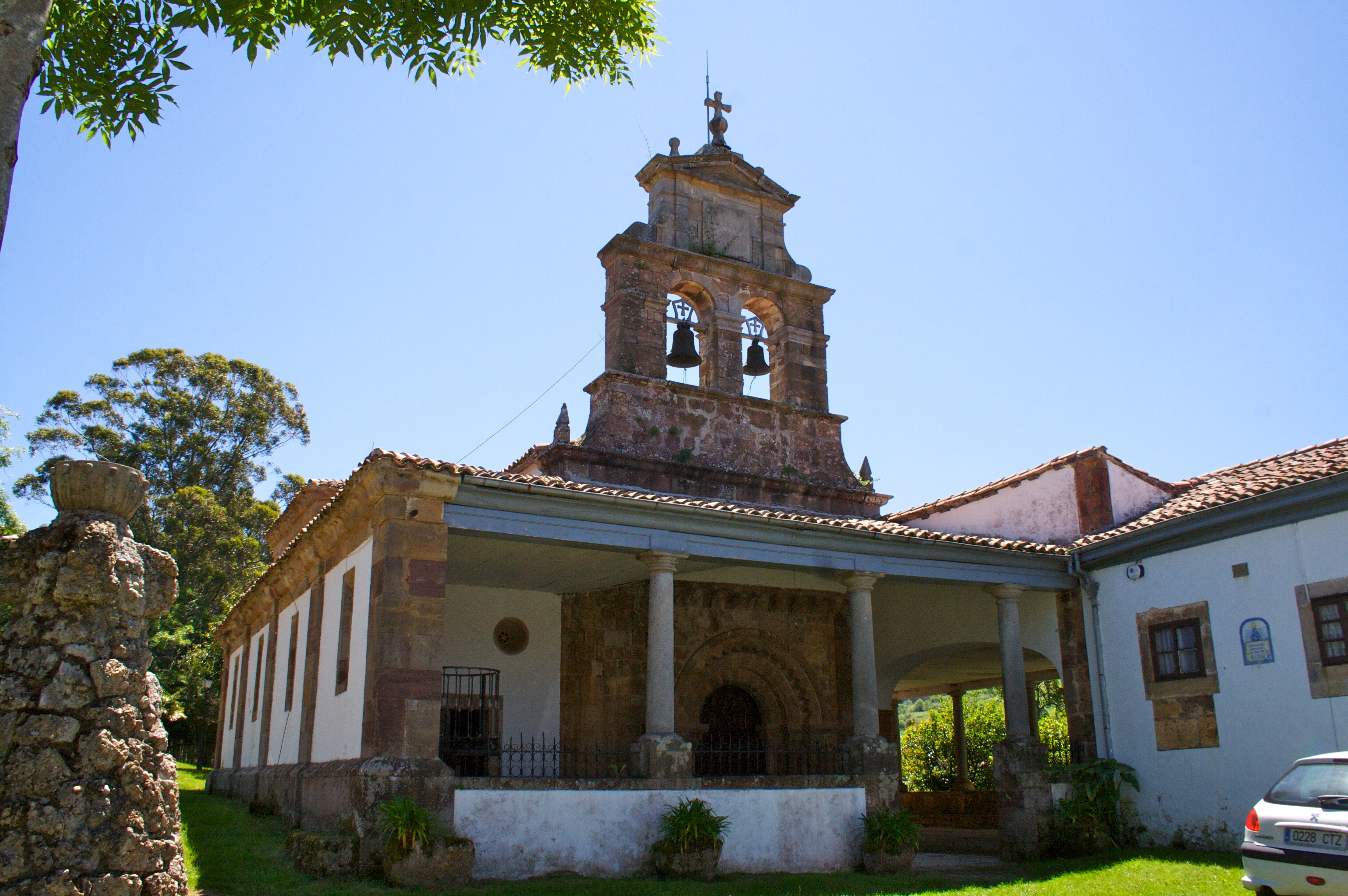
Santa María de Llugás
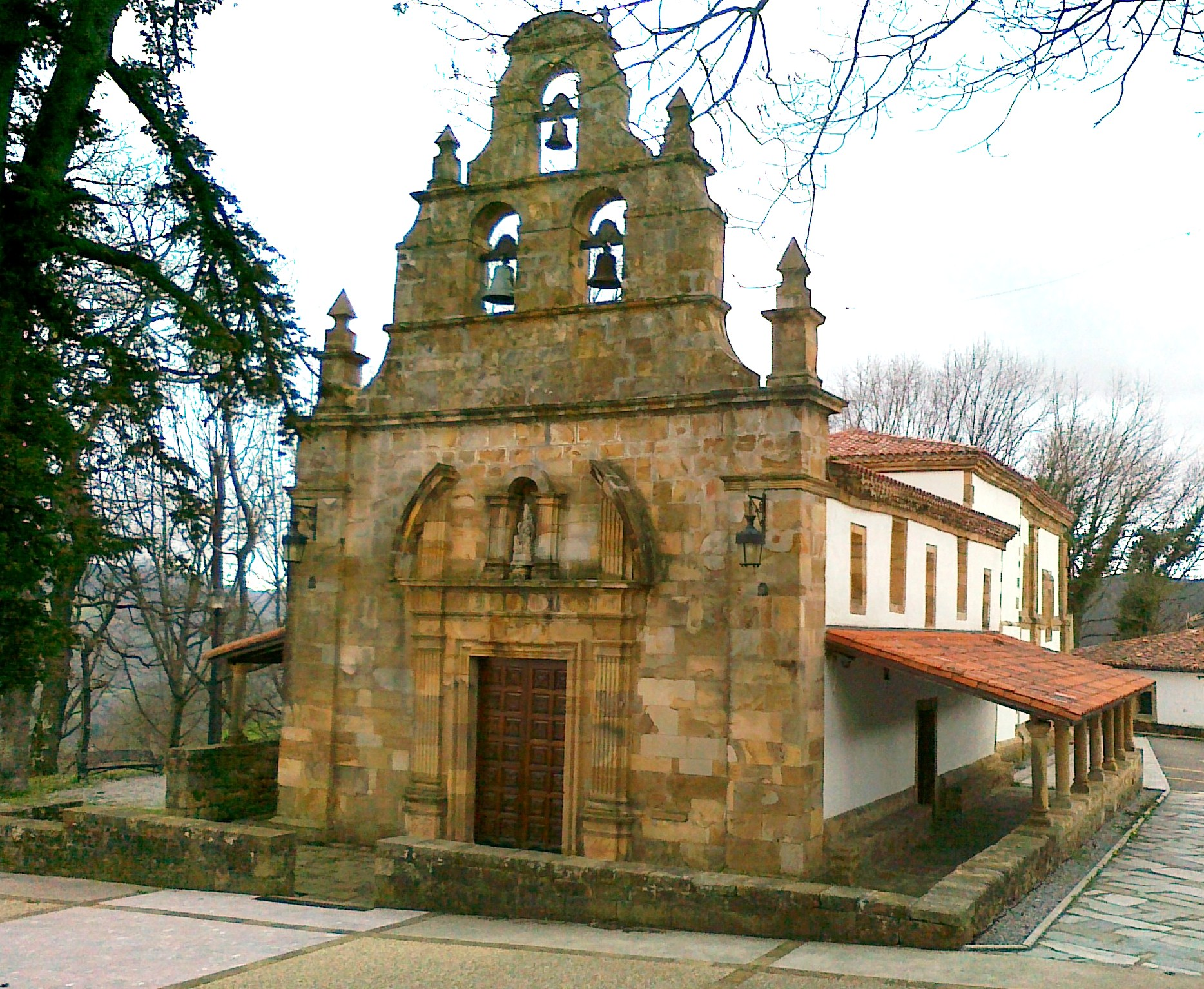
El Carbayu, Langreo

Es también una época de construcción (o ampliación) de numerosos conventos y monasterios. Algunos de ellos, como San Pelayo de Oviedo o La Encarnación de Llanes, muestran sus fachadas como si se tratase de un palacio. Otros como el Monasterio de Corias, conocido como el Escorial asturiano (hoy Parador de turismo), destacan por una fachada sencilla, robusta, castellana y una gran riqueza artística interior; y otros como Santa María la Real (Tineo) y San Salvador de Cornellana diferencian bien sus etapas constructivas, siendo su claustro y su fachada respectivamente sus fases barrocas.

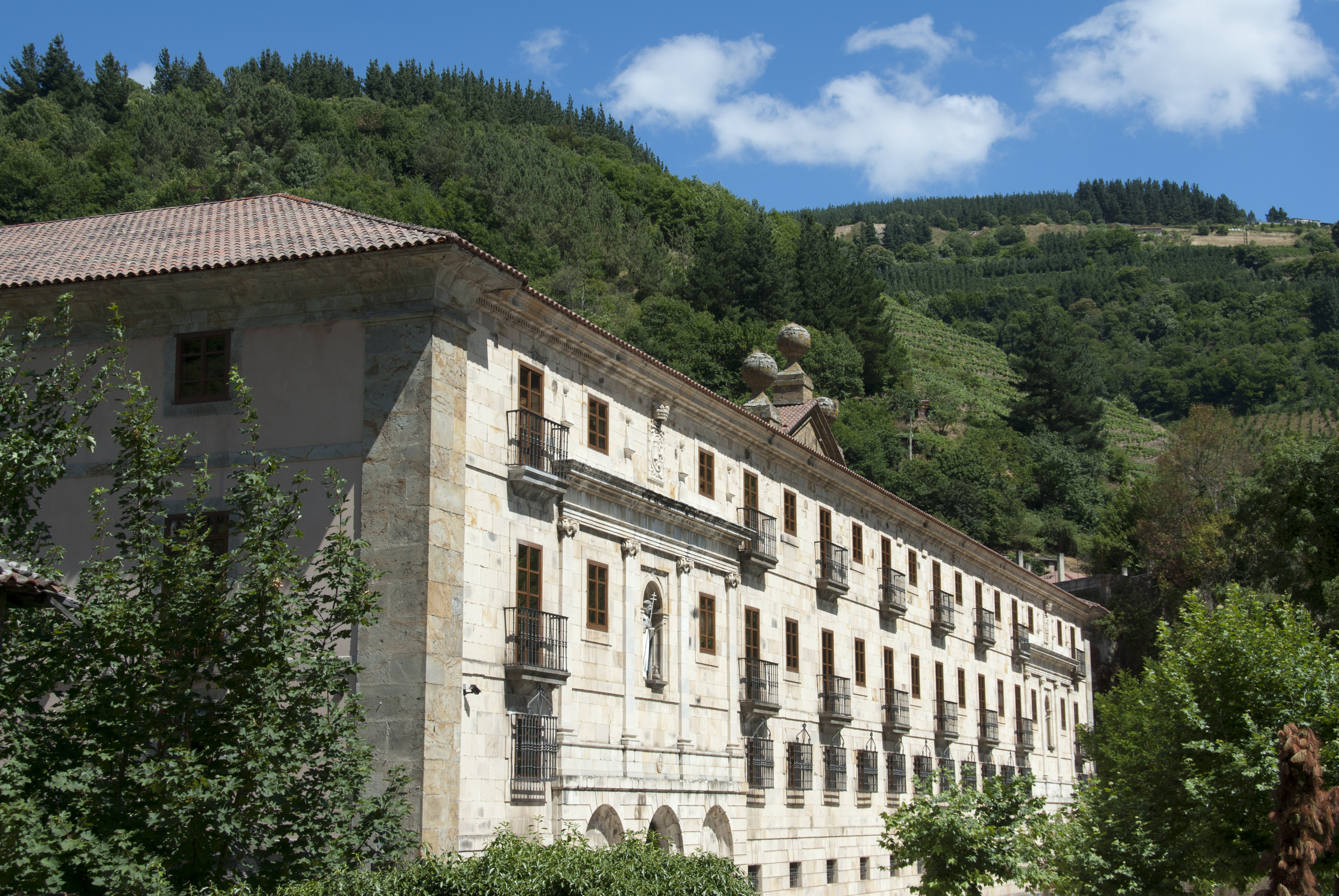
Monasterio de Corias
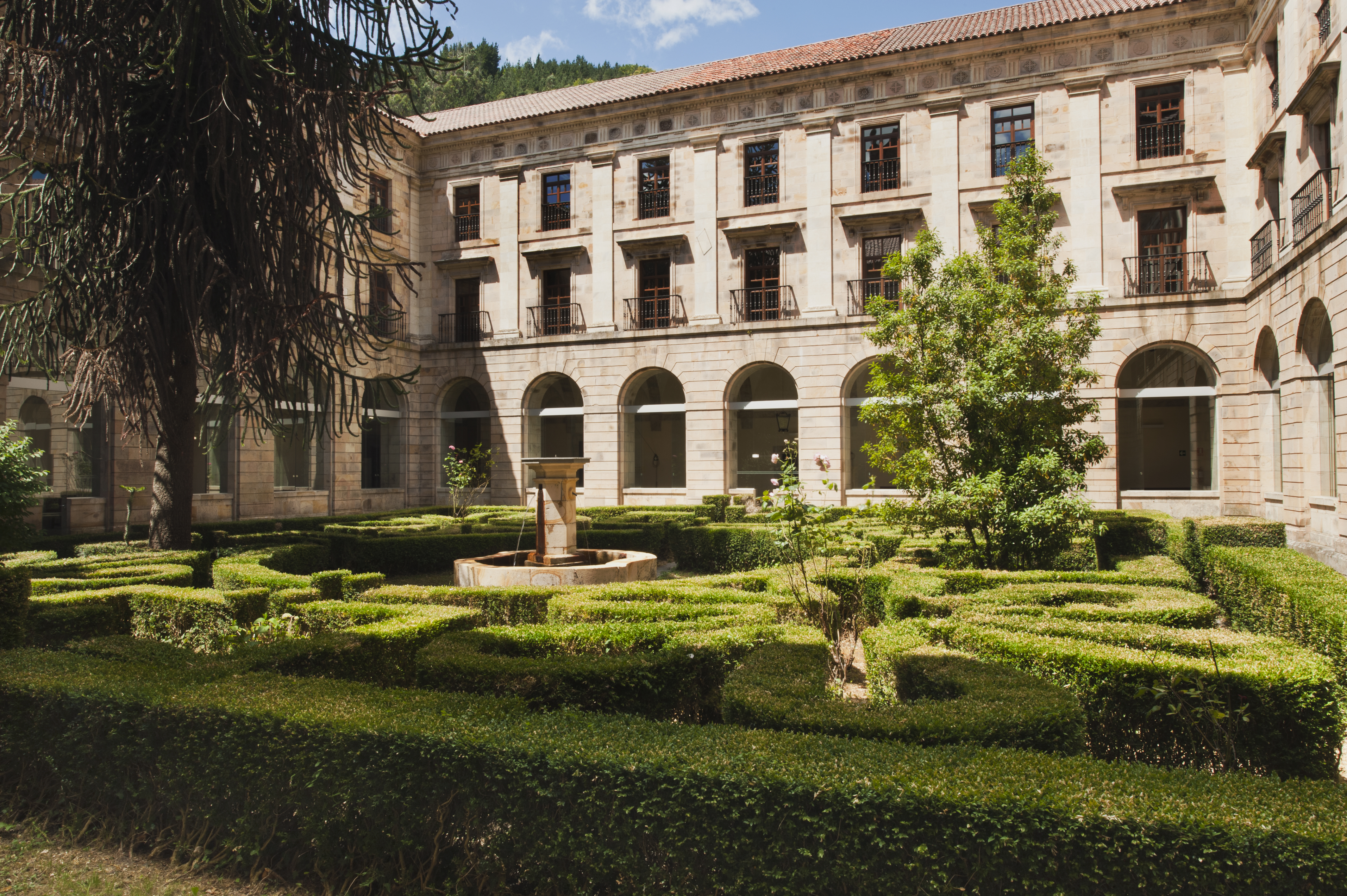
Corias
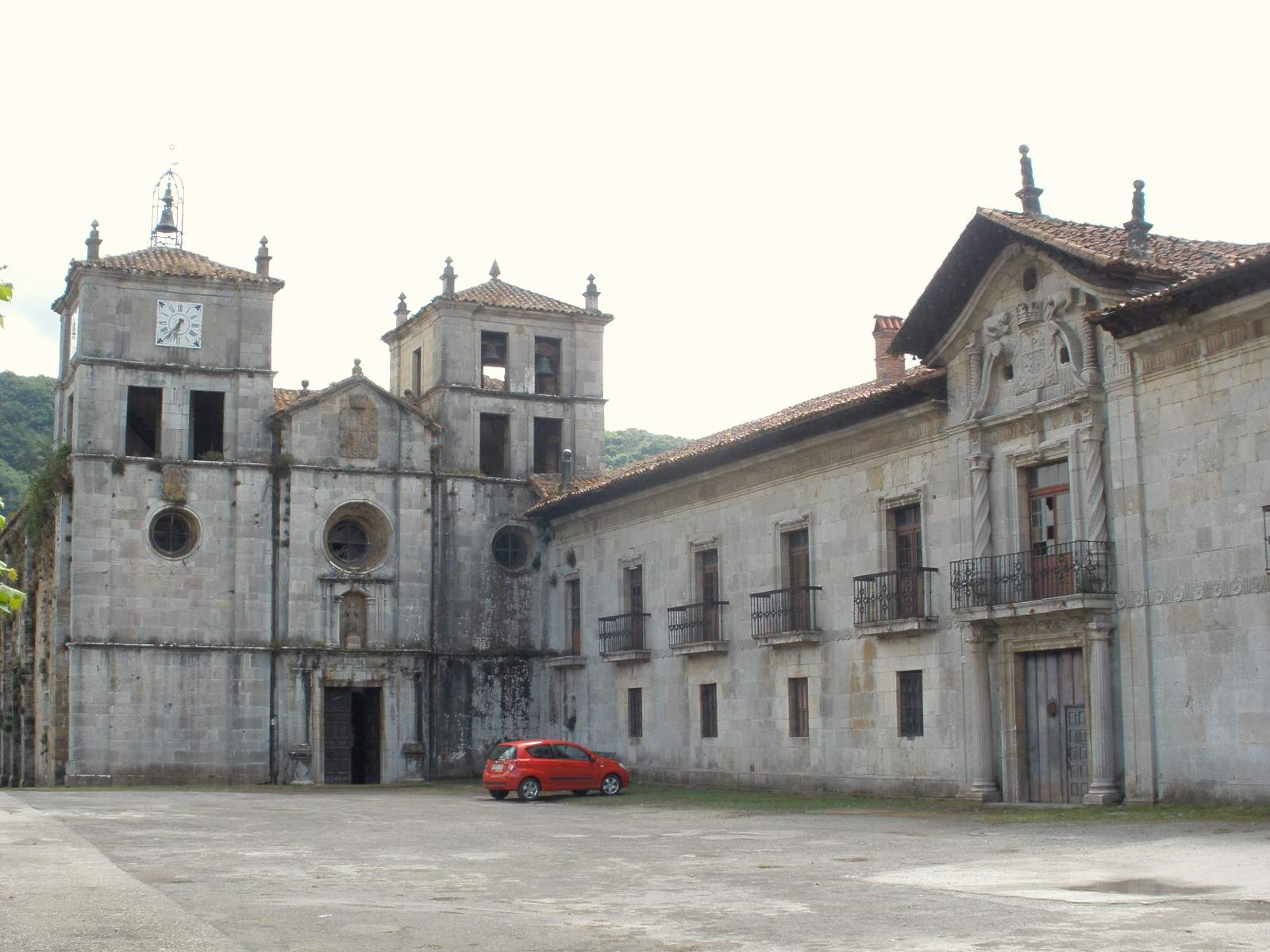
Monasterio de Cornellana
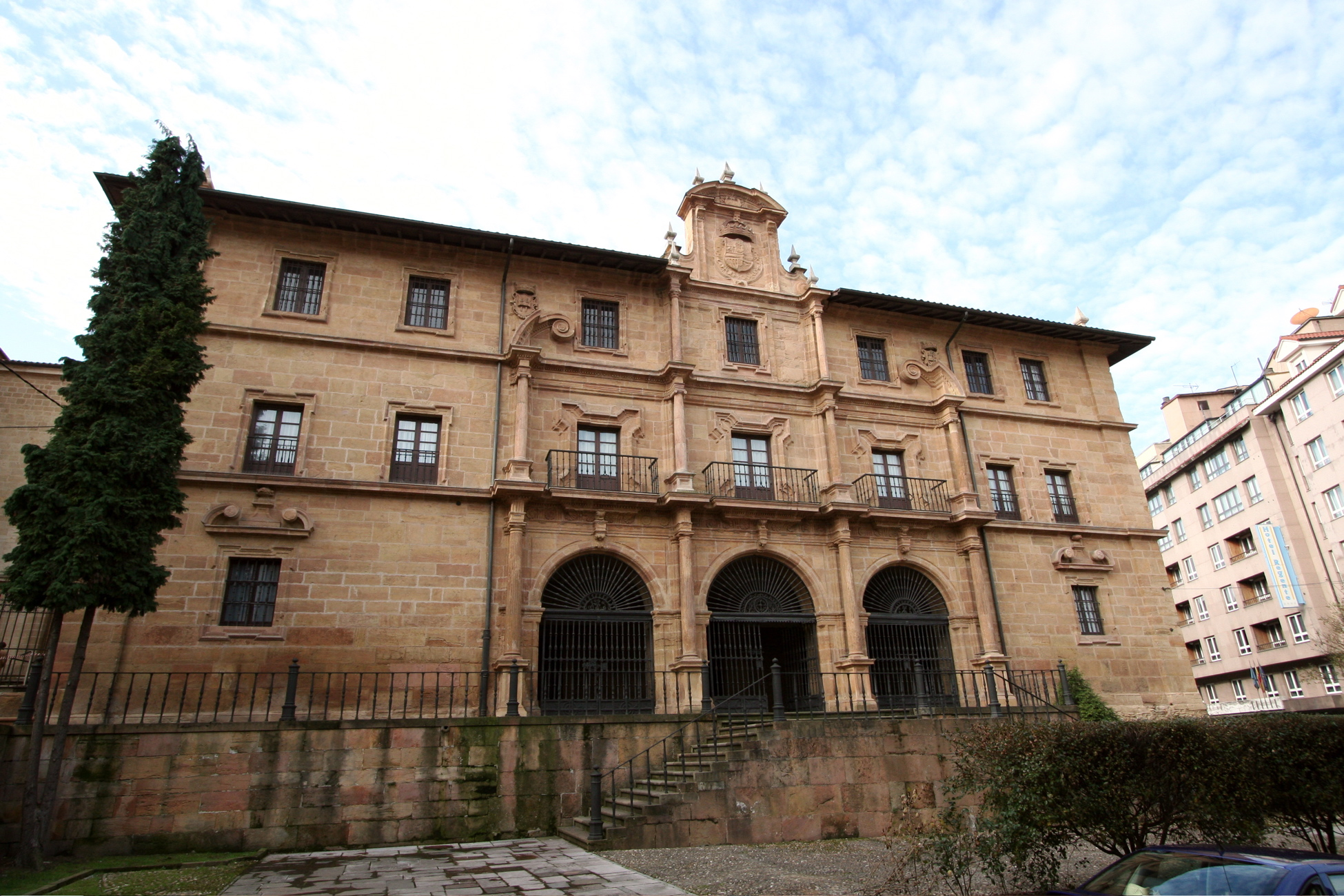
San Pelayo de Oviedo

### Arquitectura popular asturiana

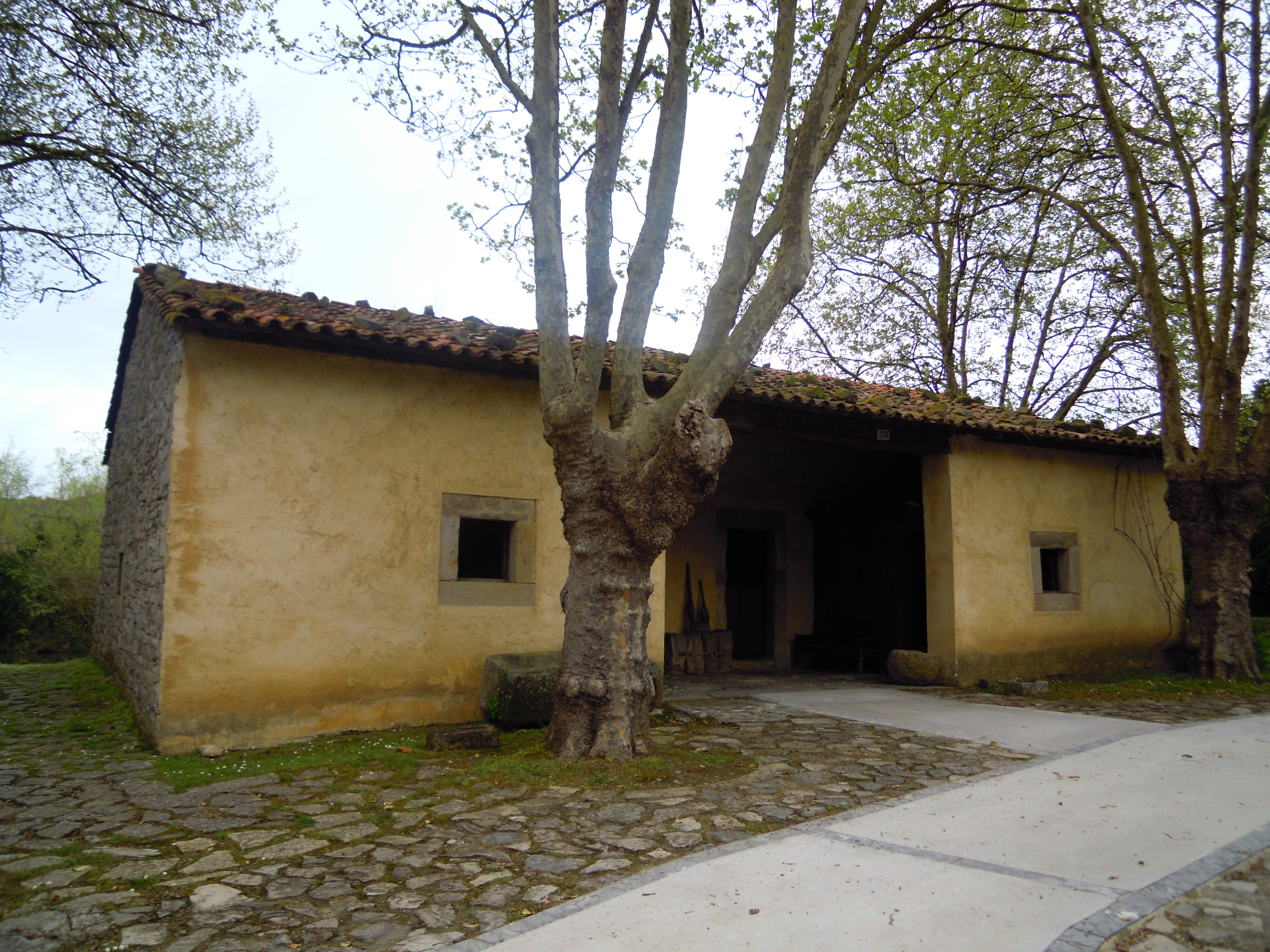
Casa mariñana en el Pueblo de Asturias, Gijón

La arquitectura popular asturiana, por su carácter vernáculo, abarca todas aquellas construcciones tradicionales realizadas con los materiales que proporciona naturalmente el entorno, adaptadas a las condiciones climáticas y a los requerimientos específicos de la vida y el trabajo de las personas del lugar. Son construcciones sin autoría conocida, y forman parte del patrimonio etnográfico asturiano. Dentro de este apartado se encuentran, en primer lugar, las viviendas. Se han venido a dividir en la casa terrena, casa mariñana, casa de corredor y la casa de patín. Muchas de las tradicionales casas con corredor tendieron a cerrarse a finales del siglo XIX y siglo XX formando galerías, casi siempre orientadas al sur a fin de aprovechar al máximo la luz y calor. Las construcciones tradicionales asturianas se techan con teja excepción de la zona occidental, donde se usa la pizarra al igual que en Galicia, puesto que es el material más presente en esta zona. Por otro lado, la "arquitectura popular" más urbana está presente en localidades como Avilés, con la adaptación de esta tipología a la vivienda de varios pisos,entre medianeras, balcones desarrollados y soportales.
La construcción auxiliar más reconocible de Asturias son los hórreos, paneras y cabazos, almacenes elevados sobre el suelo a través de pegoyos para proteger el grano de la humedad y los roedores. Si bien existen en varias partes del mundo, en Asturias y Galicia forman parte significativa del paisaje rural. Los hórreos tienen planta cuadrada y un punto culminate en la cumbrera, llamada obispo, moño, cantapaxarinos, pucho o curumelo, dependiendo de la zona en la que te localice; las paneras tienen planta rectangular y dos puntos culminantes en la techumbre (dos moños, obispos, catanpaxarines, puchos o curumelos), mientras que los cabazos se encuentran sólo en el Occidente, entre los ríos Eo y Navia, siendo de planta rectangular y cuadrada.
Se calcula que, a pesar de las constantes pérdidas en este patrimonio, existen aún 10 000 construcciones de este tipo en el Principado. La legislación vigente protege todos los hórreos, paneras y cabazos construidos antes de 1900 y regula su utilización y conservación. Existen diferentes tipologías dentro de la geografía asturiana, entre ellas el Estilo Villaviciosa (el más antiguo), el Estilo Allande y el Estilo Carreño (nombres de los municipios donde más ejemplos se conservan). Un estilo particular es el Hórreo Beyusco, tipología extendida únicamente en el concejo de Ponga. Entre las diferencias de los distinto tipos están las de la forma de la planta, cubierta, la existencia o no de corredores, la decoración, etc. 
En los siglos XIX y principios del XX fue común la construcción de un edificio bajo el hórreo para diferentes dependencias que llegó a ser usado como viviendas con la llegada de inmigrantes de otros lugares de España debido a la industrialización asturiana. 
Otros elementos etnográficos son las fuentes, lavaderos, bebederos y molinos y por supuesto los teitos y casas circulares.

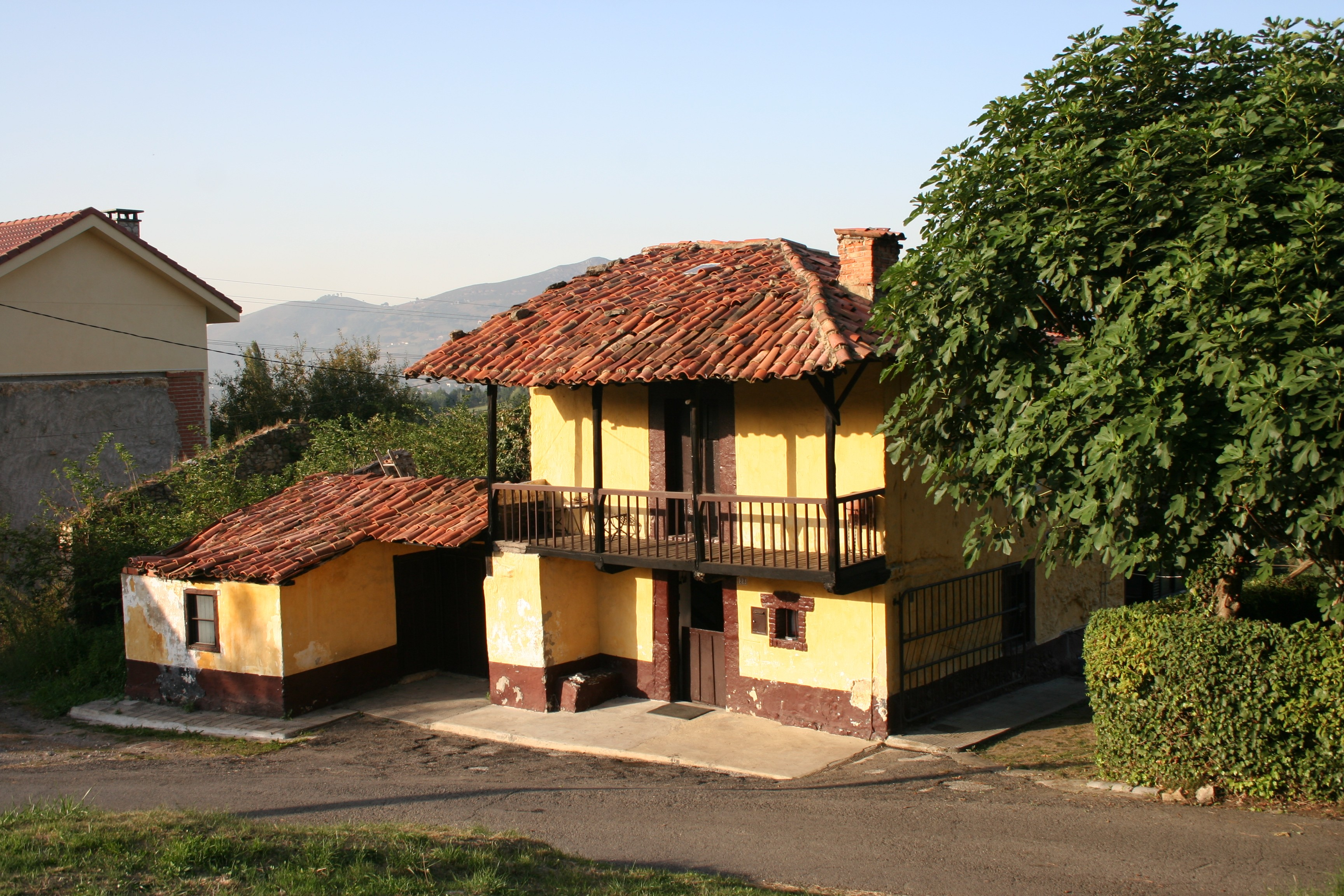
Casa con corredor
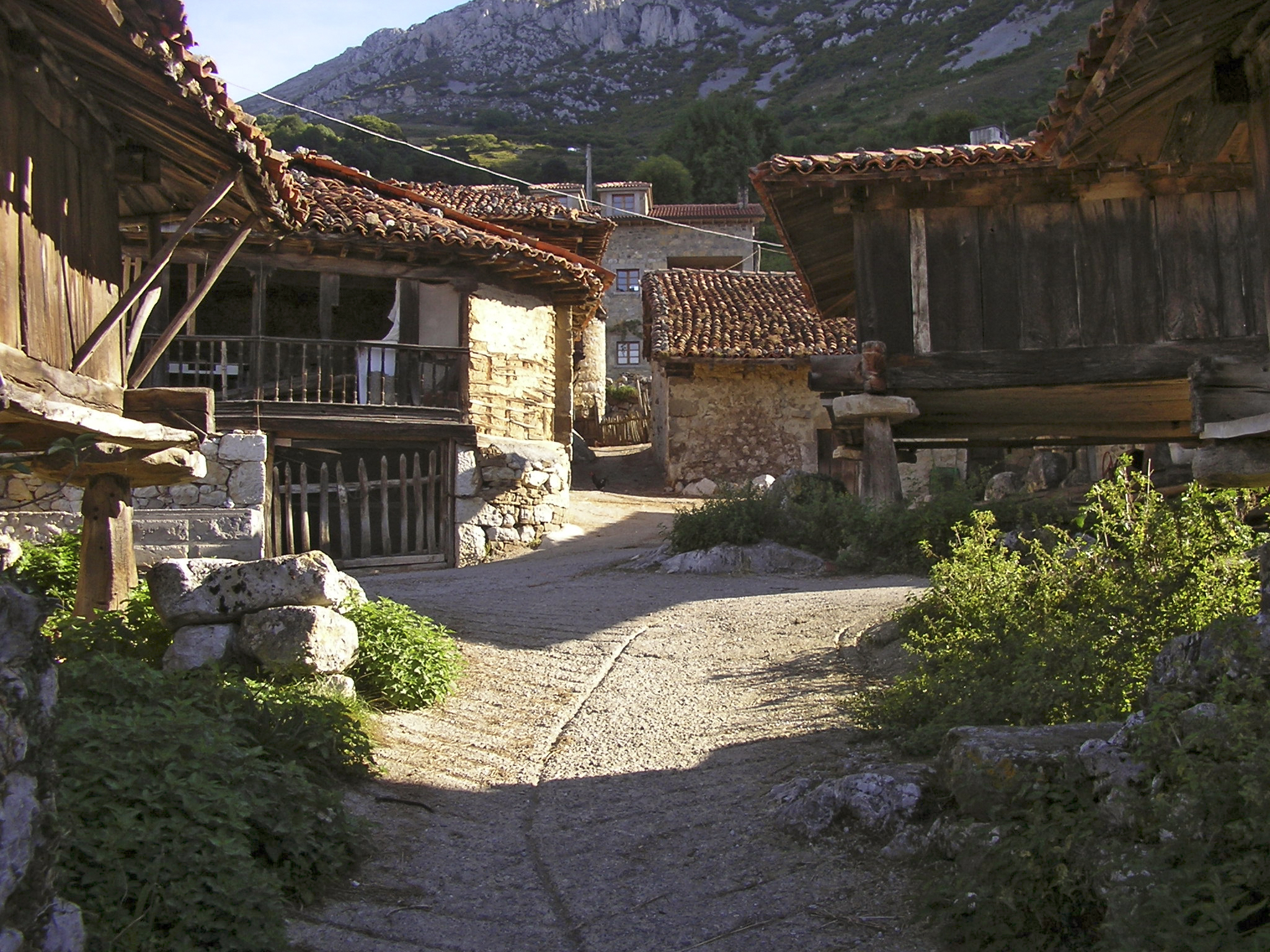
Bermiego, Quirós
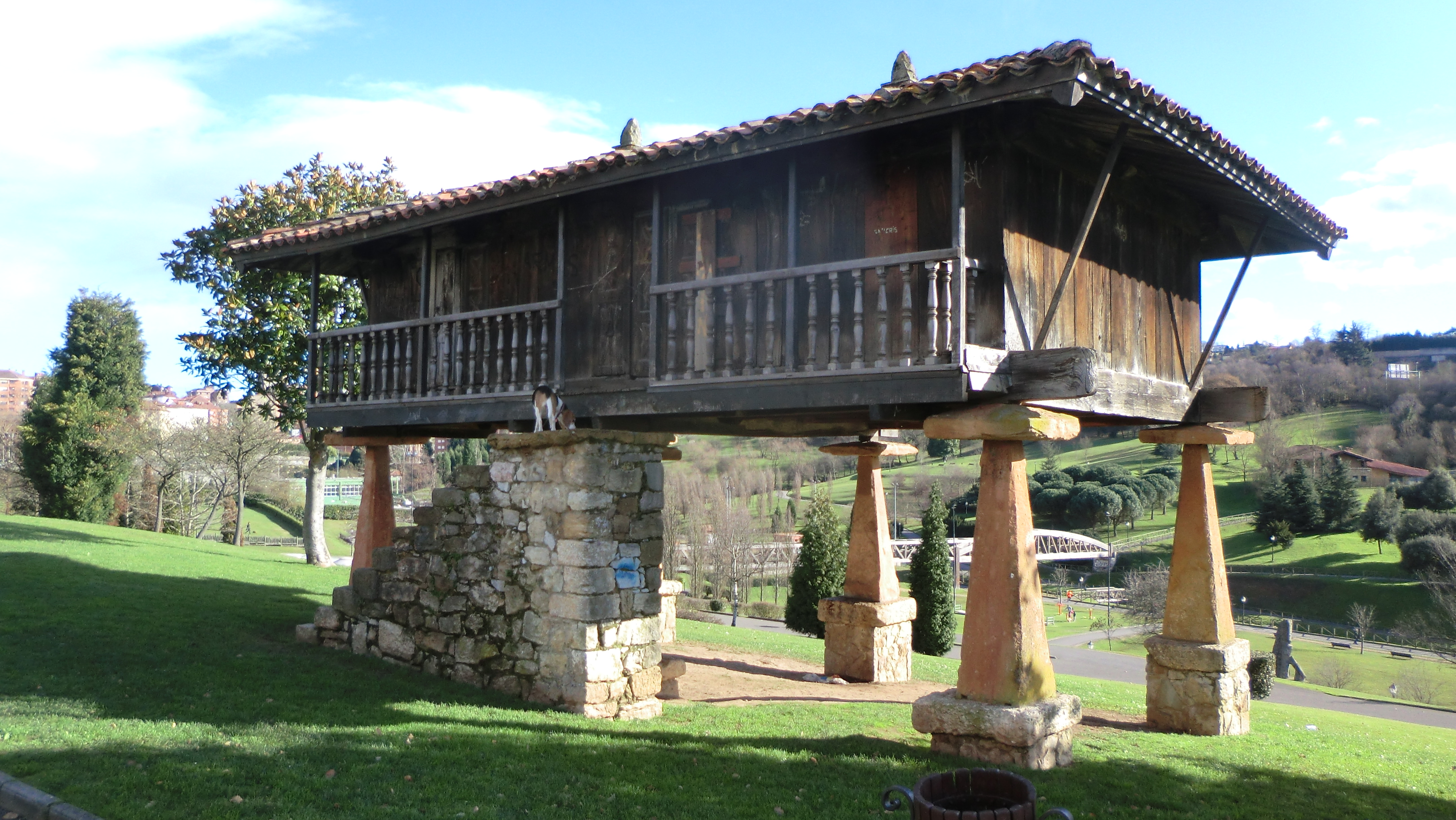
Panera reconstruida en Oviedo
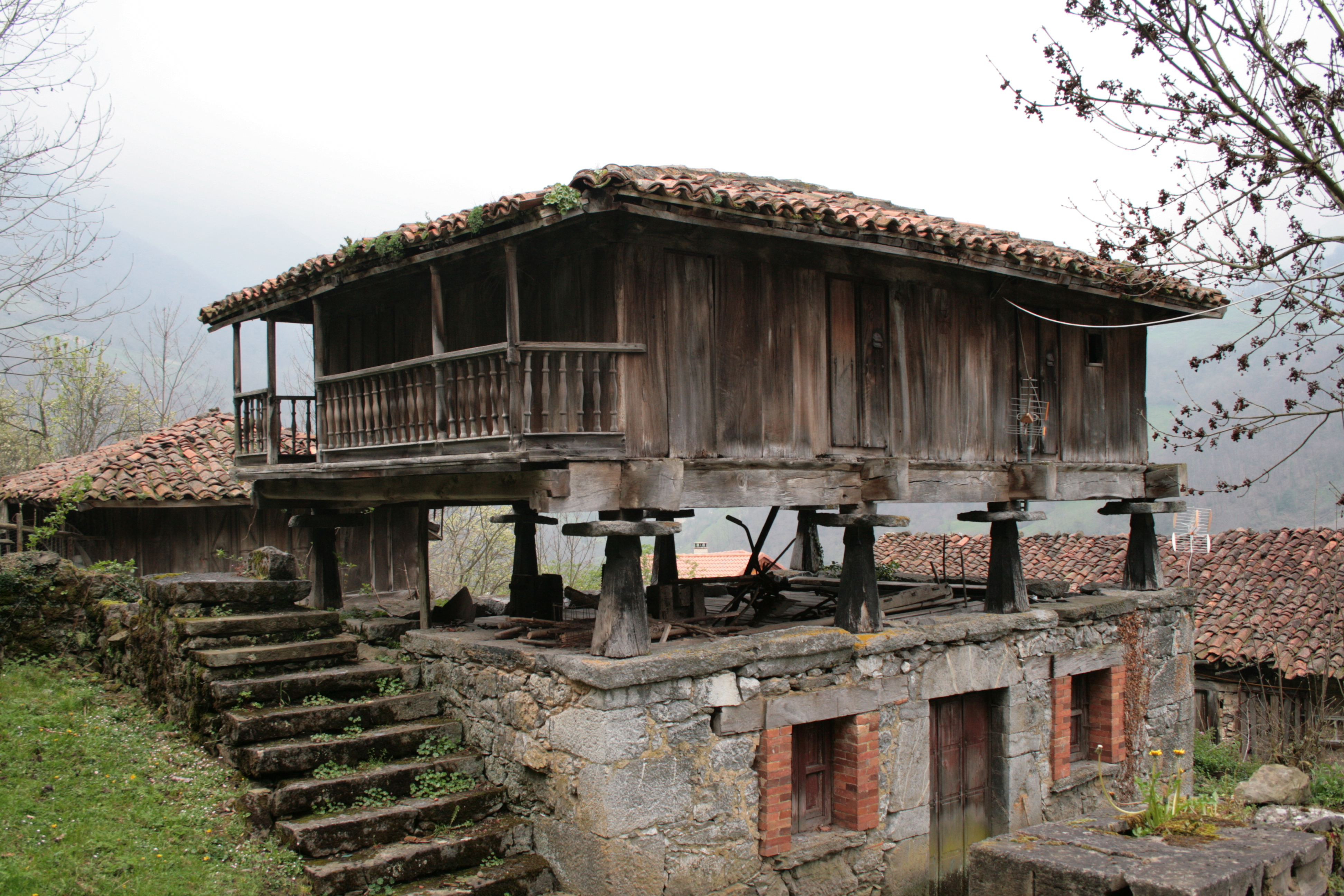
Panera en Lena
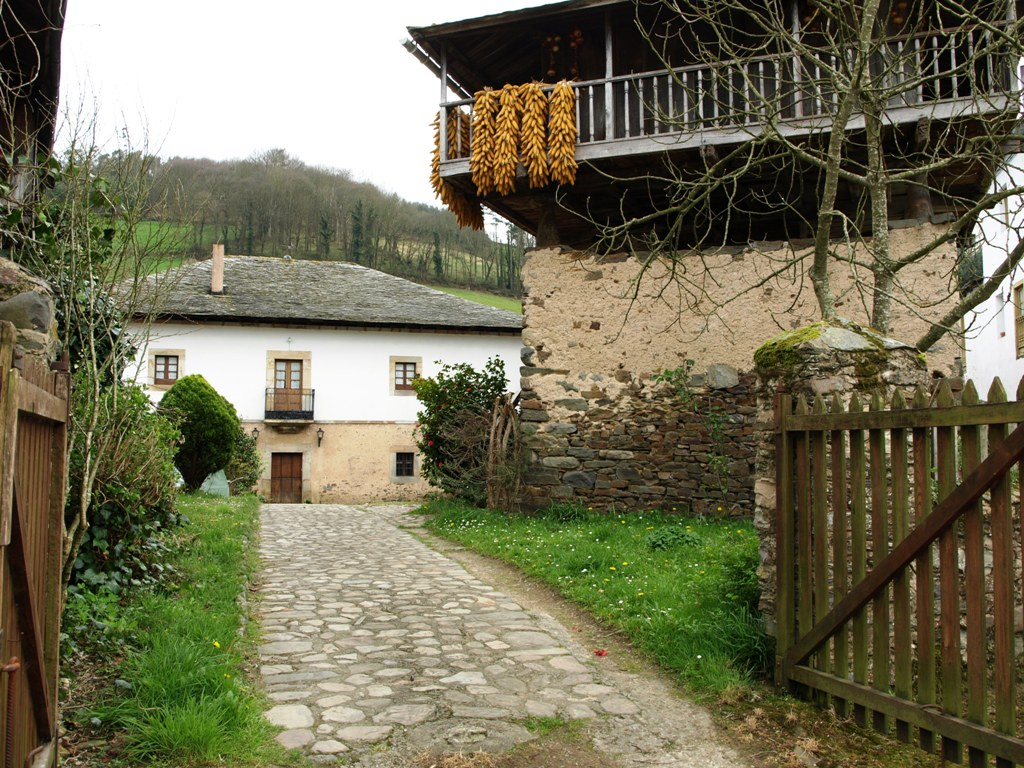
Casona de pizarra y hórreo, Navelgas
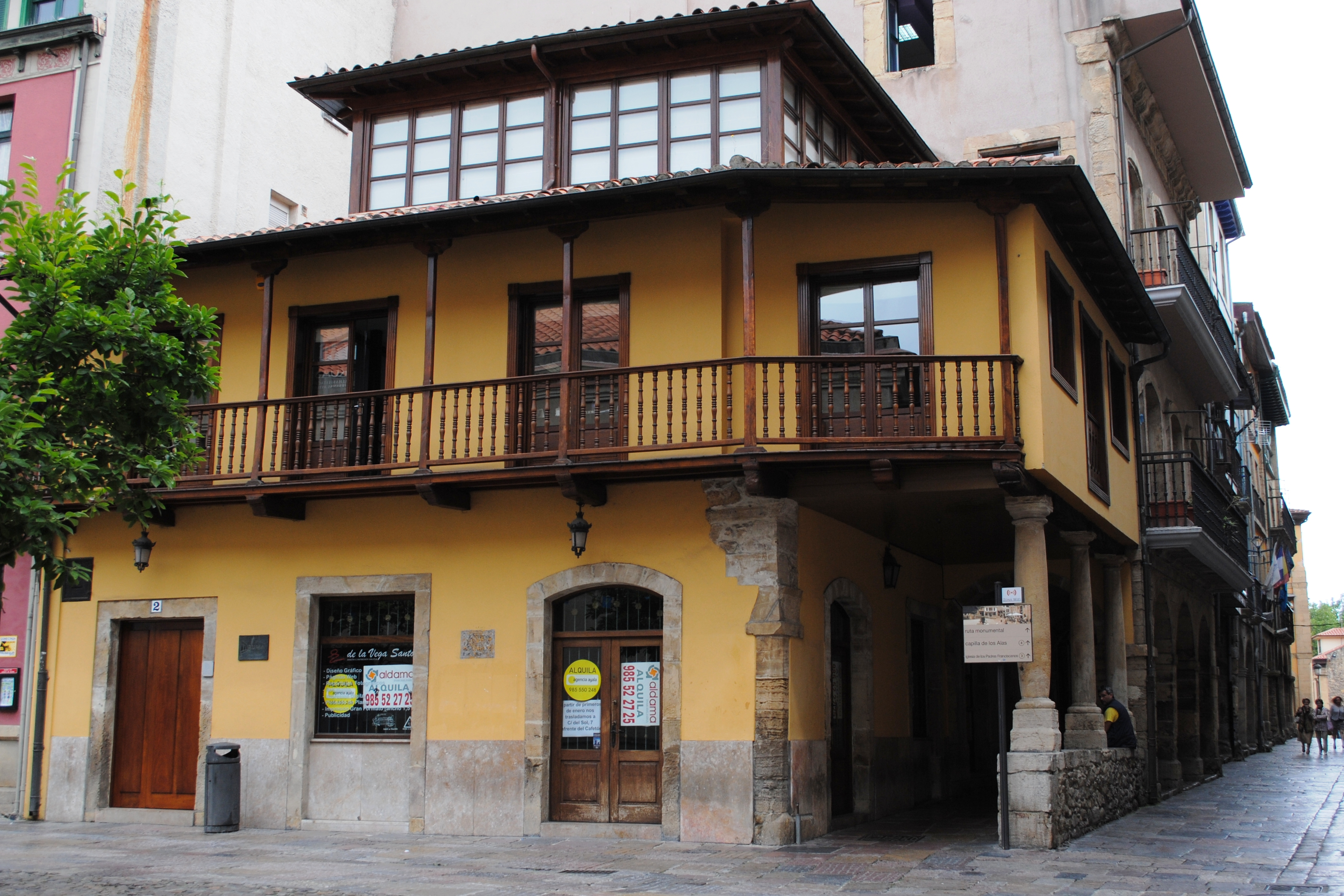
Arquitectura de Avilés
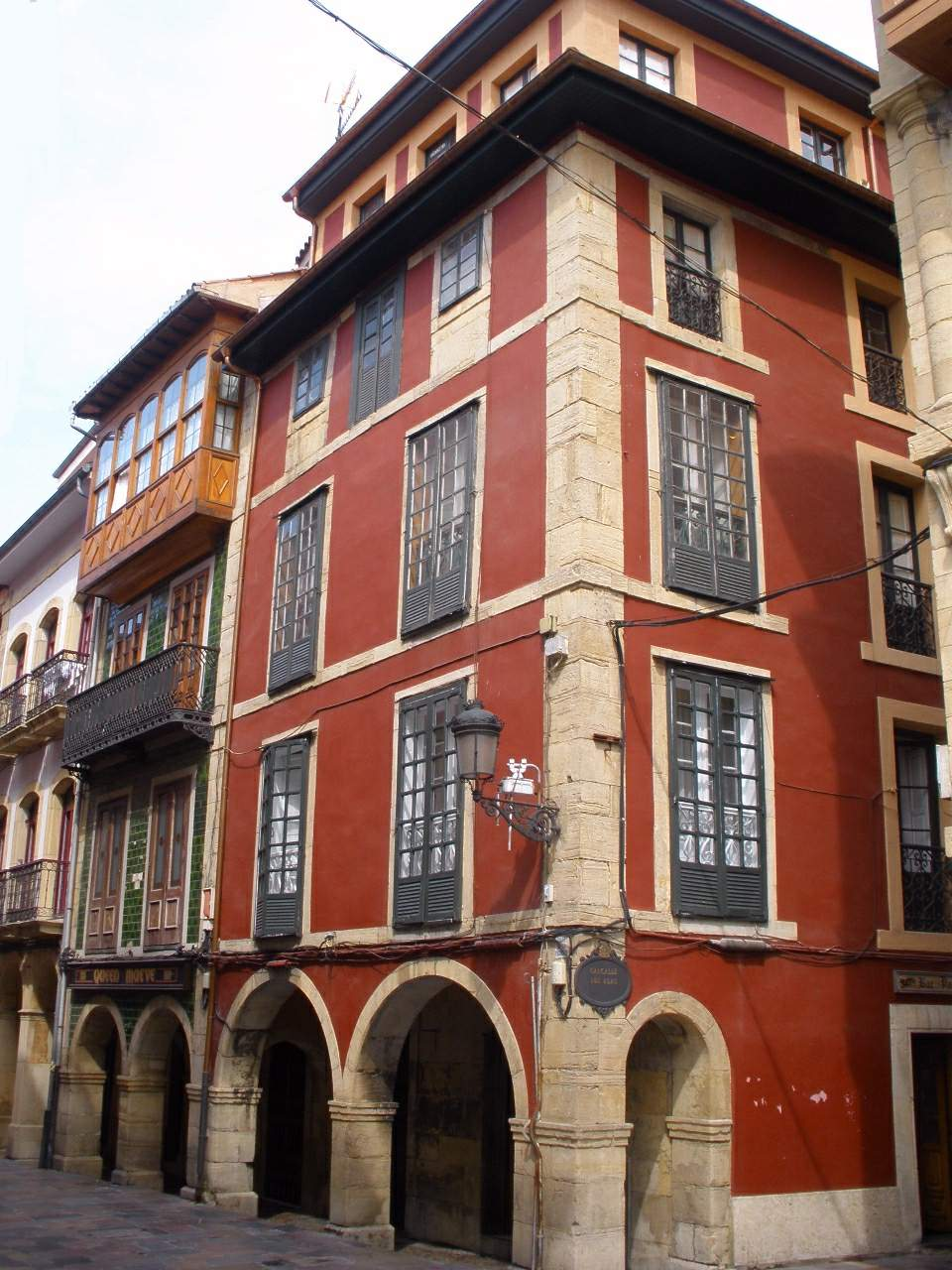
Casas de vecindad

## SiglosXIXyXX

### Arquitectura de Indianos

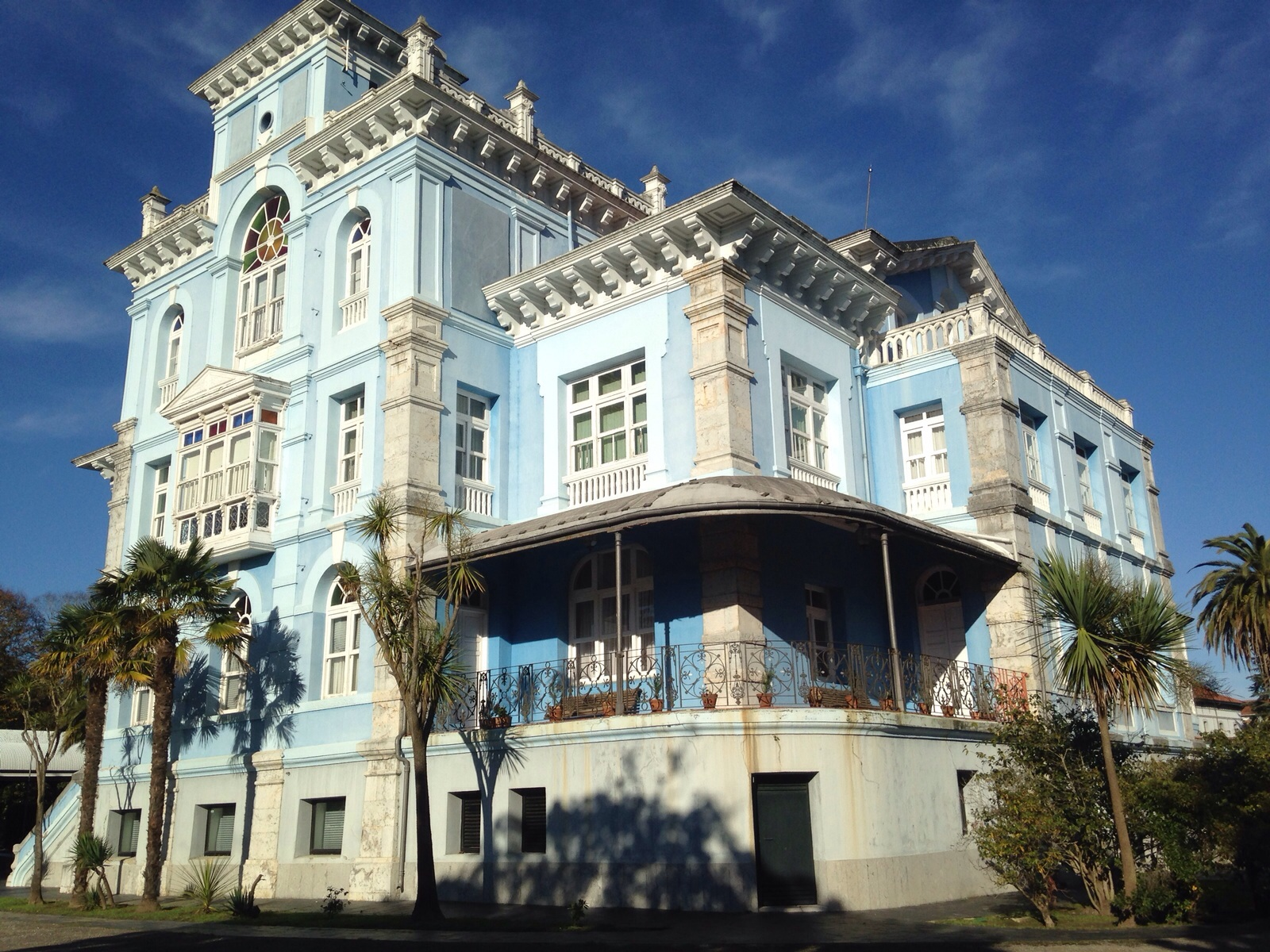
Quinta Guadalupe, actual sede del Archivo de Indianos

En los siglos XIX y XX Asturias fue, junto a Galicia, la región española de la que más emigrantes salieron rumbo a América. La mayoría de ellos progresaron hacia una vida de clase media, pero algunos consiguieron amansar una relevante fortuna. Éstos volvieron y se les conocieron como "indianos". Muchos llevaron a cabo obras caritativas en sus lugares de origen, especialmente la fundación de escuelas, residencias, carreteras... y construyeron pequeños palacetes con jardines. En estos jardines era común la plantación de palmeras, símbolo de la victoria y que hoy está presente en casi todas las localidades asturianas gracias a su adaptación al clima regional. Los indianos partieron principalmente de las alas occidental y oriental de Asturias, por tanto es en estas zonas donde se concentra la mayor parte de la arquitectura indiana. No tiene un estilo propio sino que siguen patrones modernistas, regionalistas o estilo montañés como en Villa Maria de Cangas de Onis, eclécticas, "estilo colonial", etc. Suelen tener galerías, gran decoración, escaleras de acceso, numerosos ventanales y torres mirador, además de amplios jardines en los que en ocasiones se ubican edificios auxiliares como capillas. De América trajeron el gusto por los baños amplios y habitaciones de juego para los niños. Una de las más imponentes es Villa Excélsior, cerca de Luarca, que aunque estaba en estado de abandono, ha sido recién adquirida por una empresa hotelera para ser reconvertida en hotel. Otras han continuado como hoteles o viviendas privadas. Algunos ejemplos son Quinta Guadalupe (Ribadedeva), Casa Morí (Luanco), Villa María Luisa (Colunga), Villa Rosario (Ribadesella), Sanatorio Santa Rita (Colloto), La Barrera y Villa Rosita (Valdés), la Casa de la Torre (Pravia) o las ruinas del imponente Palacio de cristal de Pendueles, aunque existen un total de 2.000 viviendas indianas repartidas por el Principado además de cientos de edificios impulsados por éstos (iglesias, escuelas y panteones, principalmente). De éstas se calcula que más del 80% se encuentran en buen estado. En el Palacio de Partarríu (Llanes) se rodó la película El Orfanato

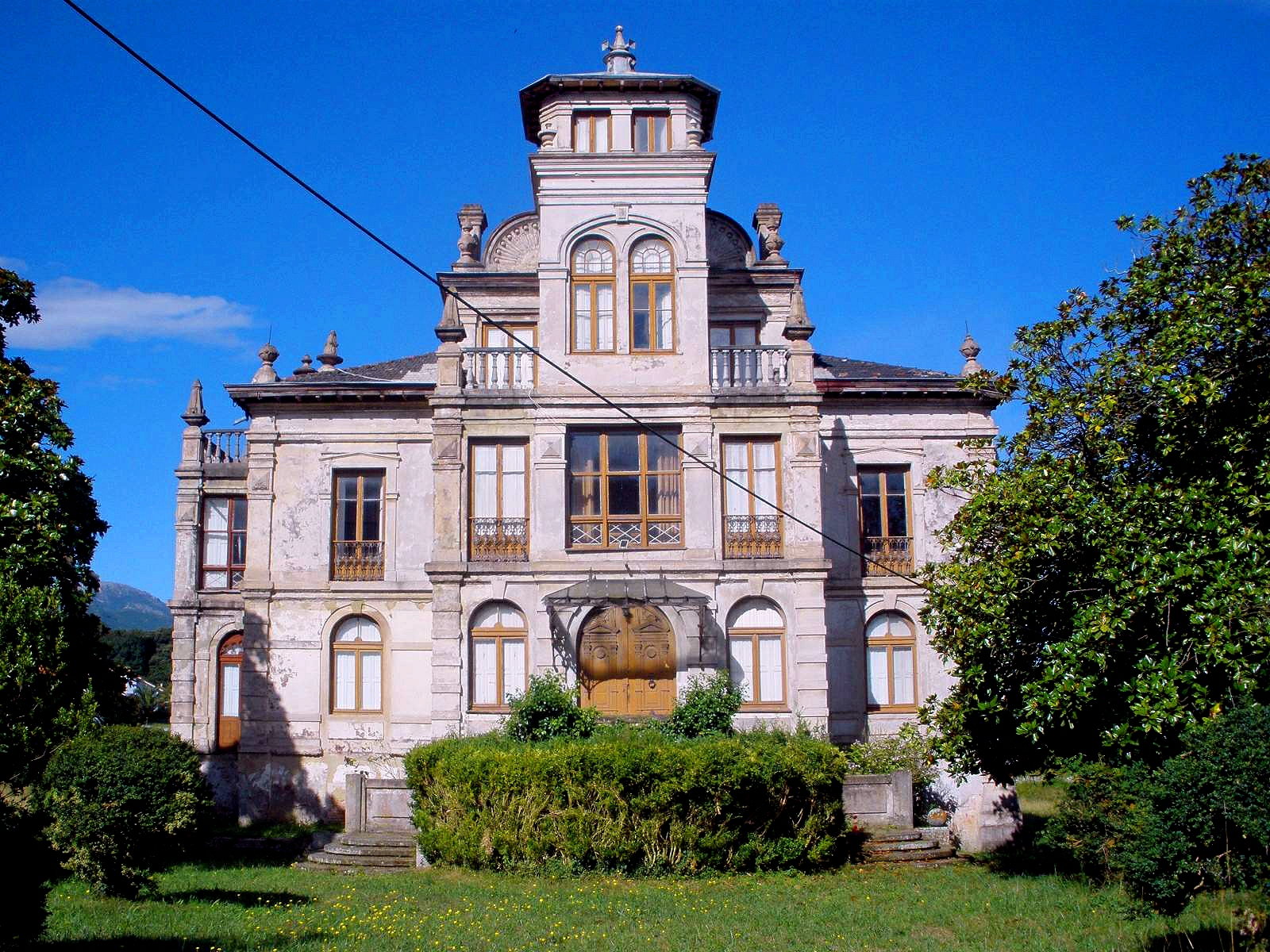
El Partarríu
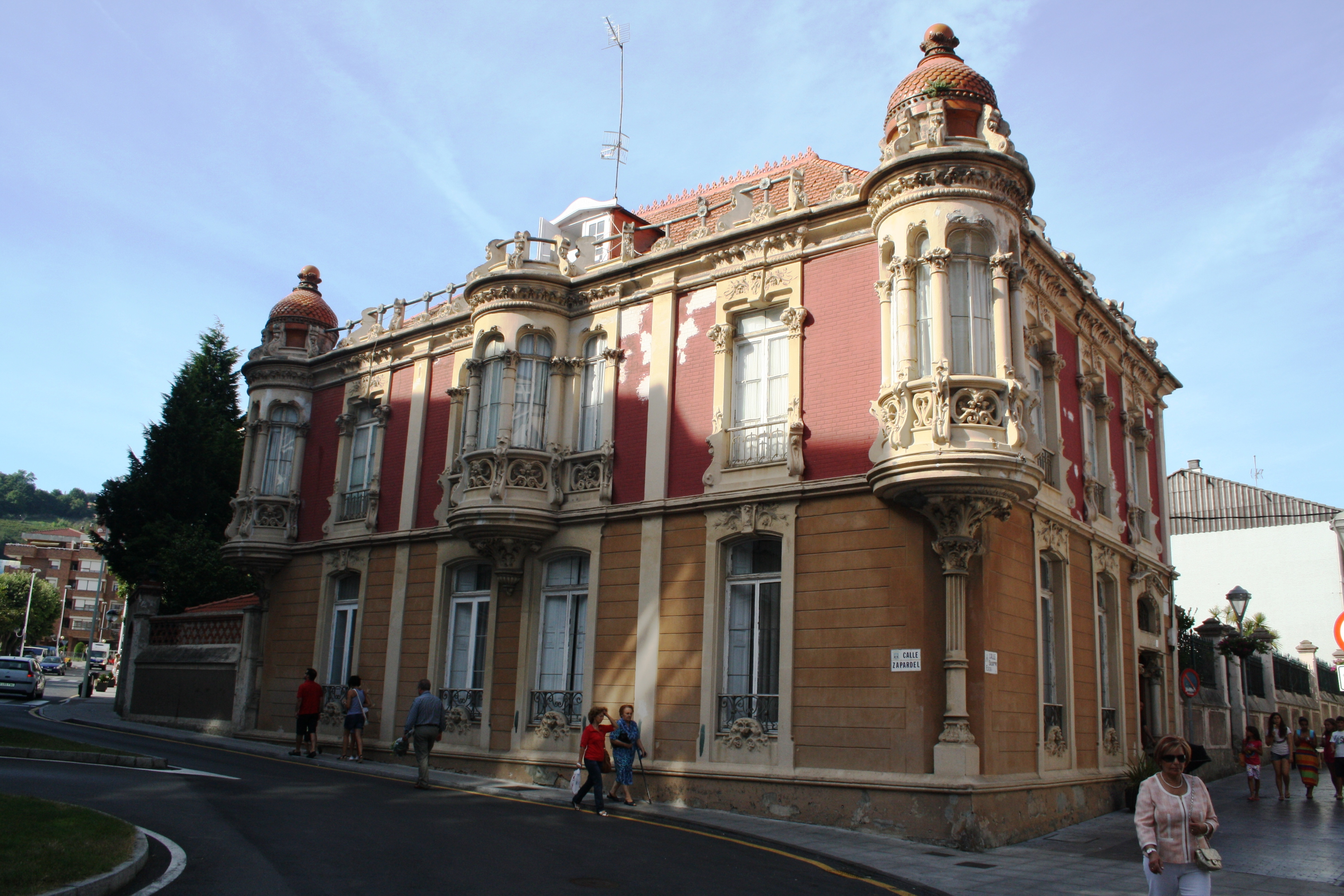
Casa Morí, Luanco
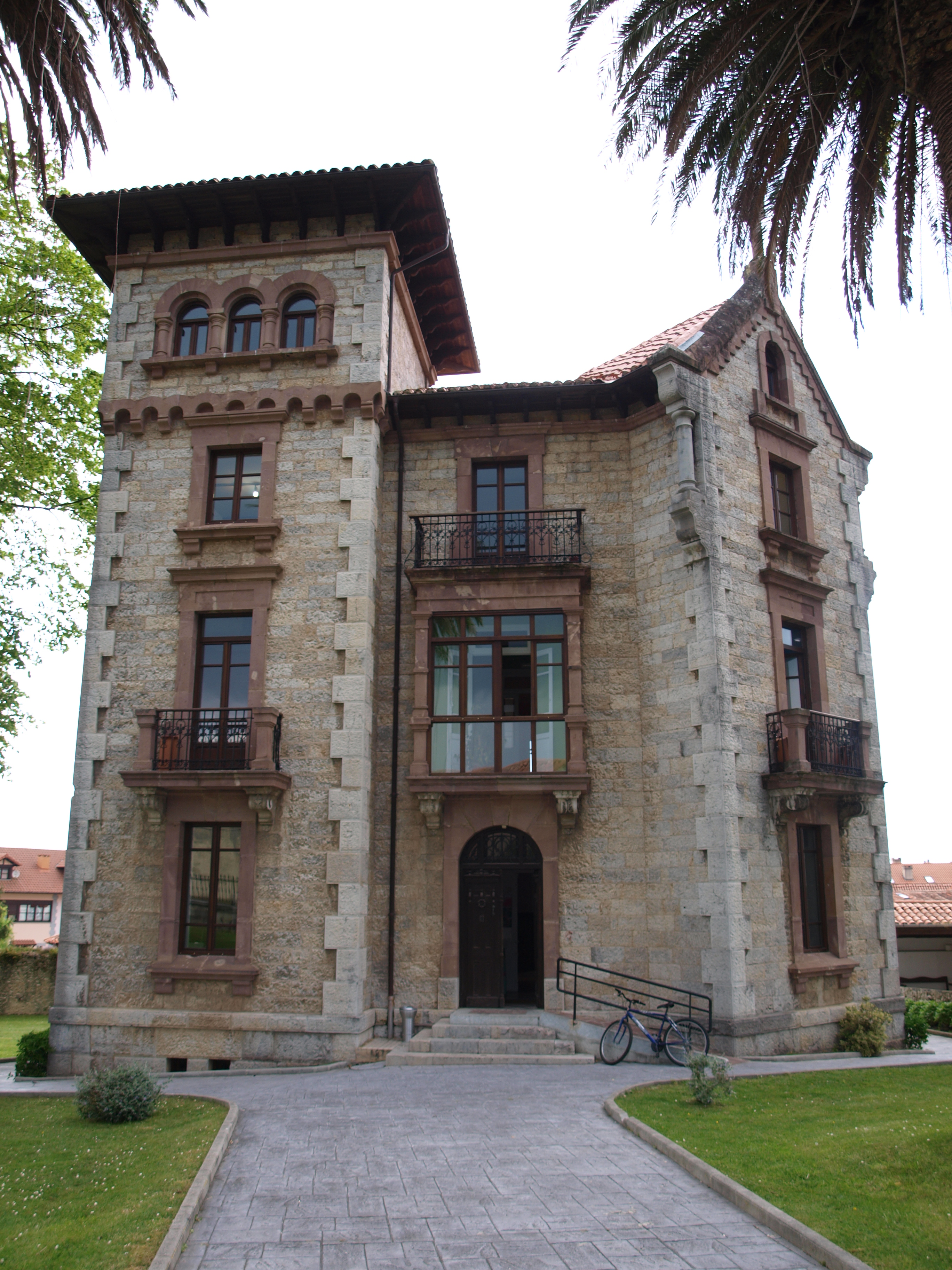
Palacio en Colombres
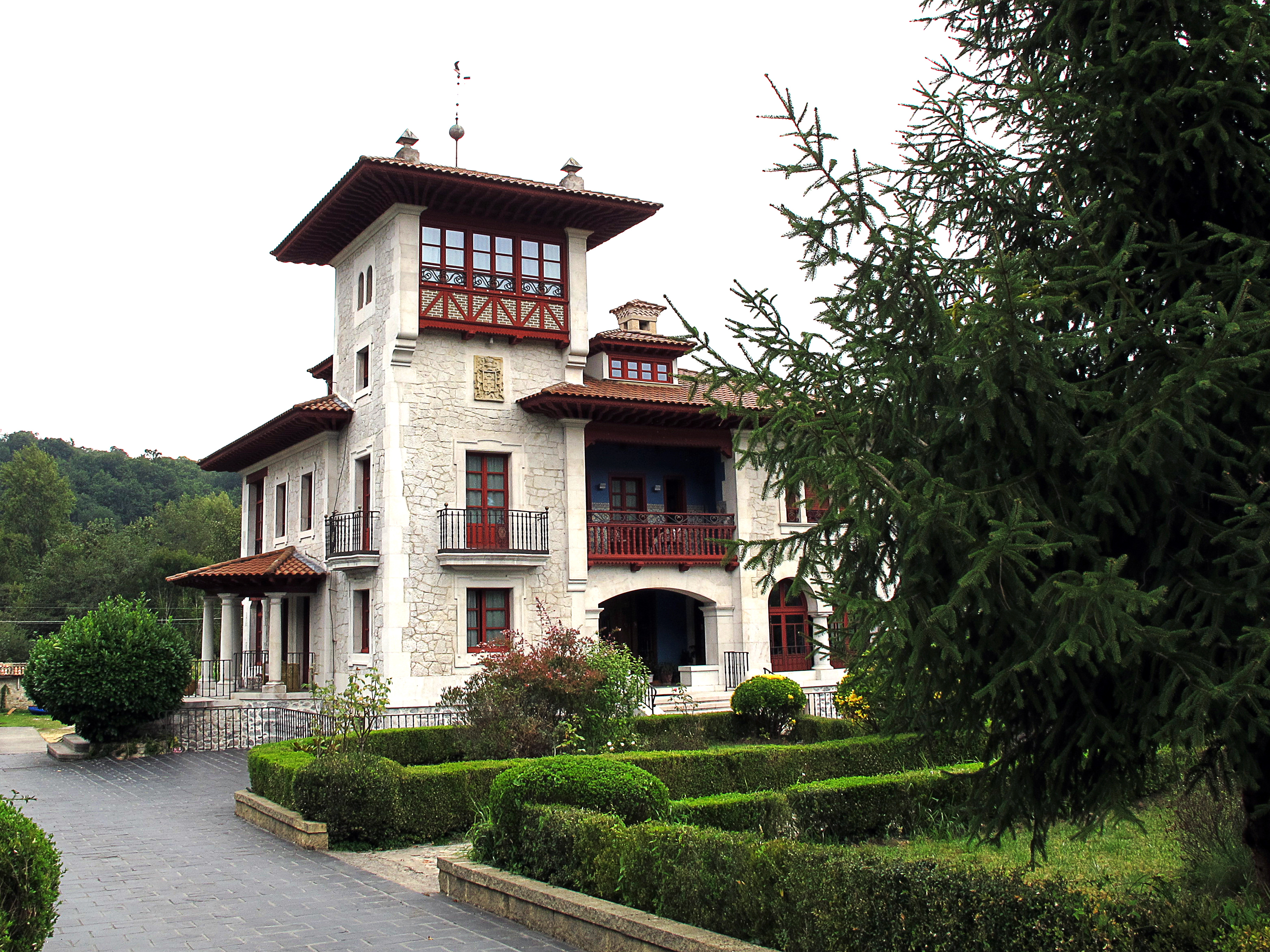
Villa Joaquina, Piloña
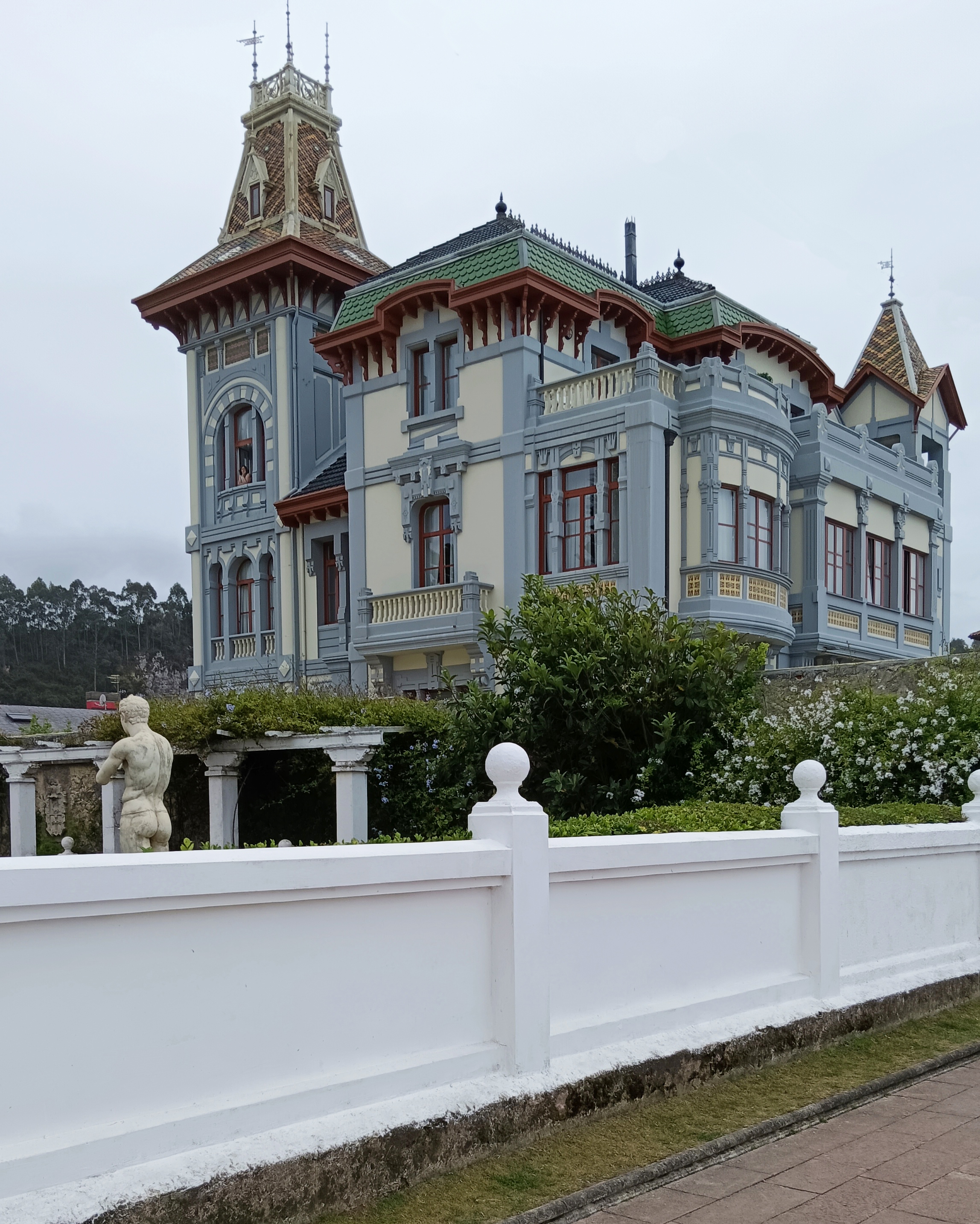
Villa Rosario, Ribadesella
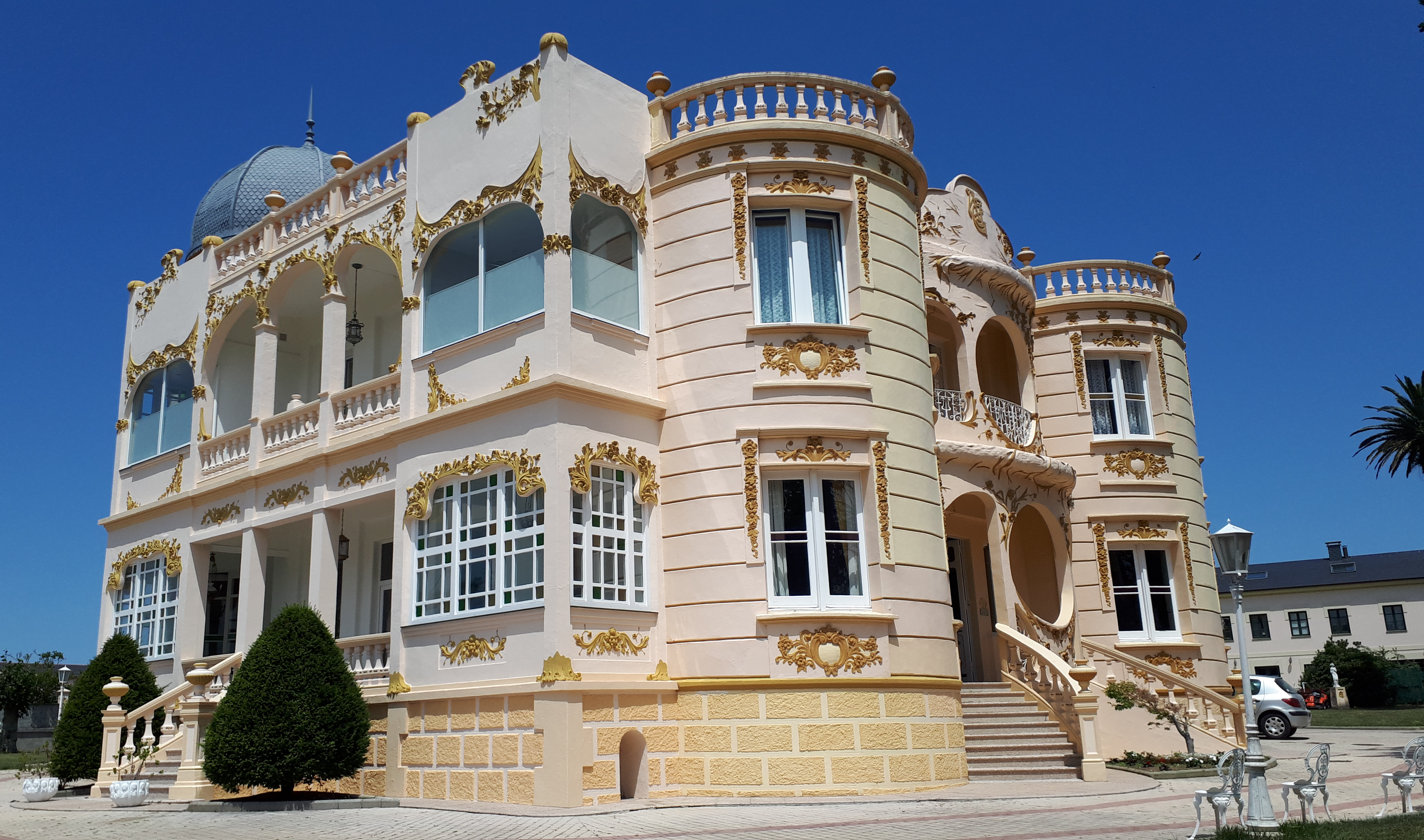
Palacete Peñalba, Castropol

### Modernismo y eclecticismo

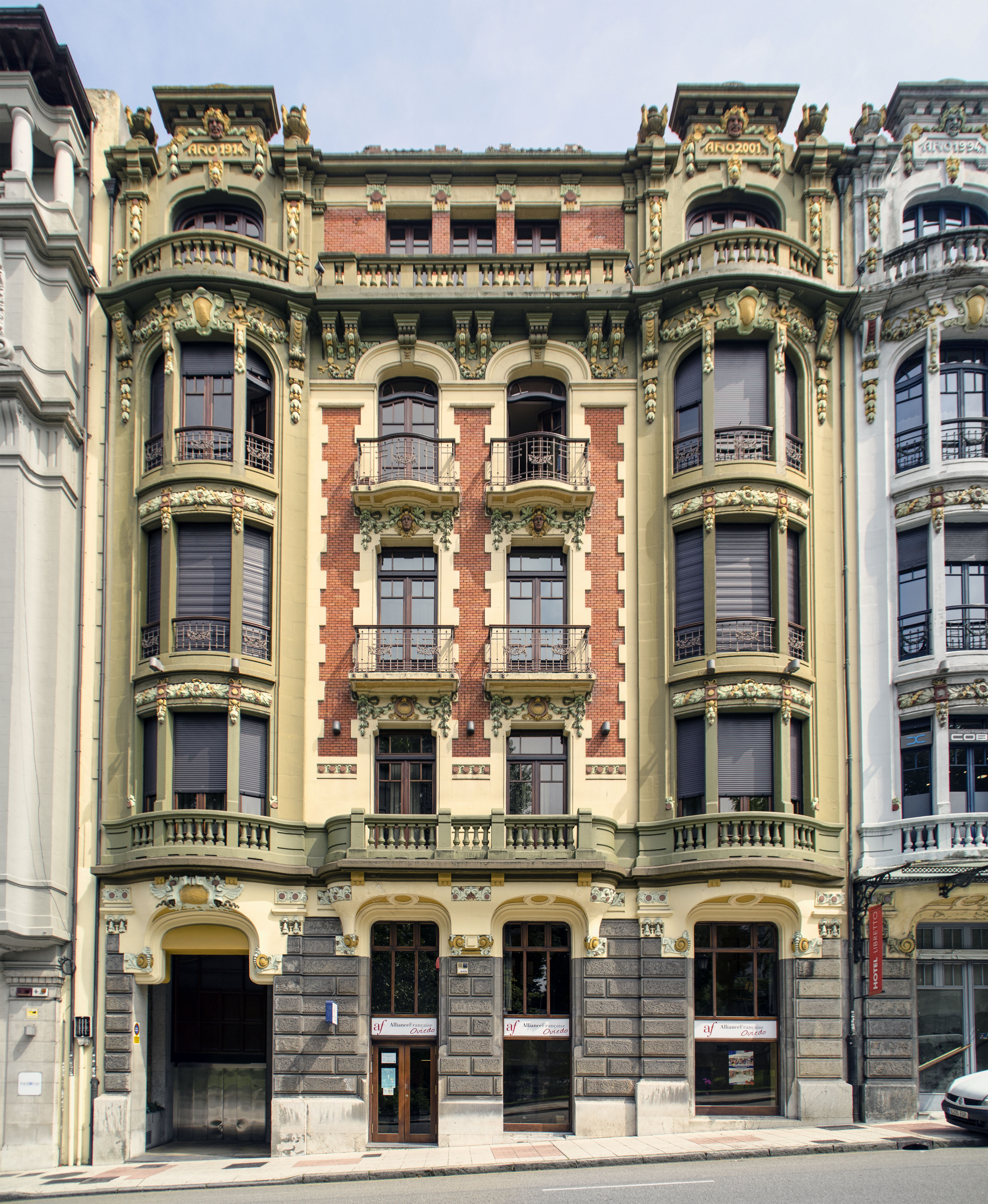
C/ Marqués de Santa Cruz, Oviedo

El incremento económico y demográfico que caracterizó a Asturias durante la segunda mitad del siglo XIX hizo crecer sus principales ciudades, las cuales expresaron este crecimiento a través de edificios y casas de factura modernistas que encajarían en los llamados "modernismo vegetal", modernismo ondulante, eclecticismo y estilo de Secesión, destinada a la pequeña, mediana y gran burguesía. Desde entonces los ensanches de finales de siglo y principios del XX que se llevaron a cabo en Oviedo, Gijón y Avilés, conllevaron la construcción de edificios cuya nota arquitectónica más característica fueron los balcones de miradores acristalados, viéndose numerosos ejemplos en otras localidades de menor tamaño a pesar de los derribos ocasionados por la presión demográfica y especulación de la segunda mitad de la centuria. Además la proliferación de bancos levantó edificios con un gran desarrollo decorativo. En este las actuales sedes de Banco BBVA de Oviedo, los del Herrero de Oviedo, Sama de Langreo y Pola de Laviana, el antiguo Banco de Gijón, el Banco de Siero (Pola de Siero) o el actual Banco Santander de Avilés son notables ejemplos. Destacan otros grandes edificios modernistas como los de Casa Conde, la imponente Casas del Cuitu, el antiguo Banco de Oviedo, casas de la calle Marqués de Santa Cruz o la esquina de Uría y Melquiades Álvarez (inspirado las formas del Metrópolis de Madrid) en Oviedo, el Gran Hotel y el Teatro Palacio Valdés de Avilés, el Casino de Llanes, Casino de Navia, el Ayuntamiento de Luarca y los edificios de la Calle Rectoría 1, el Martillo de Capua, la Casa Berenguer de la plaza del Instituto, (inspirado en el modernismo catalán) o Almacenes Simeón en Gijón. Otros síntomas de crecimiento fueron los mercados de abastos, casi todos bajo estilo modernista (mercados de Mieres, Mercado del Sur, Mercado de El Fontán y desaparecido Mercado de La Felguera). Construcciones llamativas fueron los templetes o "quioscos de la música" gracias a la construcción de parques urbanos en Asturias: los quioscos de La Felguera, Sama, Avilés y Oviedo principalmente. Destaca también el palacio de la sede de la Junta General del Principado de Asturias de estilo ecléctico. Muchos de estos edificios fueron diseñados por el arquitecto cubano-asturiano Manuel del Busto.
La arquitectura religiosa se decantó en ocasiones por los movimiento neo (neogótico y neorrománico) pero también por el modernismo, con los ejemplos San Juan el Real de Oviedo y la gaudiana basílica del Sagrado Corazón de Gijón.

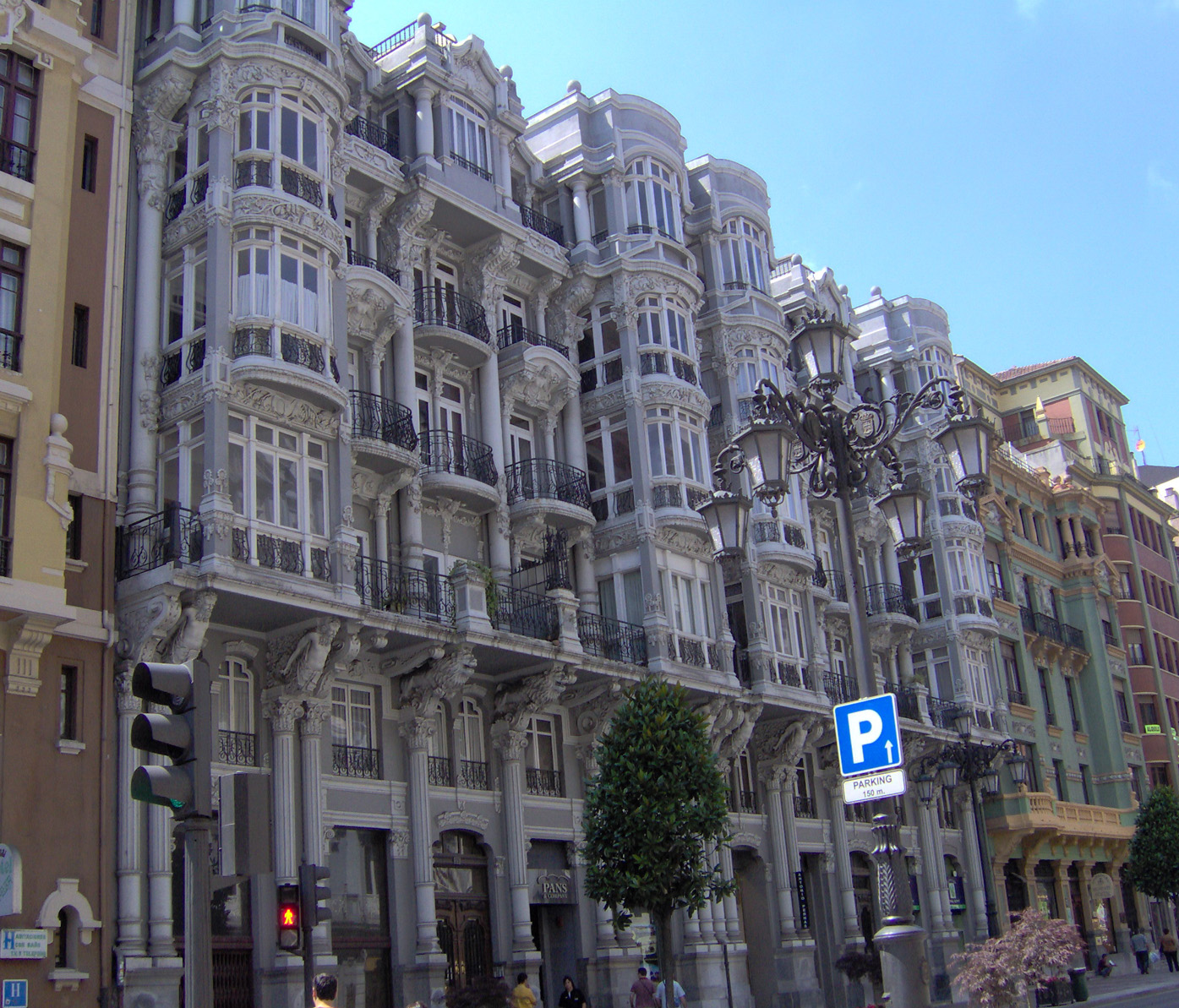
El Cuitu en Oviedo
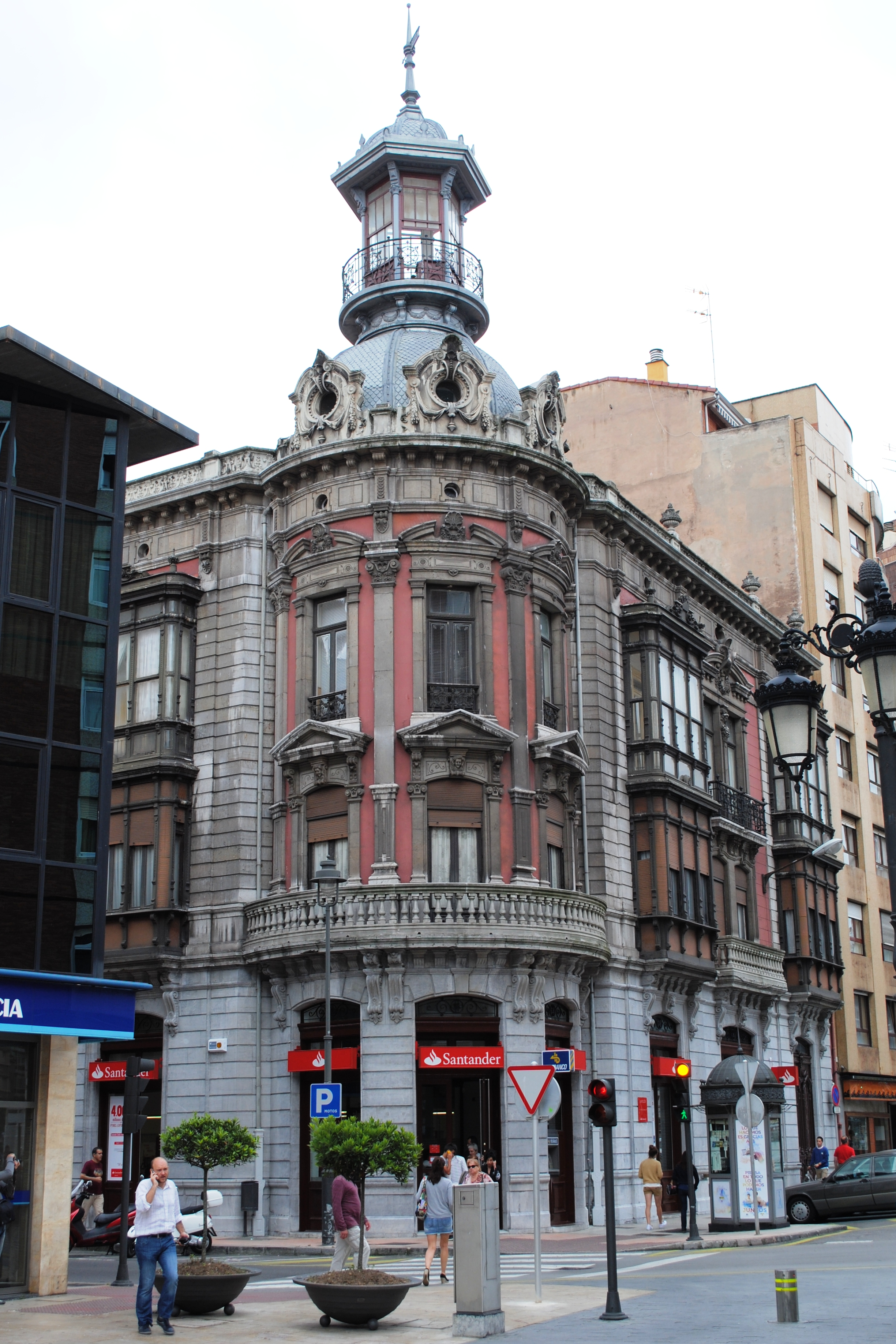
Avilés
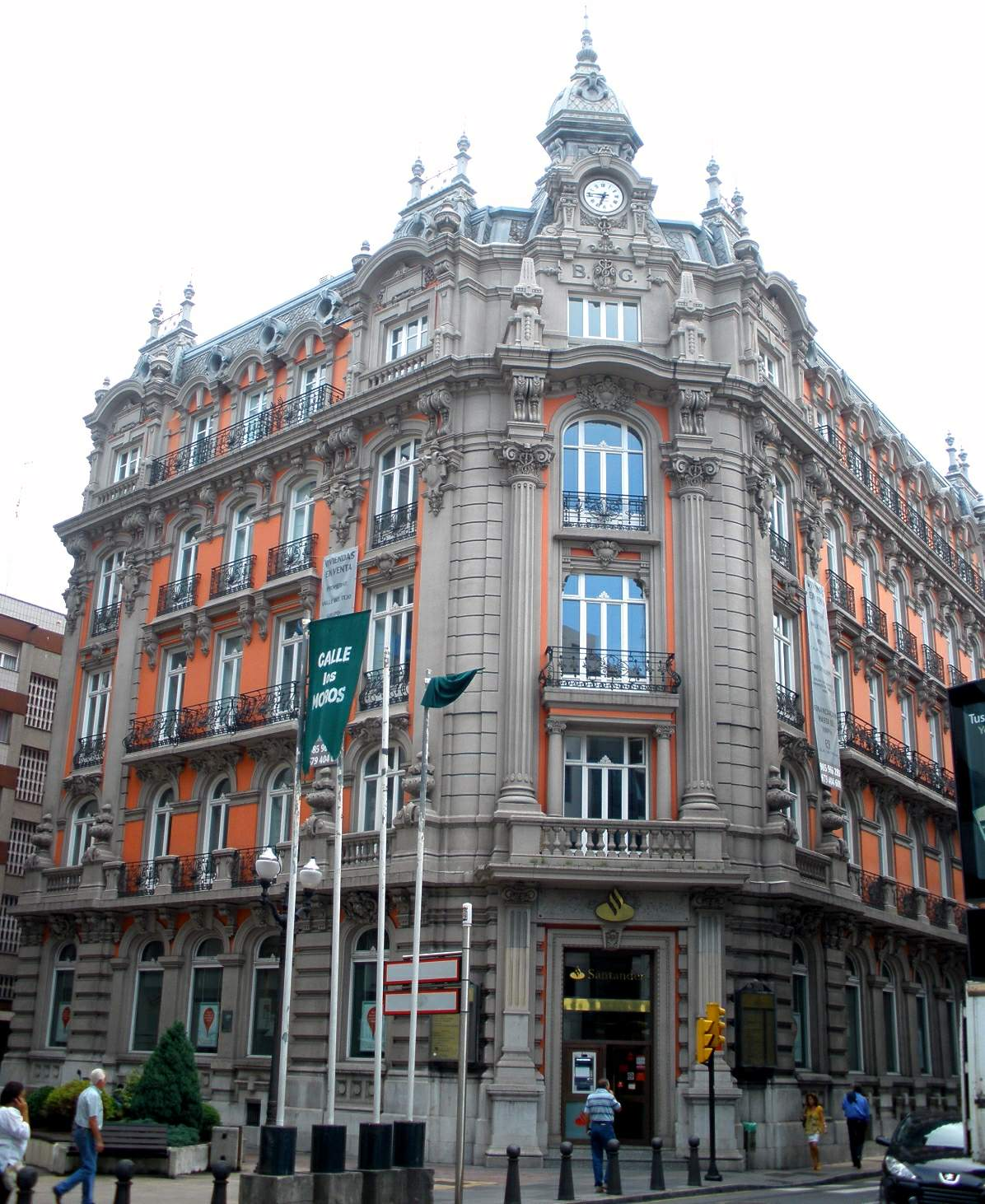
Banco de Gijón
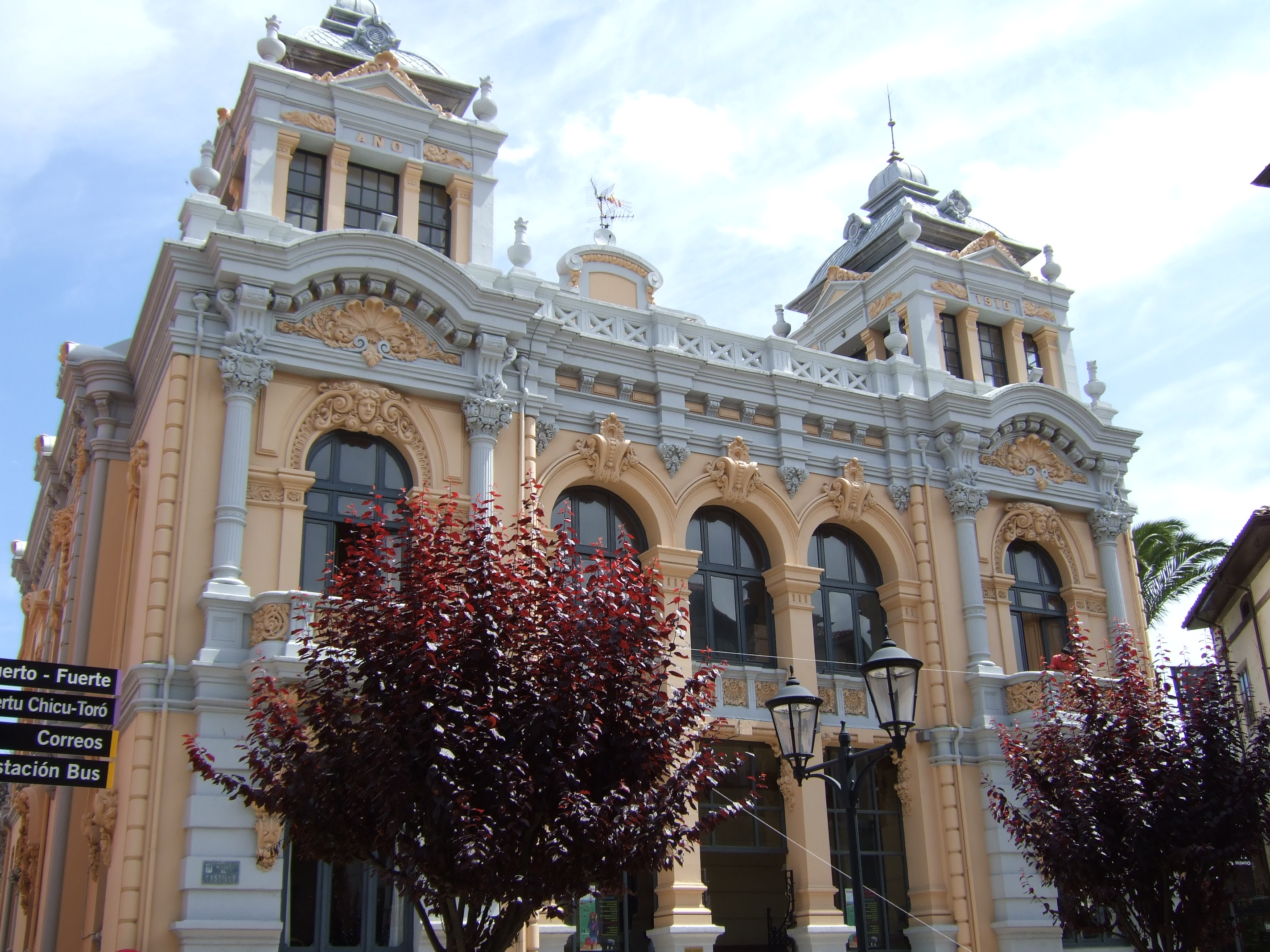
Casino de Llanes
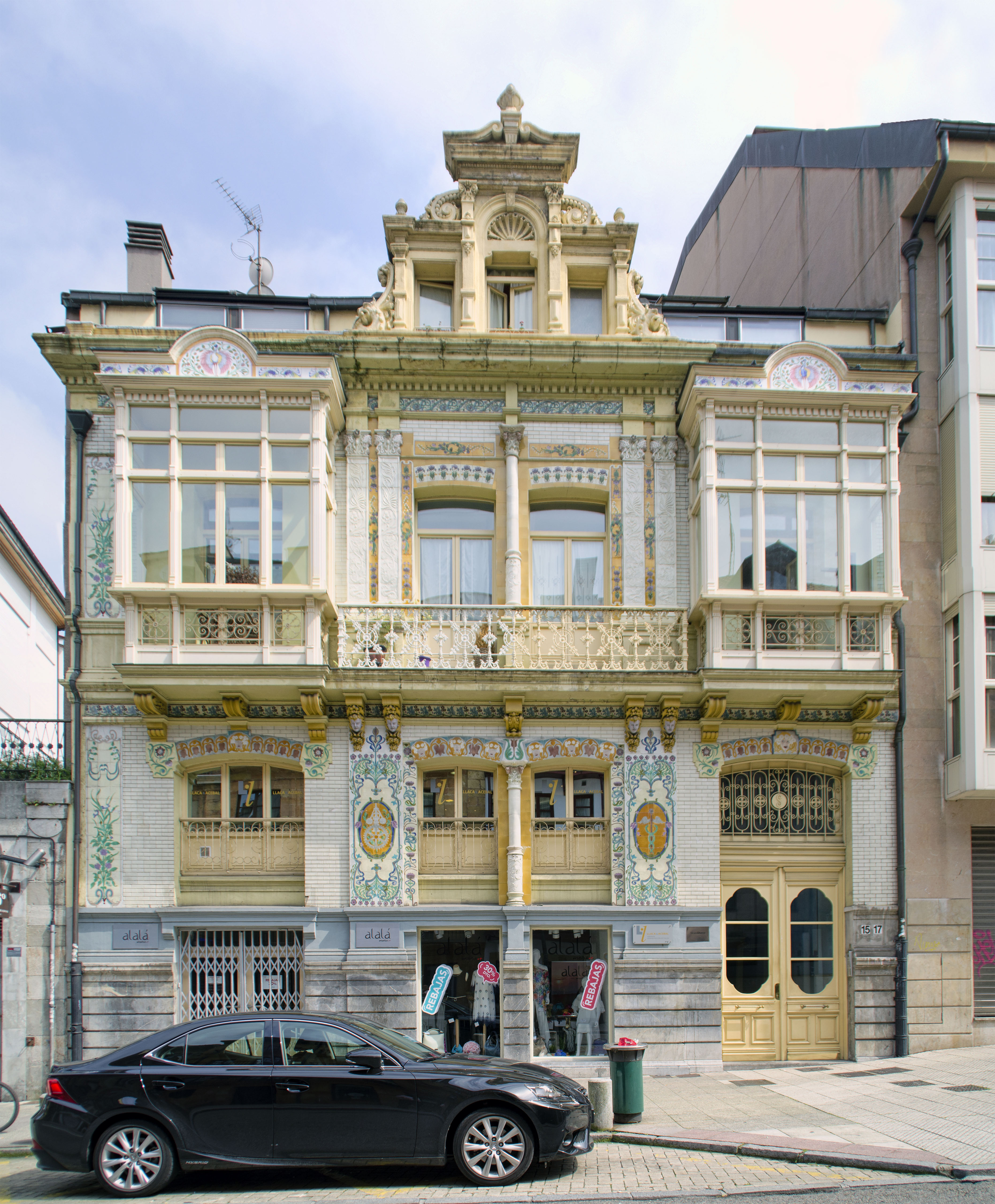
Calle del Rosal
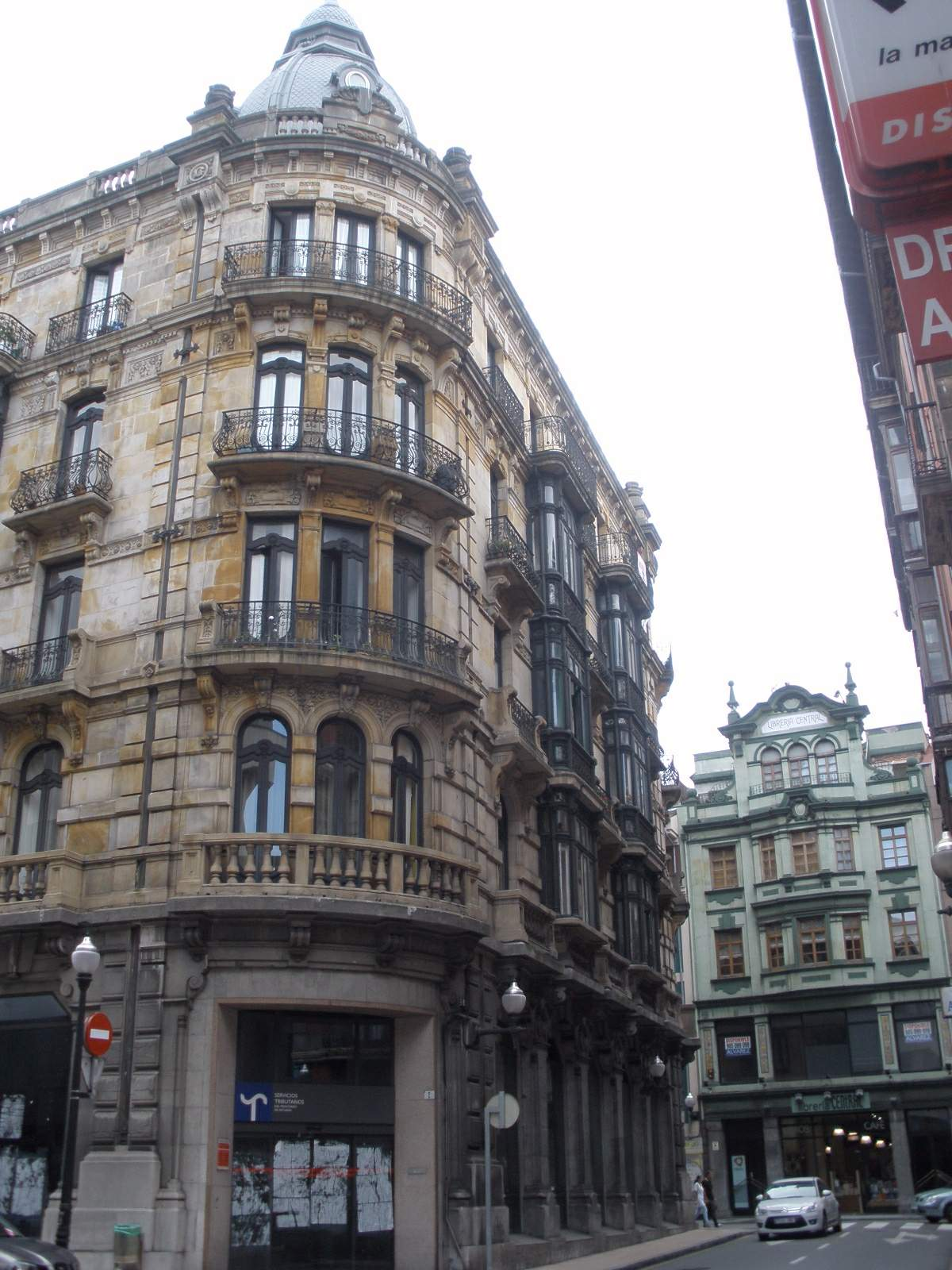
Edificio Almacenes Simeón, Gijón
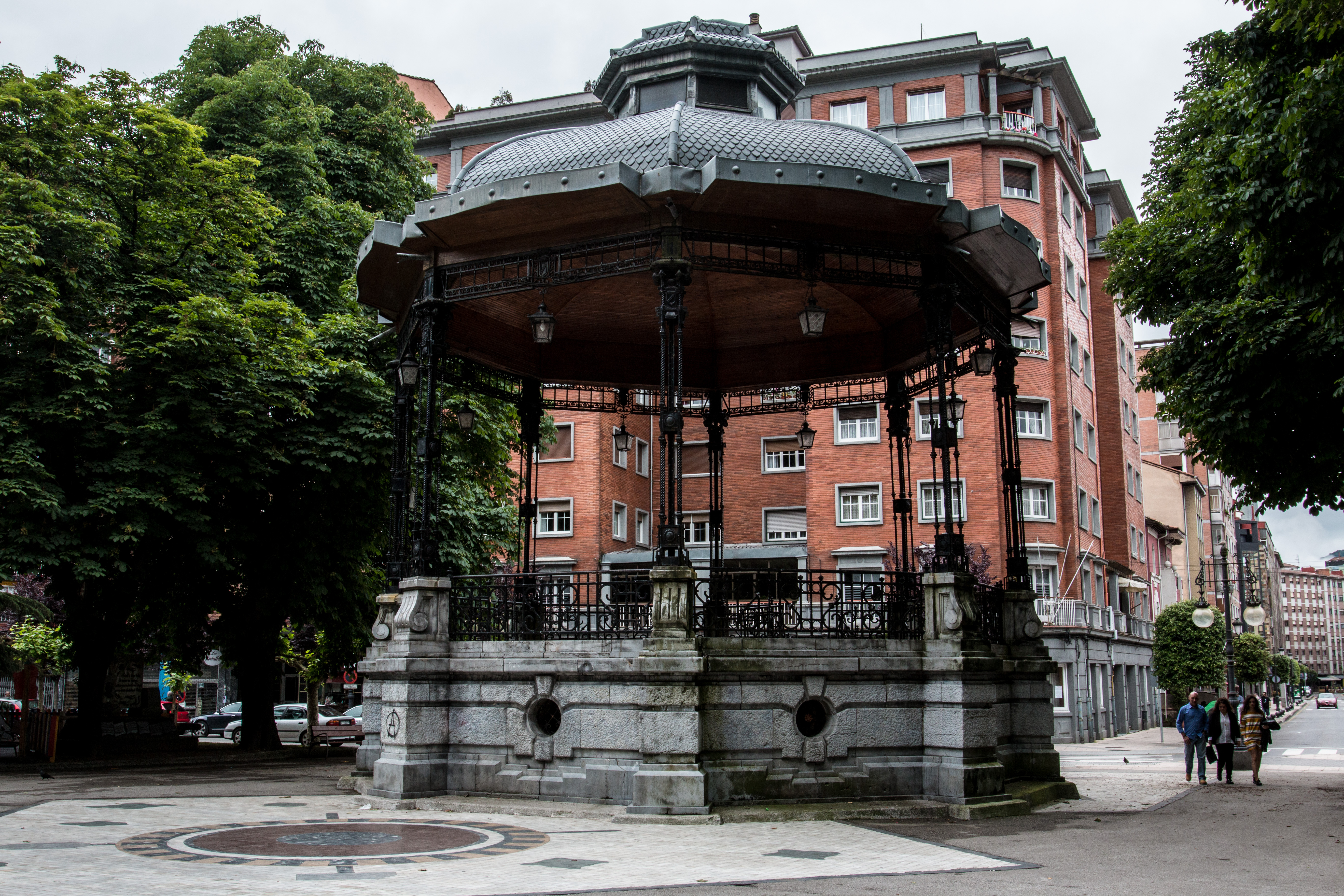
Quiosco de La Felguera

### Regionalismo

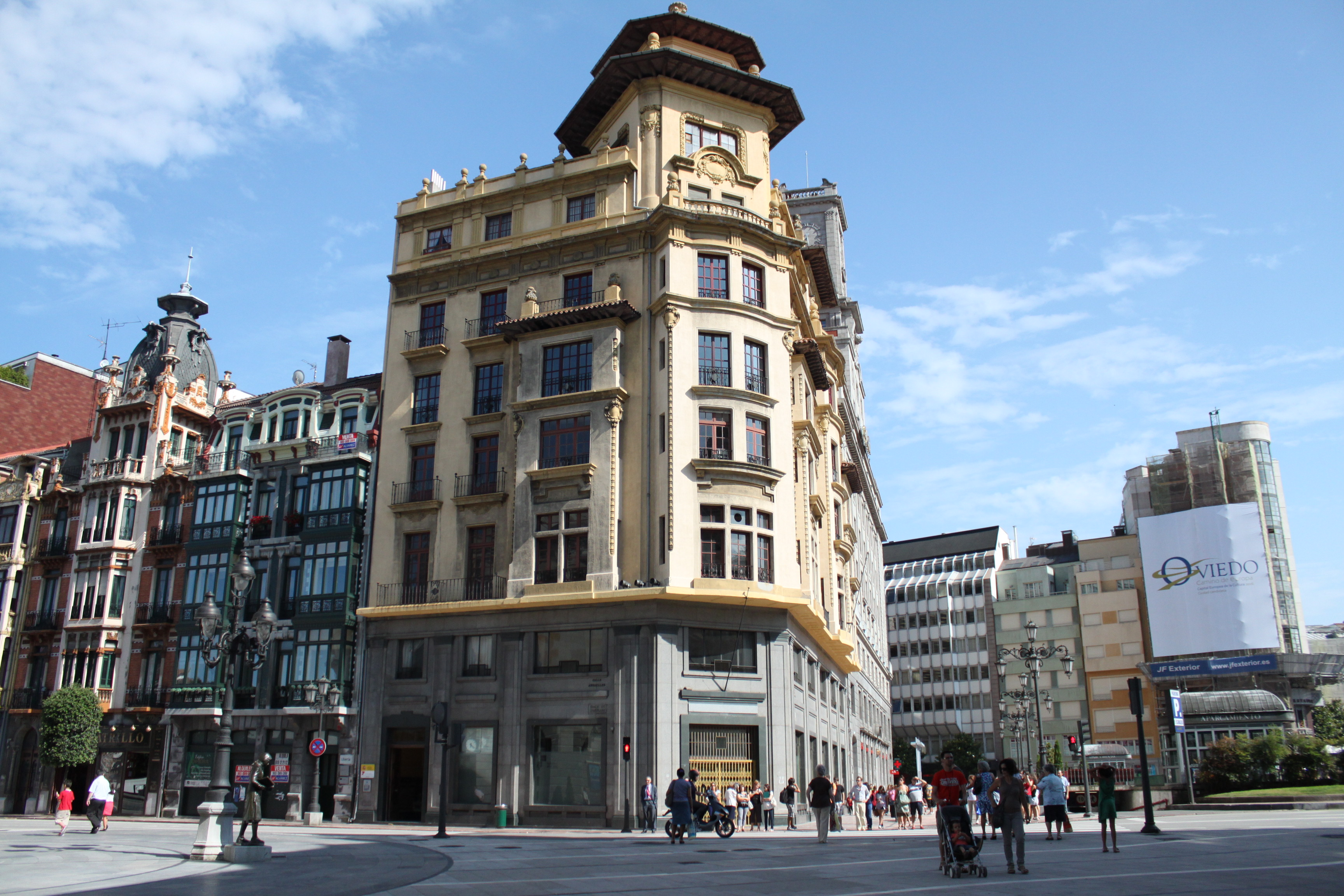
Regionalismo asturiano

El arquitecto Leonardo Rucabado puso de moda, a comienzos del siglo XX, el que se ha venido a denominar estilo montañés, basado en las casonas cántabras. Este gozó de mucha popularidad en Asturias, añadiendo detalles decorativos regionales que han configurado un estilo denominado regionalista o regeneracionista, presente especialmente en la década de 1920 para desaparecer con las vanguardias de los 1930 y renacer vagamente en la posguerra por su carácter ruralizante de retorno a la tradición. Numerosas casonas y chalés se acogieron a estas ideas estéticas (Palacio de Sotiello en Piloña o Casa Viña en El Entrego) además de muchos edificios públicos (ayuntamiento de Lena). En este tipo de construcciones el torreón suele ser el elemento más característico, con pronunciados aleros y decoración rica en impostas, balaustradas, canecillos, pináculos, etc. No fue un estilo únicamente urbano sino que se extendió también al ámbito rural. En Gijón se desarrollaron imponentes edificios en estilo regionalista destinados a servicios: el Instituto de Puericultura, conocido como La Gota de Leche (con azulejos de Talavera), el Banco Español de Crédito, la Pescadería Municipal, la Casa de Correos o Fundación Revillagigedo. La mayoría de edificios regionalistas de Gijón fueron diseñados por el arquitecto Miguel García de la Cruz. En Oviedo, sin embargo, esta línea de arquitectura se reservó para grandes viviendas privadas como el edificio para Ramón Martínez en la Plaza de la Escandalera. La arquitectura de casonas indianas utilizó este recurso en numerosas ocasiones. En los años 1990 hubo cierto resurgir de este estilo, especialmente en la arquitectura de zonas rurales.

### LosNeo
A finales del XIX y hasta la posguerra, se llevan a cabo los movimientos de revival expresados principalmente en la arquitectura religiosa (iglesias y cementerios como el de La Carriona en Avilés) aunque también en algunos edificios civiles como el neoclasicismo de la Biblioteca de Gijón (antiguo Banco de España). Son iglesias neorománicas (algunas con la particularidad de un neo-prerrománico asturiano) la Basílica de Covadonga, San Pedro (La Felguera), San Andrés (El Entrego) o San Pedro (Gijón). El neogótico está presente en las de Santo Tomás de Canterbury (Avilés), San Lorenzo (Gijón), Santiago (Sama) y el antiguo Seminario de Oviedo. Algunas de estas obras son del prestigioso Luis Bellido. El neobarroco destaca en la Iglesia de San José de Gijón y San Juan de Mieres. El Palacio de la Quinta Selgas, en Cudillero, apodado el "Versalles asturiano" (en relación con sus jardines) es otro ejemplo de neoclasicismo inspirado directamente en la arquitectura civil italiana y las mansiones francesas. El conjunto formado por palacio, pabellón de tapices, iglesia, varios jardines y pinacoteca con obras de pintura flamenca de los siglos XV y XVI, Francisco de Goya o El Greco, lo configuran como el palacio más importante de Asturias y uno de los más destacado del norte de España. Más raro es el caso del neoplateresco, presente en el número 23 de la calle Marqués de San Esteban de Gijón, o el neomudéjar, presente en las plazas de toros de Buenavista y El Bibio. Caso aparte sería la Universidad Laboral de Gijón, obra que conjugó el "neoherreriano" de manera grandiosa con el neoclasicismo y racionalismo, siendo actualmente el mayor edificio de España, superando al Monasterio de El Escorial. Otros lugares como el Castillo de Las Caldas, vivieron la oleada romántica y fueron reconstruidos de forma idealizada en el XIX.

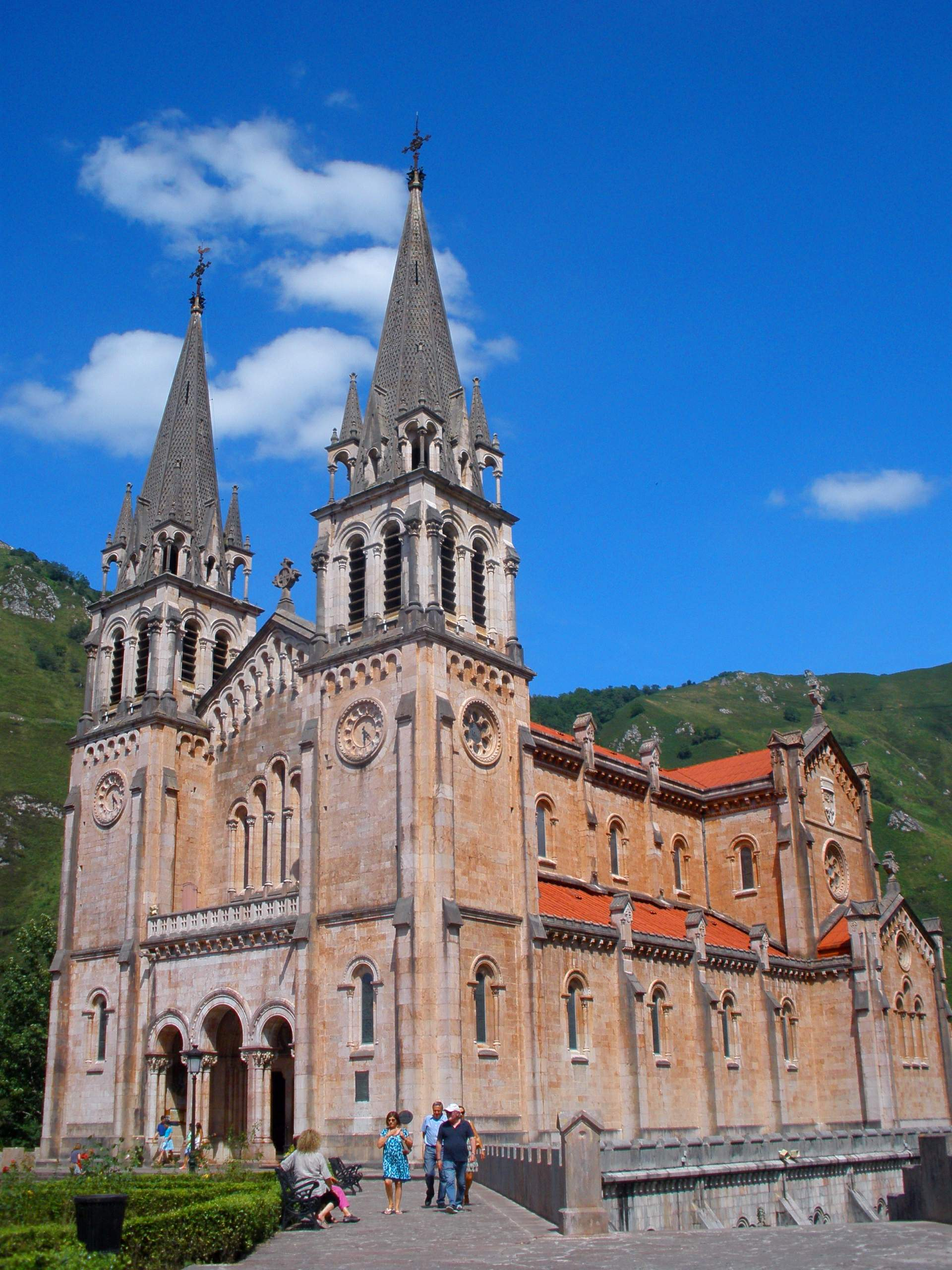
Basílica de Covadonga
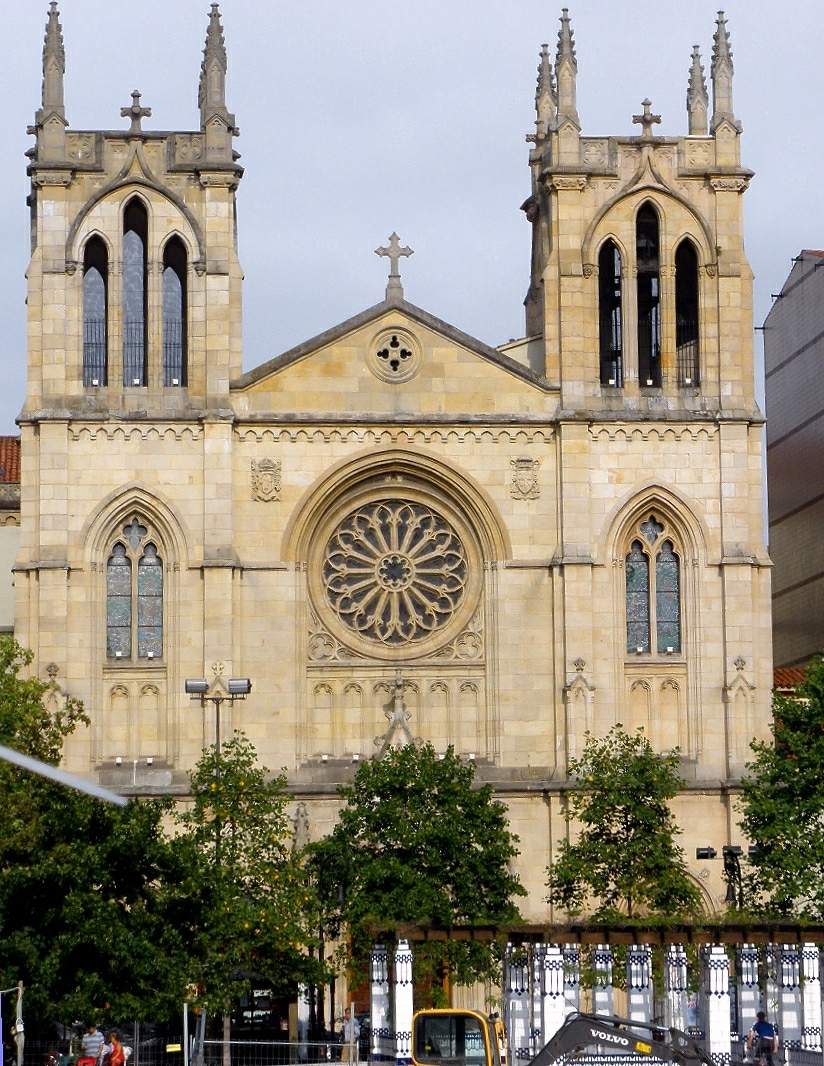
San Lorenzo de Gijón
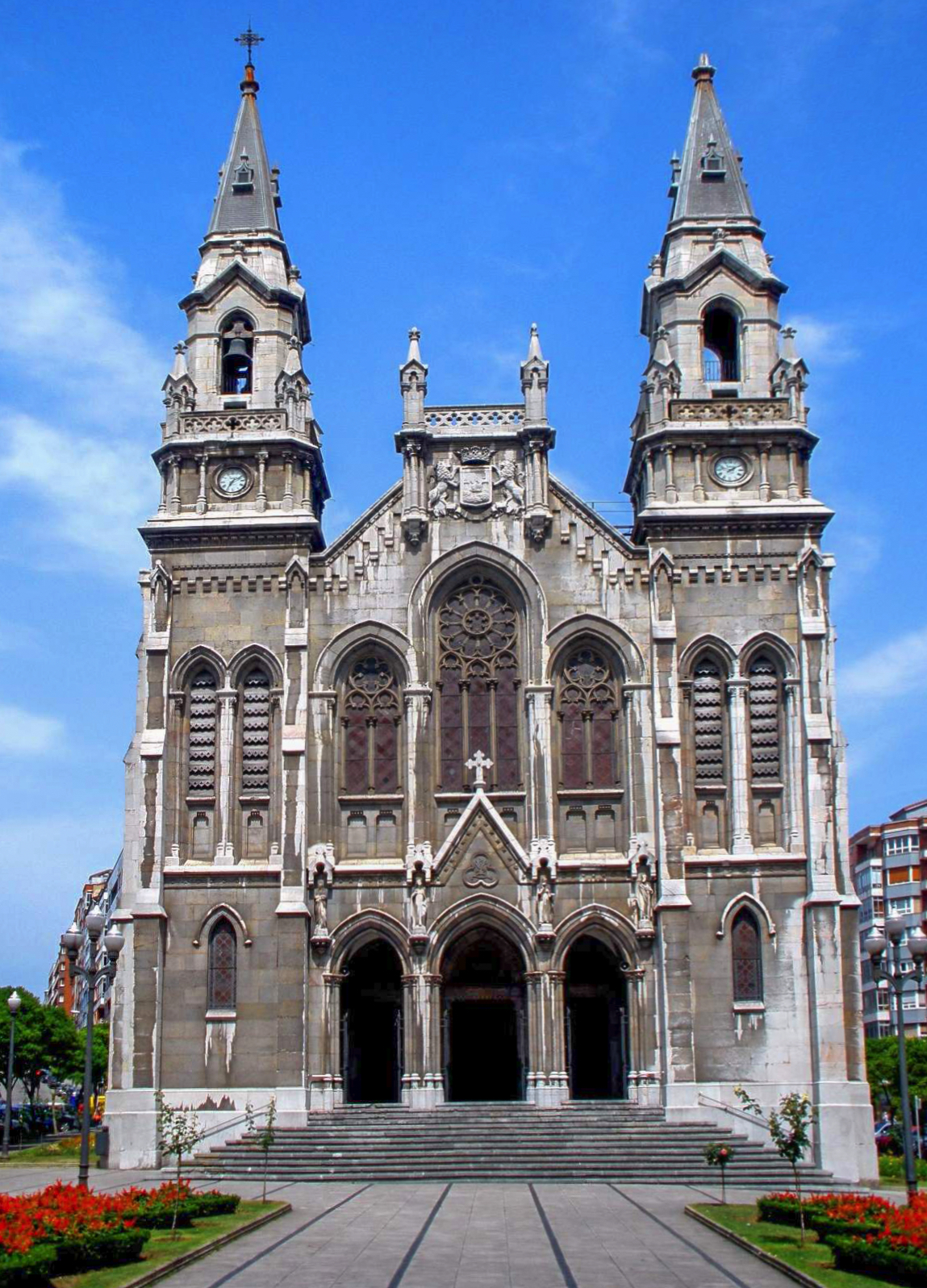
Santo Tomás de Avilés
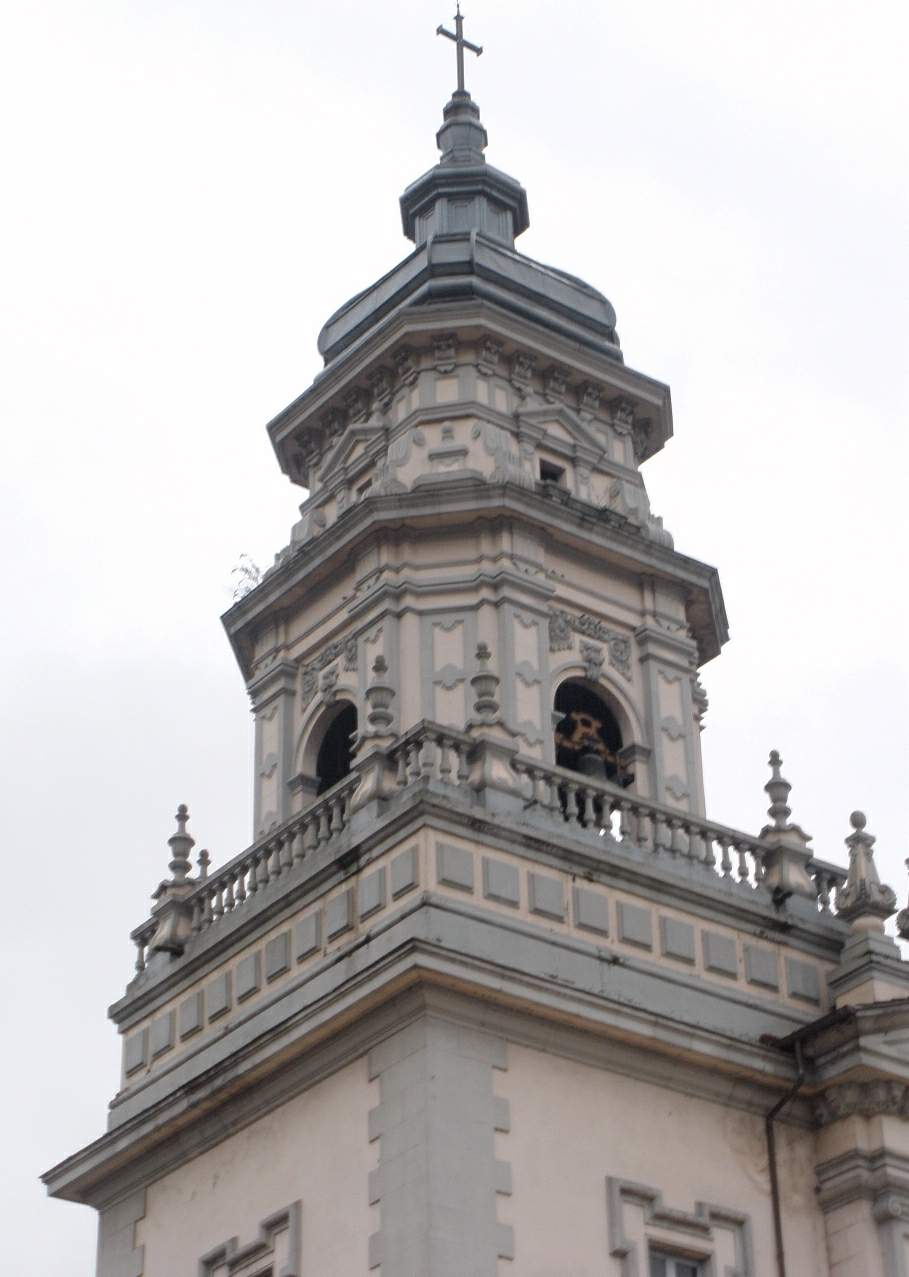
San Juan de Mieres
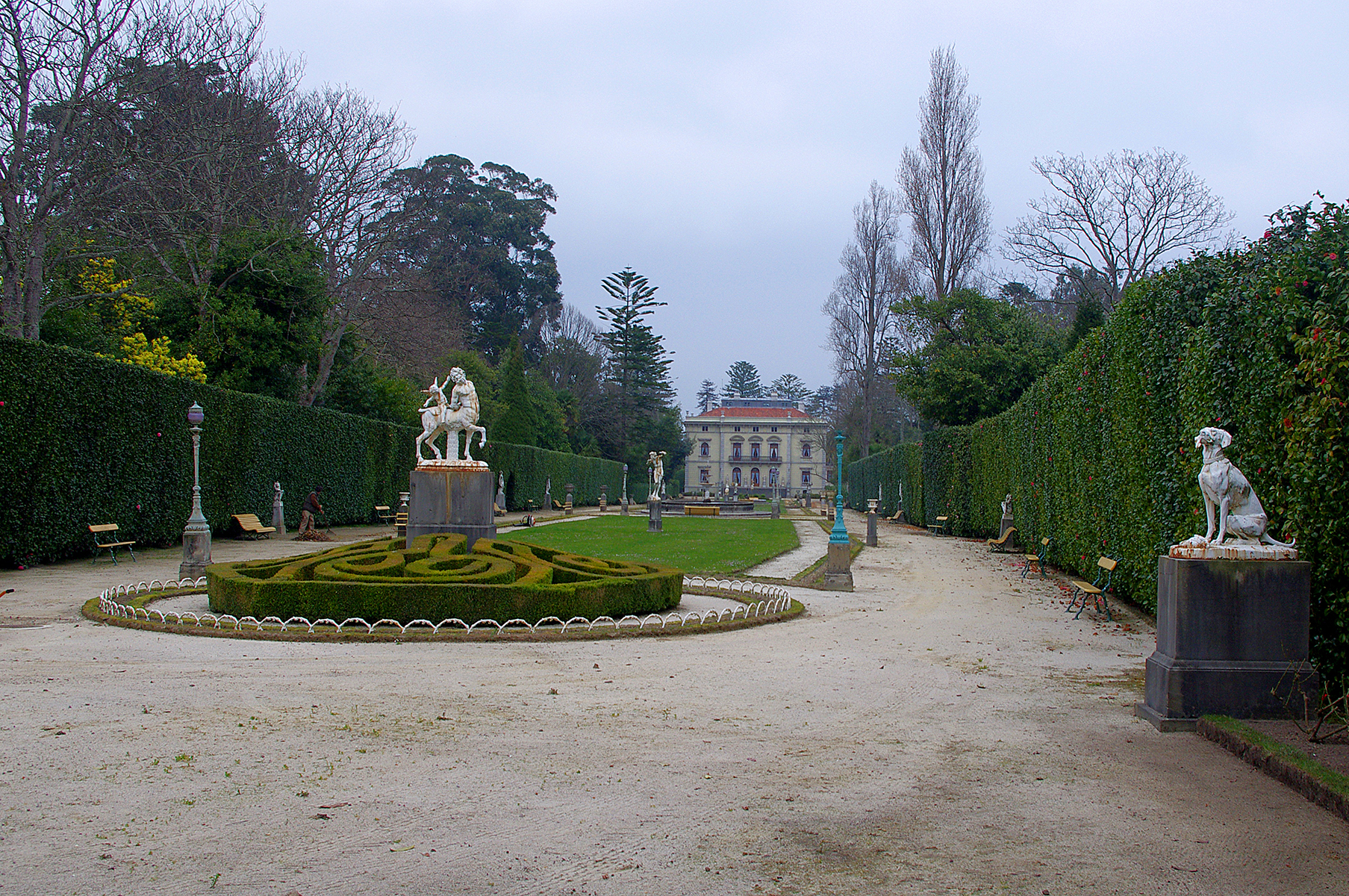
Palacio Fundación Selgas
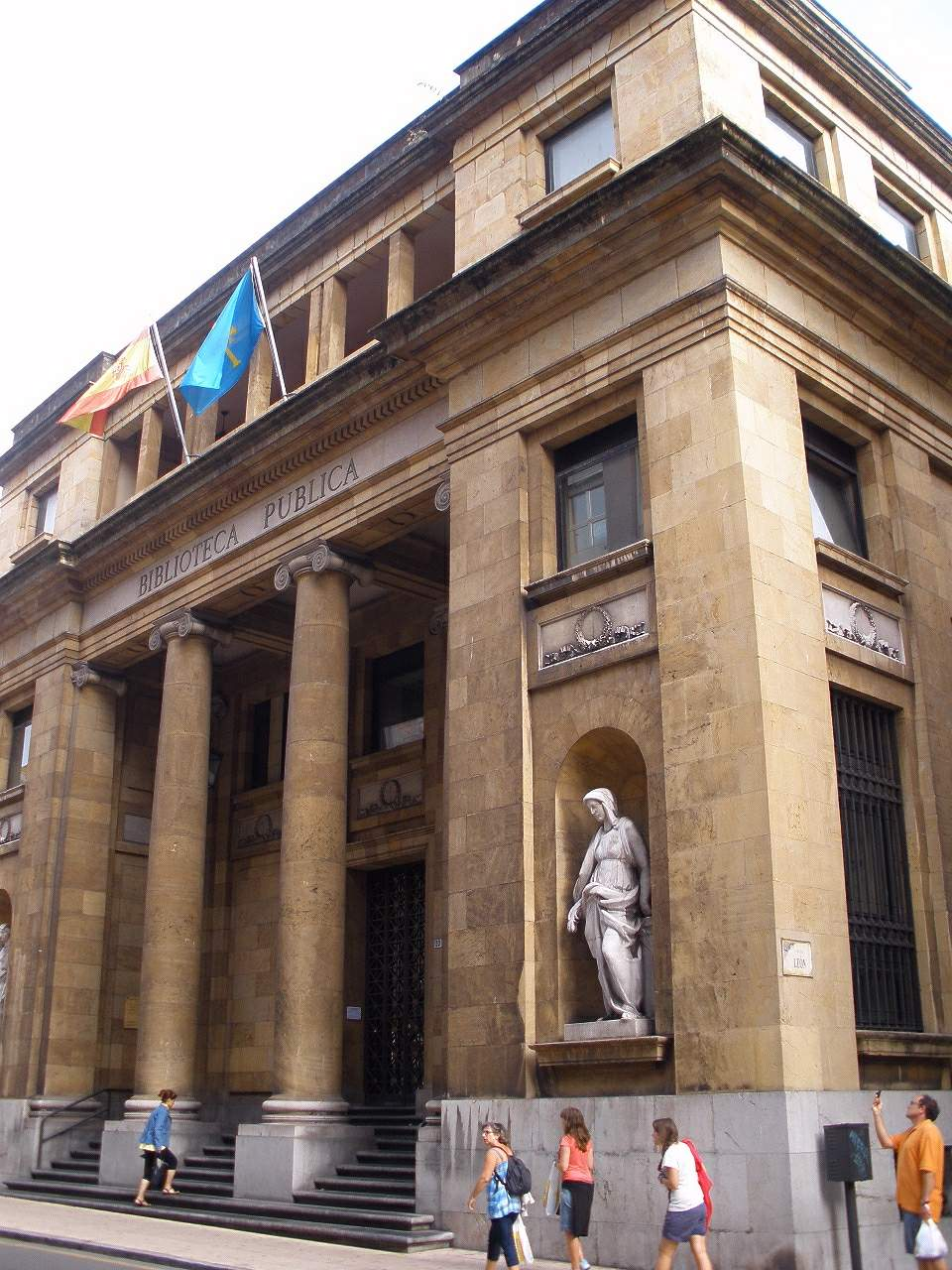
Biblioteca de Gijón
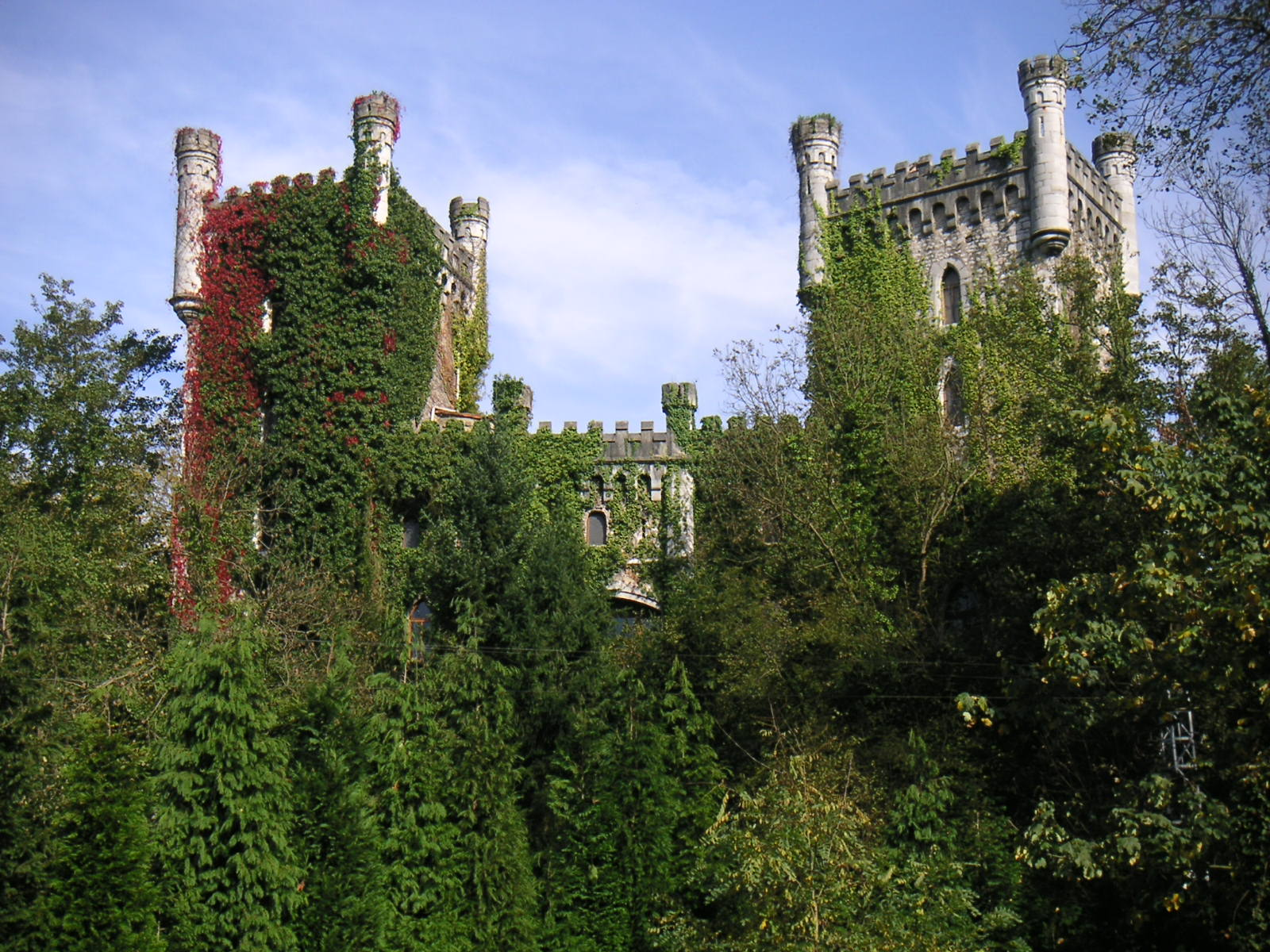
Castillo de Las Caldas
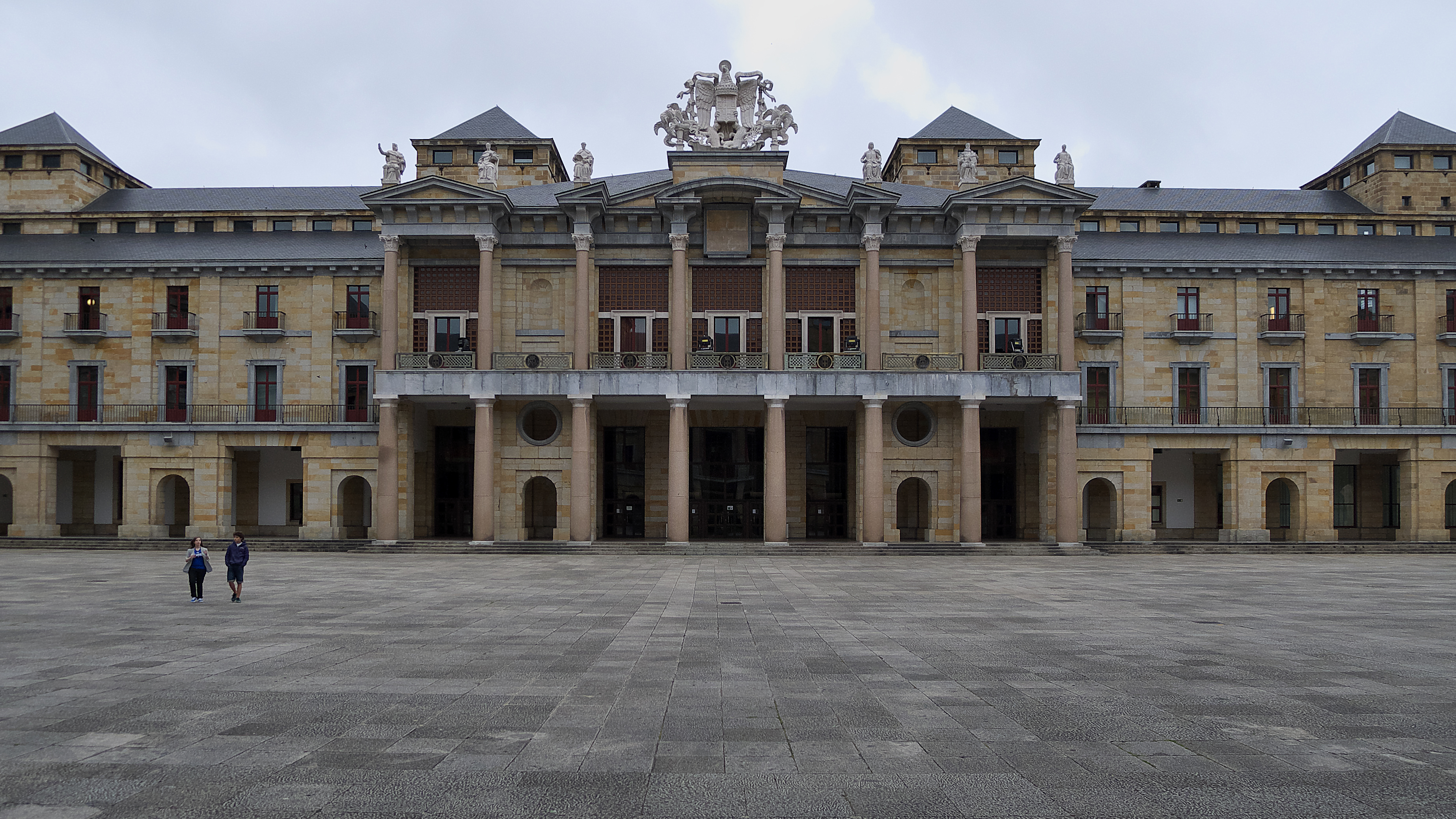
Teatro de la Universidad Laboral

### Art Decó y primer racionalismo
Manuel del Busto trajo el movimiento Art Decó a Asturias tras su visita a Nueva York cuando residía en Cuba durante los años 1920, dejando una importante huella principalmente en Oviedo y Gijón a pesar de la poca influencia de este estilo en España. En la capital del Principado la conocida como Casa Blanca es el edificio más representativo, sin olvidar la Casa Roja, el Edificio Chile y el edificio de la calle Palacio Valdés 13. En Gijón los edificios de las calles Asturias, 4 o Cabrales, 62 son los más destacados. Existen pequeños detalles art-decó en otras localidades asturianas. Ejemplos más tardíos serían los edificios de las calles Ruperto Velasco 2 y Álvarez Garaya 13. En esta arquitectura destacan las líneas geométricas con símbolos y representaciones de inspiración exótica: precolombina y egipcia. 

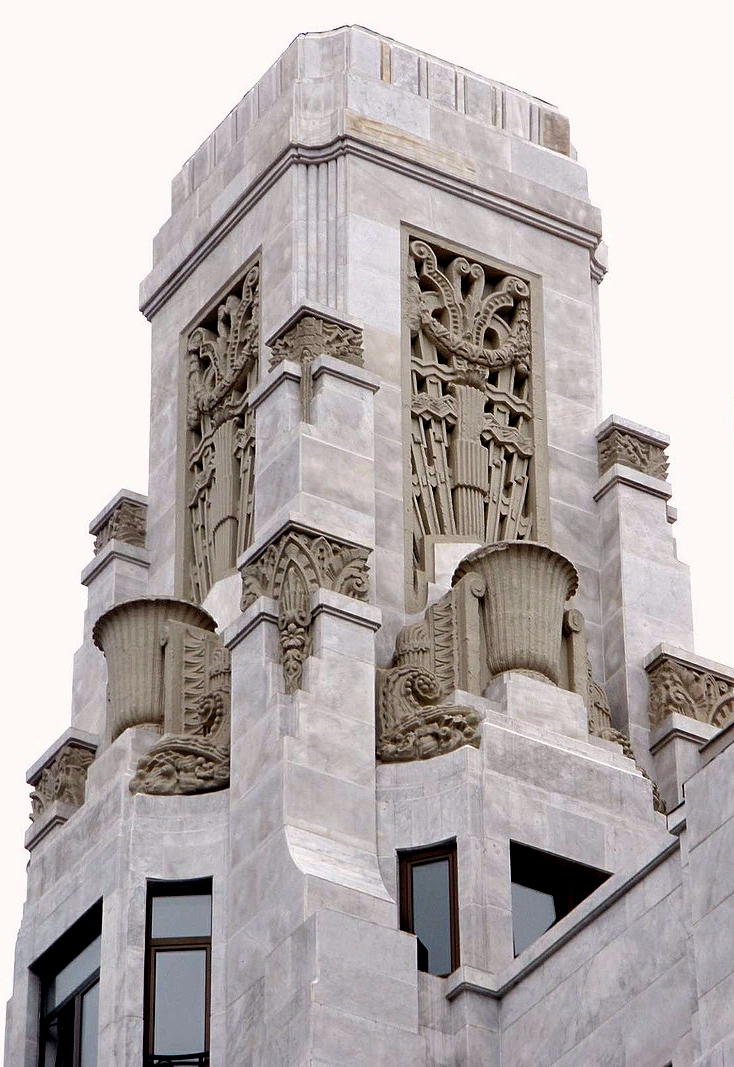
Casa Blanca de Oviedo
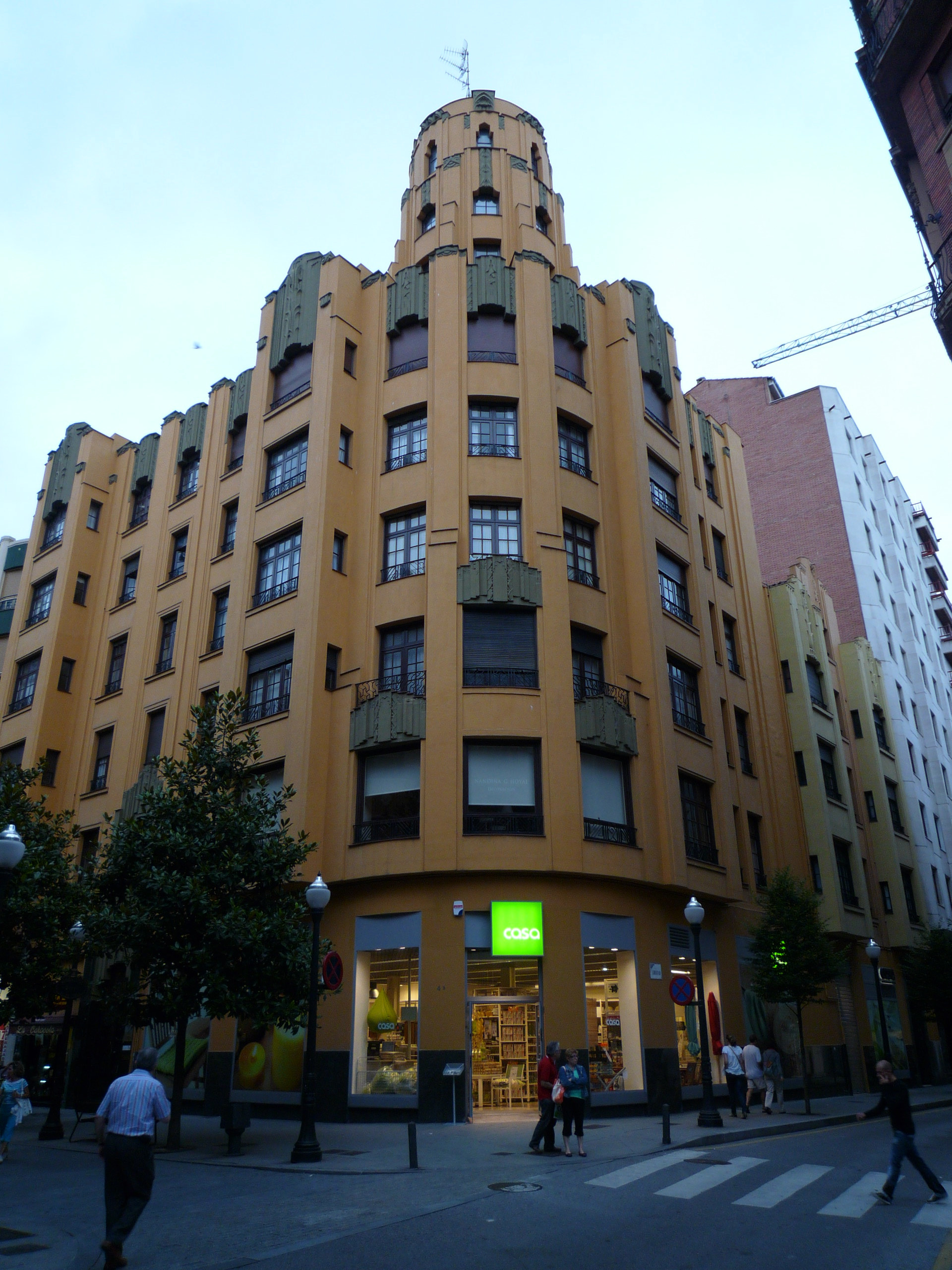
Calle Asturias 4 en Gijón
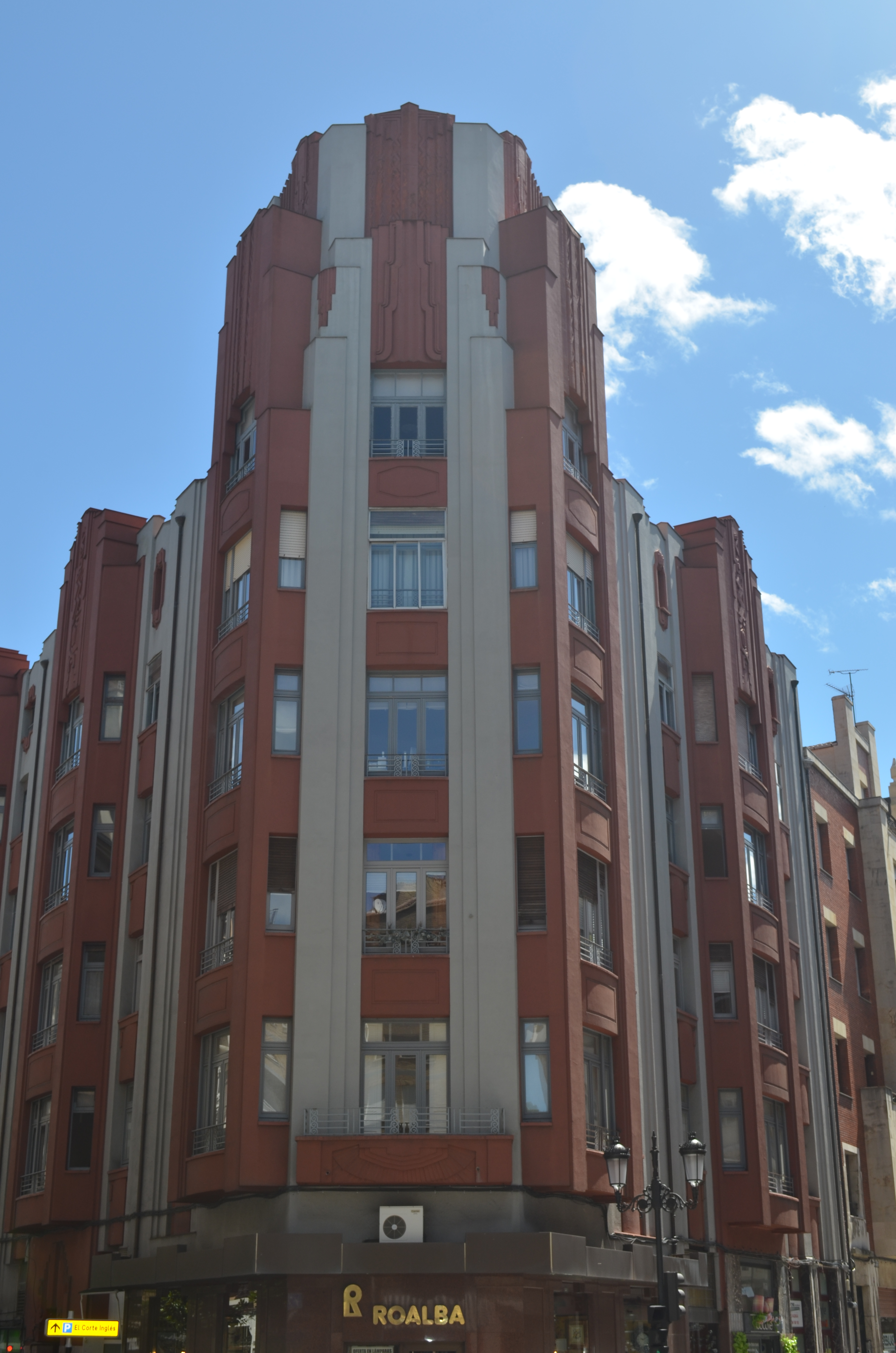
Casa Roja de Oviedo
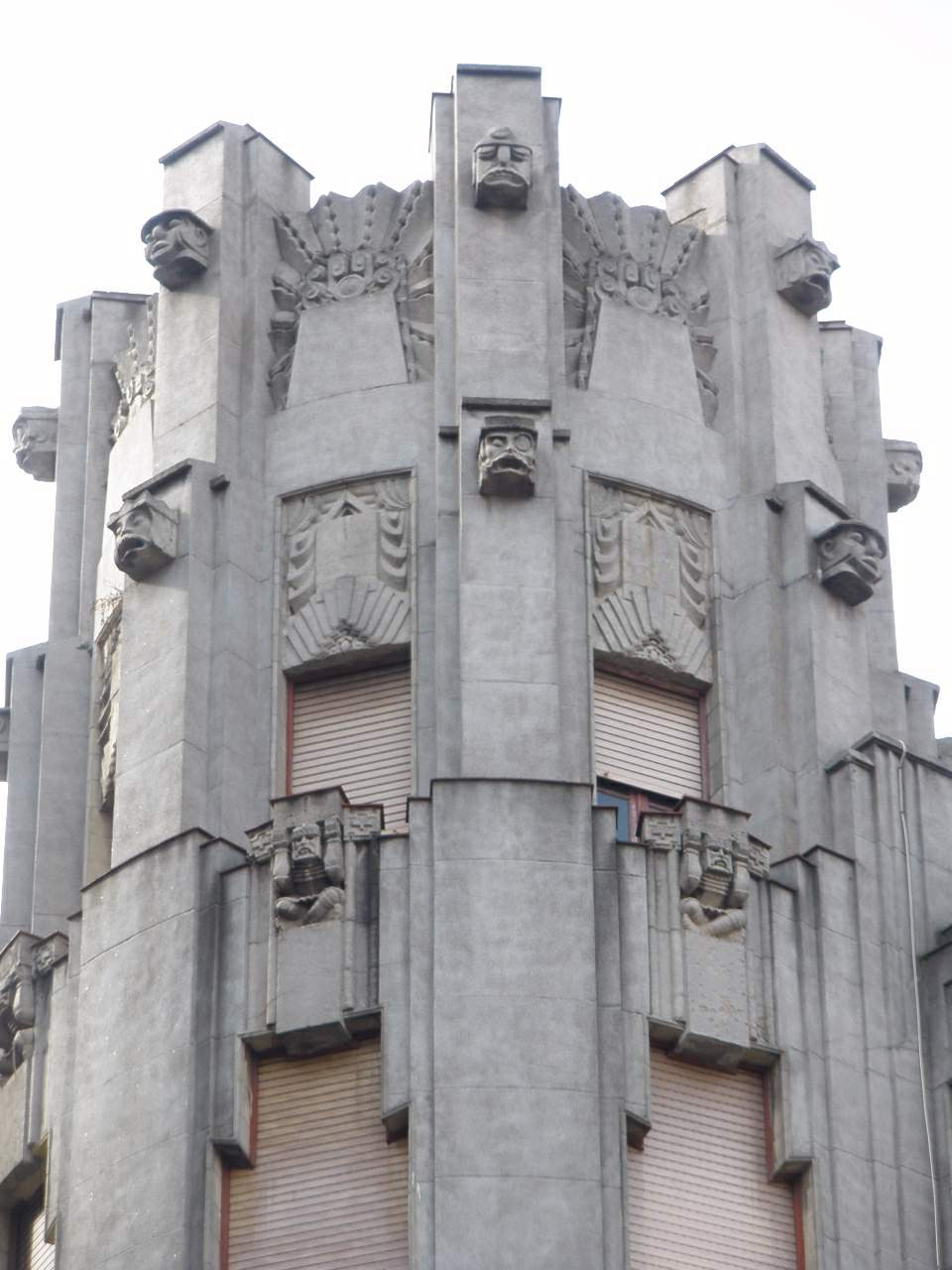
Marqués de San Esteban 27 en Gijón

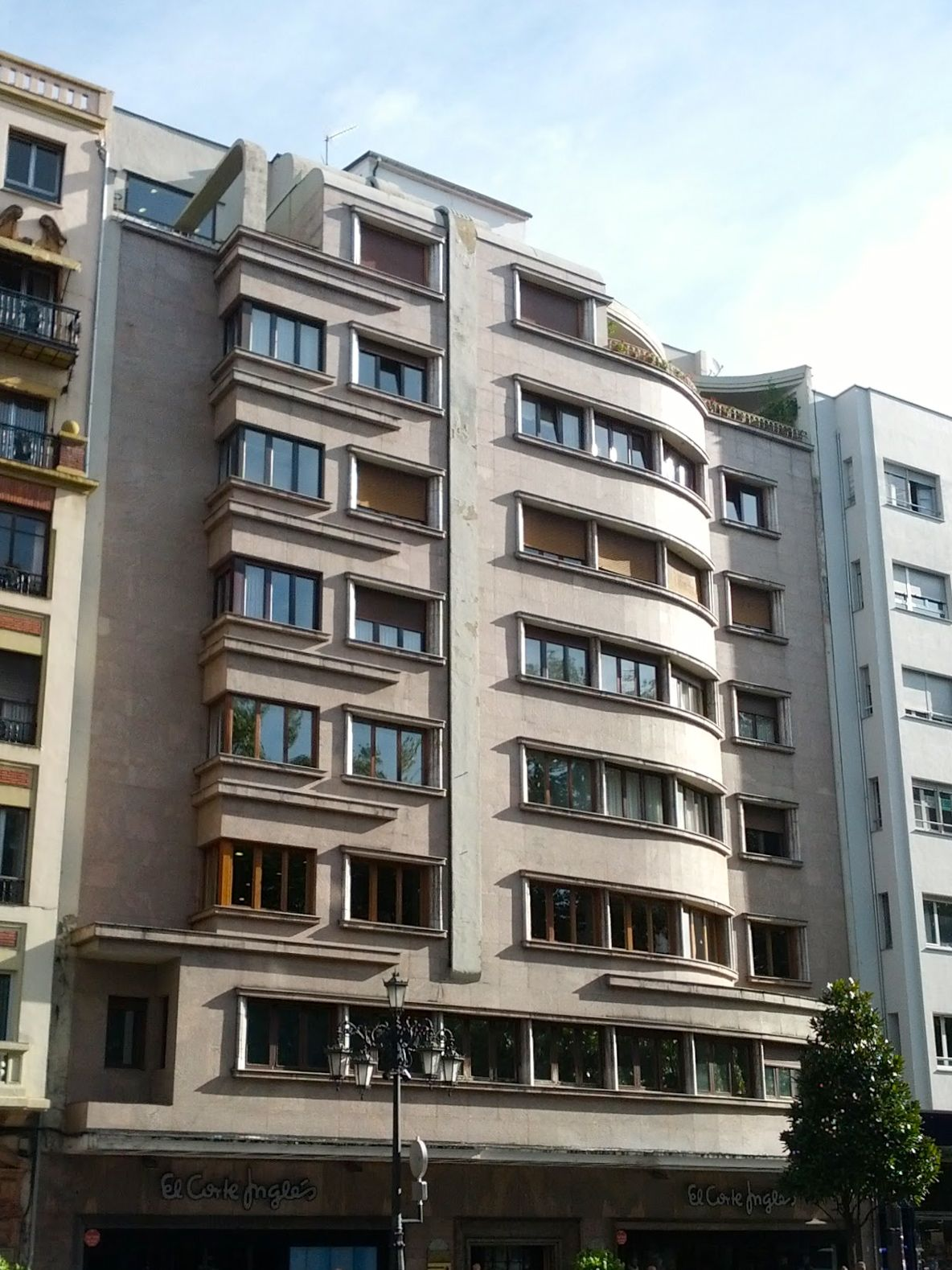
Cine Aramo

El estilo frecuente durante la Segunda República en Asturias y que fue interrumpido por la Guerra Civil fue el racionalismo. Destacan edificios como los que desarrollarían distintos arquitectos como Manuel del Busto junto a su hijo Juan Manuel, (estación de Autobuses de Gijón, 1939), José D. Fernández-Omaña (La Escalerona, Gijón, 1934; parque de Bomberos, Gijón, 1936), Hermanos Somolinos, (Cine Aramo, Oviedo, 1935; Casa del Termómetro, Oviedo, 1939), García de la Cruz, Mariano Marín o Álvarez Sala. Este estilo desaparecería abruptamente tras la Guerra Civil, con algunos coletazos como la Casa rosada de Gijón (1942). La mayoría de arquitectos retomaría otra vez la línea racionalista en los años 1950.

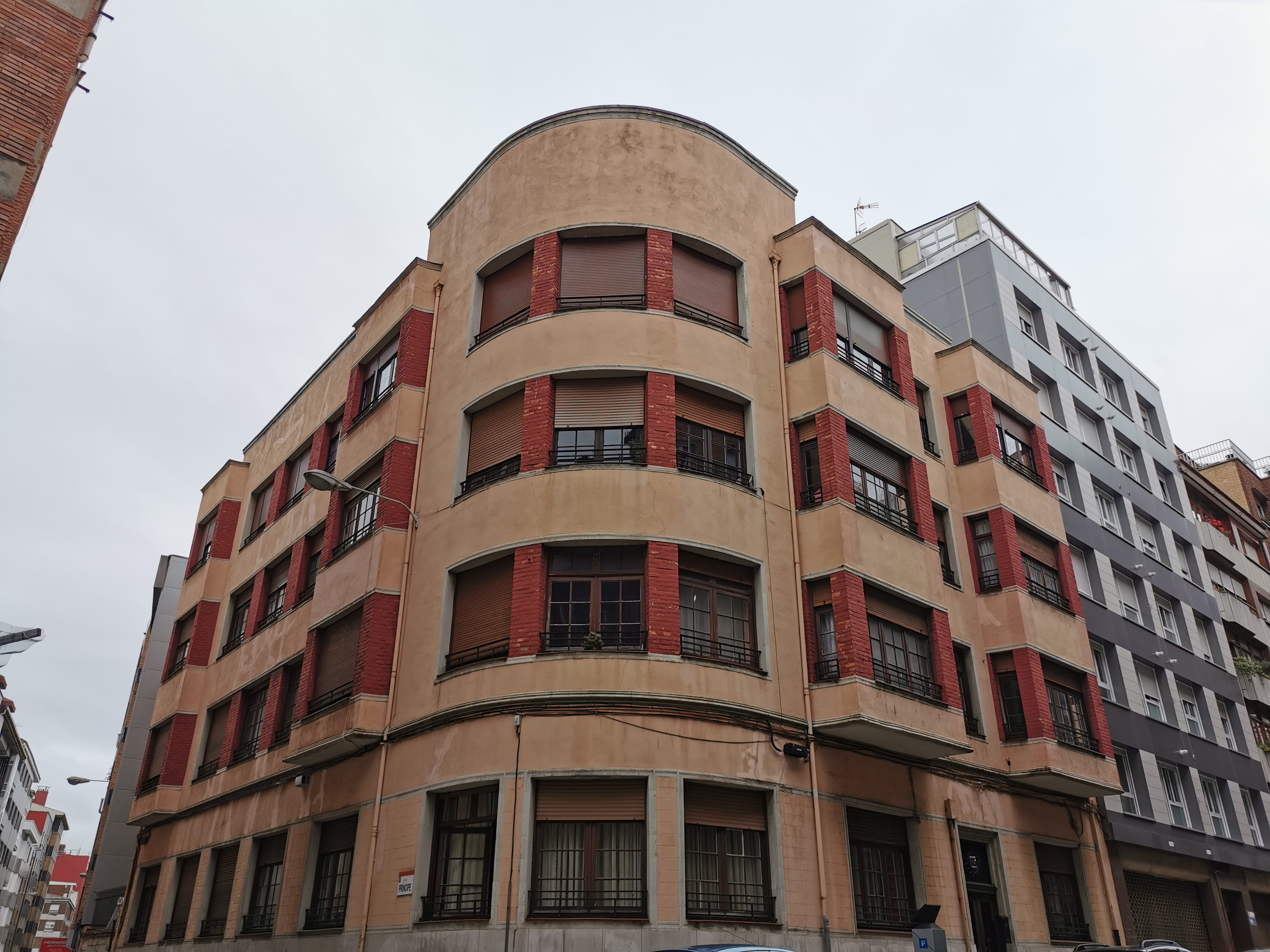
Edificio calle Cabrales, 65, Gijón, 1935.
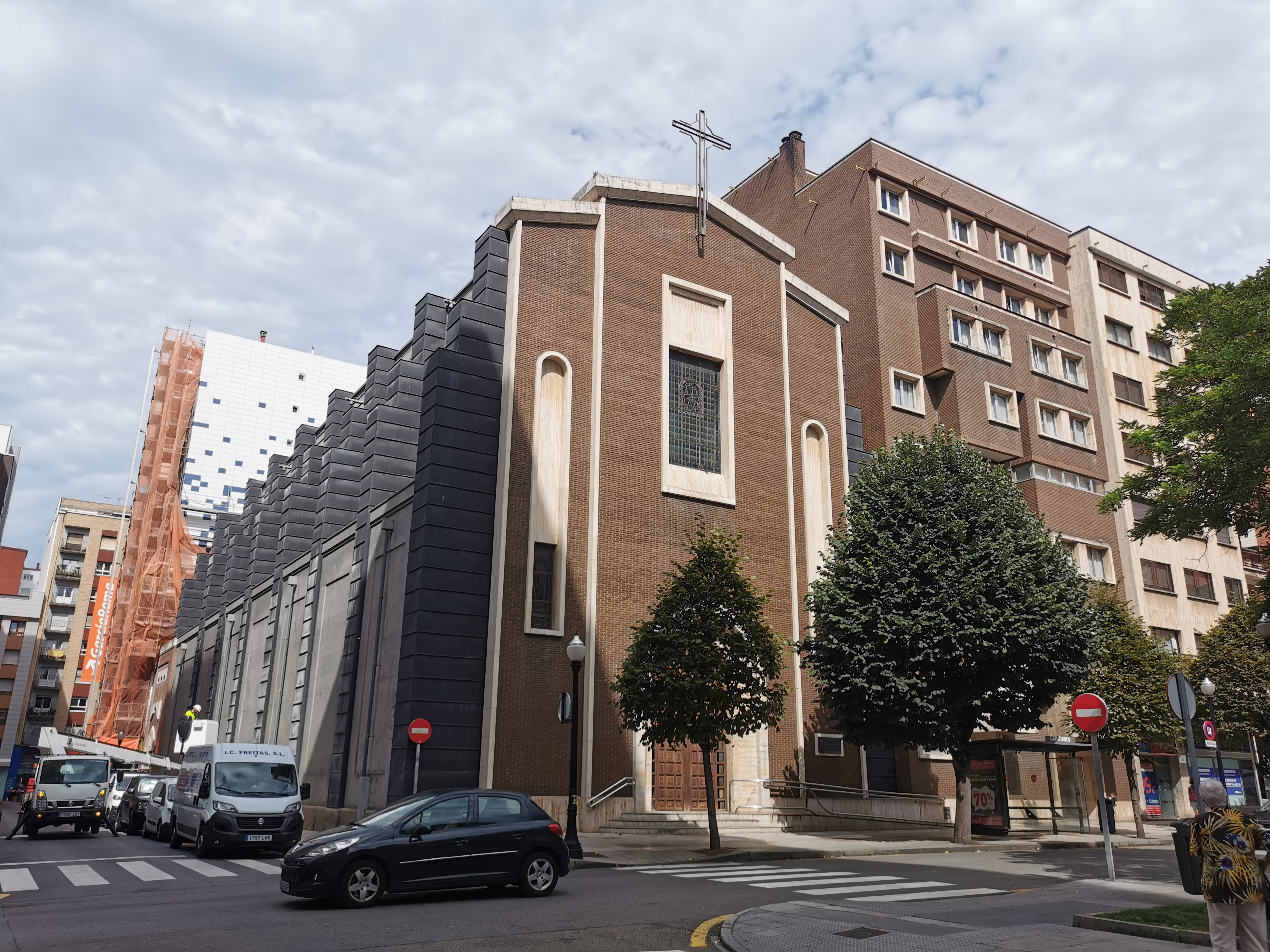
Iglesia de San Antonio de Padua, Gijón, 1934
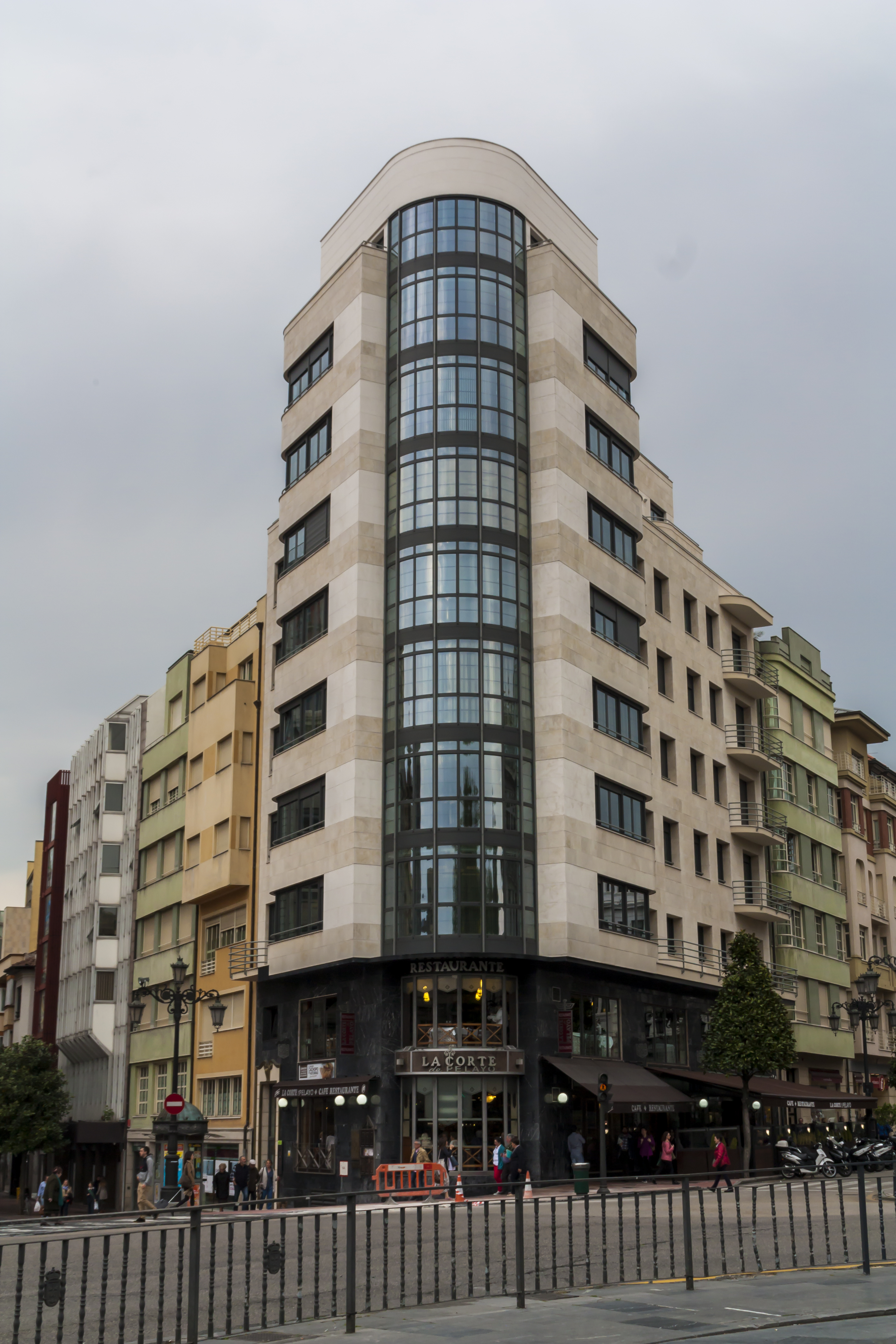
Casa del Termómetro, Oviedo, 1936
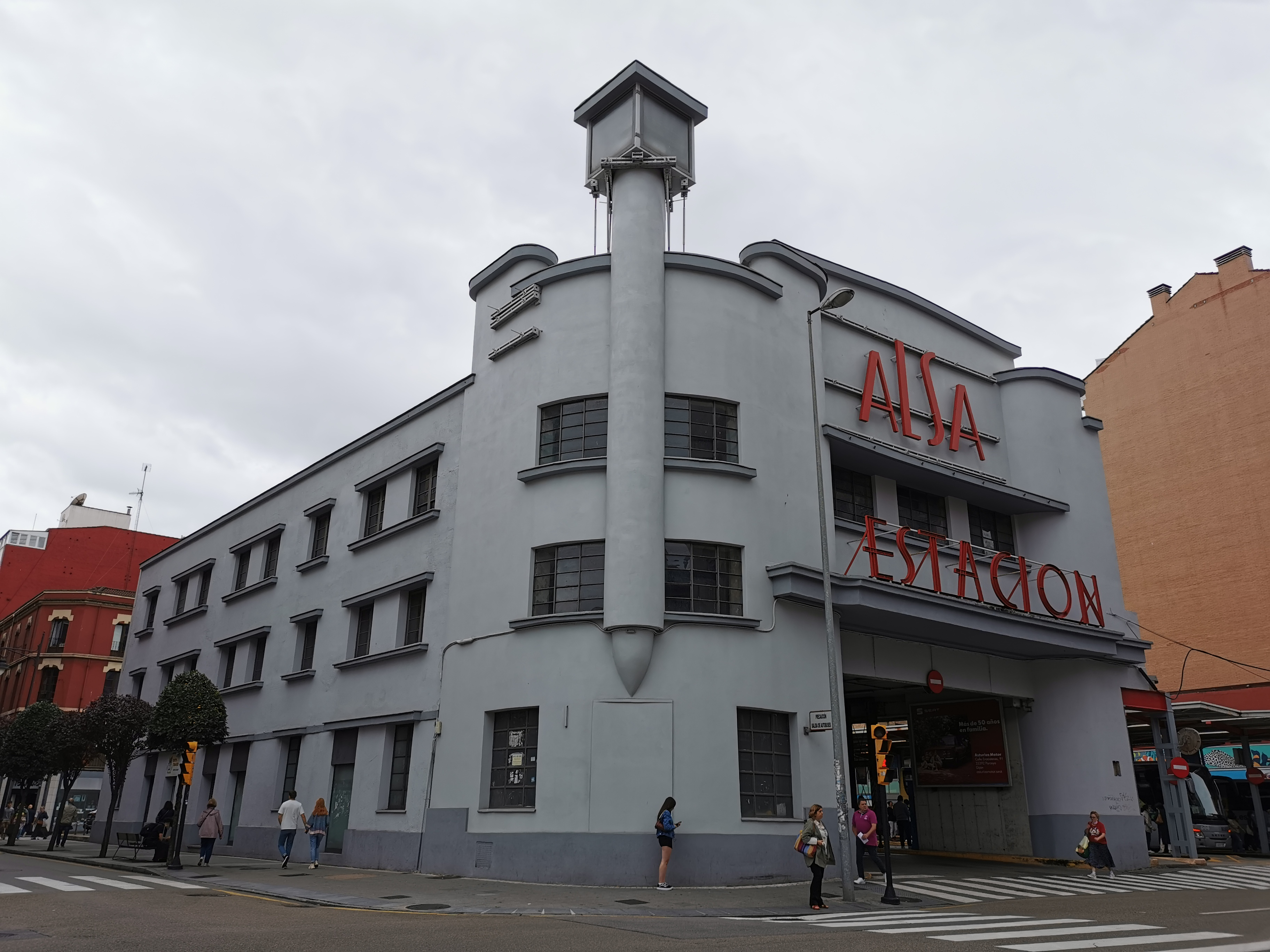
Estación de autobuses de Gijón, 1939

### Arquitectura del franquismo

#### Historicismo de la autarquía

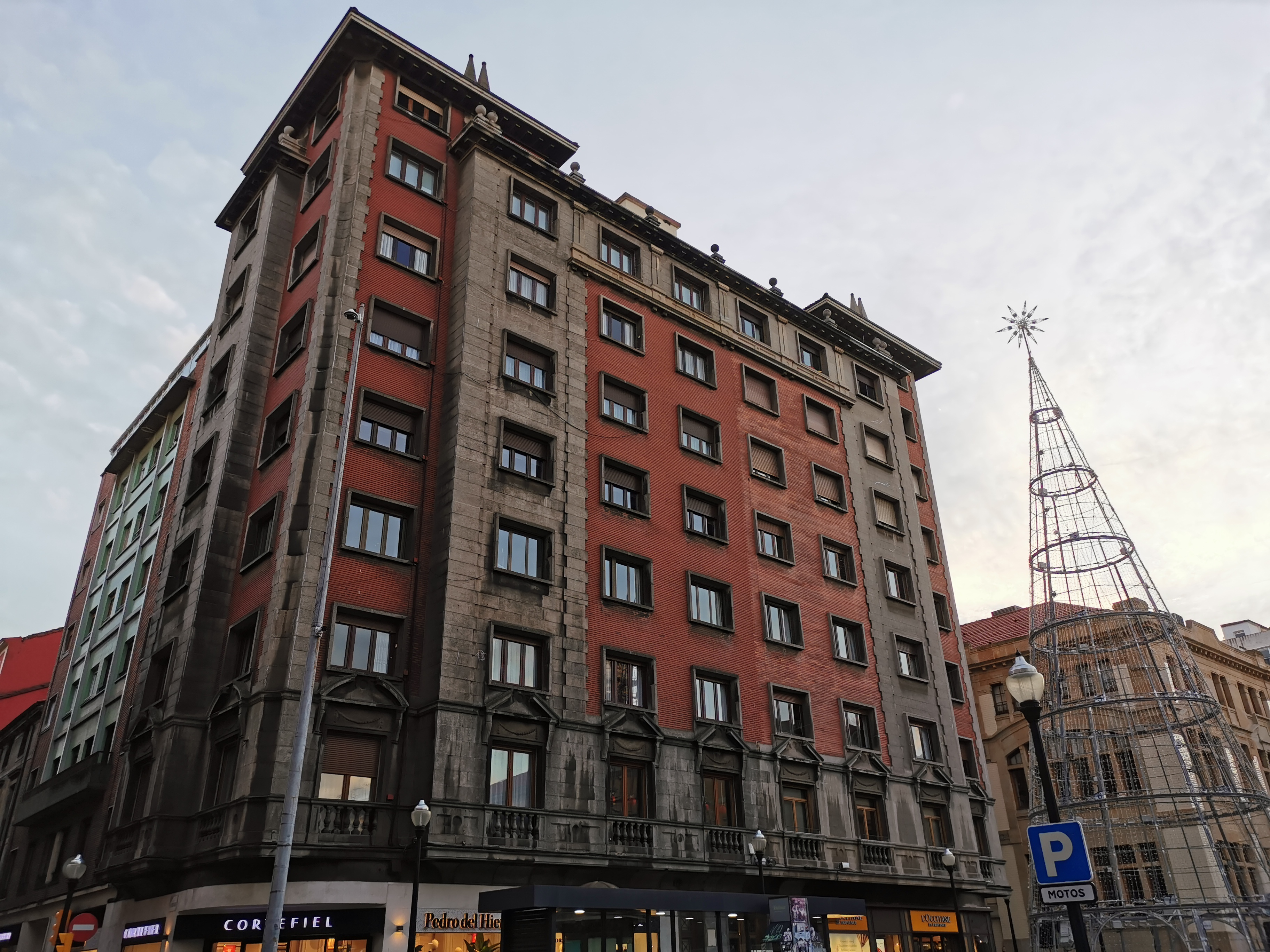
Plaza del Instituto, 7, Gijón

La Guerra Civil supuso la destrucción de buena parte de la ciudad de Oviedo, que entró en Regiones Devastadas, además de numerosos daños en el patrimonio urbano de la región. Durante los años de autarquía y aún en los años 1950, se llevó a cabo la arquitectura de la autarquía, pomposa, de carácter historicista que compensaba la baja calidad de los materiales de construcción. El neoherranismo fue utilizado en los edificios más notables, mientras que las barriadas obreras presentaban un estilo austero y funcional, continuando el racionalismo en cierto modo, con simulación de materiales (plaquetas de ladrillo, falsa piedra o sillería). Este tipo de arquitectura adaptada a las ideas económicas e ideológicas de la dictadura, supuso un paréntesis en la tendencia hacia la modernidad que se había iniciado antes de la contienda. El Grupo Covadonga, de los Hermanos Somolinos (Oviedo, 1942), o el edificio plaza del Instituto, 7 (Somolinos, 1946) y el Hotel Castilla (1954) de Gijón, son un ejemplo de esto. 

#### Regreso del racionalismo

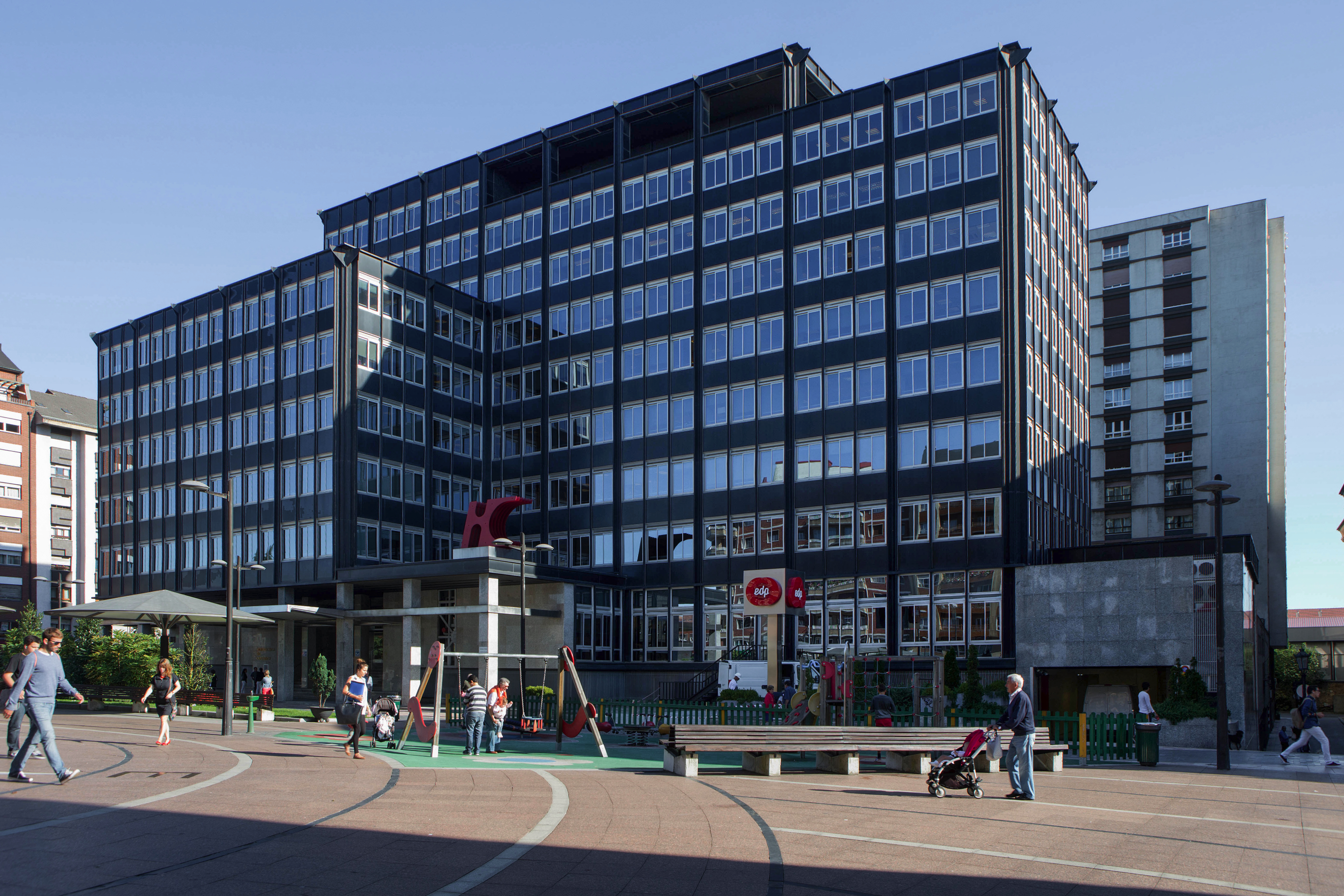
Sede de la Hidroeléctrica Cantábrico

En la década de los 1950 se evidenció la necesidad de nuevos equipamientos, industrias, servicios y sobre todo nuevas viviendas, pues Asturias experimenta un gran crecimiento demográfico fruto del último gran desarrollo económico que vivió la región, la continuación de un intenso éxodo rural y la llegada de inmigrantes procedentes de, especialmente, Andalucía. El complejo de las 1500 viviendas de Pumarín, en Gijón, es el mayor proyecto urbano, al que se suman el catálogo de construcciones de la Obra Sindical del Hogar y de Educación y Descanso, muy especialmente la Ciudad Residencial de Perlora, construida para trabajadores de Ensidesa. Ésta, situada en el entorno de las playas de Perán y Perlora (Carreño) se desarrolló en una ciudad jardín de 250 chalés y servicios públicos bajo un eclecticismo moderno con tradición asturiana. Racionalismo, grandes ventanales, voladizos, superposición de módulos, pilares en forma de "V", etc. en el que intervinieron los mejores arquitectos asturianos de la época. 
Los años 1950 y 1960 significaron la gran expansión urbana de Oviedo, Gijón, Avilés, las poblaciones las cuencas mineras y otras localidades costeras y de interior. Se multiplicaron los edificios dedicados a cine y teatro (Cine Felgueroso de Sama, Cine Ayala), salas de fiestas, recintos deportivos (Parque Sindical de La Felguera, Club de Tenis de Gijón, Palacio de Deportes de Oviedo), educativos (Facultad de Biología, Fundación Masaveu, Facultad de Medicina) viviendas obreras y viviendas para la burguesía industrial y comercial, viviendas unifamiliares (viviendas de la Central de Soto de Ribera), segundas residencias y mercados, etc. Asturias es, como se puede ver en la obra de Nanclares y Ruiz, una de las regiones españolas con mayor crecimiento urbano en estos años, y siempre se hizo bajo el prisma de la arquitectura moderna, con un gran derroche de imaginación en cubiertas, pilares, ventanales, decoración en gresite, murales, etc. con la participación de excelentes arquitectos: Suárez Aller, Hermanos Somolinos, Bustelo, Del Busto, Díaz Negrete, Sala Morís, Julio Galán, Vaquero Turcios, Sáenz de Oiza o Juan Vallaure. Muchos de estos edificios se elevaron a altitudes extraordinarias (más de 20 plantas), aprovechando la manifiesta especulación inmobiliaria que no ponía apenas trabas, como los edificios de Bankunión en Gijón, o las torres de Teatinos, La Jirafa y el Edificio de Sindicatos de Oviedo. En los 1960 las fachadas de ladrillo visto (o desnudas como la Colmena de ALSA) irán dando paso a lienzos más vanguardistas y modernos como el Edificio de la Hidroeléctria del Cantábrico (1963), para el que además Joaquín vaquero Palacios diseñó unas extraordinarias vidrieras, o los Bloques de Cristal en el barrio del Campillín (1960) en Oviedo. También hitos urbanos e infraestructuras como los Depósitos de Turón, la gasolinera de los paraguas de Gijón, gasolineras del Alto Buenavista o la Bolera del Orfanato de Mineros. 

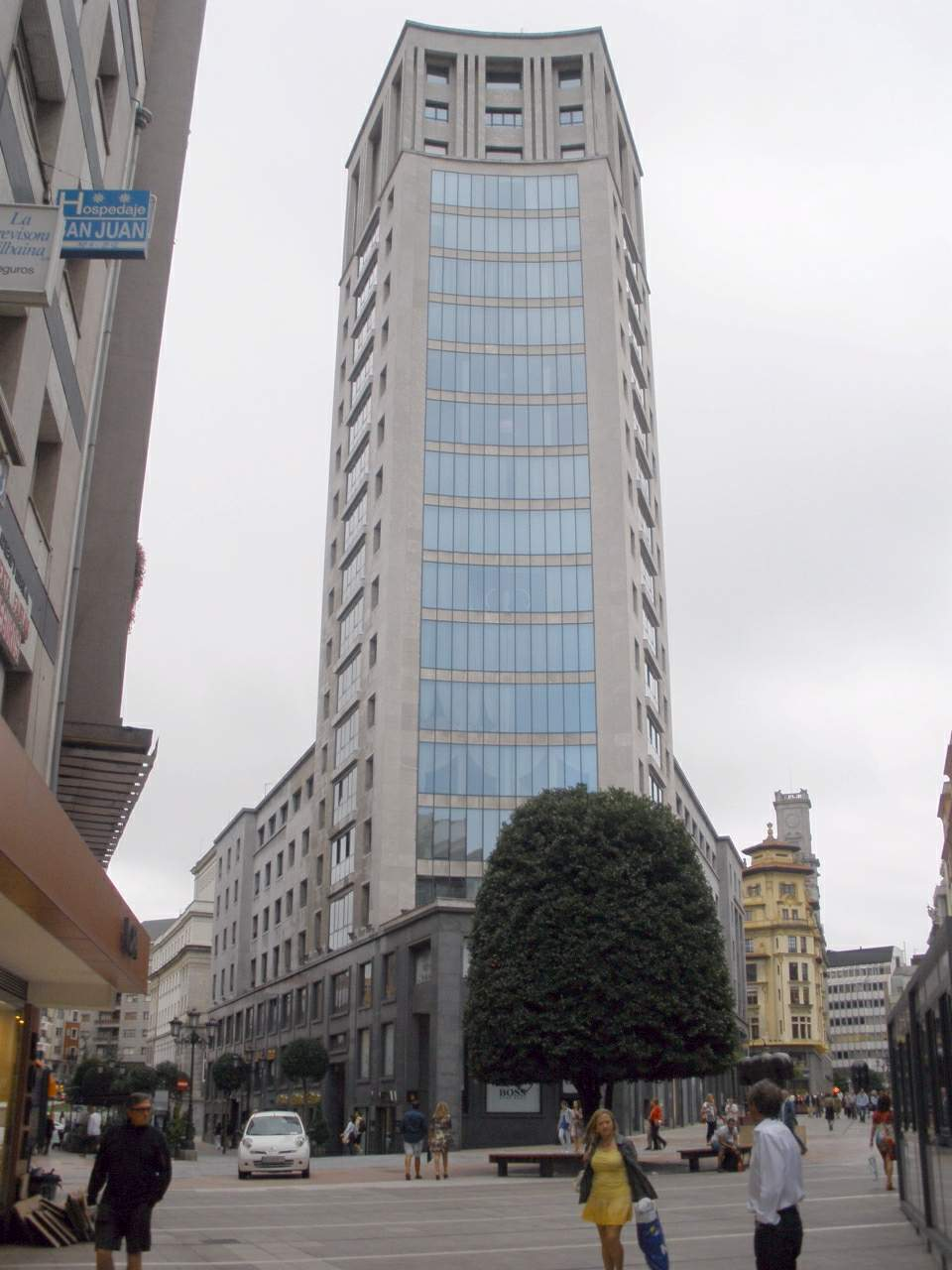
La Jirafa
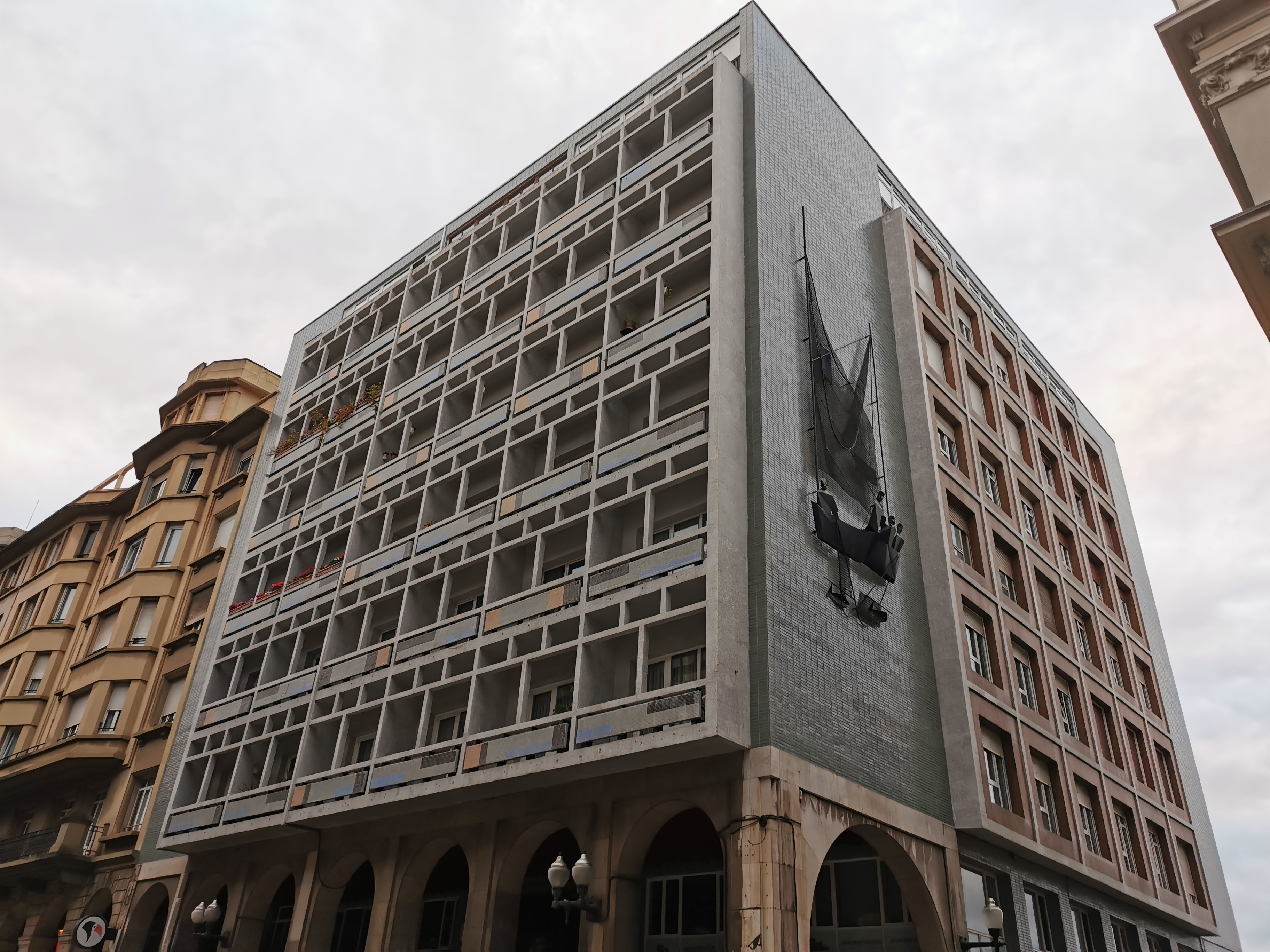
Edificio Garmoré, Gijón
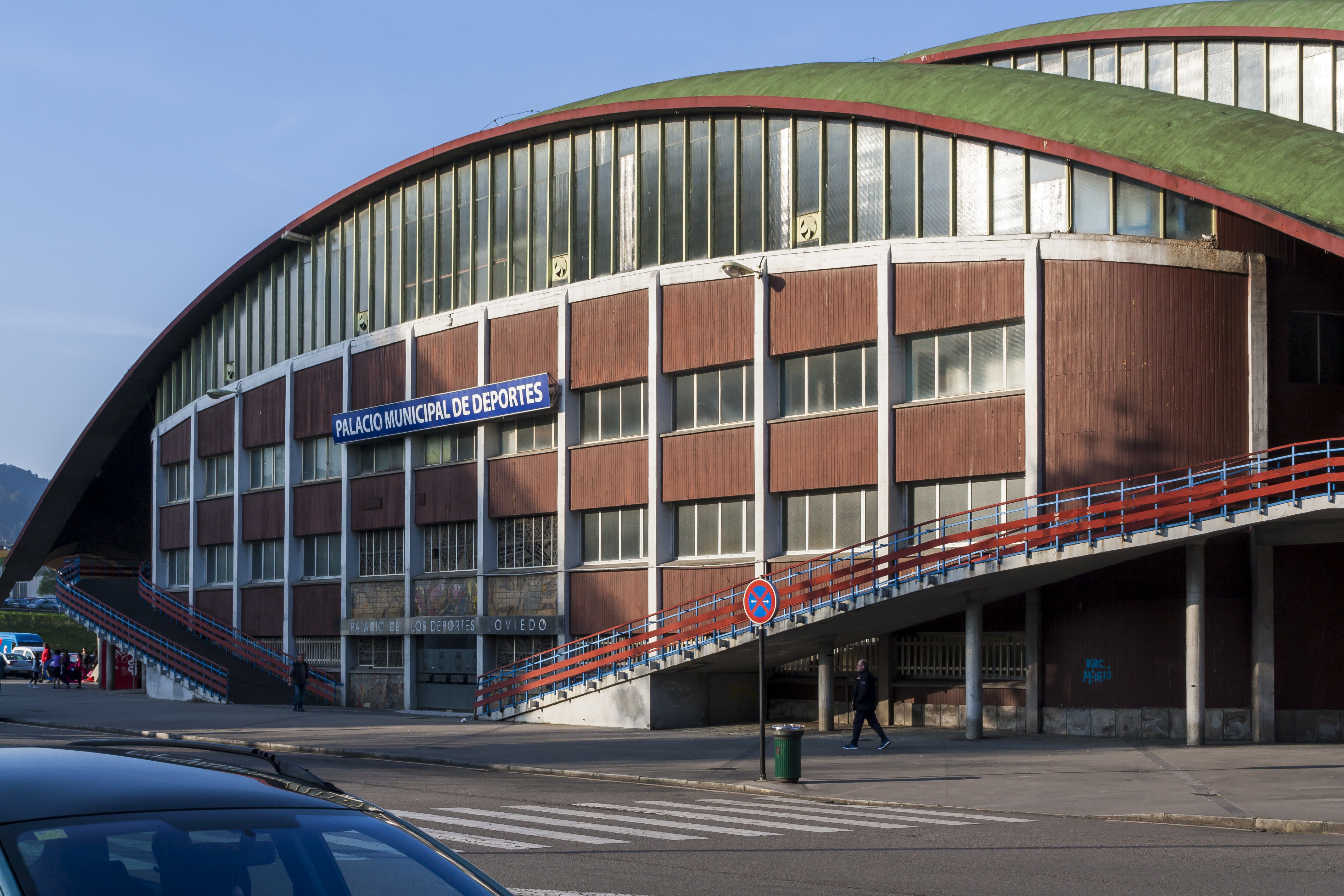
Palacio de los Deportes de Oviedo
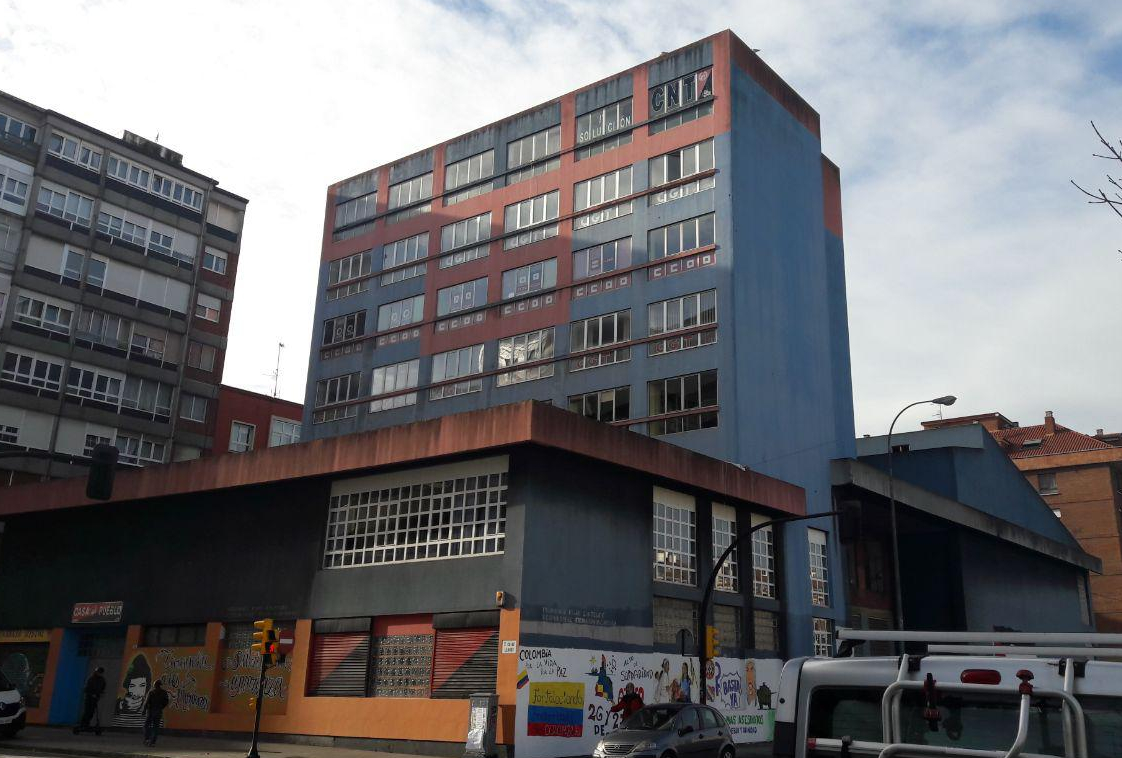
Casa Sindical de Gijón
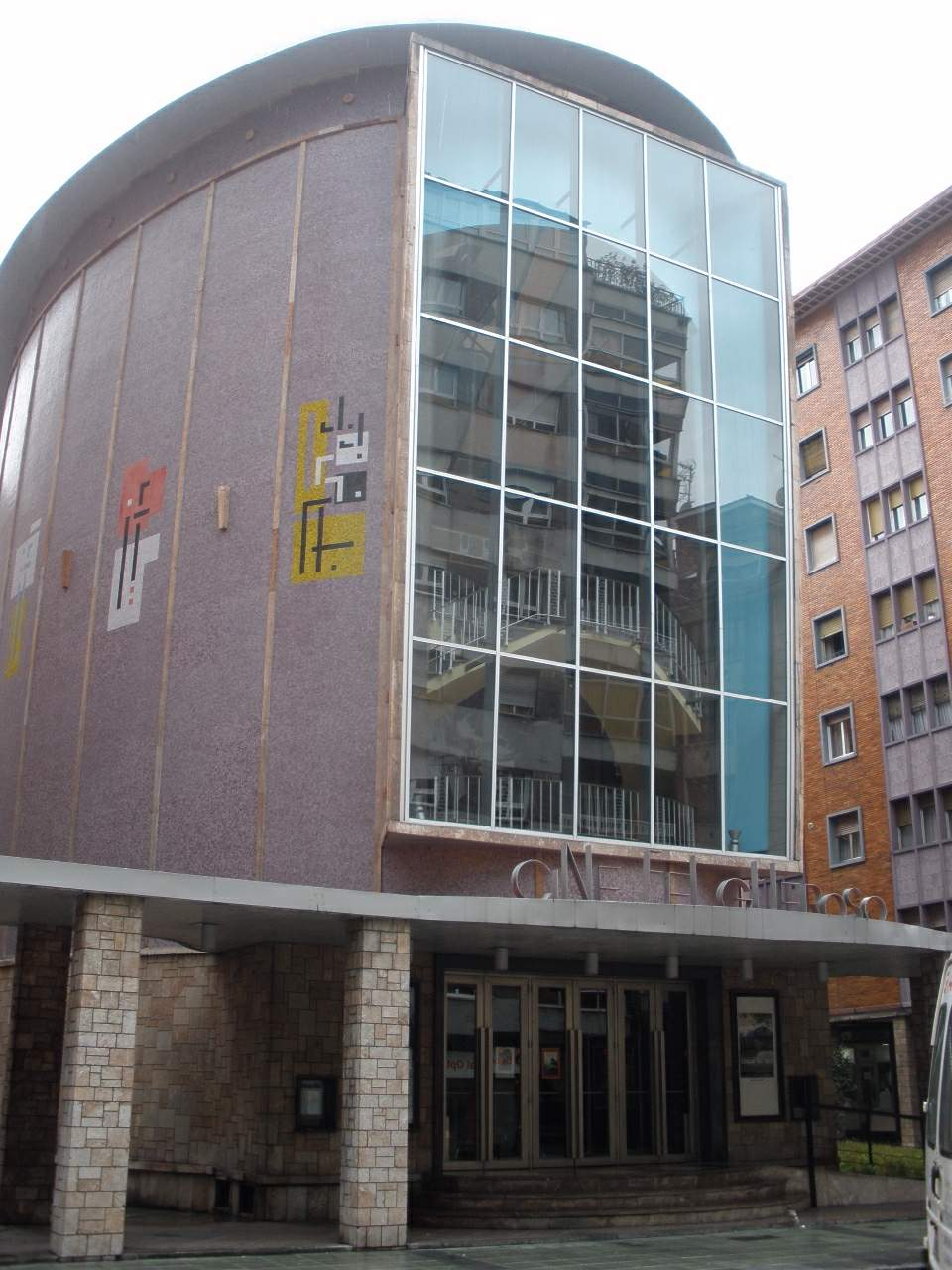
Cine Felgueroso, Sama

##### Iglesias

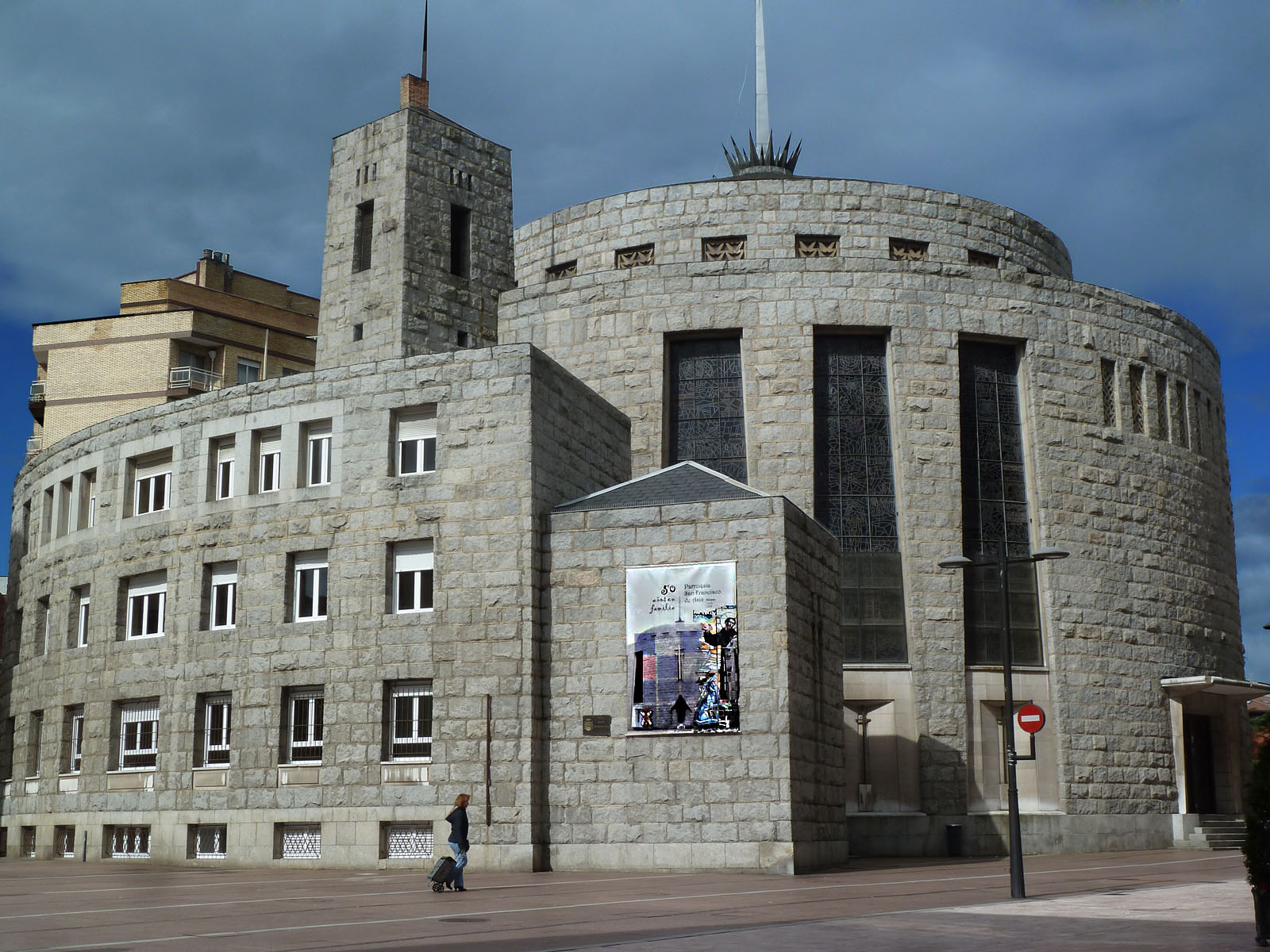
San Francisco de Oviedo

Mención aparte merecen las iglesias, multiplicadas en la Asturias de estos años por el crecimiento de barrios residenciales y obreros. Normalmente, las que resultaron dañadas o destruidas en la guerra se reconstruyeron bajo estilos neo, como se señala más arriba. Excepción fue la de Nuestra Señora del Carmen de la Dársena de San Juan de Nieva de 1944 (hoy absorbida por el Puerto de Avilés), uno de los templos más originales del Principado, con una extraña forma parabólica. Las iglesias de nueva planta se erigieron bajo los nuevos cánones estéticos y filosóficos. Nacieron 22 nuevas divisiones parroquiales y todas ellas fueron confiadas a arquitectos modernos, concebidas con total libertad por parte de sus autores. La iglesia parroquial de La Asunción (1951, Piloña) aúna en este momento la estética neorománica con el movimiento moderno. Pero en los templos posteriores se deshacen de reminiscencias historicistas, aún presentes también en la regionalista Santa Bárbara, del poblado industrial de Llaranes. La iglesia de Corazón de María (Oviedo) de 1953, inaugura los templos circulares, en este caso con gran pórtico, ladrillo visto y alta torre campanario. Inspirado en Miguel Fisac, Juan Vallaure alza el templo de San Juan en La Corredoria, con planta en U, magníficos vitrales y mosaicos. La estética de naves industriales se deja ver en la Sagrada Familia de Ventanielles, de 1957, influenciada por la estética metafísica de Chirico. Otro de los templos circulares es la iglesia de San Francisco de Asís, conocida como La Gesta. Cerca de Trubia se levanta una iglesia rural, San Tirso de Godos, también obra de Vallaure, radicalmente moderna, con una planta en triángulo curvilíneo que simula una espiral en movimiento, incluida en el Docomomo Ibérico. La iglesia de San Pablo de La Argañosa, de Álvarez Castelao, con una sorprendente techumbre piramidal y gradas en su interior, se asemeja más a un auditorio que a un templo católico. Fray Coello de Portugal levantó el colegio e iglesia de los Dominicos en La Felguera, un enorme templo de planta triangular cuyas vigas vistas imitan una catenaria , destacando la desnudez del hormigón armado. Otros ejemplos son la Iglesia de San Esteban de Pravia, el Patronato de San José, San José de Barredos, las de Padres Pasionistas y Sagrada Familia de Mieres, Nuestra Señora de Covadonga de Contrueces y Santa Eulalia de Cabueñes. Luis Moya se encargó del ecléctico templo de la Universidad Laboral, de interior similar a la que realizó para El Viso en Madrid.

### Patrimonio industrial

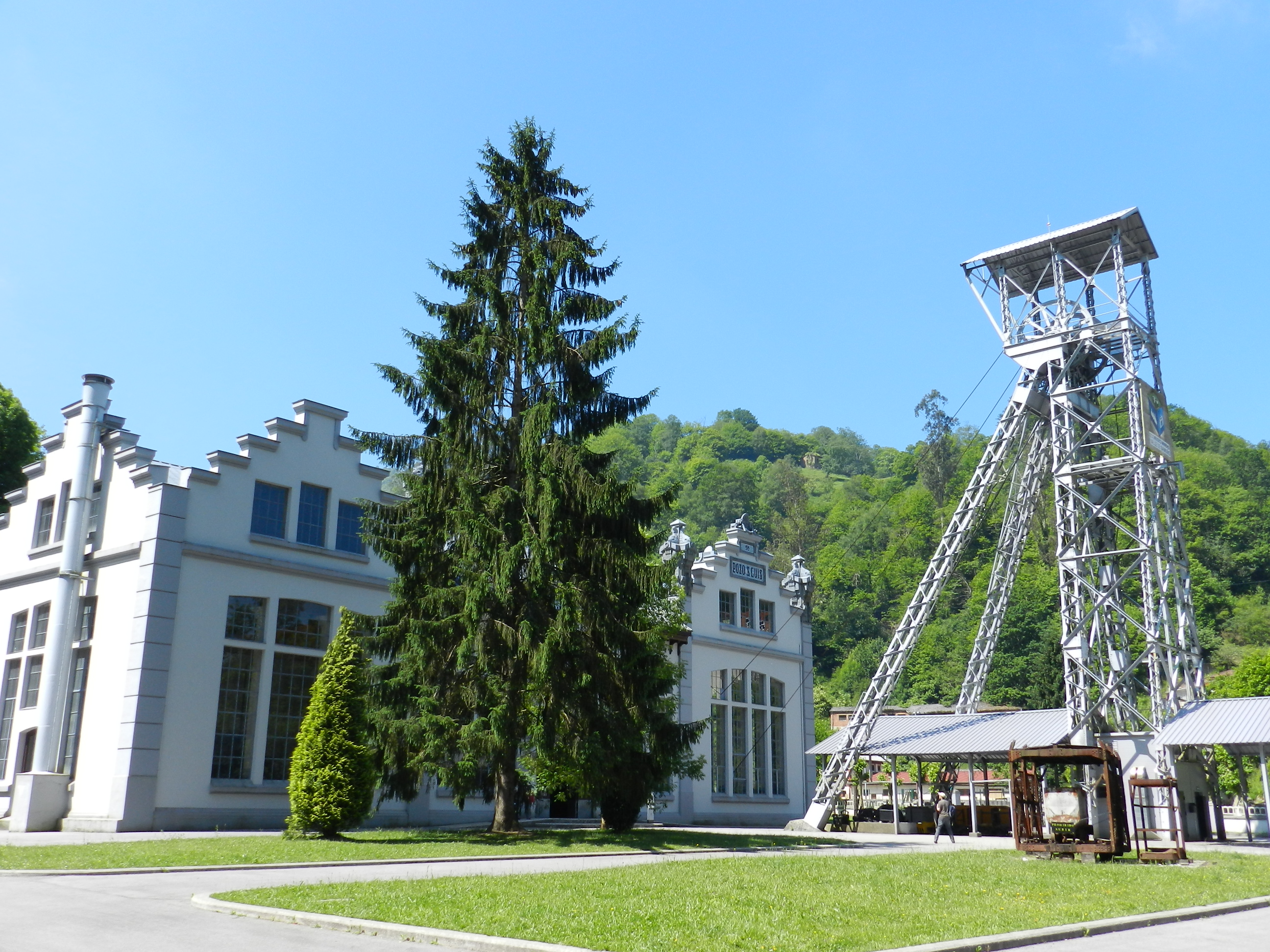
Pozo San Luis en Langreo

El Principado es una de las regiones españolas con mayor presencia de patrimonio industrial, fruto de una intensa actividad industrial que se desarrolló en Asturias desde el siglo XIX hasta la reconversión industrial de los años 80. Aunque los bienes industriales se encuentran repartidos por toda la comunidad, la zona centro entre la costa y las comarcas mineras es donde se concentran más ejemplos. El patrimonio industrial conservado en Asturias muestra un gran espectro de elementos: puentes, estaciones y otras infraestructuras  de ferrocarril debido a la gran cantidad de líneas férreas en Asturias, centros de producción como fábricas y talleres, minas y bocaminas, centrales hidráulicas y eléctricas, químicas, macelos... y su patrimonio social derivado, como viviendas obreras, viviendas para altos mandos, escuelas, economatos, lonjas, hospitalillos, etc. testigos de una gran diversidad industrial: siderurgia, metalurgia, minería, conserveras, astilleros, vidriera, cerámica, bebidas... A pesar del paso del tiempo hay grandes conjuntos que se conservan parcialmente (Fábrica de Armas de Trubia, Fábrica de Armas de Oviedo, Fábrica de gas de Oviedo, Fábrica de La Felguera, Factoría de Nitrastur, Loza de San Claudio, Azucarera de Pravia, antigua Ensidesa/Arcelor-Mittal, Gijón Industrial, Cristasa, El Águila Negra, la Curtidora de Avilés y las naves de La Balsera), y numerosos complejos mineros como los pozos Candín, Fondón, Sotón, San Luis, Santa Bárbara...
Los edificios más antiguos, del siglo XIX y principios del XX, son ejemplos de arquitectura de estilo inglés, con la utilización del ladrillo visto y repetición de vanos, a veces conocida como "manchesteriana". Los castilletes y puentes más antiguos se construyeron en estilo Eiffel, utilizando remaches o roblones hasta la llegada de la técnica del soldado.
Posteriormente se fue generalizando el uso del hormigón armado como en las grandes naves de Ensidesa. El movimiento moderno está presente no sólo en las grandes naves de los años 50, también en edificios singulares como el Parque De Bomberos y la Central de Comunicaciones de Avilés. Destacan especialmente elementos de obra pública como grandes presas (Salto Salime, de Joaquín Vaquero Palacios con impresionantes murales de su hijo Vaquero Turcios, al igual que la Central de Proaza) y de Miranda (ambas de Palacios) con tratamiento escultórico del exterior y pinturas interiores inspiradas en los procesos físicos y energéticos. 
Destacan también los elementos fruto de las políticas de paternalismo industrial, especialmente las viviendas anteriores a la Guerra Civil: poblado minero de Bustiello (Mieres), Barrio Urquijo (La Felguera), Colonia Santa Bárbara (Oviedo), La Cudriella (Turón), cuarteles de Ujo y Figaredo, la Ciudadela Celestino Solar y numerosos "chalés" como los de la fábrica de Armas de La Vega o los diseñados por Enrique Bustelo y Manuel del Busto en varias localidades (modernistas, regionalistas, etc.). También servicios educativos como las escuelas de capataces y de artes y oficios, así como centros sanitarios, economatos, iglesias, etc.
Desde la Consejería de Cultura se ha realizado un inventario con 1.700 bienes industriales.

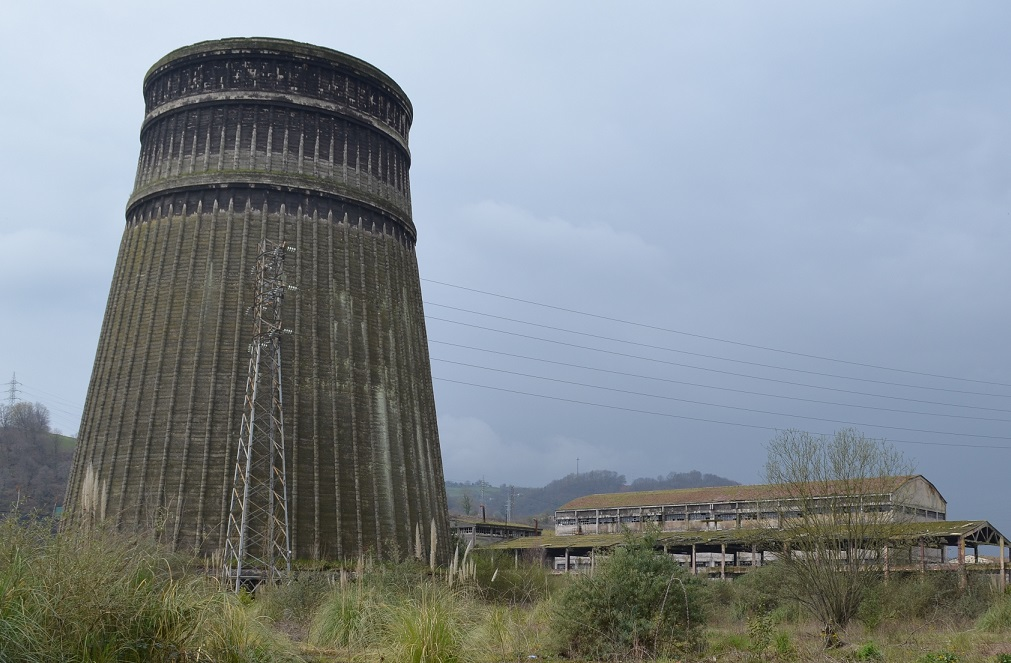
Nitrastur
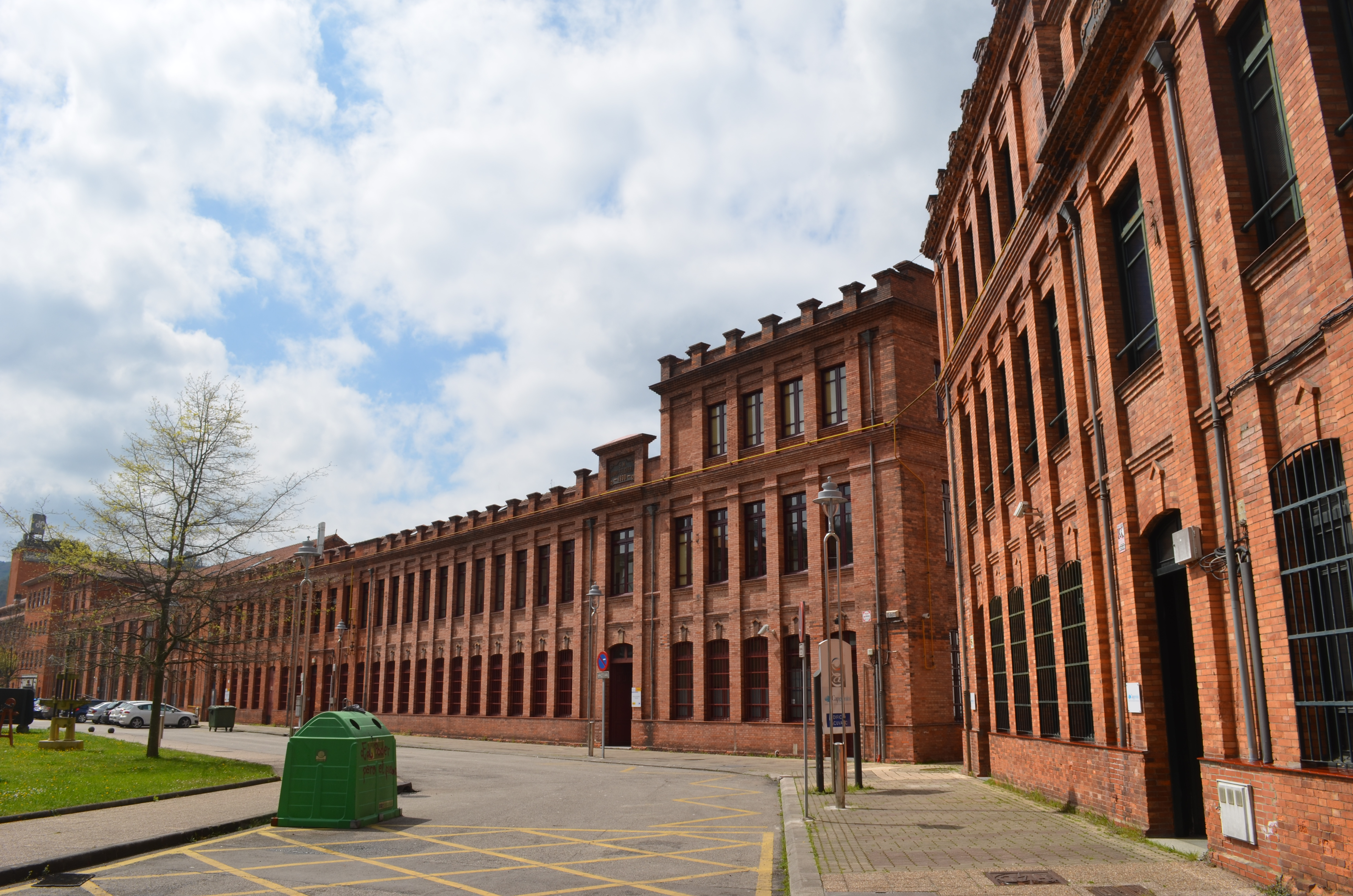
Laboratorios y comedores de Duro Felguera
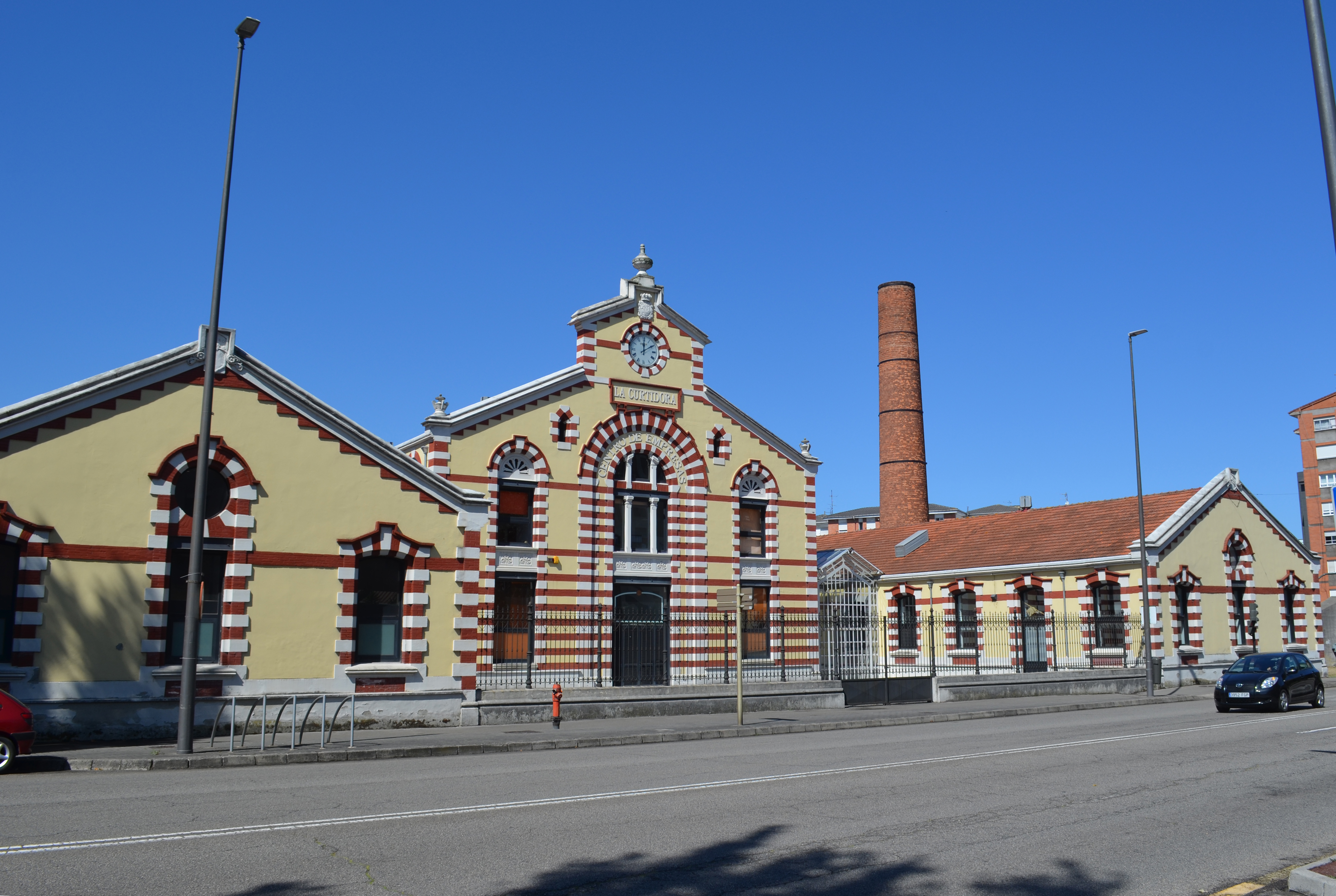
La Curtidora, Avilés
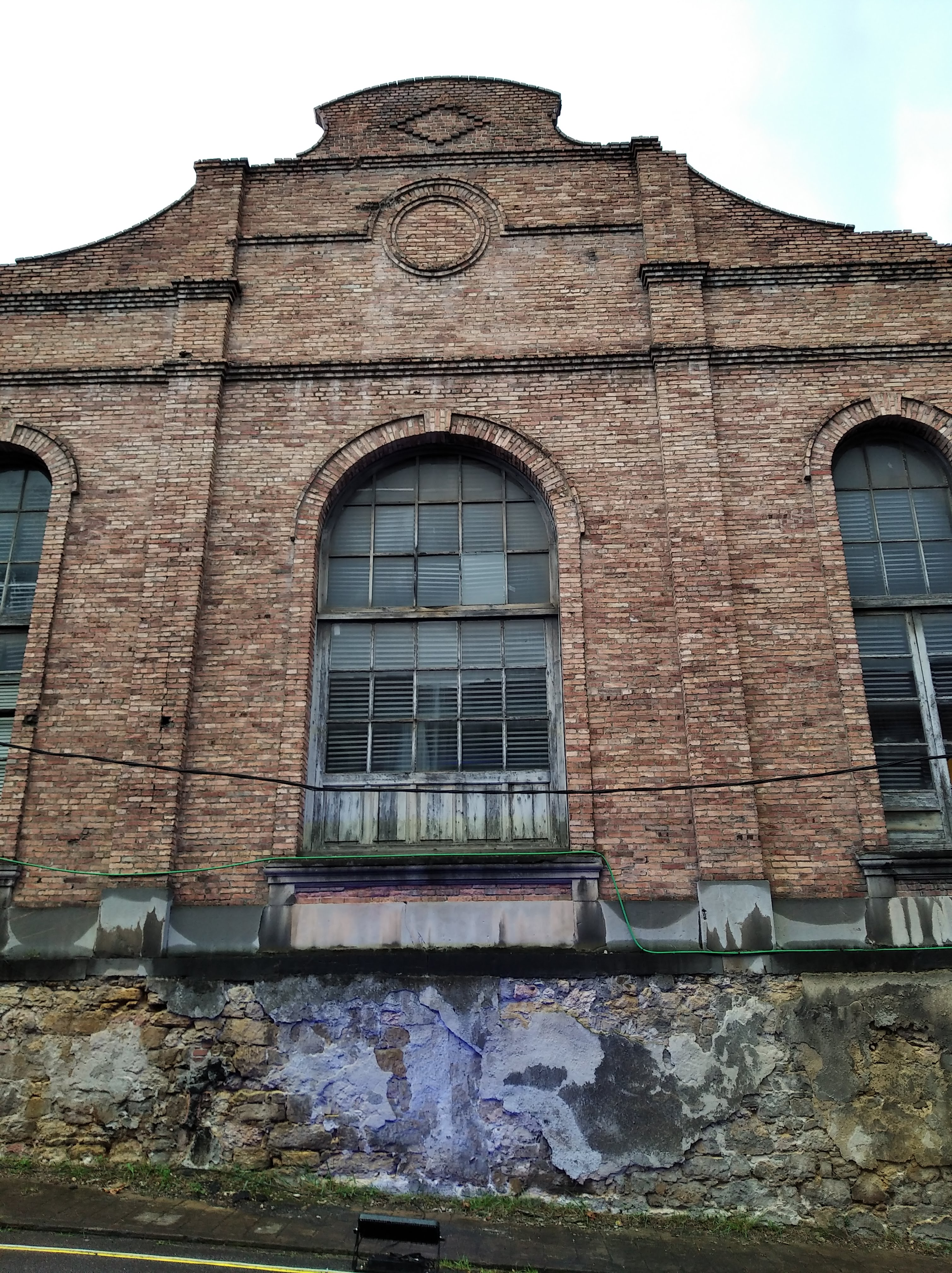
Fábrica de armas de Oviedo
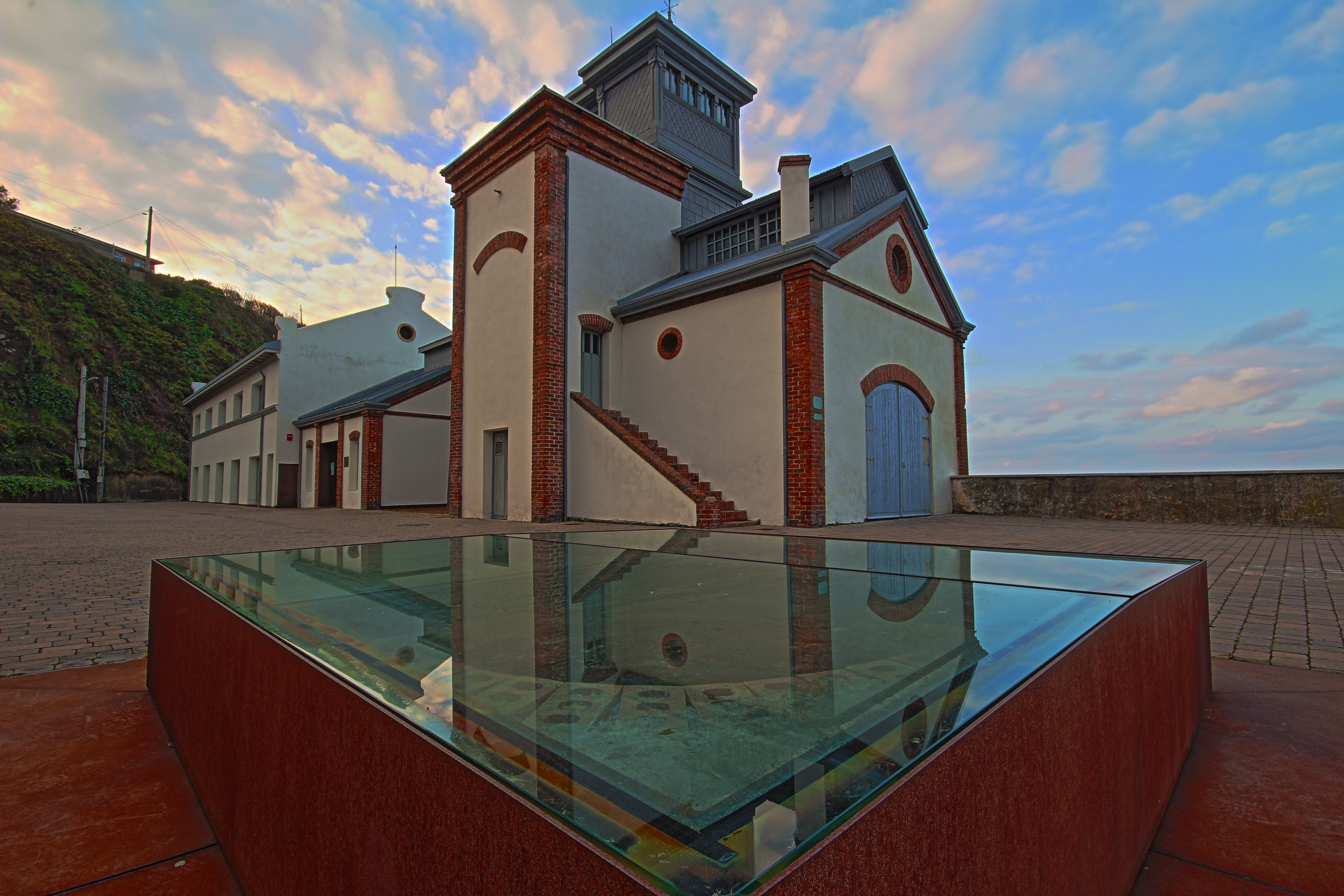
Minas de Arnao
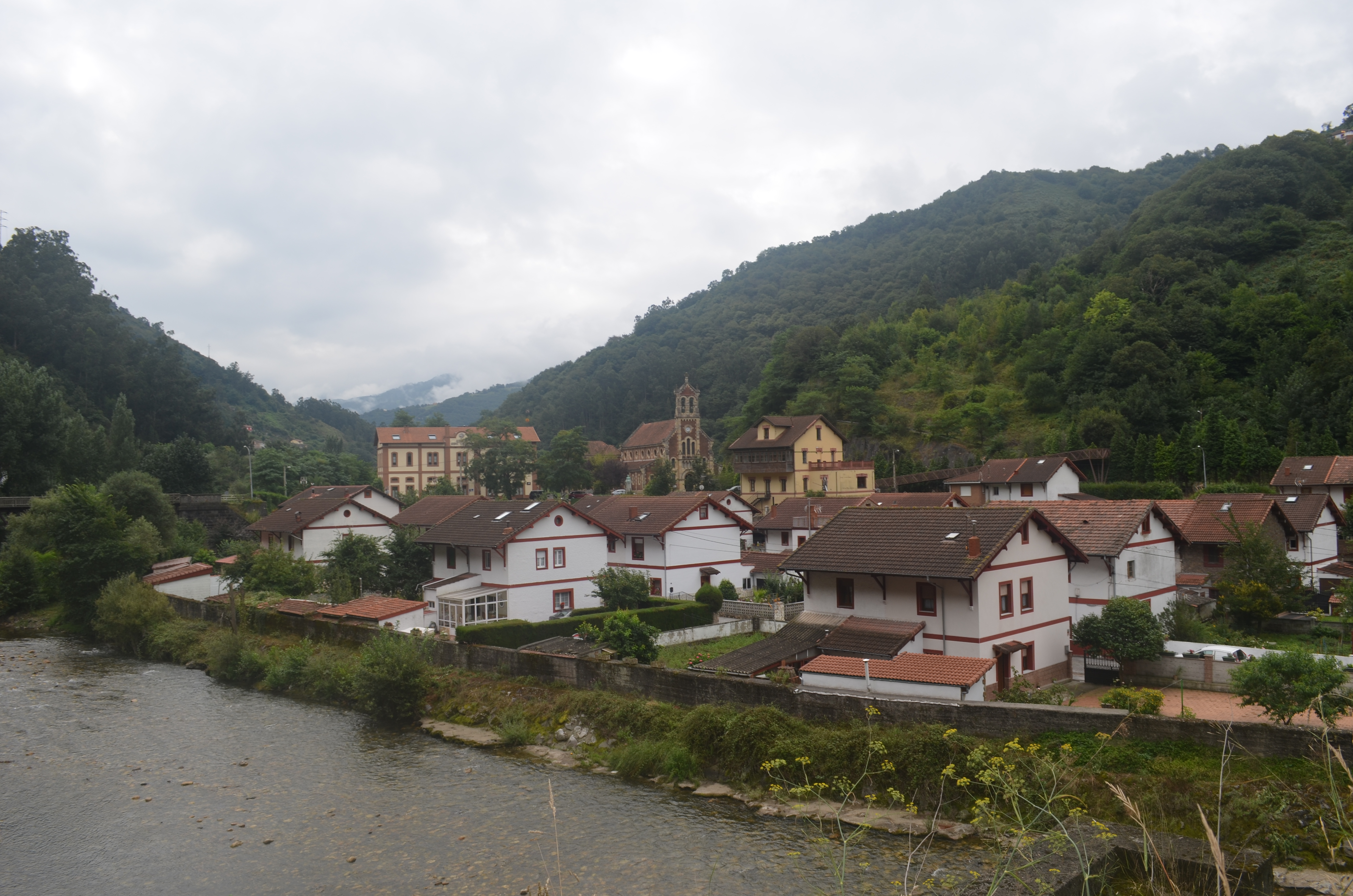
Poblado de Bustiello

## sigloXXI

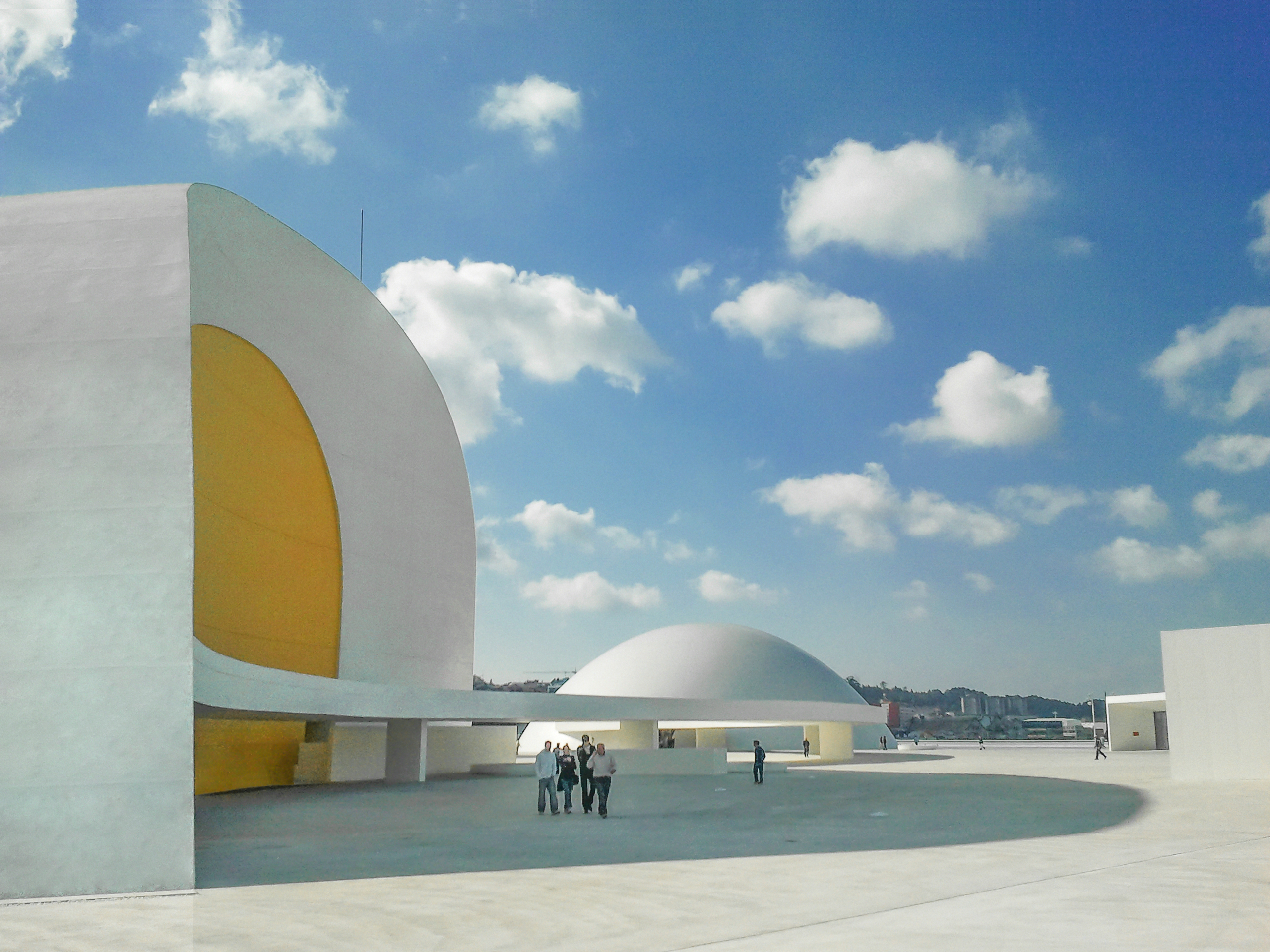
Centro Niemeyer

Las últimas décadas del siglo XX y primeras del XXI se vive en Asturias una situación paradójica. Por un lado el final de la industria tradicional, los fallidos procesos de reconversión y los nuevos retos económicos, que llevan a Asturias a un envejecimiento paulatino de la población y a la pérdida de peso económico y demográfico sin precedentes. Esto coincide con el crecimiento de las ciudades de Oviedo y Gijón, que reciben población de otros municipios asturianos, y la consolidación del comercio, infraestructuras y servicios, que son vistas como rentas de la época industrial. Se consolida el turismo (cultural, costero y rural), el crecimiento urbano de la costa, la decadencia del interior, etc. Gracias al mantenimiento del nivel del vida heredado del pasado, el centro de Asturias sigue pujando como zona metropolitana y esto también se ve reflejado en la arquitectura llamada del siglo XXI o nueva arquitectura. El ejemplo más destacado es el Centro Niemeyer, complejo cultural diseñado por el brasileño Óscar Niemeyer como agradecimiento por el Premio Príncipe de Asturias. El lugar escogido fue la ría de Avilés, confiando en un efecto Guggenheim, pensando en un proyecto mayor conocido como Isla de la Innovación que no se ha llegado a desarrollar. La pureza de las líneas, las elegantes curvas, colores, formas futuristas... muestran la inconfundible destreza del arquitecto de la ciudad de Brasilia, siendo una de las pocas de obras de Niemeyer que no se encuentran en América y la mayor de Europa. Como en otros lugares, se dejaron ver proyectos megalómanos como el Palacio de Congresos diseñado por Santiago Calatrava, que recibió muchas críticas, compuesto por oficinas, auditorio y centro comercial (este último cerrado). El arquitecto valenciano también diseñó un proyecto de tres rascacielos gemelos e inclinados para la entrada de Oviedo que finalmente fue desestimado. Como arquitectura contemporánea también destaca el Pabellón de Asturias para la Expo de Sevilla de 1992, efímera construcción que fue trasladada a Gijón en 1994 y es utilizado como centro cultural. Cerca de éste, en la Feria de Muestras, el Pabellón de Congresos y Exposiciones, de Jerónimo Junquera y Pérez Pita. El Centro tecnológico del acero en Avilés o algunos de los edificios del Parque Tecnológico de Gijón.
En las últimas décadas han proliferado en el espacio rural o urbanizaciones cercanas a núcleos de población, viviendas vanguardistas y modernas adaptadas al medio (Hotel La Rectoral de Taramundi), viviendas ecológicas o bloques de apartamentos de diseños originales como la playa de Poniente de Gijón. También se han llevado a cabo proyectos de ampliación de estructuras históricas como el Colegio Oficial de Arquitectos de Asturias en el barrio ovetense de El Campillín, el Museo Arqueológico de Asturias o las antiguas murallas de Gijón. También la reutilización de estructuras como el Comedor del colegio Jaime Borrás o la experimentación con la vivienda de protección pública.

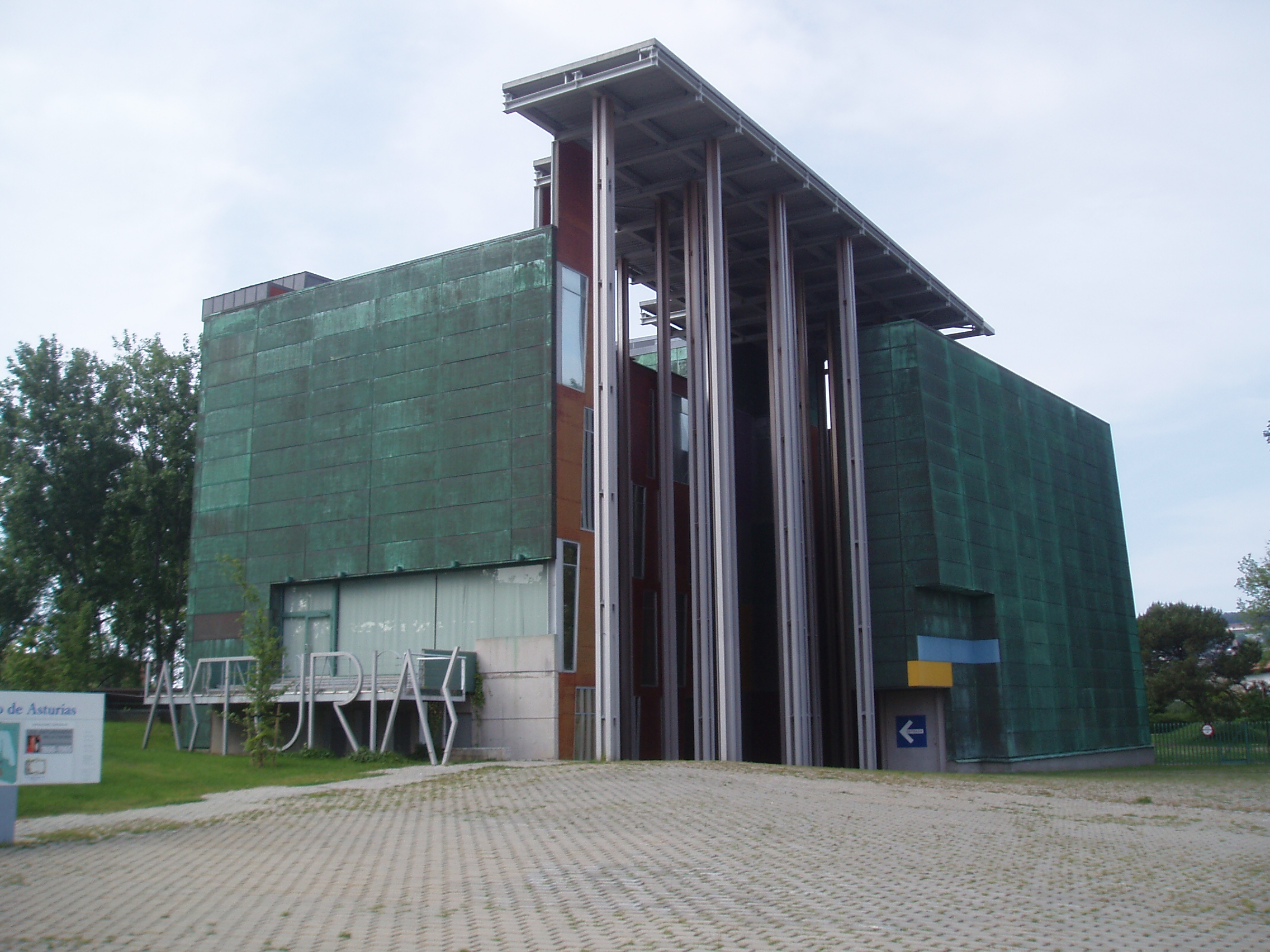
Pabellón de Asturias
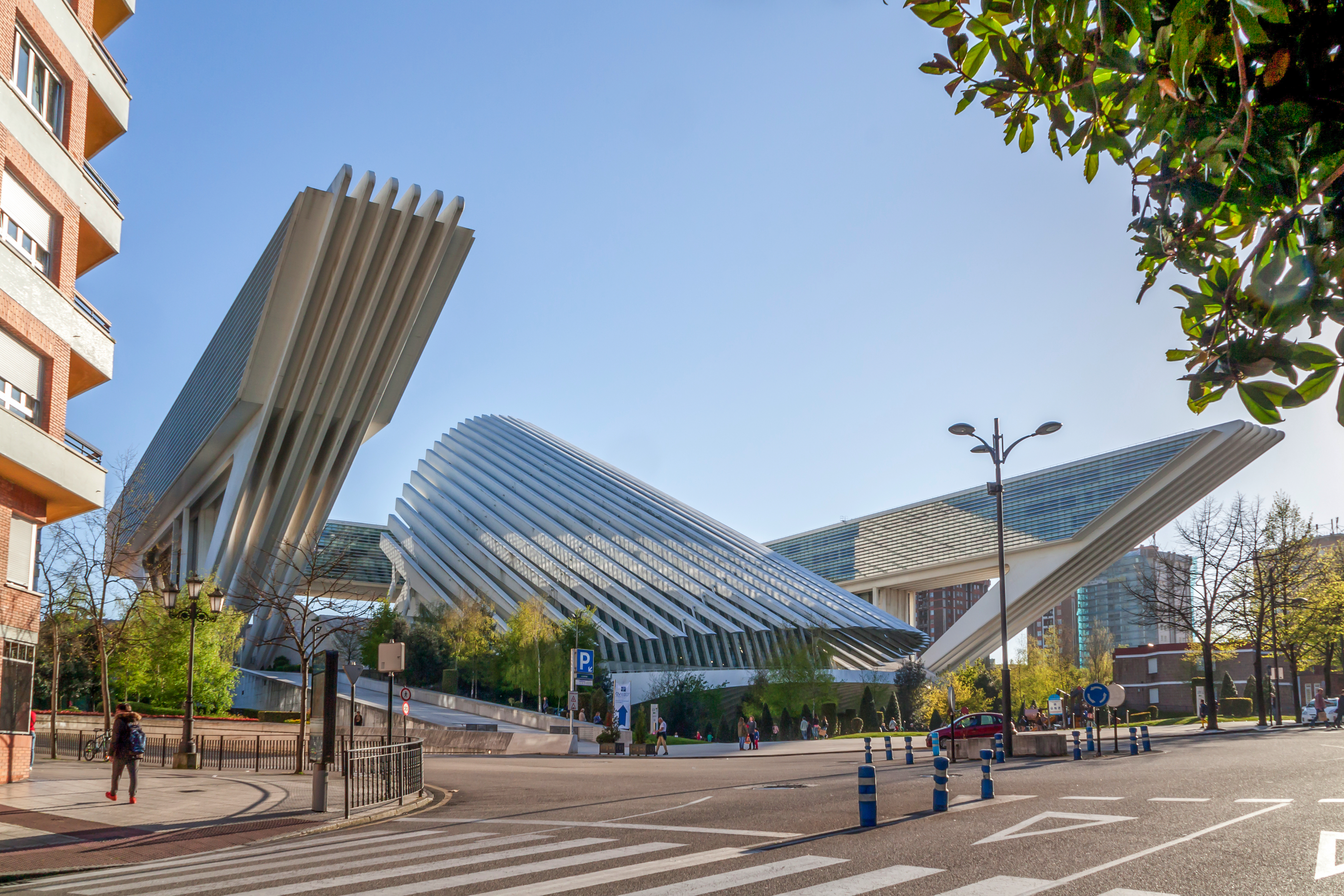
Palacio de Congresos de Oviedo
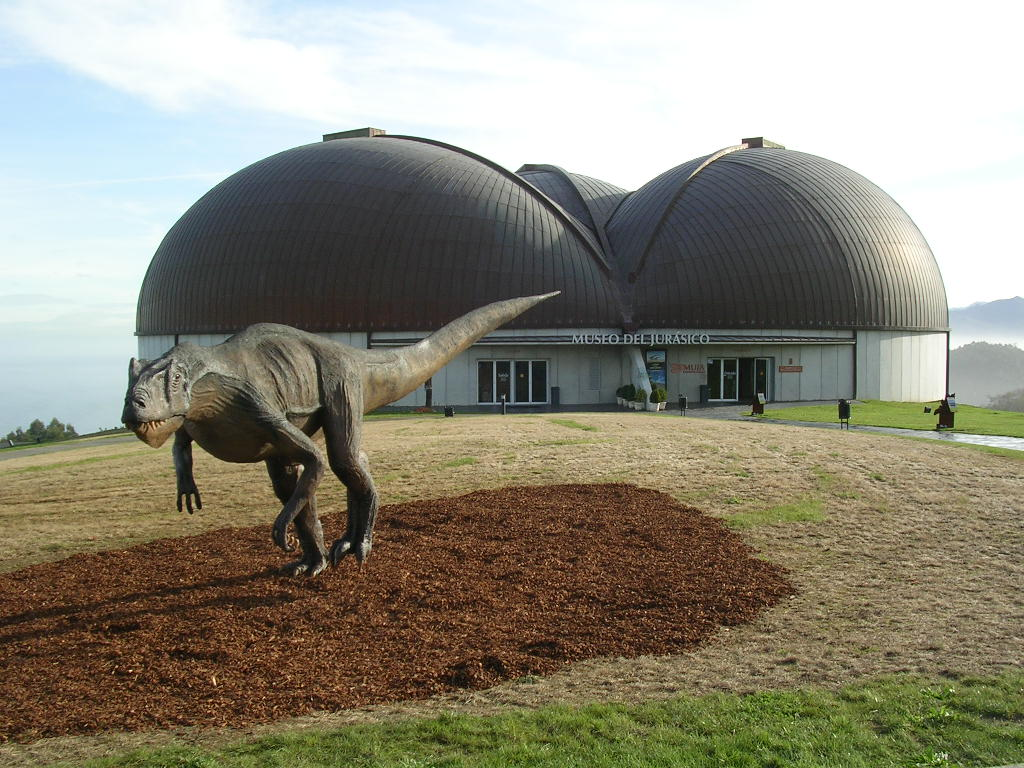
Museo Jurásico de Asturias
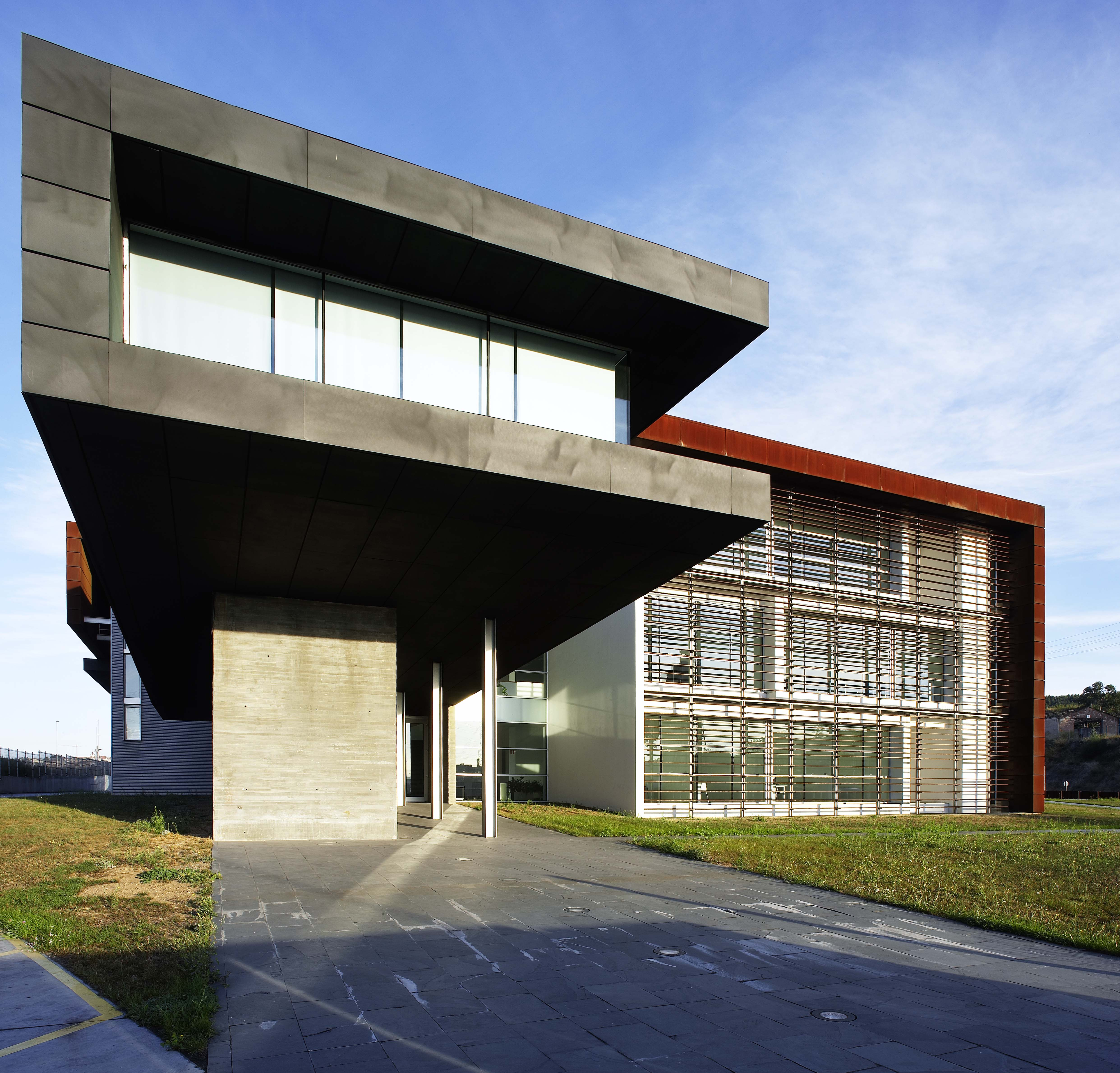
Centro Tecnlógico del Acero
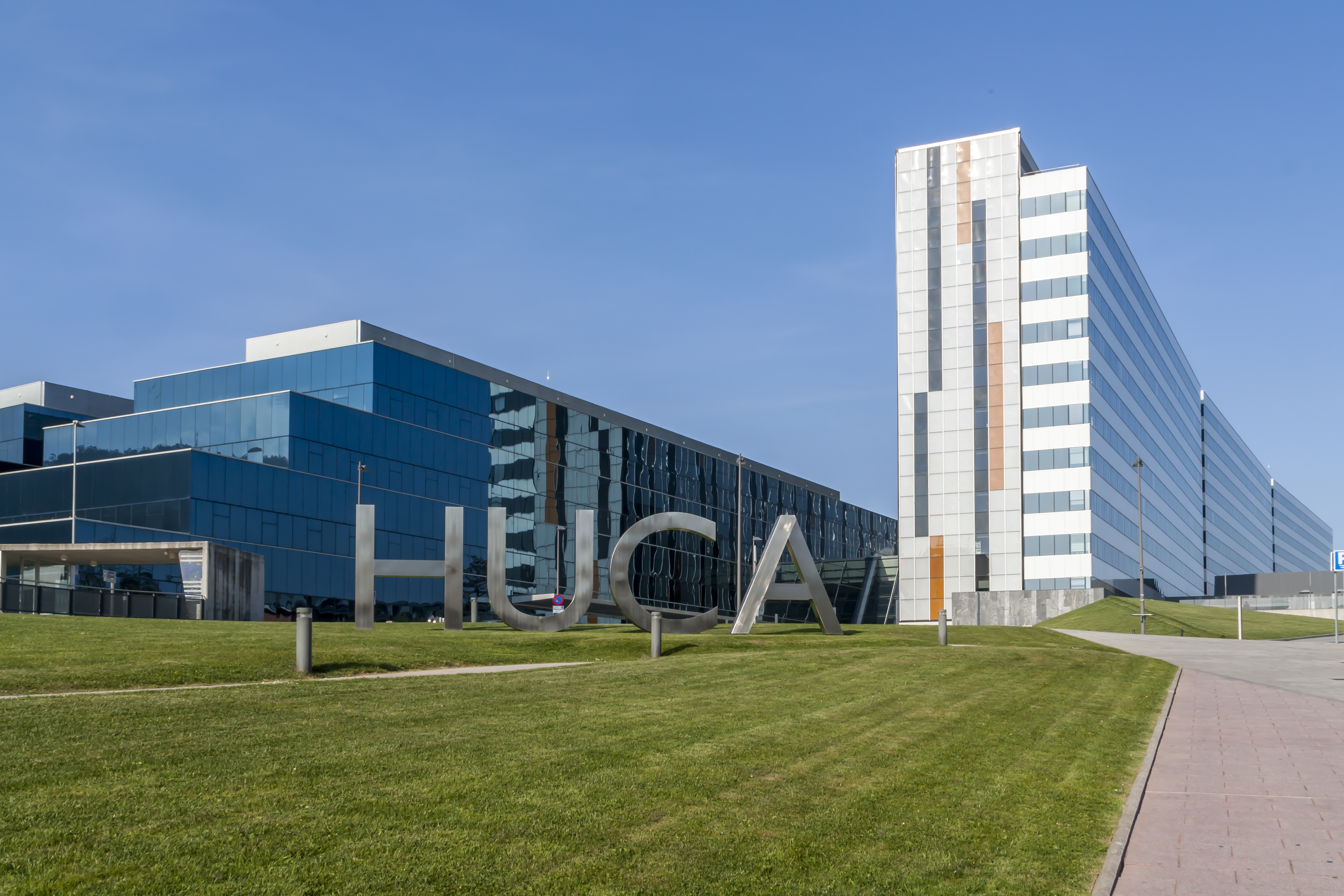
Hospital HUCA

#### Webgrafía
- Turismo Asturias
- Arteguías
- Asturnatura
- Arquitectura de Asturias
- Arquitectura de Oviedo
- Arquitectura de Gijón